# アイドルマスター シンデレラガールズの楽曲一覧
- アイドルマスターシリーズ > THE IDOLM@STERの楽曲一覧 > アイドルマスター シンデレラガールズの楽曲一覧
- アイドルマスターシリーズ > アイドルマスター シンデレラガールズ > アイドルマスター シンデレラガールズの楽曲一覧

アイドルマスター シンデレラガールズの楽曲一覧（アイドルマスター シンデレラガールズのがっきょくいちらん）は、メディアミックスプロジェクト『アイドルマスター』シリーズ内の、『アイドルマスター シンデレラガールズ』より展開した作品にて作成、もしくはカバーされた楽曲の一覧である。なお、登場キャラクターの声優に関しては特に記述が無い限り、原作ゲーム準拠とする。

## CD収録曲

### CDシングル収録曲

#### 『CINDERELLA MASTER』収録曲
Never say never
作詞：NBGI（八城雄太）、作詞・作曲：NBGI（遠山明孝）、編曲：関淳二郎、Rearrange Mix：鳥居克成
渋谷凛のソロ曲。
あんずのうた
作詞：NBGI（八城雄太）、作詞・作曲・編曲：NBGI（佐藤貴文）、Rearrange Mix：TAKT（TRYTONELABO）
双葉杏のソロ曲。
ショコラ・ティアラ
作詞：古屋真、作曲・編曲：NBGI（kyo）、Rearrange Mix：岡野裕次郎（TRYTONELABO）
収録作品
- アイドルマスター シンデレラガールズ スターライトステージ - 条件を満たすと使用可能

収録CD
- フルバージョン
  - THE IDOLM@STER CINDERELLA MASTER 003
    - ショコラ・ティアラ 歌：三村かな子

  - THE IDOLM@STER CINDERELLA GIRLS ANIMATION PROJECT 00 ST@RTER BEST
    - ショコラ・ティアラ 歌：三村かな子

- rearrange MIX
  - 346Pro IDOL selection vol.3
    - ショコラ・ティアラ -For Miria rearrange MIX- 歌：赤城みりあ

- クラブリミックス
  - THE IDOLM@STER CINDERELLA GIRLS 5thLIVE TOUR Serendipity Parade!!! SSA Original CD THE IDOLM@STER CINDERELLA GIRLS TO D@NCE TO
    - ショコラ・ティアラ -Before Sunrise Remix- by Ryo Watanabe

こいかぜ
作詞：貝田由里子、作曲・編曲：NBGI（椎名豪）、アレンジ：椎名豪
収録作品
- アイドルマスター ワンフォーオール - DLC（カタログ12号）で配信（スペシャルゲスト「高垣楓」専用楽曲）
- アイドルマスター シンデレラガールズ スターライトステージ - 条件を満たすと使用可能
- アイドルマスター ポップリンクス - アップデートで追加

収録CD
- フルバージョン
  - THE IDOLM@STER CINDERELLA MASTER 004
    - こいかぜ 歌：高垣楓

  - THE IDOLM@STER CINDERELLA MASTER こいかぜ -彩-
    - こいかぜ （4thLIVE MIX） 歌：高垣楓

- クラブリミックス
  - THE IDOLM@STER CINDERELLA GIRLS 5thLIVE TOUR Serendipity Parade!!! SSA Original CD THE IDOLM@STER CINDERELLA GIRLS TO D@NCE TO
    - こいかぜ -Night Wind Remix- by AJURIKA

- アレンジバージョン
  - THE IDOLM@STER CINDERELLA MASTER こいかぜ -彩-
    - こいかぜ -花葉- 歌：高垣楓
    - こいかぜ -紺碧- 歌：高垣楓

DOKIDOKIリズム
作詞・作曲・編曲：NBGI（佐藤貴文）、Rearrange Mix：マルヤマテツオ
収録作品
- アイドルマスター シンデレラガールズ スターライトステージ - 条件を満たすと使用可能
- アイドルマスター ポップリンクス - アップデートで追加

収録CD
- フルバージョン
  - THE IDOLM@STER CINDERELLA MASTER 005
    - DOKIDOKIリズム 歌：城ヶ崎莉嘉

  - THE IDOLM@STER CINDERELLA GIRLS ANIMATION PROJECT 00 ST@RTER BEST
    - DOKIDOKIリズム 歌：城ヶ崎莉嘉

- rearrange MIX
  - 346Pro IDOL selection vol.3
    - DOKIDOKIリズム  -For Chieri rearrange MIX- 歌：緒方智絵里

華蕾夢ミル狂詩曲〜魂ノ導〜
作詞：NBSI（東ノ獄彩）、作曲・編曲：NBSI（浩川卿中二）、編曲：NBSI（淵ヶ谷増二）、Rearrange Mix：TAKT（TRYTONELABO）
タイトルの読みは「つぼみゆめみるラプソディーア～アルマのみちびき～」。
収録作品
- アイドルマスター ワンフォーオール - DLC（カタログ創刊号）で配信（スペシャルゲスト「神崎蘭子」専用楽曲）
- アイドルマスター シンデレラガールズ スターライトステージ - 条件を満たすと使用可能

収録CD
- フルバージョン
  - THE IDOLM@STER CINDERELLA MASTER 006
    - 華蕾夢ミル狂詩曲〜魂ノ導〜 歌：神崎蘭子

  - THE IDOLM@STER CINDERELLA GIRLS ANIMATION PROJECT 00 ST@RTER BEST
    - 華蕾夢ミル狂詩曲〜魂ノ導〜 歌：神崎蘭子

- rearrange MIX
  - 346Pro IDOL selection vol.4
    - 華蕾夢ミル狂詩曲〜魂ノ導〜 -For Anzu rearrange MIX- 歌：双葉杏

おねだり Shall We 〜?
作詞・作曲・編曲：NBSI（佐藤貴文）、Rearrange Mix：滝澤俊輔（TRYTONELABO）
収録作品
- アイドルマスター シンデレラガールズ スターライトステージ - 条件を満たすと使用可能

収録CD
- フルバージョン
  - THE IDOLM@STER CINDERELLA MASTER 007
    - おねだり Shall We 〜? 歌：前川みく

  - THE IDOLM@STER CINDERELLA GIRLS ANIMATION PROJECT 00 ST@RTER BEST
    - おねだり Shall We 〜? 歌：前川みく

- rearrange MIX
  - 346Pro IDOL selection vol.4
    - おねだり Shall We 〜? -For Kanako rearrange MIX- 歌：三村かな子

ましゅまろ☆キッス
作詞・作曲・編曲：NBSI（トリ音）、Rearrange Mix：平清十郎（TRYTONELABO）
収録作品
- アイドルマスター シンデレラガールズ スターライトステージ - 条件を満たすと使用可能
- アイドルマスター ポップリンクス - アップデートで追加

収録CD
- フルバージョン
  - THE IDOLM@STER CINDERELLA MASTER 008
    - ましゅまろ☆キッス 歌：諸星きらり

  - THE IDOLM@STER CINDERELLA GIRLS ANIMATION PROJECT 00 ST@RTER BEST
    - ましゅまろ☆キッス 歌：諸星きらり

- rearrange MIX
  - 346Pro IDOL selection vol.4
    - ましゅまろ☆キッス -For Riina rearrange MIX- 歌：多田李衣菜

TOKIMEKIエスカレート
作詞：marhy、作曲・編曲：NBSI（内田哲也）
収録作品
- アイドルマスター シンデレラガールズ スターライトステージ - 条件を満たすと使用可能

収録CD
- フルバージョン
  - THE IDOLM@STER CINDERELLA MASTER 009
    - TOKIMEKIエスカレート 歌：城ヶ崎美嘉

- LIVE MIX
  - THE IDOLM@STER CINDERELLA GIRLS ANIMATION PROJECT 08 GOIN'!!!
    - TOKIMEKIエスカレート -LIVE MIX- 歌：城ヶ崎美嘉

- クラブリミックス
  - THE IDOLM@STER CINDERELLA GIRLS 5thLIVE TOUR Serendipity Parade!!! SSA Original CD THE IDOLM@STER CINDERELLA GIRLS TO D@NCE TO
    - TOKIMEKIエスカレート -Tropical Summer Nude Remix- by 石濱翔

S(mile)ING!
作詞：NBSI（八城雄太）、作曲・編曲：NBSI（Yoshi）、Rearrange Mix：平清十郎（TRYTONELABO）
収録作品
- アイドルマスター ワンフォーオール - DLC（カタログ9号）で配信（スペシャルゲスト「島村卯月」専用楽曲）
- アイドルマスター シンデレラガールズ スターライトステージ - 条件を満たすと使用可能
- アイドルマスター ポップリンクス - アップデートで追加

収録CD
- フルバージョン
  - THE IDOLM@STER CINDERELLA MASTER 010
    - S(mile)ING! 歌：島村卯月

  - THE IDOLM@STER CINDERELLA GIRLS ANIMATION PROJECT 00 ST@RTER BEST
    - S(mile)ING! 歌：島村卯月

- rearrange MIX
  - 346Pro IDOL selection vol.1
    - S(mile)ING! ～For Rin rearrange MIX～ 歌：渋谷凛

- LIVE MIX
  - THE IDOLM@STER CINDERELLA GIRLS ANIMATION PROJECT 2nd season 07 M@GIC☆
    - S(mile)ING! -LIVE MIX- 歌：島村卯月

- TV VERSION
  - THE IDOLM@STER CINDERELLA GIRLS ANIMATION PROJECT ORIGINAL SOUNDTRACK
    - S(mile)ING! （TV Version） 歌：島村卯月

Naked Romance
作詞・作曲・編曲：NBSI（遠山明孝）
収録作品
- アイドルマスター シンデレラガールズ スターライトステージ - 条件を満たすと使用可能

収録CD
- THE IDOLM@STER CINDERELLA MASTER 011
  - Naked Romance 歌：小日向美穂

Twilight Sky
作詞・作曲・編曲：NBSI（渡辺量）、Rearrange Mix：岡野裕次郎（TRYTONELABO）
収録作品
- アイドルマスター シンデレラガールズ スターライトステージ - 条件を満たすと使用可能

収録CD
- フルバージョン
  - THE IDOLM@STER CINDERELLA MASTER 012
    - Twilight Sky 歌：多田李衣菜

  - THE IDOLM@STER CINDERELLA GIRLS ANIMATION PROJECT 00 ST@RTER BEST
    - Twilight Sky 歌：多田李衣菜

  - CINDERELLA PARTY！ でれぱ音頭 ＼ドンドンカッ／
    - Twilight Sky 歌：多田李衣菜・前川みく

- rearrange MIX
  - 346Pro IDOL selection vol.5
    - Twilight Sky -For Rika rearrange MIX- 歌：城ヶ崎莉嘉

アップルパイ・プリンセス
作詞：NBSI（MC TC）、作詞・作曲・編曲：NBSI（おおくぼひろし）
収録作品
- アイドルマスター シンデレラガールズ スターライトステージ - 条件を満たすと使用可能

収録CD
- THE IDOLM@STER CINDERELLA MASTER 013
  - アップルパイ・プリンセス 歌：十時愛梨

Angel Breeze
作詞：高瀬愛虹、作曲・編曲：百引一
収録作品
- アイドルマスター シンデレラガールズ スターライトステージ - 条件を満たすと使用可能

収録CD
- THE IDOLM@STER CINDERELLA MASTER 014
  - Angel Breeze 歌：川島瑞樹

ミツボシ☆☆★
作詞：NBSI（八城雄太）、作曲・編曲：NBSI（kyo）、Rearrange Mix：TAKT（TRYTONELABO）
収録作品
- アイドルマスター ワンフォーオール - DLC（カタログ11号）で配信（スペシャルゲスト「本田未央」専用楽曲）
- アイドルマスター シンデレラガールズ スターライトステージ - 条件を満たすと使用可能
- アイドルマスター ポップリンクス - アップデートで追加

収録CD
- フルバージョン
  - THE IDOLM@STER CINDERELLA MASTER 015
    - ミツボシ☆☆★ 歌：本田未央

  - THE IDOLM@STER CINDERELLA GIRLS ANIMATION PROJECT 00 ST@RTER BEST
    - ミツボシ☆☆★ 歌：本田未央

- rearrange MIX
  - 346Pro IDOL selection vol.2
    - ミツボシ☆☆★ -For Minami rearrange MIX- 歌：新田美波

- クラブリミックス
  - THE IDOLM@STER CINDERELLA GIRLS 5thLIVE TOUR Serendipity Parade!!! SSA Original CD THE IDOLM@STER CINDERELLA GIRLS TO D@NCE TO
    - ミツボシ☆☆★ -Happily Ever After Remix- by ミト

お願い! シンデレラ
作詞：marhy、作曲・編曲：NBSI（内田哲也）、JAZZ Rearrange Mix：岡野裕次郎（TRYTONELABO）、しんげきRemix：坪田修平（TRYTONELABO）
アイドルマスター シンデレラガールズのCMソング。
収録作品
- アイドルマスター ワンフォーオール - DLC（カタログ14号）で配信（スペシャルゲスト「ニュージェネレーションズ」専用楽曲）
- アイドルマスター シンデレラガールズ スターライトステージ - 最初から使用可能
- アイドルマスター シンデレラガールズ ビューイングレボリューション - 最初から使用可能
- アイドルマスター ポップリンクス - 最初から使用可能
- アイドルマスター スターリットシーズン - 最初から使用可能 歌：安部菜々・神崎蘭子・城ヶ崎美嘉・双葉杏・諸星きらり・高垣楓・春日未来・最上静香・伊吹翼・白石紬・桜守歌織
- アイドルマスター ツアーズ - 初期状態から使用可能

収録CD
- M@STER VERSION
  - THE IDOLM@STER CINDERELLA MASTER お願い！シンデレラ
    - お願い! シンデレラ（M@STER VERSION） 歌：THE IDOLM@STER CINDERELLA GIRLS
    - お願い! シンデレラ（Cute VERSION） 歌：CINDERELLA GIRLS for Cute!
    - お願い! シンデレラ（Cool VERSION） 歌：CINDERELLA GIRLS for Cool!
    - お願い! シンデレラ（Passion VERSION） 歌：CINDERELLA GIRLS for Passion!
    - お願い! シンデレラ（ハピ☆ハピver.） 歌：CINDERELLA GIRLS for あんきら

  - THE IDOLM@STER CINDERELLA GIRLS 1st LIVE WONDERFUL M@GIC!! "お願い！シンデレラ" ソロ・リミックス
    - お願い! シンデレラ（M@STER VERSION） 島村卯月ソロ・リミックス 歌：島村卯月
    - お願い! シンデレラ（M@STER VERSION） 小日向美穂ソロ・リミックス 歌：小日向美穂
    - お願い! シンデレラ（M@STER VERSION） 三村かな子ソロ・リミックス 歌：三村かな子
    - お願い! シンデレラ（M@STER VERSION） 渋谷凛ソロ・リミックス 歌：渋谷凛
    - お願い! シンデレラ（M@STER VERSION） 多田李衣菜ソロ・リミックス 歌：多田李衣菜
    - お願い! シンデレラ（M@STER VERSION） 神崎蘭子ソロ・リミックス 歌：神崎蘭子
    - お願い! シンデレラ（M@STER VERSION） 本田未央ソロ・リミックス 歌：本田未央
    - お願い! シンデレラ（M@STER VERSION） 城ヶ崎美嘉ソロ・リミックス 歌：城ヶ崎美嘉
    - お願い! シンデレラ（M@STER VERSION） 城ヶ崎莉嘉ソロ・リミックス 歌：城ヶ崎莉嘉
    - お願い! シンデレラ（ハピ☆ハピver.） 諸星きらりソロ・リミックス 歌：諸星きらり
    - お願い! シンデレラ（ハピ☆ハピver.） 双葉杏ソロ・リミックス 歌：双葉杏

  - THE IDOLM@STER ORIGINAL CD SET -1111 BRIGHTS and MAGICS-
    - お願い! シンデレラ 歌：天海春香

  - THE IDOLM@STER CINDERELLA GIRLS ANIMATION PROJECT 01 Star!!
    - お願い! シンデレラ 歌：高垣楓・城ヶ崎美嘉・小日向美穂・十時愛梨・川島瑞樹・日野茜・輿水幸子・佐久間まゆ・白坂小梅

  - アイドルマスター シンデレラガールズ WILD WIND GIRL 第1巻 特装版 特典CD
    - お願い! シンデレラ（M@STER VERSION） 歌：藤本里奈

  - アイドルマスター シンデレラガールズ WILD WIND GIRL 第2巻 特装版 特典CD
    - お願い! シンデレラ（M@STER VERSION） 歌：片桐早苗

  - アイドルマスター シンデレラガールズ U149 第1巻 特別版 特典CD
    - お願い! シンデレラ（M@STER VERSION） 歌：橘ありす

  - アイドルマスター シンデレラガールズ U149 第2巻 特別版 特典CD
    - お願い! シンデレラ（M@STER VERSION） 歌：結城晴

  - THE IDOLM@STER STARLIT SEASON 01
    - お願い! シンデレラ 歌：安部菜々・神崎蘭子・城ヶ崎美嘉・双葉杏・諸星きらり・高垣楓・春日未来・最上静香・伊吹翼・白石紬・桜守歌織

  - THE IDOLM@STER STARLIT SEASON 04
    - お願い! シンデレラ 歌：星井美希・四条貴音・我那覇響

  - THE IDOLM@STER CINDERELLA GIRLS U149 ANIMATION MASTER 04 ゼロトゥワン!!
    - お願い! シンデレラ 歌：古賀小春

  - THE IDOLM@STER CINDERELLA MASTER Dreamy Anniversary ＆ Next Chapter
    - お願い！シンデレラ（M@STER VERSION）望月聖ソロ・リミックス 歌：望月聖
    - お願い！シンデレラ（M@STER VERSION）ライラソロ・リミックス 歌：ライラ

  - THE IDOLM@STER CINDERELLA MASTER パジャマジャマ ＆ この恋の解を答えなさい
    - お願い！シンデレラ（M@STER VERSION）大石泉ソロ・リミックス 歌：大石泉

  - THE IDOLM@STER CINDERELLA MASTER WINTER and WINDOW
    - お願い！シンデレラ（M@STER VERSION）イヴ・サンタクロースソロ・リミックス 歌：イヴ・サンタクロース

  - THE IDOLM@STER CINDERELLA GIRLS U149 ソラシドリームパーティー会場オリジナルCD
    - お願い！シンデレラ U149プロデューサーソロ・リミックス　歌：米内P

- JAZZ Rearrange Mix
  - THE IDOLM@STER CINDERELLA GIRLS -ANIMATION FIRST SET- 封入特典CD
    - お願い! シンデレラ -JAZZ Rearrange Mix- 歌：島村卯月・渋谷凛・本田未央
    - お願い! シンデレラ -JAZZ Rearrange Mix- 歌：島村卯月
    - お願い! シンデレラ -JAZZ Rearrange Mix- 歌：渋谷凛
    - お願い! シンデレラ -JAZZ Rearrange Mix- 歌：本田未央

- NON STOP REMIX
  - THE IDOLM@STER CINDERELLA GIRLS 4thLIVE TriCastle Story SPECIAL LIVE ALBUM
    - お願い! シンデレラ / from "346 Castle" 歌：THE IDOLM@STER CINDERELLA GIRLS

  - THE IDOLM@STER CINDERELLA GIRLS 5thLIVE TOUR Serendipity Parade!!! SPECIAL LIVE ALBUM Vol.3
    - お願い! シンデレラ / from "SSA DAY2" 歌：THE IDOLM@STER CINDERELLA GIRLS

- しんげきRemix
  - THE IDOLM@STER CINDERELLA GIRLS LITTLE STARS! Blooming Days
    - お願い! シンデレラ - しんげきRemix - 歌：島村卯月・小日向美穂

- VOCAL LESSON VERSION
  - THE IDOLM@STER CINDERELLA GIRLS U149 ANIMATION MASTER 07 ORIGINAL SOUNDTRACK
    - お願い! シンデレラ（VOCAL LESSON VERSION） 歌：橘ありす

熱血乙女A
作詞：mft、作曲：NBSI（Jesahm）、編曲：日比野裕史
収録作品
- アイドルマスター シンデレラガールズ スターライトステージ - 条件を満たすと使用可能

収録CD
- THE IDOLM@STER CINDERELLA MASTER 016
  - 熱血乙女A 歌：日野茜

Romantic Now
作詞：NBSI（MC TC）、作曲・編曲：NBSI（Taku Inoue）、Rearrange Mix：TAKT（TRYTONELABO）
収録作品
- アイドルマスター シンデレラガールズ スターライトステージ - 条件を満たすと使用可能

収録CD
- フルバージョン
  - THE IDOLM@STER CINDERELLA MASTER 017
    - Romantic Now 歌：赤城みりあ

  - THE IDOLM@STER CINDERELLA GIRLS ANIMATION PROJECT 00 ST@RTER BEST
    - Romantic Now 歌：赤城みりあ

  - THE IDOLM@STER CINDERELLA GIRLS U149 ANIMATION MASTER 02 よりみちリトルスター
    - Romantic Now 歌：赤城みりあ

- rearrange MIX
  - 346Pro IDOL selection vol.1
    - Romantic Now ～For Uzuki rearrange MIX～ 歌：島村卯月

メルヘンデビュー!
作詞：夕野ヨシミ（IOSYS）、作曲・編曲：ARM（IOSYS）
収録作品
- アイドルマスター シンデレラガールズ スターライトステージ - 条件を満たすと使用可能

収録CD
- THE IDOLM@STER CINDERELLA MASTER 018
  - メルヘンデビュー! 歌：安部菜々

ヴィーナスシンドローム
作詞：古屋真、作曲・編曲：NBSI（kyo）、Rearrange Mix：TAKT（TRYTONELABO）
収録作品
- アイドルマスター シンデレラガールズ スターライトステージ - 条件を満たすと使用可能

収録CD
- フルバージョン
  - THE IDOLM@STER CINDERELLA MASTER 019
    - ヴィーナスシンドローム 歌：新田美波

  - THE IDOLM@STER CINDERELLA GIRLS ANIMATION PROJECT 00 ST@RTER BEST
    - ヴィーナスシンドローム 歌：新田美波

- rearrange MIX
  - 346Pro IDOL selection vol.3
    - ヴィーナスシンドローム -For Ranko rearrange MIX- 歌：神崎蘭子

To my darling…
作詞：NBSI（Mitsu）、作曲：NBSI（平井克明）、編曲：橋本由香利
収録作品
- アイドルマスター シンデレラガールズ スターライトステージ - 条件を満たすと使用可能

収録CD
- THE IDOLM@STER CINDERELLA MASTER 020
  - To my darling… 歌：輿水幸子

輝く世界の魔法
作詞：yura、作曲：小西裕子、編曲：原田ナオ、しんげきRemix：坪田修平（TRYTONELABO）
第2回総選挙上位5名用の新曲。
収録作品
- GAME VERSION
  - アイドルマスター シンデレラガールズ スターライトステージ - 最初から使用可能

- クラブリミックス
  - アイドルマスター シンデレラガールズ スターライトステージ - 条件を満たすと使用可能

収録CD
- M@STER VERSION
  - THE IDOLM@STER CINDERELLA MASTER 輝く世界の魔法
    - 輝く世界の魔法（M@STER VERSION） 歌：THE IDOLM@STER CINDERELLA GIRLS!
    - 輝く世界の魔法（NEW GENERATIONS VERSION） 歌：CINDERELLA GIRLS for new generations

  - THE IDOLM@STER CINDERELLA GIRLS 10th ANNIVERSARY M@GICAL WONDERLAND TOUR!!! MerryMaerchen Land オリジナルCD
    - 輝く世界の魔法（M@STER VERSION） 神崎蘭子ソロ・リミックス　歌：神崎蘭子
    - 輝く世界の魔法（M@STER VERSION） アナスタシアソロ・リミックス　歌：アナスタシア
    - 輝く世界の魔法（M@STER VERSION） 高垣楓ソロ・リミックス　歌：高垣楓
    - 輝く世界の魔法（M@STER VERSION） 輿水幸子ソロ・リミックス　歌：輿水幸子
    - 輝く世界の魔法（M@STER VERSION） 渋谷凛ソロ・リミックス　歌：渋谷凛
    - 輝く世界の魔法（M@STER VERSION） 島村卯月ソロ・リミックス　歌：島村卯月
    - 輝く世界の魔法（M@STER VERSION） 本田未央ソロ・リミックス　歌：本田未央

- しんげきRemix
  - THE IDOLM@STER CINDERELLA GIRLS LITTLE STARS! 秋めいて Ding Dong Dang!
    - 輝く世界の魔法 - しんげきRemix- 歌：アナスタシア・渋谷凛

- クラブリミックス
  - THE IDOLM@STER CINDERELLA GIRLS STARLIGHT MASTER 24 Trinity Field
    - 輝く世界の魔法 -Magical Step Forward Remix-  by AJURIKA

エヴリデイドリーム
作詞：NBGI（八城雄太）、作曲・編曲：滝澤俊輔（TRYTONELABO）
収録作品
- アイドルマスター シンデレラガールズ スターライトステージ - 条件を満たすと使用可能
- アイドルマスター ポップリンクス - アップデートで追加

収録CD
- THE IDOLM@STER CINDERELLA MASTER 021
  - エヴリデイドリーム 歌：佐久間まゆ

小さな恋の密室事件
作詞：NBGI（八城雄太）、作詞・作曲・編曲：NBSI（佐藤貴文） 
収録作品
- アイドルマスター シンデレラガールズ スターライトステージ - 条件を満たすと使用可能

収録CD
- THE IDOLM@STER CINDERELLA MASTER 022
  - 小さな恋の密室事件 歌：白坂小梅

風色メロディ
作詞・作曲・編曲：NBSI（トリ音）、Rearrange Mix：岡野裕次郎（TRYTONELABO）
収録作品
- アイドルマスター シンデレラガールズ スターライトステージ - 条件を満たすと使用可能

収録CD
- フルバージョン
  - THE IDOLM@STER CINDERELLA MASTER 023
    - 風色メロディ 歌：緒方智絵里

  - THE IDOLM@STER CINDERELLA GIRLS ANIMATION PROJECT 00 ST@RTER BEST
    - 風色メロディ 歌：緒方智絵里

- rearrange MIX
  - 346Pro IDOL selection vol.2
    - 風色メロディ -For Mio rearrange MIX- 歌：本田未央

You're stars shine on me
作詞：貝田由里子、作曲・編曲：NBSI（小林啓樹）、Rearrange Mix：平清十郎（TRYTONELABO）
収録作品
- アイドルマスター シンデレラガールズ スターライトステージ - 条件を満たすと使用可能

収録CD
- フルバージョン
  - THE IDOLM@STER CINDERELLA MASTER 024
    - You're stars shine on me 歌：アナスタシア

  - THE IDOLM@STER CINDERELLA GIRLS ANIMATION PROJECT 00 ST@RTER BEST
    - You're stars shine on me 歌：アナスタシア

- rearrange MIX
  - 346Pro IDOL selection vol.5
    - You're stars shine on me -For Miku rearrange MIX- 歌：前川みく

お散歩カメラ
作詞・作曲：イズミカワソラ、編曲：今泉洋
収録作品
- アイドルマスター シンデレラガールズ スターライトステージ - 条件を満たすと使用可能

収録CD
- THE IDOLM@STER CINDERELLA MASTER 025
  - お散歩カメラ 歌：高森藍子

毒茸伝説
作詞：桜アス恵、作詞・作曲・編曲：NBSI（LindaAI-CUE）
収録作品
- アイドルマスター シンデレラガールズ スターライトステージ - 条件を満たすと使用可能

収録CD
- THE IDOLM@STER CINDERELLA MASTER 026
  - 毒茸伝説 歌：星輝子

2nd SIDE
作詞・作曲・編曲：ESTi
収録作品
- アイドルマスター シンデレラガールズ スターライトステージ - 条件を満たすと使用可能

収録CD
- フルバージョン
  - THE IDOLM@STER CINDERELLA MASTER 027
    - 2nd SIDE 歌：神谷奈緒

- クラブリミックス
  - THE IDOLM@STER CINDERELLA GIRLS 5thLIVE TOUR Serendipity Parade!!! SSA Original CD THE IDOLM@STER CINDERELLA GIRLS TO D@NCE TO
    - 2nd SIDE -雨あがり Remix- by Hiroshi Okubo

薄荷 -ハッカ-
作詞：いつきおと、作曲・編曲：泉典孝
収録作品
- アイドルマスター シンデレラガールズ スターライトステージ - 条件を満たすと使用可能

収録CD
- THE IDOLM@STER CINDERELLA MASTER 028
  - 薄荷 -ハッカ- 歌：北条加蓮

花簪 HANAKANZASHI
作詞：夕野ヨシミ（IOSYS）、作曲・編曲：ARM（IOSYS）
収録作品
- アイドルマスター シンデレラガールズ スターライトステージ - 条件を満たすと使用可能

収録CD
- THE IDOLM@STER CINDERELLA MASTER 029
  - 花簪 HANAKANZASHI 歌：小早川紗枝

ミラクルテレパシー
作詞・作曲・編曲：日暮裕紀
収録作品
- アイドルマスター シンデレラガールズ スターライトステージ - 条件を満たすと使用可能

収録CD
- THE IDOLM@STER CINDERELLA MASTER 030
  - ミラクルテレパシー 歌：堀裕子

We're the friends!
作詞：森由里子、作曲・編曲：藤末樹
第3回総選挙各タイプ別上位3名ずつ、計9名用の新曲。
収録作品
- アイドルマスター シンデレラガールズ スターライトステージ - 条件を満たすと使用可能

収録CD
- THE IDOLM@STER CINDERELLA MASTER We're the friends!
  - We're the friends! 歌：THE IDOLM@STER CINDERELLA GIRLS!!

- THE IDOLM@STER CINDERELLA GIRLS ANIMATION PROJECT 2nd season 03
  - We're the friends! 歌：* (Asterisk)

- アイドルマスター シンデレラガールズ劇場　すぷりんぐふぇすてぃばる 2018　会場オリジナルCD
  - We're the friends! 渋谷凛ソロ・リミックス 歌：渋谷凛
  - We're the friends! 鷺沢文香ソロ・リミックス 歌：鷺沢文香
  - We're the friends! 高垣楓ソロ・リミックス 歌：高垣楓
  - We're the friends! 安部菜々ソロ・リミックス 歌：安部菜々
  - We're the friends! 緒方智絵里ソロ・リミックス 歌：緒方智絵里
  - We're the friends! 島村卯月ソロ・リミックス 歌：島村卯月
  - We're the friends! 本田未央ソロ・リミックス 歌：本田未央
  - We're the friends! 姫川友紀ソロ・リミックス 歌：姫川友紀
  - We're the friends! 高森藍子ソロ・リミックス 歌：高森藍子

メッセージ
作詞：遠藤フビト、作曲・編曲：滝澤俊輔（TRYTONELABO）、しんげきRemix：坪田修平（TRYTONELABO）
第3回総選挙総合上位5名用の新曲。
収録作品
- アイドルマスター シンデレラガールズ スターライトステージ - 条件を満たすと使用可能

収録CD
- フルバージョン
  - THE IDOLM@STER CINDERELLA MASTER We're the friends!
    - メッセージ 歌：THE IDOLM@STER CINDERELLA GIRLS for BEST5!

  - THE IDOLM@STER CINDERELLA GIRLS ANIMATION PROJECT 01 Star!!
    - メッセージ 歌：島村卯月・渋谷凛・本田未央

  - アイドルマスター シンデレラガールズ劇場　すぷりんぐふぇすてぃばる 2018　会場オリジナルCD
    - メッセージ 渋谷凛ソロ・リミックス 歌：渋谷凛
    - メッセージ 安部菜々ソロ・リミックス 歌：安部菜々
    - メッセージ 緒方智絵里ソロ・リミックス 歌：緒方智絵里
    - メッセージ 島村卯月ソロ・リミックス 歌：島村卯月
    - メッセージ 本田未央ソロ・リミックス 歌：本田未央

- クラブリミックス
  - THE IDOLM@STER CINDERELLA GIRLS 5thLIVE TOUR Serendipity Parade!!! SSA Original CD THE IDOLM@STER CINDERELLA GIRLS TO D@NCE TO
    - メッセージ -Future PicoPico Remix- by ヒゲドライバー

- しんげきRemix
  - THE IDOLM@STER CINDERELLA GIRLS LITTLE STARS! Blooming Days
    - メッセージ - しんげきRemix - 歌：安部菜々・緒方智絵里

Bright Blue
作詞：marhy、作曲・編曲：BNSI（kyo）
収録作品
- アイドルマスター シンデレラガールズ スターライトステージ - 条件を満たすと使用可能

収録CD
- THE IDOLM@STER CINDERELLA MASTER 031
  - Bright Blue 歌：鷺沢文香

気持ちいいよね　一等賞！
作詞：Funta3、作曲・編曲：Funta7
収録作品
- アイドルマスター シンデレラガールズ スターライトステージ - 条件を満たすと使用可能

収録CD
- THE IDOLM@STER CINDERELLA MASTER 032
  - 気持ちいいよね　一等賞！ 歌：姫川友紀

き・ま・ぐ・れ☆Cafe au lait!
作詞：BNSI（Mitsu）、作曲・編曲：BNSI（Yoshi）、編曲：平清十郎（TRYTONELABO）
収録作品
- アイドルマスター シンデレラガールズ スターライトステージ - 条件を満たすと使用可能

収録CD
- THE IDOLM@STER CINDERELLA MASTER 033
  - き・ま・ぐ・れ☆Cafe au lait! 歌：宮本フレデリカ

Hotel Moonside
作詞：BNSI（MC TC）、作曲・編曲：BNSI（Taku Inoue）
後に、「3rd LIVE シンデレラの舞踏会」で披露された際のオリジナルイントロや、歓声、エフェクトなどを追加したExtended Live Versionが配信限定で販売された。
収録作品
- アイドルマスター シンデレラガールズ スターライトステージ - 条件を満たすと使用可能

収録CD
- フルバージョン
  - THE IDOLM@STER CINDERELLA MASTER 034
    - Hotel Moonside 歌：速水奏

- LIVE MIX
  - Hotel Moonside（Extended Live Version）
    - Hotel Moonside（Extended Live Version） 歌：速水奏

- クラブリミックス
  - THE IDOLM@STER CINDERELLA GIRLS 5thLIVE TOUR Serendipity Parade!!! SSA Original CD THE IDOLM@STER CINDERELLA GIRLS TO D@NCE TO
    - Hotel Moonside -Take me away from Metropolis Remix- by 烏屋茶房

みんなのきもち
作詞・作曲・編曲：BNSI（佐藤貴文）
収録作品
- アイドルマスター シンデレラガールズ スターライトステージ - 条件を満たすと使用可能

収録CD
- THE IDOLM@STER CINDERELLA MASTER 035
  - みんなのきもち 歌：市原仁奈

- THE IDOLM@STER CINDERELLA GIRLS U149 ANIMATION MASTER 02 よりみちリトルスター
  - みんなのきもち 歌：市原仁奈

Absolute NIne
作詞・作曲・編曲：hisakuni
第4回総選挙各タイプ別上位3名ずつ、計9名用の新曲。
収録作品
- アイドルマスター シンデレラガールズ スターライトステージ - イベント配信

収録CD
- THE IDOLM@STER CINDERELLA MASTER Absolute NIne
  - Absolute NIne 歌：THE IDOLM@STER CINDERELLA GIRLS!!

- THE IDOLM@STER CINDERELLA GIRLS ANIMATION PROJECT ORIGINAL SOUNDTRACK
  - Absolute NIne 歌：new generations

- アイドルマスター シンデレラガールズ WILD WIND GIRL 第1巻 特装版 特典CD
  - Absolute NIne 歌：向井拓海

- THE IDOLM@STER CINDERELLA GIRLS 10th ANNIVERSARY M@GICAL WONDERLAND TOUR!!! MerryMaerchen Land オリジナルCD
  - Absolute NIne 塩見周子ソロ・リミックス　歌：塩見周子
  - Absolute NIne 高垣楓ソロ・リミックス　歌：高垣楓
  - Absolute NIne 渋谷凛ソロ・リミックス　歌：渋谷凛
  - Absolute NIne 前川みくソロ・リミックス　歌：前川みく
  - Absolute NIne 一ノ瀬志希ソロ・リミックス　歌：一ノ瀬志希
  - Absolute NIne 島村卯月ソロ・リミックス　歌：島村卯月
  - Absolute NIne 相葉夕美ソロ・リミックス　歌：相葉夕美
  - Absolute NIne 城ヶ崎美嘉ソロ・リミックス　歌：城ヶ崎美嘉
  - Absolute NIne 向井拓海ソロ・リミックス　歌：向井拓海

つぼみ
作詞：桜アス恵、作曲・編曲：滝澤俊輔（TRYTONELABO）
第4回総選挙総合上位5名用の新曲。
収録作品
- アイドルマスター シンデレラガールズ スターライトステージ - イベント配信

収録CD
- THE IDOLM@STER CINDERELLA MASTER Absolute NIne
  - つぼみ 歌：THE IDOLM@STER CINDERELLA GIRLS for BEST5!

- THE IDOLM@STER CINDERELLA GIRLS ANIMATION PROJECT 2nd season 06
  - つぼみ 歌：本田未央

収録CD
- THE IDOLM@STER CINDERELLA GIRLS 10th ANNIVERSARY M@GICAL WONDERLAND TOUR!!! MerryMaerchen Land オリジナルCD
  - つぼみ 塩見周子ソロ・リミックス　歌：塩見周子
  - つぼみ 前川みくソロ・リミックス　歌：前川みく
  - つぼみ 高垣楓ソロ・リミックス　歌：高垣楓
  - つぼみ 相葉夕美ソロ・リミックス　歌：相葉夕美
  - つぼみ 一ノ瀬志希ソロ・リミックス　歌：一ノ瀬志希

in fact
作詞・作曲：Maiko Fujita、編曲：川田瑠夏
収録作品
- アイドルマスター シンデレラガールズ スターライトステージ - 条件を満たすと使用可能

収録CD
- THE IDOLM@STER CINDERELLA MASTER 036
  - in fact 歌：橘ありす

Can't stop!!
作詞：磯谷佳江、作曲：小野貴光、編曲：玉木千尋
収録作品
- アイドルマスター シンデレラガールズ スターライトステージ - 条件を満たすと使用可能

収録CD
- THE IDOLM@STER CINDERELLA MASTER 037
  - Can't stop!! 歌：片桐早苗

秘密のトワレ
作詞・作曲・編曲：ササキトモコ
収録作品
- アイドルマスター シンデレラガールズ スターライトステージ - 条件を満たすと使用可能
- アイドルマスター ポップリンクス - アップデートで追加

収録CD
- フルバージョン
  - THE IDOLM@STER CINDERELLA MASTER 038
    - 秘密のトワレ 歌：一ノ瀬志希

- クラブリミックス
  - THE IDOLM@STER CINDERELLA GIRLS 5thLIVE TOUR Serendipity Parade!!! SSA Original CD THE IDOLM@STER CINDERELLA GIRLS TO D@NCE TO
    - 秘密のトワレ -Midnight Lab Remix- by Taku Inoue

青の一番星
作詞：夕野ヨシミ（IOSYS）、作曲・編曲：ARM（IOSYS）
収録作品
- アイドルマスター シンデレラガールズ スターライトステージ - 条件を満たすと使用可能

収録CD
- THE IDOLM@STER CINDERELLA MASTER 039
  - 青の一番星 歌：塩見周子

ラヴィアンローズ
作詞：小金井つくも、作曲・編曲：渡部チェル
収録作品
- アイドルマスター シンデレラガールズ スターライトステージ - 条件を満たすと使用可能

収録CD
- THE IDOLM@STER CINDERELLA MASTER 040 
  - ラヴィアンローズ 歌：櫻井桃華

Radio Happy
作詞：BNSI（MC TC）、作曲・編曲：BNSI（Taku Inoue） 
収録作品
- アイドルマスター シンデレラガールズ スターライトステージ - 条件を満たすと使用可能
- アイドルマスター ポップリンクス - アップデートで追加

収録CD
- THE IDOLM@STER CINDERELLA MASTER 041 
  - Radio Happy 歌：大槻唯

恋色エナジー
作詞：ミズノゲンキ、作曲・編曲：睦月周平
収録作品
- アイドルマスター シンデレラガールズ スターライトステージ - 条件を満たすと使用可能

収録CD
- THE IDOLM@STER CINDERELLA MASTER 042 
  - 恋色エナジー 歌：中野有香

共鳴世界の存在論
作詞・作曲・編曲：烏屋茶房
タイトルの読みは「きょうめいせかいのオントロジー」。
収録作品
- アイドルマスター シンデレラガールズ スターライトステージ - 条件を満たすと使用可能

収録CD
- THE IDOLM@STER CINDERELLA MASTER 043 
  - 共鳴世界の存在論 歌：二宮飛鳥

lilac time
作詞・作曲・編曲：橋本由香利、ピクニックライブ・アコースティックバージョンアレンジ：坪田修平（TRYTONELABO）
収録作品
- アイドルマスター シンデレラガールズ スターライトステージ - 条件を満たすと使用可能

収録CD
- フルバージョン
  - THE IDOLM@STER CINDERELLA MASTER 044 
    - lilac time 歌：相葉夕美

- ピクニックライブ・アコースティックバージョン
  - THE IDOLM@STER CINDERELLA GIRLS LITTLE STARS! エチュードは1曲だけ
    - lilac time ピクニックライブ Acoustic Ver. 歌：相葉夕美

恋のHamburg♪
作詞・作曲：BNSI（柿埜嘉奈子）、編曲：BNSI（kyo）
収録作品
- アイドルマスター シンデレラガールズ スターライトステージ - 条件を満たすと使用可能

収録CD
- THE IDOLM@STER CINDERELLA MASTER 045 
  - 恋のHamburg♪ 歌：五十嵐響子

Take me☆Take you　
作詞：渡部紫緒、作曲・編曲：坂部剛
第5回総選挙各タイプ別上位3名ずつ、計9名用の新曲。
収録作品
- アイドルマスター シンデレラガールズ スターライトステージ - イベント配信 歌：前川みく・依田芳乃・森久保乃々・佐藤心・三船美優

収録CD
- フルバージョン
  - THE IDOLM@STER CINDERELLA MASTER Take me☆Take you
    - Take me☆Take you 歌：THE IDOLM@STER CINDERELLA GIRLS!!

- THE IDOLM@STER CINDERELLA GIRLS 10th ANNIVERSARY M@GICAL WONDERLAND TOUR!!! Celebration Land オリジナルCD
  - Take me☆Take you 高垣楓ソロ・リミックス　歌：高垣楓
  - Take me☆Take you 三船美優ソロ・リミックス　歌：三船美優
  - Take me☆Take you 森久保乃々ソロ・リミックス　歌：森久保乃々
  - Take me☆Take you 島村卯月ソロ・リミックス　歌：島村卯月
  - Take me☆Take you 安部菜々ソロ・リミックス　歌：安部菜々
  - Take me☆Take you 前川みくソロ・リミックス　歌：前川みく
  - Take me☆Take you 依田芳乃ソロ・リミックス　歌：依田芳乃
  - Take me☆Take you 本田未央ソロ・リミックス　歌：本田未央
  - Take me☆Take you 佐藤心ソロ・リミックス　歌：佐藤心

- NON STOP REMIX
  - THE IDOLM@STER CINDERELLA GIRLS 5thLIVE TOUR Serendipity Parade!!! SPECIAL LIVE ALBUM Vol.2
    - Take me☆Take you / from "MAKUHARI" 歌：THE IDOLM@STER CINDERELLA GIRLS

キミのそばでずっと
作詞：荘野ジュリ、作曲：坪田修平（TRYTONELABO）、編曲：宮原慶太
第5回総選挙総合上位5名用の新曲。
収録作品
- アイドルマスター シンデレラガールズ スターライトステージ - イベント配信 歌：道明寺歌鈴・浜口あやめ・脇山珠美

収録CD
- GAME VERSION
  - THE IDOLM@STER CINDERELLA GIRLS STARLIGHT MASTER 15 桜の頃
    - キミのそばでずっと（GAME VERSION） 歌：道明寺歌鈴・浜口あやめ・脇山珠美

- フルバージョン
  - THE IDOLM@STER CINDERELLA MASTER Take me☆Take you
    - キミのそばでずっと 歌：THE IDOLM@STER CINDERELLA GIRLS for BEST5!

  - THE IDOLM@STER CINDERELLA GIRLS STARLIGHT MASTER 15 桜の頃
    - キミのそばでずっと 歌：道明寺歌鈴・浜口あやめ・脇山珠美

  - THE IDOLM@STER CINDERELLA GIRLS 10th ANNIVERSARY M@GICAL WONDERLAND TOUR!!! Celebration Land オリジナルCD
    - キミのそばでずっと 島村卯月ソロ・リミックス　歌：島村卯月
    - キミのそばでずっと 高垣楓ソロ・リミックス　歌：高垣楓
    - キミのそばでずっと 三船美優ソロ・リミックス　歌：三船美優
    - キミのそばでずっと 森久保乃々ソロ・リミックス　歌：森久保乃々
    - キミのそばでずっと 依田芳乃ソロ・リミックス　歌：依田芳乃

- NON STOP REMIX
  - THE IDOLM@STER CINDERELLA GIRLS 5thLIVE TOUR Serendipity Parade!!! SPECIAL LIVE ALBUM Vol.1
    - キミのそばでずっと / from "OSAKA" 歌：THE IDOLM@STER CINDERELLA GIRLS

EVERMORE
作詞：森由里子、作曲・編曲：田中秀和（MONACA）・滝澤俊輔（TRYTONELABO）、しんげきRemix：坪田修平（TRYTONELABO）
「シンデレラガールズ」5周年記念楽曲。
収録作品
- GAME VERSION
  - アイドルマスター シンデレラガールズ スターライトステージ - イベント配信 歌：城ヶ崎美嘉・神崎蘭子・前川みく・一ノ瀬志希・二宮飛鳥
  - アイドルマスター ポップリンクス - アップデートで追加

収録CD
- M@STER VERSION
  - THE IDOLM@STER CINDERELLA MASTER EVERMORE
    - EVERMORE（M@STER VERSION） 歌：城ヶ崎美嘉・神崎蘭子・前川みく・一ノ瀬志希・二宮飛鳥
    - EVERMORE（4thLIVE MIX） 歌：島村卯月・渋谷凛・本田未央・一ノ瀬志希・二宮飛鳥・多田李衣菜・速水奏・双葉杏・佐々木千枝・アナスタシア・神崎蘭子・白坂小梅・緒方智絵里・三村かな子・藤本里奈・高森藍子・相葉夕美・赤城みりあ・橘ありす・中野有香・新田美波・堀裕子・宮本フレデリカ・前川みく・小早川紗枝・五十嵐響子・松永涼・川島瑞樹・上条春菜・向井拓海・高垣楓・龍崎薫・北条加蓮・佐久間まゆ・神谷奈緒・諸星きらり・安部菜々・大和亜季・姫川友紀・木村夏樹・大槻唯・城ヶ崎莉嘉・城ヶ崎美嘉・塩見周子・片桐早苗

  - THE IDOLM@STER CINDERELLA GIRLS 5thLIVE TOUR Serendipity Parade!!! 静岡・幕張・福岡会場限定CD
    - EVERMORE（M@STER VERSION） 城ヶ崎美嘉ソロ・リミックス 歌：城ヶ崎美嘉
    - EVERMORE（M@STER VERSION） 神崎蘭子ソロ・リミックス 歌：神崎蘭子
    - EVERMORE（M@STER VERSION） 前川みくソロ・リミックス 歌：前川みく
    - EVERMORE（M@STER VERSION） 二宮飛鳥ソロ・リミックス 歌：二宮飛鳥
    - EVERMORE（M@STER VERSION） 一ノ瀬志希ソロ・リミックス 歌：一ノ瀬志希

- NON STOP REMIX
  - THE IDOLM@STER CINDERELLA GIRLS 4thLIVE TriCastle Story SPECIAL LIVE ALBUM
    - EVERMORE / from "346 Castle" 歌：THE IDOLM@STER CINDERELLA GIRLS

- しんげきRemix
  - THE IDOLM@STER CINDERELLA GIRLS LITTLE STARS! 秋めいて Ding Dong Dang!
    - EVERMORE - しんげきRemix - 歌：神崎蘭子・二宮飛鳥

追い風Running
作詞：ミズノゲンキ、作曲：HONY・Shouya Namai、編曲：宮崎誠
収録作品
- アイドルマスター シンデレラガールズ スターライトステージ - 条件を満たすと使用可能

収録CD
- THE IDOLM@STER CINDERELLA MASTER 046
  - 追い風Running 歌：乙倉悠貴

One Life
作詞：ミズノゲンキ、作曲：根本優樹、編曲：R・O・N
収録作品
- アイドルマスター シンデレラガールズ スターライトステージ - 条件を満たすと使用可能

収録CD
- THE IDOLM@STER CINDERELLA MASTER 047
  - One Life 歌：松永涼

祈りの花
作詞・作曲・編曲：BNSI（トリ音）
収録作品
- アイドルマスター シンデレラガールズ スターライトステージ - 条件を満たすと使用可能

収録CD
- THE IDOLM@STER CINDERELLA MASTER 048
  - 祈りの花 歌：依田芳乃

恋が咲く季節
作詞・作曲・編曲：ESTi
第6回総選挙各タイプ別上位3名ずつ、計9名用の新曲。
収録作品
- アイドルマスター シンデレラガールズ スターライトステージ - イベント配信 歌：関裕美・藤原肇・喜多見柚・荒木比奈・村上巴

収録CD
- THE IDOLM@STER CINDERELLA MASTER 恋が咲く季節
  - 恋が咲く季節 歌：高垣楓・本田未央・藤原肇・荒木比奈・喜多見柚・佐久間まゆ・村上巴・関裕美・緒方智絵里

- THE IDOLM@STER CINDERELLA GIRLS 10th ANNIVERSARY M@GICAL WONDERLAND TOUR!!! CosmoStar Land オリジナルCD
  - 恋が咲く季節 高垣楓ソロ・リミックス 歌：高垣楓
  - 恋が咲く季節 本田未央ソロ・リミックス 歌：本田未央
  - 恋が咲く季節 藤原肇ソロ・リミックス 歌：藤原肇
  - 恋が咲く季節 荒木比奈ソロ・リミックス 歌：荒木比奈
  - 恋が咲く季節 喜多見柚ソロ・リミックス 歌：喜多見柚
  - 恋が咲く季節 佐久間まゆソロ・リミックス 歌：佐久間まゆ
  - 恋が咲く季節 村上巴ソロ・リミックス 歌：村上巴
  - 恋が咲く季節 関裕美ソロ・リミックス 歌：関裕美
  - 恋が咲く季節 緒方智絵里ソロ・リミックス 歌：緒方智絵里

always
作詞・作曲：Maiko Fujita、編曲：滝澤俊輔（TRYTONELABO）
第6回総選挙総合上位5名用の新曲。
収録作品
- アイドルマスター シンデレラガールズ スターライトステージ - イベント配信 歌：関裕美・荒木比奈・村上巴・藤原肇・喜多見柚

収録CD
- THE IDOLM@STER CINDERELLA MASTER 恋が咲く季節
  - always 歌：高垣楓・本田未央・藤原肇・荒木比奈・喜多見柚

- THE IDOLM@STER CINDERELLA GIRLS STARLIGHT MASTER 19 With Love
  - always 歌：関裕美・荒木比奈・村上巴・藤原肇・喜多見柚

- THE IDOLM@STER CINDERELLA GIRLS 10th ANNIVERSARY M@GICAL WONDERLAND TOUR!!! CosmoStar Land オリジナルCD
  - always 高垣楓ソロ・リミックス 歌：高垣楓
  - always 本田未央ソロ・リミックス 歌：本田未央
  - always 藤原肇ソロ・リミックス 歌：藤原肇
  - always 荒木比奈ソロ・リミックス 歌：荒木比奈
  - always 喜多見柚ソロ・リミックス 歌：喜多見柚

楽園
作詞・作曲・編曲：BNSI（渡辺量）
収録作品
- アイドルマスター シンデレラガールズ スターライトステージ - 条件を満たすと使用可能

収録CD
- THE IDOLM@STER CINDERELLA MASTER 049
  - 楽園 歌：関裕美

Last Kiss
作詞：渡部紫緒、作曲・編曲：坂部剛
収録作品
- アイドルマスター シンデレラガールズ スターライトステージ - 条件を満たすと使用可能

収録CD
- THE IDOLM@STER CINDERELLA MASTER 050
  - Last Kiss 歌：三船美優

おんなの道は星の道
作詞：田村武也、作曲：弦哲也、編曲：南郷達也
収録作品
- アイドルマスター シンデレラガールズ スターライトステージ - 条件を満たすと使用可能

収録CD
- THE IDOLM@STER CINDERELLA MASTER 051
  - おんなの道は星の道 歌：村上巴

Trust me
作詞・作曲・編曲：ゆよゆっぺ
第7回総選挙各タイプ別上位3名ずつ、計9名用の新曲。
収録作品
- アイドルマスター シンデレラガールズ スターライトステージ - イベント配信  歌：安部菜々・本田未央・北条加蓮・鷹富士茄子・鷺沢文香・一ノ瀬志希・佐久間まゆ・南条光・喜多日菜子

収録CD
- THE IDOLM@STER CINDERELLA MASTER Trust me
  - Trust me 歌：安部菜々・本田未央・北条加蓮・鷹富士茄子・鷺沢文香・一ノ瀬志希・佐久間まゆ・南条光・喜多日菜子

- THE IDOLM@STER CINDERELLA MASTER 夢をのぞいたら
  - Trust me 歌：本田未央・北条加蓮・一ノ瀬志希・鷺沢文香・佐久間まゆ

- THE IDOLM@STER CINDERELLA GIRLS 10th ANNIVERSARY M@GICAL WONDERLAND TOUR!!! Toropical Land オリジナルCD
  - Trust me 安部菜々ソロ・リミックス 歌：安部菜々
  - Trust me 本田未央ソロ・リミックス 歌：本田未央
  - Trust me 北条加蓮ソロ・リミックス 歌：北条加蓮
  - Trust me 鷹富士茄子ソロ・リミックス 歌：鷹富士茄子
  - Trust me 鷺沢文香ソロ・リミックス 歌：鷺沢文香
  - Trust me 一ノ瀬志希ソロ・リミックス 歌：一ノ瀬志希
  - Trust me 佐久間まゆソロ・リミックス 歌：佐久間まゆ
  - Trust me 南条光ソロ・リミックス 歌：南条光
  - Trust me 喜多日菜子ソロ・リミックス 歌：喜多日菜子

君への詩
作詞・作曲・編曲：三浦誠司
第7回総選挙総合上位5名用の新曲。
収録作品
- アイドルマスター シンデレラガールズ スターライトステージ - イベント配信 歌：安部菜々・本田未央・北条加蓮・鷹富士茄子・鷺沢文香

収録CD
- THE IDOLM@STER CINDERELLA MASTER Trust me
  - 君への詩 歌：安部菜々・本田未央・北条加蓮・鷹富士茄子・鷺沢文香

- THE IDOLM@STER CINDERELLA GIRLS 10th ANNIVERSARY M@GICAL WONDERLAND TOUR!!! Toropical Land オリジナルCD
  - 君への詩 安部菜々ソロ・リミックス 歌：安部菜々
  - 君への詩 本田未央ソロ・リミックス 歌：本田未央
  - 君への詩 北条加蓮ソロ・リミックス 歌：北条加蓮
  - 君への詩 鷹富士茄子ソロ・リミックス 歌：鷹富士茄子
  - 君への詩 鷺沢文香ソロ・リミックス 歌：鷺沢文香

谷の底で咲く花は
作詞：八城雄太、作曲・編曲：岡部啓一（MONACA）
収録作品
- アイドルマスター シンデレラガールズ スターライトステージ - 条件を満たすとプレイ可能

収録CD
- THE IDOLM@STER CINDERELLA MASTER 052
  - 谷の底で咲く花は 歌：白菊ほたる

もりのくにから
作詞：fumi、作曲・編曲：帆足圭吾（MONACA）
収録作品
- アイドルマスター シンデレラガールズ スターライトステージ - 条件を満たすとプレイ可能

収録CD
- THE IDOLM@STER CINDERELLA MASTER 053
  - もりのくにから 歌：森久保乃々

しゅがーはぁと☆レボリューション
作詞：八城雄太、作曲・編曲：山崎真吾
収録作品
- アイドルマスター シンデレラガールズ スターライトステージ - 条件を満たすとプレイ可能

収録CD
- THE IDOLM@STER CINDERELLA MASTER 054
  - しゅがーはぁと☆レボリューション 歌：佐藤心

夢をのぞいたら
作詞・作曲：佐伯youthK、編曲：睦月周平
第8回総選挙各タイプ別上位3名ずつ、計9名用の新曲。
収録作品
- アイドルマスター シンデレラガールズ スターライトステージ - イベント配信 歌：本田未央・北条加蓮・夢見りあむ・遊佐こずえ・佐城雪美・一ノ瀬志希・鷺沢文香・佐久間まゆ・ナターリア

収録CD
- THE IDOLM@STER CINDERELLA MASTER 夢をのぞいたら
  - 夢をのぞいたら 歌：本田未央・北条加蓮・夢見りあむ・遊佐こずえ・佐城雪美・一ノ瀬志希・鷺沢文香・佐久間まゆ・ナターリア
  - 夢をのぞいたら（for BEST3 VERSION） 歌：本田未央・北条加蓮・遊佐こずえ

- THE IDOLM@STER CINDERELLA GIRLS LIKE4LIVE #cg_ootd オリジナルCD
  - 夢をのぞいたら 本田未央ソロ・リミックス 歌：本田未央
  - 夢をのぞいたら 北条加蓮ソロ・リミックス 歌：北条加蓮
  - 夢をのぞいたら 夢見りあむソロ・リミックス 歌：夢見りあむ
  - 夢をのぞいたら 遊佐こずえソロ・リミックス 歌：遊佐こずえ
  - 夢をのぞいたら 佐城雪美ソロ・リミックス 歌：佐城雪美
  - 夢をのぞいたら 一ノ瀬志希ソロ・リミックス 歌：一ノ瀬志希
  - 夢をのぞいたら 鷺沢文香ソロ・リミックス 歌：鷺沢文香
  - 夢をのぞいたら 佐久間まゆソロ・リミックス 歌：佐久間まゆ
  - 夢をのぞいたら ナターリアソロ・リミックス 歌：ナターリア

Sun! High! Gold!
作詞：八城雄太、作曲：高取ヒデアキ、編曲：籠島裕昌
第8回総選挙総合上位5名用の新曲。
収録作品
- GAME VERSION
  - アイドルマスター シンデレラガールズ スターライトステージ - イベント配信 歌：本田未央・北条加蓮・夢見りあむ・遊佐こずえ・佐城雪美

収録CD
- THE IDOLM@STER CINDERELLA MASTER 夢をのぞいたら
  - Sun! High! Gold! 歌：本田未央・北条加蓮・夢見りあむ・遊佐こずえ・佐城雪美

- THE IDOLM@STER CINDERELLA GIRLS LIKE4LIVE #cg_ootd オリジナルCD
  - Sun! High! Gold! 本田未央ソロ・リミックス 歌：本田未央
  - Sun! High! Gold! 北条加蓮ソロ・リミックス 歌：北条加蓮
  - Sun! High! Gold! 夢見りあむソロ・リミックス 歌：夢見りあむ
  - Sun! High! Gold! 遊佐こずえソロ・リミックス 歌：遊佐こずえ
  - Sun! High! Gold! 佐城雪美ソロ・リミックス 歌：佐城雪美

Claw My Heart
作詞：ミズノゲンキ、作曲・編曲：石濱翔（MONACA）
収録作品
- アイドルマスター シンデレラガールズ スターライトステージ - 条件を満たすとプレイ可能
- アイドルマスター ポップリンクス - アップデートで追加

収録CD
- THE IDOLM@STER CINDERELLA MASTER 055
  - Claw My Heart 歌：早坂美玲

あらかねの器
作詞：森由里子、作曲・編曲：椎名豪
収録作品
- アイドルマスター シンデレラガールズ スターライトステージ - 条件を満たすとプレイ可能

収録CD
- THE IDOLM@STER CINDERELLA MASTER 056
  - あらかねの器 歌：藤原肇

OTAHEN アンセム
作詞・作曲・編曲：BNSI（佐藤貴文） 
収録作品
- GAME VERSION
  - アイドルマスター シンデレラガールズ スターライトステージ - 条件を満たすとプレイ可能

- Massive New Krew Remix
  - アイドルマスター シンデレラガールズ スターライトステージ - 条件を満たすとプレイ可能

収録CD
- THE IDOLM@STER CINDERELLA MASTER 057
  - OTAHEN アンセム 歌：夢見りあむ

- THE IDOLM@STER CINDERELLA GIRLS TO D@NCE TO TOO！
  - OTAHEN アンセム - Massive New Krew Remix - 歌：夢見りあむ

Never ends
作詞：渡部紫緒、作曲・編曲：ESTi
第9回総選挙総合上位5名用の新曲。
収録作品
- GAME VERSION
  - アイドルマスター シンデレラガールズ スターライトステージ - イベント配信

収録CD
- THE IDOLM@STER CINDERELLA MASTER Never ends ＆ Brand new!
  - Never ends 歌：北条加蓮・鷺沢文香・一ノ瀬志希・神谷奈緒・高垣楓

- THE IDOLM@STER CINDERELLA GIRLS Twinkle LIVE Constellation Gradation 会場オリジナルCD
  - Never ends 北条加蓮ソロ・リミックス 歌：北条加蓮
  - Never ends 鷺沢文香ソロ・リミックス 歌：鷺沢文香
  - Never ends 一ノ瀬志希ソロ・リミックス 歌：一ノ瀬志希
  - Never ends 神谷奈緒ソロ・リミックス 歌：神谷奈緒
  - Never ends 高垣楓ソロ・リミックス 歌：高垣楓

Brand new!
作詞・作曲：烏屋茶房、作曲・編曲：篠崎あやと・橘亮佑
第9回総選挙と同時開催されたボイスアイドルオーディション上位3名用の新曲。
収録作品
- GAME VERSION
  - アイドルマスター シンデレラガールズ スターライトステージ - イベント配信

収録CD
- THE IDOLM@STER CINDERELLA MASTER Never ends ＆ Brand new!
  - Brand new! 歌：辻野あかり・砂塚あきら・桐生つかさ

- THE IDOLM@STER CINDERELLA GIRLS Twinkle LIVE Constellation Gradation 会場オリジナルCD
  - Brand new! 辻野あかりソロ・リミックス 歌：辻野あかり
  - Brand new! 砂塚あきらソロ・リミックス 歌：砂塚あきら
  - Brand new! 桐生つかさソロ・リミックス 歌：桐生つかさ

Beat of the Night
作詞・作曲：麻枝准、編曲：MANYO
収録作品
- アイドルマスター シンデレラガールズ スターライトステージ - 条件を満たすとプレイ可能

収録CD
- THE IDOLM@STER CINDERELLA MASTER 058
  - Beat of the Night 歌：黒埼ちとせ

＃HE4DSHOT
作詞・作曲：烏屋茶房、編曲：篠崎あやと・橘亮佑
収録作品
- アイドルマスター シンデレラガールズ スターライトステージ - 条件を満たすとプレイ可能

収録CD
- THE IDOLM@STER CINDERELLA MASTER 059
  - ＃HE4DSHOT 歌：砂塚あきら

14平米にスーベニア
作詞：八城雄太、作曲・編曲：emon（Tes.）
収録作品
- アイドルマスター シンデレラガールズ スターライトステージ - 条件を満たすとプレイ可能

収録CD
- THE IDOLM@STER CINDERELLA MASTER 060
  - 14平米にスーベニア 歌：久川凪

EVERLASTING
作詞：森由里子、作曲・編曲：田中秀和（MONACA）・滝澤俊輔（TRYTONELABO）・睦月周平
「シンデレラガールズ」10周年記念楽曲。
収録CD
- M@STER VERSION
  - THE IDOLM@STER CINDERELLA MASTER EVERLASTING
    - EVERLASTING（M@STER VERSION） 歌：本田未央・辻野あかり・双葉杏・木村夏樹・アナスタシア・ナターリア・橘ありす・輿水幸子・依田芳乃・川島瑞樹
    - EVERLASTING（M@STER VERSION）辻野あかりソロ・リミックス 歌：辻野あかり
    - EVERLASTING（M@STER VERSION）双葉杏ソロ・リミックス 歌：双葉杏
    - EVERLASTING（M@STER VERSION）木村夏樹ソロ・リミックス 歌：木村夏樹
    - EVERLASTING（M@STER VERSION）アナスタシアソロ・リミックス 歌：アナスタシア
    - EVERLASTING（M@STER VERSION）ナターリアソロ・リミックス 歌：ナターリア
    - EVERLASTING（M@STER VERSION）橘ありすソロ・リミックス 歌：橘ありす
    - EVERLASTING（M@STER VERSION）輿水幸子ソロ・リミックス 歌：輿水幸子
    - EVERLASTING（M@STER VERSION）依田芳乃ソロ・リミックス 歌：依田芳乃
    - EVERLASTING（M@STER VERSION）川島瑞樹ソロ・リミックス 歌：川島瑞樹

キセキの証
作詞：渡部紫緒、作曲・編曲：坂部剛
第10回総選挙総合上位5名用の新曲。
収録作品
- GAME VERSION
  - アイドルマスター シンデレラガールズ スターライトステージ - イベント配信

収録CD
- フルバージョン
  - THE IDOLM@STER CINDERELLA MASTER キセキの証 ＆ Let's Sail Away!!! ＆ ココカラミライヘ！
    - キセキの証 歌：鷺沢文香・一ノ瀬志希・神谷奈緒・高森藍子・佐久間まゆ

  - THE IDOLM@STER CINDERELLA MASTER キセキの証 ＆ Let's Sail Away!!! ＆ ココカラミライヘ！ 総選挙10周年記念特装盤
    - キセキの証 鷺沢文香ソロ・リミックス 歌：鷺沢文香
    - キセキの証 一ノ瀬志希ソロ・リミックス 歌：一ノ瀬志希
    - キセキの証 神谷奈緒ソロ・リミックス 歌：神谷奈緒
    - キセキの証 高森藍子ソロ・リミックス 歌：高森藍子
    - キセキの証 佐久間まゆソロ・リミックス 歌：佐久間まゆ

- Game Version
  - THE IDOLM@STER CINDERELLA MASTER キセキの証 ＆ Let's Sail Away!!! ＆ ココカラミライヘ！
    - キセキの証（Game Version） 歌：鷺沢文香・一ノ瀬志希・神谷奈緒・高森藍子・佐久間まゆ

Let's Sail Away!!!
作詞：坂井竜二、作曲・編曲：アオワイファイ
第10回総選挙と同時開催された第2回ボイスアイドルオーディション上位3名用の新曲。
収録作品
- GAME VERSION
  - アイドルマスター シンデレラガールズ スターライトステージ - イベント配信

収録CD
- フルバージョン
  - THE IDOLM@STER CINDERELLA MASTER キセキの証 ＆ Let's Sail Away!!! ＆ ココカラミライヘ！
    - Let's Sail Away!!! 歌：浅利七海・西園寺琴歌・八神マキノ

  - THE IDOLM@STER CINDERELLA MASTER キセキの証 ＆ Let's Sail Away!!! ＆ ココカラミライヘ！ 総選挙10周年記念特装盤
    - Let's Sail Away!!! 浅利七海ソロ・リミックス 歌：浅利七海
    - Let's Sail Away!!! 西園寺琴歌ソロ・リミックス 歌：西園寺琴歌
    - Let's Sail Away!!! 八神マキノソロ・リミックス 歌：八神マキノ

- Game Version
  - THE IDOLM@STER CINDERELLA MASTER キセキの証 ＆ Let's Sail Away!!! ＆ ココカラミライヘ！
    - Let's Sail Away!!!（Game Version） 歌：浅利七海・西園寺琴歌・八神マキノ

ココカラミライヘ！
作詞：遠藤フビト、作曲・編曲：滝澤俊輔（TRYTONELABO）
歴代シンデレラガール10名用の新曲。
収録作品
- GAME VERSION
  - アイドルマスター シンデレラガールズ スターライトステージ - イベント配信

収録CD
- フルバージョン
  - THE IDOLM@STER CINDERELLA MASTER キセキの証 ＆ Let's Sail Away!!! ＆ ココカラミライヘ！
    - ココカラミライヘ！ 歌：十時愛梨・神崎蘭子・渋谷凛・塩見周子・島村卯月・高垣楓・安部菜々・本田未央・北条加蓮・鷺沢文香

  - THE IDOLM@STER CINDERELLA MASTER キセキの証 ＆ Let's Sail Away!!! ＆ ココカラミライヘ！ 総選挙10周年記念特装盤
    - ココカラミライヘ！ 十時愛梨ソロ・リミックス 歌：十時愛梨
    - ココカラミライヘ！ 神崎蘭子ソロ・リミックス 歌：神崎蘭子
    - ココカラミライヘ！ 渋谷凛ソロ・リミックス 歌：渋谷凛
    - ココカラミライヘ！ 塩見周子ソロ・リミックス 歌：塩見周子
    - ココカラミライヘ！ 島村卯月ソロ・リミックス 歌：島村卯月
    - ココカラミライヘ！ 高垣楓ソロ・リミックス 歌：高垣楓
    - ココカラミライヘ！ 安部菜々ソロ・リミックス 歌：安部菜々
    - ココカラミライヘ！ 本田未央ソロ・リミックス 歌：本田未央
    - ココカラミライヘ！ 北条加蓮ソロ・リミックス 歌：北条加蓮
    - ココカラミライヘ！ 鷺沢文香ソロ・リミックス 歌：鷺沢文香

- Game Version
  - THE IDOLM@STER CINDERELLA MASTER キセキの証 ＆ Let's Sail Away!!! ＆ ココカラミライヘ！
    - ココカラミライヘ！（Game Version） 歌：十時愛梨・神崎蘭子・渋谷凛・塩見周子・島村卯月・高垣楓・安部菜々・本田未央・北条加蓮・鷺沢文香

トキメキは赤くて甘い
作詞・作曲：烏屋茶房、編曲：橘亮祐・篠崎あやと
収録作品
- アイドルマスター シンデレラガールズ スターライトステージ - 条件を満たすとプレイ可能

収録CD
- THE IDOLM@STER CINDERELLA MASTER 061
  - トキメキは赤くて甘い 歌：辻野あかり

Packing Her Favorite
作詞：八城雄太、作曲・編曲：seibin（ESTIMATE）
収録作品
- アイドルマスター シンデレラガールズ スターライトステージ - 条件を満たすとプレイ可能

収録CD
- THE IDOLM@STER CINDERELLA MASTER 062
  - Packing Her Favorite 歌：久川颯

ソウソウ
作詞：MCTC、作曲・編曲：TAKU INOUE
収録作品
- GAME VERSION
  - アイドルマスター シンデレラガールズ スターライトステージ - 条件を満たすとプレイ可能

収録CD
- THE IDOLM@STER CINDERELLA MASTER 063
  - ソウソウ 歌：ナターリア

セレブレイト・スターレイル
作詞：八城雄太、作曲・編曲：アオワイファイ 
収録作品
- GAME VERSION
  - アイドルマスター シンデレラガールズ スターライトステージ - 条件を満たすとプレイ可能

収録CD
- THE IDOLM@STER CINDERELLA MASTER 064
  - セレブレイト・スターレイル 歌：西園寺琴歌

ノーチラスソナー -Nautilus Sonar-
作詞・作曲・編曲：AJURIKA
収録作品
- GAME VERSION
  - アイドルマスター シンデレラガールズ スターライトステージ - 条件を満たすとプレイ可能

収録CD
- THE IDOLM@STER CINDERELLA MASTER 065
  - ノーチラスソナー -Nautilus Sonar- 歌：八神マキノ

サイン・オブ・ホープ
作詞：烏屋茶房、作曲：烏屋茶房・篠崎あやと・橘亮祐、編曲：篠崎あやと・橘亮祐
収録作品
- GAME VERSION
  - アイドルマスター シンデレラガールズ スターライトステージ - 条件を満たすとプレイ可能

収録CD
- THE IDOLM@STER CINDERELLA MASTER 066
  - サイン・オブ・ホープ 歌：南条光

Dreamy Anniversary
作詞：森由里子、作曲：滝澤俊輔（TRYTONELABO）、編曲：坪田修平（TRYTONELABO）
Stage for Cinderella予選Aブロック上位5名用の楽曲。
収録作品
- GAME VERSION
  - アイドルマスター シンデレラガールズ スターライトステージ - イベント配信 歌：久川凪・大槻唯・高垣楓・望月聖・新田美波

収録CD
- フルバージョン
  - THE IDOLM@STER CINDERELLA MASTER Dreamy Anniversary ＆ Next Chapter
    - Dreamy Anniversary 歌：久川凪・大槻唯・高垣楓・望月聖・新田美波

- GAME VERSION
  - THE IDOLM@STER CINDERELLA MASTER Dreamy Anniversary ＆ Next Chapter
    - Dreamy Anniversary（GAME VERSION） 歌：久川凪・大槻唯・高垣楓・望月聖・新田美波

Next Chapter
作詞：大森祥子、作曲・編曲：設楽哲也
Stage for Cinderella予選Bブロック上位5名用の楽曲。
収録作品
- GAME VERSION
  - アイドルマスター シンデレラガールズ スターライトステージ - イベント配信 歌：佐藤心・一ノ瀬志希・ライラ・鷹富士茄子・鷺沢文香

収録CD
- フルバージョン
  - THE IDOLM@STER CINDERELLA MASTER Dreamy Anniversary ＆ Next Chapter
    - Next Chapter 歌：佐藤心・一ノ瀬志希・ライラ・鷹富士茄子・鷺沢文香

- GAME VERSION
  - THE IDOLM@STER CINDERELLA MASTER Dreamy Anniversary ＆ Next Chapter
    - Next Chapter（GAME VERSION） 歌：佐藤心・一ノ瀬志希・ライラ・鷹富士茄子・鷺沢文香

パジャマジャマ
作詞：北川勝利・藤村鼓乃美、作曲：北川勝利、編曲：北川勝利・acane_madder
Stage for Cinderella予選Cブロック上位5名用の楽曲。
収録作品
- GAME VERSION
  - アイドルマスター シンデレラガールズ スターライトステージ - イベント配信 歌：依田芳乃・辻野あかり・島村卯月・神谷奈緒・佐久間まゆ

収録CD
- フルバージョン
  - THE IDOLM@STER CINDERELLA MASTER Dreamy パジャマジャマ & この恋の解を答えなさい
    - パジャマジャマ 歌：依田芳乃・辻野あかり・島村卯月・神谷奈緒・佐久間まゆ

- GAME VERSION
  - THE IDOLM@STER CINDERELLA MASTER パジャマジャマ & この恋の解を答えなさい
    - パジャマジャマ（GAME VERSION） 歌：依田芳乃・辻野あかり・島村卯月・神谷奈緒・佐久間まゆ

この恋の解を答えなさい
作詞・作曲・編曲：鶴﨑輝一
Stage for Cinderella予選Dブロック上位5名用の楽曲。
収録作品
- GAME VERSION
  - アイドルマスター シンデレラガールズ スターライトステージ - イベント配信 歌：久川颯・高森藍子・夢見りあむ・神崎蘭子・大石泉

収録CD
- フルバージョン
  - THE IDOLM@STER CINDERELLA MASTER パジャマジャマ & この恋の解を答えなさい
    - この恋の解を答えなさい 歌：久川颯・高森藍子・夢見りあむ・神崎蘭子・大石泉

- GAME VERSION
  - THE IDOLM@STER CINDERELLA MASTER パジャマジャマ & この恋の解を答えなさい
    - この恋の解を答えなさい（GAME VERSION） 歌：久川颯・高森藍子・夢見りあむ・神崎蘭子・大石泉

WINTER and WINDOW
作詞：只野菜摘、作曲・編曲：坂部剛
Stage for Cinderella本選上位5名用の楽曲。
収録作品
- GAME VERSION
  - アイドルマスター シンデレラガールズ スターライトステージ - イベント配信 歌：イヴ・サンタクロース・一ノ瀬志希・高森藍子・高垣楓・久川颯

収録CD
- フルバージョン
  - THE IDOLM@STER CINDERELLA MASTER WINTER and WINDOW
    - WINTER and WINDOW 歌：イヴ・サンタクロース・一ノ瀬志希・高森藍子・高垣楓・久川颯
    - WINTER and WINDOW イヴ・サンタクロースソロ・リミックス 歌：イヴ・サンタクロース
    - WINTER and WINDOW 一ノ瀬志希ソロ・リミックス 歌：一ノ瀬志希
    - WINTER and WINDOW 高森藍子ソロ・リミックス 歌：高森藍子
    - WINTER and WINDOW 高垣楓ソロ・リミックス 歌：高垣楓
    - WINTER and WINDOW 久川颯ソロ・リミックス 歌：久川颯

- GAME VERSION
  - THE IDOLM@STER CINDERELLA MASTER WINTER and WINDOW
    - WINTER and WINDOW（GAME VERSION） 歌：イヴ・サンタクロース・一ノ瀬志希・高森藍子・高垣楓・久川颯

Clock Hands
作詞・作曲・編曲：竹市佳伸
収録作品
- アイドルマスター シンデレラガールズ スターライトステージ - 条件を満たすと使用可能

収録CD
- THE IDOLM@STER CINDERELLA MASTER 067
  - Clock Hands 歌：白雪千夜

にんぎょひめ練習中！
作詞：八城雄太、作曲：俊龍、編曲：Sizuk
収録作品
- アイドルマスター シンデレラガールズ スターライトステージ - 条件を満たすと使用可能

収録CD
- THE IDOLM@STER CINDERELLA MASTER 068
  - にんぎょひめ練習中！ 歌：浅利七海

あの子が街に来なサンタ
作詞：七条レタス（IOSYS）、作曲・編曲：D.watt（IOSYS）
収録作品
- アイドルマスター シンデレラガールズ スターライトステージ - 条件を満たすと使用可能

収録CD
- THE IDOLM@STER CINDERELLA MASTER 069
  - あの子が街に来なサンタ 歌：イヴ・サンタクロース

Numberless
作詞：八城雄太、作曲・編曲：竹市佳伸
収録作品
- アイドルマスター シンデレラガールズ スターライトステージ - 条件を満たすと使用可能

収録CD
- THE IDOLM@STER CINDERELLA MASTER 070
  - Numberless 歌：大石泉

メサイア
作詞：森由里子、作曲・編曲：椎名豪
収録作品
- アイドルマスター シンデレラガールズ スターライトステージ - 条件を満たすと使用可能

収録CD
- THE IDOLM@STER CINDERELLA MASTER 071
  - メサイア 歌：望月聖

千夜一夜
作詞：烏屋茶房、作曲・編曲：篠崎あやと
タイトルの読みは「Alf Layla wa Layla」。
収録CD
- THE IDOLM@STER CINDERELLA MASTER 072
  - 千夜一夜 歌：ライラ

#### 『jewelries!』収録曲
Nation Blue
作詞・作曲・編曲：遠山明孝
CDオリジナル曲。クール用ユニット曲。
収録作品
- アイドルマスター シンデレラガールズ スターライトステージ - イベントで期間限定配信。後に曜日限定配信

収録CD
- フルバージョン
  - THE IDOLM@STER CINDERELLA MASTER Cool jewelries! 001
    - Nation Blue 歌：渋谷凛・高垣楓・神崎蘭子・多田李衣菜・新田美波

  - アイドルマスター シンデレラガールズ U149 第4巻 特別版 特典CD
    - Nation Blue 歌：渋谷凛・橘ありす

  - THE IDOLM@STER M@STERS OF IDOL WORLD!!2015 Nation Sapphire アンドロイド
    - Nation Blue 渋谷凛ソロ・リミックス 歌：渋谷凛
    - Nation Blue 神崎蘭子ソロ・リミックス 歌：神崎蘭子
    - Nation Blue 高垣楓ソロ・リミックス 歌：高垣楓
    - Nation Blue 多田李衣菜ソロ・リミックス 歌：多田李衣菜
    - Nation Blue 新田美波ソロ・リミックス 歌：新田美波

- TV SIZE VERSION
  - THE IDOLM@STER CINDERELLA GIRLS ANIMATION PROJECT ORIGINAL SOUNDTRACK
    - Nation Blue （TV Size） 歌：渋谷凛・新田美波・アナスタシア・神崎蘭子・多田李衣菜

- クラブリミックス
  - THE IDOLM@STER CINDERELLA GIRLS 5thLIVE TOUR Serendipity Parade!!! SSA Original CD THE IDOLM@STER CINDERELLA GIRLS TO D@NCE TO
    - Nation Blue -蒼く蒼く蒼く Remix- by Rio Hamamoto

亜麻色の髪の乙女
作詞：橋本淳、作曲：すぎやまこういち、カバーアレンジ：TRYTONELABO、オリジナルアーティスト：ヴィレッジ・シンガーズ
新田美波のカバー曲。
収録作品
- アイドルマスター シンデレラガールズ スターライトステージ - 条件を満たすと使用可能

収録CD
- THE IDOLM@STER CINDERELLA MASTER Cool jewelries! 001
  - 亜麻色の髪の乙女 歌：新田美波

悲しみをやさしさに
作詞：鈴木哲彦、作曲：鈴木哲彦・十川知司、カバーアレンジ：TRYTONELABO、オリジナルアーティスト：little by little
多田李衣菜のカバー曲。
収録CD
- THE IDOLM@STER CINDERELLA MASTER Cool jewelries! 001
  - 悲しみをやさしさに 歌：多田李衣菜

月のしずく
作詞：Satomi、作曲：松本良喜、カバーアレンジ：TRYTONELABO、オリジナルアーティスト：柴咲コウ
神崎蘭子のカバー曲。
『THE IDOLM@STER RADIO』のコーナー「歌姫楽園」でのカバーもされている。
収録CD
- THE IDOLM@STER RADIO TOP×TOP!
  - 月のしずく 歌：今井麻美

- THE IDOLM@STER CINDERELLA MASTER Cool jewelries! 001
  - 月のしずく 歌：神崎蘭子

蒼穹
作詞：atsuko、作曲：atsuko・KATSU、カバーアレンジ：TRYTONELABO、オリジナルアーティスト：angela
渋谷凛のカバー曲。
収録CD
- THE IDOLM@STER CINDERELLA MASTER Cool jewelries! 001
  - 蒼穹 歌：渋谷凛

雪の華
作詞：Satomi、作曲：松本良喜、カバーアレンジ：TRYTONELABO、オリジナルアーティスト：中島美嘉
高垣楓のカバー曲。
『THE IDOLM@STER RADIO』のコーナー「歌姫楽園」でのカバーもされている。
収録CD
- THE IDOLM@STER RADIO COLORFUL MEMORIES
  - 雪の華 歌：たかはし智秋、今井麻美

- THE IDOLM@STER CINDERELLA MASTER Cool jewelries! 001
  - 雪の華 歌：高垣楓

Orange Sapphire
作詞：Funta3、作曲・編曲：Funta7
CDオリジナル曲。パッション用ユニット曲。
収録作品
- アイドルマスター シンデレラガールズ スターライトステージ - イベントで期間限定配信。後に曜日限定配信
- アイドルマスター シンデレラガールズ ビューイングレボリューション - DLC（第4弾）で配信

収録CD
- フルバージョン
  - THE IDOLM@STER CINDERELLA MASTER Passion jewelries! 001
    - Orange Sapphire 歌：城ヶ崎莉嘉・諸星きらり・城ヶ崎美嘉・本田未央・赤城みりあ

  - THE IDOLM@STER M@STERS OF IDOL WORLD!!2015 Nation Sapphire アンドロイド
    - Orange Sapphire 本田未央ソロ・リミックス 歌：本田未央
    - Orange Sapphire 赤城みりあソロ・リミックス 歌：赤城みりあ
    - Orange Sapphire 城ヶ崎美嘉ソロ・リミックス 歌：城ヶ崎美嘉
    - Orange Sapphire 城ヶ崎莉嘉ソロ・リミックス 歌：本田未央
    - Orange Sapphire 諸星きらりソロ・リミックス 歌：諸星きらり

  - アイドルマスター シンデレラガールズ WILD WIND GIRL 第2巻 特装版 特典CD
    - Orange Sapphire 歌：向井拓海・藤本里奈

  - アイドルマスター シンデレラガールズ U149 第1巻 特別版 特典CD
    - Orange Sapphire 歌：市原仁奈・龍崎薫

  - THE IDOLM@STER CINDERELLA GIRLS U149 ソラシドリームパーティー会場オリジナルCD
    - Orange Sapphire 市原仁奈ソロ・リミックス 歌：市原仁奈

- TV SIZE VERSION
  - THE IDOLM@STER CINDERELLA GIRLS ANIMATION PROJECT ORIGINAL SOUNDTRACK
    - Orange Sapphire （TV Size） 歌：凸レーション

学園天国
作詞：阿久悠、作曲：井上忠夫、カバーアレンジ：TRYTONELABO、オリジナルアーティスト：フィンガー5（小泉今日子バージョン）
諸星きらりのカバー曲。
収録CD
- THE IDOLM@STER CINDERELLA MASTER Passion jewelries! 001
  - 学園天国 歌：諸星きらり

LOVE & JOY
作詞：麻倉真琴、作曲：浅倉大介、カバーアレンジ：TRYTONELABO、オリジナルアーティスト：木村由姫
城ヶ崎莉嘉のカバー曲。
収録CD
- THE IDOLM@STER CINDERELLA MASTER Passion jewelries! 001
  - LOVE & JOY 歌：城ヶ崎莉嘉

日曜日はダメダメよ
作詞：松井五郎、作曲：たかはしごう、カバーアレンジ：TRYTONELABO、オリジナルアーティスト：水野愛日
城ヶ崎美嘉のカバー曲。
収録CD
- THE IDOLM@STER CINDERELLA MASTER Passion jewelries! 001
  - 日曜日はダメダメよ 歌：城ヶ崎美嘉

はじめてのチュウ
作詞・作曲：実川俊晴、カバーアレンジ：奥田もとい、オリジナルアーティスト：あんしんパパ
赤城みりあのカバー曲。
収録作品
- アイドルマスター シンデレラガールズ スターライトステージ - 条件を満たすと使用可能

収録CD
- THE IDOLM@STER CINDERELLA MASTER Passion jewelries! 001
  - はじめてのチュウ 歌：赤城みりあ

ラブリー
作詞・作曲・オリジナルアーティスト：小沢健二、カバーアレンジ：TRYTONELABO
本田未央のカバー曲。
収録CD
- THE IDOLM@STER CINDERELLA MASTER Passion jewelries! 001
  - ラブリー 歌：本田未央

アタシポンコツアンドロイド
作詞・作曲・編曲：ササキトモコ
CDオリジナル曲。キュート用ユニット曲。
収録作品
- アイドルマスター シンデレラガールズ スターライトステージ - イベントで期間限定配信。後に曜日限定配信
- アイドルマスター シンデレラガールズ ビューイングレボリューション - DLC（第1弾）で配信

収録CD
- フルバージョン
  - THE IDOLM@STER CINDERELLA MASTER Cute jewelries! 001
    - アタシポンコツアンドロイド 歌：双葉杏・前川みく・島村卯月・小日向美穂・安部菜々

  - THE IDOLM@STER M@STERS OF IDOL WORLD!!2015 Nation Sapphire アンドロイド
    - アタシポンコツアンドロイド 島村卯月ソロ・リミックス 歌：島村卯月
    - アタシポンコツアンドロイド 安部菜々ソロ・リミックス 歌：安部菜々
    - アタシポンコツアンドロイド 小日向美穂ソロ・リミックス 歌：小日向美穂
    - アタシポンコツアンドロイド 双葉杏ソロ・リミックス 歌：双葉杏
    - アタシポンコツアンドロイド 前川みくソロ・リミックス 歌：前川みく

  - THE IDOLM@STER CINDERELLA GIRLS VIEWING REVOLUTION Yes! Party Time!!
    - アタシポンコツアンドロイド 歌：小日向美穂・双葉杏・前川みく

  - アイドルマスター シンデレラガールズ U149 第8巻 オリジナルCD付き特別版 特典CD
    - アタシポンコツアンドロイド 歌：遊佐こずえ

- TV SIZE VERSION
  - THE IDOLM@STER CINDERELLA GIRLS ANIMATION PROJECT ORIGINAL SOUNDTRACK
    - アタシポンコツアンドロイド （TV Size） 歌：CANDY ISLAND

気まぐれロマンティック
作詞・作曲：水野良樹、カバーアレンジ：三浦誠司、オリジナルアーティスト：いきものがかり
島村卯月のカバー曲。
収録CD
- THE IDOLM@STER CINDERELLA MASTER Cute jewelries! 001
  - 気まぐれロマンティック 歌：島村卯月

しっぽのきもち
作詞・作曲・オリジナルアーティスト：谷山浩子、カバーアレンジ：奥田もとい
前川みくのカバー曲。
収録CD
- THE IDOLM@STER CINDERELLA MASTER Cute jewelries! 001
  - しっぽのきもち 歌：前川みく

碧いうさぎ
作詞：牧穂エミ、作曲：織田哲郎、カバーアレンジ：TRYTONELABO、オリジナルアーティスト：酒井法子
安部菜々のカバー曲。
収録作品
- アイドルマスター シンデレラガールズ スターライトステージ - 条件を満たすと使用可能

収録CD
- THE IDOLM@STER CINDERELLA MASTER Cute jewelries! 001
  - 碧いうさぎ 歌：安部菜々

ルル
作詞・作曲：ティカα、カバーアレンジ：TRYTONELABO、オリジナルアーティスト：やくしまるえつこ
双葉杏のカバー曲。
収録CD
- THE IDOLM@STER CINDERELLA MASTER Cute jewelries! 001
  - ルル 歌：双葉杏

遠く遠く
作詞・作曲・オリジナルアーティスト：槇原敬之、カバーアレンジ：TRYTONELABO
小日向美穂のカバー曲。
収録CD
- THE IDOLM@STER CINDERELLA MASTER Cute jewelries! 001
  - 遠く遠く 歌：小日向美穂

ススメ☆オトメ ～jewel parade～
作詞：森由里子、作曲・編曲：田中秀和（MONACA）、しんげきRemix：坪田修平（TRYTONELABO）
CDオリジナル曲。『CINDERELLA MASTER Jewelries! 001』共通曲。
収録作品
- アイドルマスター シンデレラガールズ スターライトステージ - 限定配信

収録CD
- フルバージョン
  - THE IDOLM@STER CINDERELLA MASTER Cool Jewelries! 001
    - ススメ☆オトメ ～jewel parade～ 歌：渋谷凛・高垣楓・神崎蘭子・多田李衣菜・新田美波

  - THE IDOLM@STER CINDERELLA MASTER passion jewelries! 001
    - ススメ☆オトメ ～jewel parade～ 歌：城ヶ崎莉嘉・諸星きらり・城ヶ崎美嘉・本田未央・赤城みりあ

  - THE IDOLM@STER CINDERELLA MASTER cute jewelries! 001
    - ススメ☆オトメ ～jewel parade～ 歌：双葉杏・前川みく・島村卯月・小日向美穂・安部菜々

  - THE IDOLM@STER CINDERELLA GIRLS 2nd LIVE PARTY M@GIC!! ススメ☆オトメ ～jewel parade～
    - ススメ☆オトメ ～jewel parade～ 渋谷凛ソロ・リミックス 歌：渋谷凛
    - ススメ☆オトメ ～jewel parade～ 双葉杏ソロ・リミックス 歌：双葉杏
    - ススメ☆オトメ ～jewel parade～ 高垣楓ソロ・リミックス 歌：高垣楓
    - ススメ☆オトメ ～jewel parade～ 城ヶ崎莉嘉ソロ・リミックス 歌：城ヶ崎莉嘉
    - ススメ☆オトメ ～jewel parade～ 神崎蘭子ソロ・リミックス 歌：神崎蘭子
    - ススメ☆オトメ ～jewel parade～ 前川みくソロ・リミックス 歌：前川みく
    - ススメ☆オトメ ～jewel parade～ 諸星きらりソロ・リミックス 歌：諸星きらり
    - ススメ☆オトメ ～jewel parade～ 城ヶ崎美嘉ソロ・リミックス 歌：城ヶ崎美嘉
    - ススメ☆オトメ ～jewel parade～ 島村卯月ソロ・リミックス 歌：島村卯月
    - ススメ☆オトメ ～jewel parade～ 小日向美穂ソロ・リミックス 歌：小日向美穂
    - ススメ☆オトメ ～jewel parade～ 多田李衣菜ソロ・リミックス 歌：多田李衣菜
    - ススメ☆オトメ ～jewel parade～ 本田未央ソロ・リミックス 歌：本田未央
    - ススメ☆オトメ ～jewel parade～ 赤城みりあソロ・リミックス 歌：赤城みりあ
    - ススメ☆オトメ ～jewel parade～ 安部菜々ソロ・リミックス 歌：安部菜々
    - ススメ☆オトメ ～jewel parade～ 新田美波ソロ・リミックス 歌：新田美波

  - THE IDOLM@STER CINDERELLA GIRLS ANIMATION PROJECT 00 ST@RTER BEST
    - ススメ☆オトメ ～jewel parade～ 歌：CINDERELLA PROJECT

  - THE IDOLM@STER CINDERELLA MASTER EVERMORE
    - ススメ☆オトメ ～jewel parade～ 歌：島村卯月・渋谷凛・本田未央・赤城みりあ・安部菜々・神崎蘭子・小日向美穂・城ヶ崎美嘉・城ヶ崎莉嘉・高垣楓・多田李衣菜・新田美波・双葉杏・前川みく・諸星きらり

- クラブリミックス
  - THE IDOLM@STER CINDERELLA GIRLS 5thLIVE TOUR Serendipity Parade!!! SSA Original CD THE IDOLM@STER CINDERELLA GIRLS TO D@NCE TO
    - ススメ☆オトメ ～jewel parade～ -Blooming Floral Remix- by ESTi

- しんげきRemix
  - THE IDOLM@STER CINDERELLA GIRLS LITTLE STARS! Snow＊Love
    - ススメ☆オトメ 〜jewel parade〜 - しんげきRemix - 歌：城ヶ崎美嘉・城ヶ崎莉嘉

オルゴールの小箱
作詞：森由里子、作曲・編曲：高橋浩平
CDオリジナル曲。クール用ユニット曲。
収録作品
- アイドルマスター シンデレラガールズ スターライトステージ - イベントで期間限定配信。後に曜日限定配信

収録CD
- THE IDOLM@STER CINDERELLA MASTER Cool jewelries! 002
  - オルゴールの小箱 歌：川島瑞樹・白坂小梅・アナスタシア・神谷奈緒・北条加蓮

- THE IDOLM@STER CINDERELLA GIRLS 4thLIVE TriCastle Story -Brand new Castle- 会場オリジナルCD 絶対ピンクな小箱
  - オルゴールの小箱 川島瑞樹ソロ・リミックス 歌：川島瑞樹
  - オルゴールの小箱 白坂小梅ソロ・リミックス 歌：白坂小梅
  - オルゴールの小箱 アナスタシアソロ・リミックス 歌：アナスタシア
  - オルゴールの小箱 神谷奈緒ソロ・リミックス 歌：神谷奈緒
  - オルゴールの小箱 北条加蓮ソロ・リミックス 歌：北条加蓮

- THE IDOLM@STER CINDERELLA GIRLS After20 2巻 SPECIAL EDITION 特典CD
  - オルゴールの小箱 歌：川島瑞樹・三船美優

- アイドルマスター シンデレラガールズ U149 第8巻 オリジナルCD付き特別版 特典CD
  - オルゴールの小箱 歌：佐城雪美

大都会交響楽
作詞・作曲：小西康陽、カバーアレンジ：滝澤俊輔（TRYTONELABO）、オリジナルアーティスト：ピチカート・ファイヴ
川島瑞樹のカバー曲。
収録CD
- THE IDOLM@STER CINDERELLA MASTER Cool jewelries! 002
  - 大都会交響楽 歌：川島瑞樹

メトロポリタン美術館
作詞・作曲・オリジナルアーティスト：大貫妙子、カバーアレンジ：滝澤俊輔（TRYTONELABO）
白坂小梅のカバー曲。
収録CD
- THE IDOLM@STER CINDERELLA MASTER Cool jewelries! 002
  - メトロポリタン美術館 歌：白坂小梅

見上げてごらん夜の星を
作詞：永六輔、作曲：いずみたく、カバーアレンジ：滝澤俊輔（TRYTONELABO）、オリジナルアーティスト：坂本九
アナスタシアのカバー曲。
収録作品
- アイドルマスター シンデレラガールズ スターライトステージ - 条件を満たすと使用可能

収録CD
- THE IDOLM@STER CINDERELLA MASTER Cool jewelries! 002
  - 見上げてごらん夜の星を 歌：アナスタシア

君の知らない物語
作詞・作曲：ryo、カバーアレンジ：中御門"Bekenstein"憂、オリジナルアーティスト：supercell
神谷奈緒のカバー曲。
収録作品
- アイドルマスター シンデレラガールズ スターライトステージ - 条件を満たすと使用可能

収録CD
- THE IDOLM@STER CINDERELLA MASTER Cool jewelries! 002
  - 君の知らない物語 歌：神谷奈緒

蛍火
作詞・作曲：椎名豪、カバーアレンジ：中御門"Bekenstein"憂、オリジナルアーティスト：須藤まゆみ
北条加蓮のカバー曲。
収録CD
- THE IDOLM@STER CINDERELLA MASTER Cool jewelries! 002
  - 蛍火 歌：北条加蓮

絶対特権主張しますっ！
作詞：坂井竜二、作曲・編曲：山崎真吾
CDオリジナル曲。パッション用ユニット曲。
収録作品
- アイドルマスター シンデレラガールズ スターライトステージ - イベントで期間限定配信。後に曜日限定配信

収録CD
- THE IDOLM@STER CINDERELLA MASTER Passion jewelries! 002
  - 絶対特権主張しますっ！ 歌：十時愛梨・日野茜・高森藍子・星輝子・堀裕子

- アイドルマスター シンデレラガールズ U149 第3巻 特別版 特典CD
  - 絶対特権主張しますっ！ 歌：佐々木千枝・高森藍子

- THE IDOLM@STER CINDERELLA GIRLS 4thLIVE TriCastle Story -Brand new Castle- 会場オリジナルCD 絶対ピンクな小箱
  - 絶対特権主張しますっ！ 十時愛梨ソロ・リミックス 歌：十時愛梨
  - 絶対特権主張しますっ！ 日野茜ソロ・リミックス 歌：日野茜
  - 絶対特権主張しますっ！ 高森藍子ソロ・リミックス 歌：高森藍子
  - 絶対特権主張しますっ！ 星輝子ソロ・リミックス 歌：星輝子
  - 絶対特権主張しますっ！ 堀裕子ソロ・リミックス 歌：堀裕子
  - THE IDOLM@STER CINDERELLA GIRLS U149 ソラシドリームパーティー会場オリジナルCD
    - 絶対特権主張しますっ！ 佐々木千枝ソロ・リミックス 歌：佐々木千枝

PURE SNOW
作詞・オリジナルアーティスト：佐々木ゆう子、作詞：山本英美、作曲：木根尚登、カバーアレンジ：滝澤俊輔（TRYTONELABO）
十時愛梨のカバー曲。
収録CD
- THE IDOLM@STER CINDERELLA MASTER Passion jewelries! 002
  - PURE SNOW 歌：十時愛梨

ナンダカンダ
作詞：GAKU-MC、作曲：浅倉大介、カバーアレンジ：岡野裕次郎（TRYTONELABO）、オリジナルアーティスト：藤井隆
日野茜のカバー曲。
収録CD
- THE IDOLM@STER CINDERELLA MASTER Passion jewelries! 002
  - ナンダカンダ 歌：日野茜

愛は元気です。
作詞：戸沢暢美、作曲・オリジナルアーティスト：谷村有美、カバーアレンジ：TAKT（TRYTONELABO）
高森藍子のカバー曲。
収録CD
- THE IDOLM@STER CINDERELLA MASTER Passion jewelries! 002
  - 愛は元気です。 歌：高森藍子

紅
作詞・作曲：YOSHIKI、カバーアレンジ：TAKT（TRYTONELABO）、オリジナルアーティスト：X JAPAN
星輝子のカバー曲。
収録作品
- アイドルマスター シンデレラガールズ スターライトステージ - 条件を満たすと使用可能

収録CD
- THE IDOLM@STER CINDERELLA MASTER Passion jewelries! 002
  - 紅 歌：星輝子

じょいふる
作詞・作曲：水野良樹、カバーアレンジ：岡野裕次郎（TRYTONELABO）、オリジナルアーティスト：いきものがかり
堀裕子のカバー曲。
収録CD
- THE IDOLM@STER CINDERELLA MASTER Passion jewelries! 002
  - じょいふる 歌：堀裕子

パステルピンクな恋
作詞：marhy、作曲・編曲：BNSI（内田哲也）
CDオリジナル曲。キュート用ユニット曲。
収録作品
- アイドルマスター シンデレラガールズ スターライトステージ - イベントで期間限定配信。後に曜日限定配信

収録CD
- THE IDOLM@STER CINDERELLA MASTER Cute jewelries! 002
  - パステルピンクな恋 歌：三村かな子・輿水幸子・佐久間まゆ・緒方智絵里・小早川紗枝

- THE IDOLM@STER CINDERELLA GIRLS 4thLIVE TriCastle Story -Brand new Castle- 会場オリジナルCD 絶対ピンクな小箱
  - パステルピンクな恋 三村かな子ソロ・リミックス 歌：三村かな子
  - パステルピンクな恋 輿水幸子ソロ・リミックス 歌：輿水幸子
  - パステルピンクな恋 佐久間まゆソロ・リミックス 歌：佐久間まゆ
  - パステルピンクな恋 緒方智絵里ソロ・リミックス 歌：緒方智絵里
  - パステルピンクな恋 小早川紗枝ソロ・リミックス 歌：小早川紗枝

不思議なピーチパイ
作詞：安井かずみ、作曲：加藤和彦、カバーアレンジ：岡野裕次郎（TRYTONELABO）、オリジナルアーティスト：竹内まりや
三村かな子のカバー曲。
収録CD
- THE IDOLM@STER CINDERELLA MASTER Cute jewelries! 002
  - 不思議なピーチパイ 歌：三村かな子

KISSして
作詞・作曲：福山雅治、カバーアレンジ：岡野裕次郎（TRYTONELABO）、オリジナルアーティスト：KOH+
輿水幸子のカバー曲。
収録CD
- THE IDOLM@STER CINDERELLA MASTER Cute jewelries! 002
  - KISSして 歌：輿水幸子

誰より好きなのに
作詞・作曲・オリジナルアーティスト：古内東子、カバーアレンジ：滝澤俊輔（TRYTONELABO）
佐久間まゆのカバー曲。
収録CD
- THE IDOLM@STER CINDERELLA MASTER Cute jewelries! 002
  - 誰よりも好きなのに 歌：佐久間まゆ

ハミングがきこえる
作詞：さくらももこ、作曲：小山田圭吾、カバーアレンジ：岡野裕次郎（TRYTONELABO）、オリジナルアーティスト：カヒミ・カリィ
緒方智絵里のカバー曲。
収録作品
- アイドルマスター シンデレラガールズ スターライトステージ - 条件を満たすと使用可能

収録CD
- THE IDOLM@STER CINDERELLA MASTER Passion jewelries! 002
  - ハミングがきこえる 歌：緒方智絵里

また君に恋してる
作詞：松井五郎、作曲：森正明、カバーアレンジ：滝澤俊輔（TRYTONELABO）、オリジナルアーティスト：ビリー・バンバン（坂本冬美バージョン）
小早川紗枝のカバー曲。
収録CD
- THE IDOLM@STER CINDERELLA MASTER Cute jewelries! 002
  - また君に恋してる 歌：小早川紗枝

ゴキゲンParty Night
作詞：森由里子、作曲：小野貴光、編曲：玉木千尋
CDオリジナル曲。『CINDERELLA MASTER Jewelries! 002』共通曲。
収録作品
- GAME VERSION
  - アイドルマスター シンデレラガールズ スターライトステージ - イベント配信 歌：本田未央・多田李衣菜・渋谷凛・安部菜々・姫川友紀

- クラブリミックス
  - アイドルマスター シンデレラガールズ スターライトステージ - 条件を満たすと使用可能

収録CD
- フルバージョン
  - THE IDOLM@STER CINDERELLA MASTER Cool jewelries! 002
    - ゴキゲンParty Night 歌：川島瑞樹・白坂小梅・アナスタシア・神谷奈緒・北条加蓮

  - THE IDOLM@STER CINDERELLA MASTER Passion jewelries! 002
    - ゴキゲンParty Night 歌：十時愛梨・日野茜・高森藍子・星輝子・堀裕子

  - THE IDOLM@STER CINDERELLA MASTER Cute jewelries! 002
    - ゴキゲンParty Night 歌：三村かな子・輿水幸子・佐久間まゆ・緒方智絵里・小早川紗枝

  - THE IDOLM@STER CINDERELLA MASTER EVERMORE
    - ゴキゲンParty Night 歌：アナスタシア・緒方智絵里・神谷奈緒・川島瑞樹・輿水幸子・小早川紗枝・佐久間まゆ・白坂小梅・高森藍子・十時愛梨・日野茜・北条加蓮・星輝子・堀裕子・三村かな子

- クラブリミックス
  - THE IDOLM@STER CINDERELLA GIRLS STARLIGHT MASTER 24 Trinity Field
    - ゴキゲンParty Night -Dance!!!!!!!!!!!!!!! Remix- by Taku Inoue

明日また会えるよね
作詞：Funta3、作曲・編曲：Funta7
CDオリジナル曲。キュート用ユニット曲。
収録作品
- アイドルマスター シンデレラガールズ スターライトステージ - イベントで期間限定配信。後に曜日限定配信

収録CD
- THE IDOLM@STER CINDERELLA MASTER Cute jewelries! 003
  - 明日また会えるよね 歌：宮本フレデリカ・一ノ瀬志希・櫻井桃華・中野有香・五十嵐響子

- アイドルマスター シンデレラガールズ U149 第2巻 特別版 特典CD
  - 明日また会えるよね 歌：櫻井桃華・佐々木千枝

- THE IDOLM@STER M@STERS OF IDOL WORLD!!!!! 2023 明日きみにjewel
  - 明日また会えるよね 宮本フレデリカソロ・リミックス 歌：宮本フレデリカ
  - 明日また会えるよね 一ノ瀬志希ソロ・リミックス 歌：一ノ瀬志希
  - 明日また会えるよね 櫻井桃華ソロ・リミックス 歌：櫻井桃華
  - 明日また会えるよね 中野有香ソロ・リミックス 歌：中野有香
  - 明日また会えるよね 五十嵐響子ソロ・リミックス 歌：五十嵐響子

♡桃色片想い♡
作詞・作曲：つんく、カバーアレンジ：岡野裕次郎（TRYTONELABO）、オリジナルアーティスト：松浦亜弥
櫻井桃華のカバー曲。
収録作品
- アイドルマスター シンデレラガールズ スターライトステージ - 条件を満たすと使用可能

収録CD
- THE IDOLM@STER CINDERELLA MASTER Cute jewelries! 003
  - ♡桃色片想い♡ 歌：櫻井桃華

ガッツだぜ!!
作詞・作曲：トータス松本、カバーアレンジ：岡野裕次郎（TRYTONELABO）、オリジナルアーティスト：ウルフルズ
中野有香のカバー曲。
収録CD
- THE IDOLM@STER CINDERELLA MASTER Cute jewelries! 003
  - ガッツだぜ!! 歌：中野有香

ウルトラリラックス
作詞・作曲：石野卓球、カバーアレンジ：平清十郎（TRYTONELABO）、オリジナルアーティスト：篠原ともえ
宮本フレデリカのカバー曲。
収録CD
- THE IDOLM@STER CINDERELLA MASTER Cute jewelries! 003
  - ウルトラリラックス 歌：宮本フレデリカ

女の子は誰でも
作詞・作曲：椎名林檎、カバーアレンジ：岡野裕次郎（TRYTONELABO）、オリジナルアーティスト：東京事変
一ノ瀬志希のカバー曲。
収録CD
- THE IDOLM@STER CINDERELLA MASTER Cute jewelries! 003
  - 女の子は誰でも 歌：一ノ瀬志希

守ってあげたい
作詞・作曲・オリジナルアーティスト：松任谷由実、カバーアレンジ：平清十郎（TRYTONELABO）
五十嵐響子のカバー曲。
収録CD
- THE IDOLM@STER CINDERELLA MASTER Cute jewelries! 003
  - 守ってあげたい 歌：五十嵐響子

きみにいっぱい☆
作詞：Apis（TRYTONELABO）、作曲・編曲：滝澤俊輔（TRYTONELABO）
CDオリジナル曲。パッション用ユニット曲。
収録作品
- アイドルマスター シンデレラガールズ スターライトステージ - イベントで期間限定配信

収録CD
- THE IDOLM@STER CINDERELLA MASTER Passion jewelries! 003
  - きみにいっぱい☆ 歌：姫川友紀・市原仁奈・片桐早苗・大槻唯・相葉夕美

- アイドルマスター シンデレラガールズ WILD WIND GIRL 第3巻 特装版 特典CD
  - きみにいっぱい☆ 歌：藤本里奈・片桐早苗・大槻唯

- THE IDOLM@STER M@STERS OF IDOL WORLD!!!!! 2023 明日きみにjewel
  - きみにいっぱい☆ 姫川友紀ソロ・リミックス 歌：姫川友紀
  - きみにいっぱい☆ 市原仁奈ソロ・リミックス 歌：市原仁奈
  - きみにいっぱい☆ 片桐早苗ソロ・リミックス 歌：片桐早苗
  - きみにいっぱい☆ 大槻唯ソロ・リミックス 歌：大槻唯
  - きみにいっぱい☆ 相葉夕美ソロ・リミックス 歌：相葉夕美

- THE IDOLM@STER CINDERELLA GIRLS U149 ANIMATION MASTER 02 よりみちリトルスター
  - きみにいっぱい☆ 歌：市原仁奈・一ノ瀬志希・宮本フレデリカ

Perseus-ペルセウス-
作詞：BOUNCEBACK、作曲：迫茂樹、カバーアレンジ：TAKT（TRYTONELABO）、オリジナルアーティスト：島谷ひとみ
姫川友紀のカバー曲。
収録CD
- THE IDOLM@STER CINDERELLA MASTER Passion jewelries! 003
  - Perseus-ペルセウス- 歌：姫川友紀

気分爽快
作詞・オリジナルアーティスト：森高千里、作曲：黒沢健一、カバーアレンジ：平清十郎（TRYTONELABO）
片桐早苗のカバー曲。
収録CD
- THE IDOLM@STER CINDERELLA MASTER Passion jewelries! 003
  - 気分爽快 歌：片桐早苗

スターラブレイション
作詞：ふるっぺ・森さん・Litz、作曲：ふるっぺ、カバーアレンジ：池田健仁（TRYTONELABO）、オリジナルアーティスト：ケラケラ
大槻唯のカバー曲。
収録作品
- アイドルマスター シンデレラガールズ スターライトステージ - 条件を満たすと使用可能

収録CD
- THE IDOLM@STER CINDERELLA MASTER Passion jewelries! 003
  - スターラブレイション 歌：大槻唯

ここにしか咲かない花
作詞・作曲：小渕健太郎、カバーアレンジ：岡野裕次郎（TRYTONELABO）、オリジナルアーティスト：コブクロ
相葉夕美のカバー曲。
収録CD
- THE IDOLM@STER CINDERELLA MASTER Passion jewelries! 003
  - ここにしか咲かない花 歌：相葉夕美

にんげんっていいな
作詞：山口あかり、作曲：小林亜星、カバーアレンジ：岡野裕次郎（TRYTONELABO）、オリジナルアーティスト：ヤング・フレッシュ
市原仁奈のカバー曲。
収録CD
- THE IDOLM@STER CINDERELLA MASTER Passion jewelries! 003
  - にんげんっていいな 歌：市原仁奈

咲いてJewel
作詞・作曲：俊龍、編曲：SizuK
CDオリジナル曲。クール用ユニット曲。
収録作品
- アイドルマスター シンデレラガールズ スターライトステージ - イベントで期間限定配信

収録CD
- THE IDOLM@STER CINDERELLA MASTER Cool jewelries! 003
  - 咲いてJewel 歌：鷺沢文香・速水奏・橘ありす・塩見周子・二宮飛鳥

- THE IDOLM@STER M@STERS OF IDOL WORLD!!!!! 2023 明日きみにjewel
  - 咲いてJewel 鷺沢文香ソロ・リミックス 歌：鷺沢文香
  - 咲いてJewel 速水奏ソロ・リミックス 歌：速水奏
  - 咲いてJewel 橘ありすソロ・リミックス 歌：橘ありす
  - 咲いてJewel 塩見周子ソロ・リミックス 歌：塩見周子
  - 咲いてJewel 二宮飛鳥ソロ・リミックス 歌：二宮飛鳥

きみにとどけ
作詞・作曲・オリジナルアーティスト：タニザワトモフミ、カバーアレンジ：TAKT（TRYTONELABO）
橘ありすのカバー曲。
収録CD
- THE IDOLM@STER CINDERELLA MASTER Cool jewelries! 003
  - きみにとどけ 歌：橘ありす

スカイクラッドの観測者
作詞・作曲：志倉千代丸、カバーアレンジ：TAKT（TRYTONELABO）、オリジナルアーティスト：いとうかなこ
二宮飛鳥のカバー曲。
収録作品
- アイドルマスター シンデレラガールズ スターライトステージ - 条件を満たすと使用可能

収録CD
- THE IDOLM@STER CINDERELLA MASTER Cool jewelries! 003
  - スカイクラッドの観測者 歌：二宮飛鳥

奏
作詞・作曲：大橋卓弥・常田真太郎、カバーアレンジ：滝澤俊輔（TRYTONELABO）、オリジナルアーティスト：スキマスイッチ
速水奏のカバー曲。
収録CD
- THE IDOLM@STER CINDERELLA MASTER Cool jewelries! 003
  - 奏 歌：速水奏

Reset
作詞：TAK&BABY、作曲：JUN、カバーアレンジ：坪田修平（TRYTONELABO）、オリジナルアーティスト：平原綾香
塩見周子のカバー曲。
収録CD
- THE IDOLM@STER CINDERELLA MASTER Cool jewelries! 003
  - Reset 歌：塩見周子

大きな古時計
作詞・作曲：Henry Clay Work、訳詞：保富康午、編曲：烏屋茶房、オリジナルアーティスト：立川澄人
鷺沢文香のカバー曲。
収録作品
- GAME VERSION
  - アイドルマスター シンデレラガールズ スターライトステージ - 条件を満たすと使用可能

収録CD
- THE IDOLM@STER CINDERELLA MASTER Cool jewelries! 003
  - 大きな古時計 歌：鷺沢文香

Near to You
作詞・作曲・編曲：AJURIKA
CDオリジナル曲。『CINDERELLA MASTER Jewelries! 003』共通曲。
収録作品
- GAME VERSION
  - アイドルマスター シンデレラガールズ スターライトステージ - イベント配信

- クラブリミックス
  - アイドルマスター シンデレラガールズ スターライトステージ - 条件を満たすと使用可能

収録CD
- フルバージョン
  - THE IDOLM@STER CINDERELLA MASTER Cute jewelries! 003
    - Near to You 歌：宮本フレデリカ・一ノ瀬志希・櫻井桃華・中野有香・五十嵐響子

  - THE IDOLM@STER CINDERELLA MASTER Passion jewelries! 003
    - Near to You 歌：姫川友紀・市原仁奈・片桐早苗・大槻唯・相葉夕美

  - THE IDOLM@STER CINDERELLA MASTER Cool jewelries! 003
    - Near to You 歌：鷺沢文香・速水奏・橘ありす・塩見周子・二宮飛鳥

  - THE IDOLM@STER CINDERELLA MASTER EVERMORE
    - Near to You 歌：相葉夕美・五十嵐響子・一ノ瀬志希・市原仁奈・大槻唯・片桐早苗・櫻井桃華・鷺沢文香・塩見周子・橘ありす・中野有香・二宮飛鳥・速水奏・姫川友紀・宮本フレデリカ

- クラブリミックス
  - THE IDOLM@STER CINDERELLA GIRLS STARLIGHT MASTER 24 Trinity Field
    - Near to You -PicoPico D'n'B Remix- by ヒゲドライバー

チョコレート？レモネード？どっち??
作詞：北川勝利・藤村鼓乃美、作曲：北川勝利、編曲：北川勝利・acane_madder
CDオリジナル曲。キュート用ユニット曲。
収録作品
- アイドルマスター シンデレラガールズ スターライトステージ - イベントで期間限定配信

収録CD
- THE IDOLM@STER CINDERELLA MASTER Cute jewelries! 004
  - チョコレート？レモネード？どっち?? 歌：乙倉悠貴・関裕美・白菊ほたる・早坂美玲・黒埼ちとせ

青と夏
作詞・作曲：大森元貴、カバーアレンジ：滝川龍聖、オリジナルアーティスト：Mrs. GREEN APPLE
乙倉悠貴のカバー曲。
収録CD
- THE IDOLM@STER CINDERELLA MASTER Cute jewelries! 004
  - 青と夏 歌：乙倉悠貴

my sweet heart
作詞：T_T、作曲：UZA、カバーアレンジ：TAKT（TRYTONELABO）、オリジナルアーティスト：小松里歌
関裕美のカバー曲。
収録CD
- THE IDOLM@STER CINDERELLA MASTER Cute jewelries! 004
  - my sweet heart 歌：関裕美

DISCOTHEQUE
作詞：園田凌士、作曲：上松範康（Elements Garden）、カバーアレンジ：坪田修平（TRYTONELABO）、オリジナルアーティスト：水樹奈々
黒埼ちとせのカバー曲。
収録CD
- THE IDOLM@STER CINDERELLA MASTER Cute jewelries! 004
  - DISCOTHEQUE 歌：黒埼ちとせ

ambiguous
作詞：meg rock、作曲：toku、カバーアレンジ：石垣遼真、オリジナルアーティスト：GARNiDELiA
早坂美玲のカバー曲。
収録CD
- THE IDOLM@STER CINDERELLA MASTER Cute jewelries! 004
  - ambiguous 歌：早坂美玲

あなたは幸せになる
作詞・作曲・オリジナルアーティスト：藤田麻衣子、カバーアレンジ：錦織孝宏
白菊ほたるのカバー曲。
収録CD
- THE IDOLM@STER CINDERELLA MASTER Cute jewelries! 004
  - あなたは幸せになる 歌：白菊ほたる

認めてくれなくたっていいよ
作詞：八城雄太、作曲・編曲：井上馨太（MONACA）
CDオリジナル曲。『CINDERELLA MASTER Jewelries! 004』共通曲。
収録作品
- GAME VERSION
  - アイドルマスター シンデレラガールズ スターライトステージ - イベント配信 歌：藤原肇・松永涼・三船美優・黒埼ちとせ・早坂美玲

収録CD
- フルバージョン
  - THE IDOLM@STER CINDERELLA MASTER Cute jewelries! 004
    - 認めてくれなくたっていいよ 歌：乙倉悠貴・関裕美・白菊ほたる・早坂美玲・黒埼ちとせ

  - THE IDOLM@STER CINDERELLA MASTER Cool jewelries! 004
    - 認めてくれなくたっていいよ 歌：松永涼・三船美優・森久保乃々・藤原肇・砂塚あきら

  - THE IDOLM@STER CINDERELLA MASTER Passion jewelries! 004
    - 認めてくれなくたっていいよ 歌：依田芳乃・村上巴・佐藤心・夢見りあむ・久川凪

Starry Night
作詞：渡部紫緒、作曲・編曲：坂部剛
CDオリジナル曲。クール用ユニット曲。
収録作品
- アイドルマスター シンデレラガールズ スターライトステージ - イベントで期間限定配信

収録CD
- THE IDOLM@STER CINDERELLA MASTER Cool jewelries! 004
  - Starry Night 歌：松永涼・三船美優・森久保乃々・藤原肇・砂塚あきら

Mela!
作詞：長屋晴子・小林壱誓、作曲：peppe・穴見真吾、カバーアレンジ：石垣遼真、オリジナルアーティスト：緑黄色社会
松永涼のカバー曲。
収録CD
- THE IDOLM@STER CINDERELLA MASTER Cool jewelries! 004
  - Mela! 歌：松永涼

レイニー ブルー
作詞：大木誠、作曲・オリジナルアーティスト：徳永英明、カバーアレンジ：TAKT（TRYTONELABO）
三船美優のカバー曲。
収録CD
- THE IDOLM@STER CINDERELLA MASTER Cool jewelries! 004
  - レイニー ブルー 歌：三船美優

空想フォレスト
作詞・作曲・オリジナルアーティスト：じん、カバーアレンジ：大岩航（TRYTONELABO）
森久保乃々のカバー曲。
収録CD
- THE IDOLM@STER CINDERELLA MASTER Cool jewelries! 004
  - 空想フォレスト 歌：森久保乃々

明日への手紙
作詞・作曲：池田綾子、カバーアレンジ：錦織孝宏、オリジナルアーティスト：手嶌葵
藤原肇のカバー曲。
収録CD
- THE IDOLM@STER CINDERELLA MASTER Cool jewelries! 004
  - 明日への手紙 歌：藤原肇

EXCITE
作詞：Kanata Okajima・Daichi Miura、作曲：Carpainter・Kanata Okajima、カバーアレンジ：滝川龍聖、オリジナルアーティスト：三浦大知
砂塚あきらのカバー曲。
収録CD
- THE IDOLM@STER CINDERELLA MASTER Cool jewelries! 004
  - EXCITE 歌：砂塚あきら

熱情エナモラル
作詞：Orca（SUPA LOVE）、作曲・編曲：塩原大貴（SUPA LOVE）
CDオリジナル曲。パッション用ユニット曲。
収録作品
- アイドルマスター シンデレラガールズ スターライトステージ - イベントで期間限定配信

収録CD
- THE IDOLM@STER CINDERELLA MASTER Passion jewelries! 004
  - 熱情エナモラル 歌：依田芳乃・村上巴・佐藤心・夢見りあむ・久川凪

インドア系ならトラックメイカー
作詞・オリジナルアーティスト：Yunomi・nicamoq、作曲：Yunomi、カバーアレンジ：石垣遼真（TRYTONELABO）
久川凪のカバー曲。
収録CD
- THE IDOLM@STER CINDERELLA MASTER Passion jewelries! 004
  - インドア系ならトラックメイカー 歌：久川凪

INTERNET YAMERO
作詞：にゃるら、作曲：Aiobahn、カバーアレンジ：坪田修平（TRYTONELABO）、オリジナルアーティスト：KOTOKO
夢見りあむのカバー曲。
収録CD
- THE IDOLM@STER CINDERELLA MASTER Passion jewelries! 004
  - INTERNET YAMERO 歌：夢見りあむ

SWEET MEMORIES
作詞：松本隆、作曲：大村雅朗、カバーアレンジ：TAKT（TRYTONELABO）、オリジナルアーティスト：松田聖子
佐藤心のカバー曲。
収録CD
- THE IDOLM@STER CINDERELLA MASTER Passion jewelries! 004
  - SWEET MEMORIES 歌：佐藤心

夜桜お七
作詞：林あまり、作曲：三木たかし、オリジナルアーティスト：坂本冬美
村上巴のカバー曲。
収録CD
- THE IDOLM@STER CINDERELLA MASTER Passion jewelries! 004
  - 夜桜お七 歌：村上巴

花
作詞：御徒町凧、作曲：森山直太朗、カバーアレンジ：錦織孝宏（TRYTONELABO）、オリジナルアーティスト：中孝介
依田芳乃のカバー曲。
収録CD
- THE IDOLM@STER CINDERELLA MASTER Passion jewelries! 004
  - 花 歌：依田芳乃

#### 『STARLIGHT MASTER』収録曲
はにかみdays
作詞：森由里子、作曲・編曲：滝澤俊輔（TRYTONELABO） 
収録作品
- アイドルマスター シンデレラガールズ スターライトステージ - 条件を満たすと使用可能

収録CD
- THE IDOLM@STER CINDERELLA GIRLS STARLIGHT MASTER 01 Snow Wings
  - はにかみdays 歌：島村卯月

AnemoneStar
作詞・作曲・編曲：yasushi
収録作品
- アイドルマスター シンデレラガールズ スターライトステージ - 条件を満たすと使用可能

収録CD
- THE IDOLM@STER CINDERELLA GIRLS STARLIGHT MASTER 01 Snow Wings
  - AnemoneStar 歌：渋谷凛

ステップ！
作詞：Manami（TRYTONELABO）、作曲：no_my、編曲：岡野裕次郎（TRYTONELABO）
収録作品
- アイドルマスター シンデレラガールズ スターライトステージ - 条件を満たすと使用可能

収録CD
- THE IDOLM@STER CINDERELLA GIRLS STARLIGHT MASTER 02 Tulip
  - ステップ！ 歌：本田未央

ニャンと☆スペクタクル
作詞・作曲・編曲：ミト
収録作品
- アイドルマスター シンデレラガールズ スターライトステージ - 条件を満たすと使用可能

収録CD
- THE IDOLM@STER CINDERELLA GIRLS STARLIGHT MASTER 02 Tulip
  - ニャンと☆スペクタクル 歌：前川みく

SUPER LOVE☆
作詞：小金井つくも、作曲・編曲：BNSI（内田哲也）
収録作品
- アイドルマスター シンデレラガールズ スターライトステージ - 条件を満たすと使用可能

収録CD
- THE IDOLM@STER CINDERELLA GIRLS STARLIGHT MASTER 03 ハイファイ☆デイズ
  - SUPER LOVE☆ 歌：城ヶ崎莉嘉

NUDIE★
作詞：小金井つくも、作曲・編曲：TAKT（TRYTONELABO）
収録作品
- アイドルマスター シンデレラガールズ スターライトステージ - 条件を満たすと使用可能

収録CD
- THE IDOLM@STER CINDERELLA GIRLS STARLIGHT MASTER 03 ハイファイ☆デイズ
  - NUDIE★ 歌：城ヶ崎美嘉

空と風と恋のワルツ
作詞・作曲・編曲：BNSI（トリ音）
収録作品
- アイドルマスター シンデレラガールズ スターライトステージ - 条件を満たすと使用可能

収録CD
- THE IDOLM@STER CINDERELLA GIRLS STARLIGHT MASTER 04 生存本能ヴァルキュリア
  - 空と風と恋のワルツ 歌：小日向美穂

Sparkling Girl
作詞：磯谷佳江、作曲：細見卓矢（SUPA LOVE）、編曲：宮崎誠
収録作品
- アイドルマスター シンデレラガールズ スターライトステージ - 条件を満たすと使用可能

収録CD
- THE IDOLM@STER CINDERELLA GIRLS STARLIGHT MASTER 04 生存本能ヴァルキュリア
  - Sparkling Girl 歌：多田李衣菜

おかしな国のおかし屋さん
作詞：BNSI（Mitsu）、作詞・作曲・編曲：BNSI（佐藤貴文）
収録作品
- アイドルマスター シンデレラガールズ スターライトステージ - 条件を満たすと使用可能

収録CD
- THE IDOLM@STER CINDERELLA GIRLS STARLIGHT MASTER 05 純情Midnight伝説
  - おかしな国のおかし屋さん 歌：三村かな子

Bloody Festa
作詞：ミズノゲンキ、作曲：夏海、編曲：清水武仁
収録作品
- アイドルマスター シンデレラガールズ スターライトステージ - 条件を満たすと使用可能

収録CD
- THE IDOLM@STER CINDERELLA GIRLS STARLIGHT MASTER 05 純情Midnight伝説
  - Bloody Festa 歌：白坂小梅

青空リレーション
作詞：Apis（TRYTONELABO）、作曲・編曲：岡野裕次郎（TRYTONELANO）
収録作品
- アイドルマスター シンデレラガールズ スターライトステージ - 条件を満たすと使用可能

収録CD
- THE IDOLM@STER CINDERELLA GIRLS STARLIGHT MASTER 06 Love∞Destiny
  - 青空リレーション 歌：高森藍子

PANDEMIC ALONE
作詞：ミズノゲンキ、作曲・編曲：睦月周平
収録作品
- アイドルマスター シンデレラガールズ スターライトステージ - 条件を満たすと使用可能

収録CD
- THE IDOLM@STER CINDERELLA GIRLS STARLIGHT MASTER 06 Love∞Destiny
  - PANDEMIC ALONE 歌：星輝子

にょわにょわーるど☆
作詞：夕野ヨシミ（IOSYS）、作曲・編曲：ARM（IOSYS） 
収録作品
- アイドルマスター シンデレラガールズ スターライトステージ - 条件を満たすと使用可能

収録CD
- THE IDOLM@STER CINDERELLA GIRLS STARLIGHT MASTER 07 サマカニ!!
  - にょわにょわーるど☆ 歌：諸星きらり

cherry*merry*cherry
作詞：坂井竜二、作曲・編曲：山崎真吾
収録作品
- アイドルマスター シンデレラガールズ スターライトステージ - 条件を満たすと使用可能

収録CD
- THE IDOLM@STER CINDERELLA GIRLS STARLIGHT MASTER 07 サマカニ!!
  - cherry*merry*cherry 歌：緒方智絵里

スローライフ・ファンタジー
作詞：八城雄太、作曲・編曲：田中秀和（MONACA）
収録作品
- アイドルマスター シンデレラガールズ スターライトステージ - 条件を満たすと使用可能

収録CD
- THE IDOLM@STER CINDERELLA GIRLS STARLIGHT MASTER 08 BEYOND THE STARLIGHT
  - スローライフ・ファンタジー 歌：双葉杏

Frozen Tears
作詞：磯谷佳江、作曲：小野貴光、編曲：玉木千尋 
収録作品
- アイドルマスター シンデレラガールズ スターライトステージ - 条件を満たすと使用可能

収録CD
- THE IDOLM@STER CINDERELLA GIRLS STARLIGHT MASTER 08 BEYOND THE STARLIGHT
  - Frozen Tears 歌：北条加蓮

メルヘン∞メタモルフォーゼ！
作詞：八城雄太、作曲・編曲：BNSI（佐藤貴文）
収録CD
- THE IDOLM@STER CINDERELLA GIRLS STARLIGHT MASTER 09 ラブレター
  - メルヘン∞メタモルフォーゼ！ 歌：安部菜々

薄紅
作詞・作曲・編曲：内海孝彰（TRYTONELABO）
収録作品
- アイドルマスター シンデレラガールズ スターライトステージ - 条件を満たすと使用可能

収録CD
- THE IDOLM@STER CINDERELLA GIRLS STARLIGHT MASTER 09 ラブレター
  - 薄紅 歌：小早川紗枝

たくさん！
作詞・作曲：佐伯youthK、編曲：睦月周平
収録CD
- THE IDOLM@STER CINDERELLA GIRLS STARLIGHT MASTER 10 Jet to the Future
  - たくさん！ 歌：アナスタシア

Neo Beautiful Pain
作詞・作曲・編曲：AJURIKA
収録CD
- THE IDOLM@STER CINDERELLA GIRLS STARLIGHT MASTER 11 あんきら！？狂騒曲
  - Neo Beautiful Pain 歌：神谷奈緒

マイ・スイート・ハネムーン
作詞・作曲・編曲：滝澤俊輔（TRYTONELABO）
収録CD
- THE IDOLM@STER CINDERELLA GIRLS STARLIGHT MASTER 12 命燃やして恋せよ乙女
  - マイ・スイート・ハネムーン 歌：佐久間まゆ

わたぐも
作詞：Manami（TRYTONELABO）、作曲：Asu、編曲：坪田修平（TRYTONELABO）
収録CD
- THE IDOLM@STER CINDERELLA GIRLS STARLIGHT MASTER 13 Sweet Witches' Night 〜6人目はだぁれ〜
  - わたぐも 歌：赤城みりあ

サイキック！ぱーりーないと☆
作詞：坂井竜二、作曲・編曲：山崎真吾
収録CD
- THE IDOLM@STER CINDERELLA GIRLS STARLIGHT MASTER 14 情熱ファンファンファーレ
  - サイキック！ぱーりーないと☆ 歌：堀裕子

フレデリカ、猫やめるよ
作詞・作曲・編曲：ササキトモコ
収録CD
- THE IDOLM@STER CINDERELLA GIRLS STARLIGHT MASTER 15 桜の頃
  - フレデリカ、猫やめるよ 歌：宮本フレデリカ

Dreaming of you
作詞：mft、作曲・編曲：広川恵一（MONACA）
収録CD
- THE IDOLM@STER CINDERELLA GIRLS STARLIGHT MASTER 16 ∀NSWER
  - Dreaming of you 歌：川島瑞樹

Voyage
作詞：朝倉路、作曲・編曲：滝澤俊輔（TRYTONELABO） 
収録CD
- THE IDOLM@STER CINDERELLA GIRLS STARLIGHT MASTER 16 ∀NSWER
  - Voyage 歌：新田美波

みなぎれ！ボボボンバー
作詞：狐夢想（COOL&CREATE）、作曲・編曲：ARM（IOSYS）
収録CD
- THE IDOLM@STER CINDERELLA GIRLS STARLIGHT MASTER 17 Nothing but You
  - みなぎれ！ボボボンバー 歌：日野茜

PROUST EFFECT
作詞・作曲・編曲：BNSI（北谷光浩）
収録CD
- THE IDOLM@STER CINDERELLA GIRLS STARLIGHT MASTER 17 Nothing but You
  - PROUST EFFECT 歌：一ノ瀬志希

if
作詞・作曲：Maiko Fujita、編曲：高田龍一（MONACA）
収録CD
- THE IDOLM@STER CINDERELLA GIRLS STARLIGHT MASTER 18 モーレツ★世直しギルティ！
  - if 歌：速水奏

踊りまくろ☆ダンシング・ナイト
作詞・作曲・編曲：YOFFY（PSYCHIC LOVER）
収録CD
- THE IDOLM@STER CINDERELLA GIRLS STARLIGHT MASTER 18 モーレツ★世直しギルティ！
  - 踊りまくろ☆ダンシング・ナイト 歌：片桐早苗

銀河図書館
作詞・作曲・編曲：烏屋茶房
収録CD
- THE IDOLM@STER CINDERELLA GIRLS STARLIGHT MASTER 19 With Love
  - 銀河図書館 歌：鷺沢文香

アツアツ♪マカロニグラタン
作詞・作曲・編曲：ヒゲドライバー
収録CD
- THE IDOLM@STER CINDERELLA GIRLS STARLIGHT MASTER 20 リトルリドル
  - アツアツ♪マカロニグラタン 歌：五十嵐響子

Private Sign
作詞：Apis（TRYTONELABO）、作曲・編曲：内海孝彰（TRYTONELABO）
収録CD
- THE IDOLM@STER CINDERELLA GIRLS STARLIGHT MASTER 20 リトルリドル
  - Private Sign 歌：塩見周子

Dear My Dreamers
作詞：八城雄太、作曲・編曲：渡部チェル
収録CD
- THE IDOLM@STER CINDERELLA GIRLS STARLIGHT MASTER 21 Kawaii make MY day!
  - Dear My Dreamers 歌：姫川友紀

ハピガ！
作詞・作曲・編曲：ミト（クラムボン）
収録CD
- THE IDOLM@STER CINDERELLA GIRLS STARLIGHT MASTER 22 双翼の独奏歌
  - ハピガ！ 歌：輿水幸子

花のことば
作詞：mft、作曲・編曲：高田龍一（MONACA）
収録CD
- THE IDOLM@STER CINDERELLA GIRLS STARLIGHT MASTER 23 Twin☆くるっ★テール
  - 花のことば 歌：相葉夕美

ヒトトキトキメキ
作詞・作曲・編曲：山本真央樹
収録CD
- THE IDOLM@STER CINDERELLA GIRLS STARLIGHT MASTER 25 Happy New Yeah!
  - ヒトトキトキメキ 歌：十時愛梨

夢幻ノ救憐唱 ～堕チル星ノ調ベ～
作詞：やいり・烏屋茶房、作曲・編曲：Powerless
タイトルの読みは「ユメノキリエ　オチルホシノシラベ」
収録CD
- THE IDOLM@STER CINDERELLA GIRLS STARLIGHT MASTER 26 美に入り彩を穿つ
  - 夢幻ノ救憐唱 ～堕チル星ノ調ベ～ 歌：神崎蘭子

to you for me
作詞：渡部紫緒、作曲：BNSI（Yoshi）、編曲：滝澤俊輔（TRYTONELABO）
収録CD
- THE IDOLM@STER CINDERELLA GIRLS STARLIGHT MASTER 27 Vast world
  - to you for me 歌：橘ありす

- THE IDOLM@STER CINDERELLA GIRLS U149 ANIMATION MASTER 05 グッデイ・グッナイ
  - to you for me 歌：橘ありす

反逆的同一性 -Rebellion Identity-
作詞：ミズノゲンキ、作曲・編曲：睦月周平
収録CD
- THE IDOLM@STER CINDERELLA GIRLS STARLIGHT MASTER 28 凸凹スピードスター
  - 反逆的同一性 -Rebellion Identity- 歌：二宮飛鳥

愛の讃歌
作詞：小金井つくも、作曲・編曲：坪田修平（TRYTONELABO）
収録CD
- THE IDOLM@STER CINDERELLA GIRLS STARLIGHT MASTER 29 クレイジークレイジー
  - 愛の讃歌 歌：櫻井桃華

- THE IDOLM@STER CINDERELLA GIRLS U149 ANIMATION MASTER 02 よりみちリトルスター
  - 愛の讃歌 歌：櫻井桃華

おねえちゃんデスコ
作詞・作曲・編曲：ササキトモコ
収録CD
- THE IDOLM@STER CINDERELLA GIRLS STARLIGHT MASTER 30 ガールズ・イン・ザ・フロンティア
  - おねえちゃんデスコ 歌：市原仁奈

ヒカリ→シンコキュウ→ミライ
作詞・作曲・編曲：やいり
収録CD
- THE IDOLM@STER CINDERELLA GIRLS STARLIGHT MASTER 31 Pretty Liar
  - ヒカリ→シンコキュウ→ミライ 歌：中野有香

サニードロップ
作詞：磯谷佳江、作曲・編曲：seibin（ESTIMATE）
収録CD
- THE IDOLM@STER CINDERELLA GIRLS STARLIGHT MASTER 32 アンデッド・ダンスロック
  - サニードロップ 歌：大槻唯

Blessing
作詞：貝田由里子、作曲・編曲：田中秀和（MONACA）
収録CD
- THE IDOLM@STER CINDERELLA GIRLS STARLIGHT MASTER 34 Sunshine See May
  - Blessing 歌：高垣楓

#### 『MASTER SEASONS!』収録曲
銀のイルカと熱い風
作詞：森由里子、作曲：俊龍、編曲：Sizuk
収録作品
- アイドルマスター シンデレラガールズ スターライトステージ - イベント配信

収録CD
- フルバージョン
  - THE IDOLM@STER CINDERELLA GIRLS MASTER SEASONS SUMMER!
    - 銀のイルカと熱い風 歌：大槻唯・緒方智絵里・新田美波

  - THE IDOLM@STER CINDERELLA GIRLS 6thLIVE MERRY-GO-ROUNDOME!!! オリジナルCD MASTER SEASONS SUMMER! SOLO REMIX
    - 銀のイルカと熱い風 大槻唯ソロ・リミックス 歌：大槻唯
    - 銀のイルカと熱い風 緒方智絵里ソロ・リミックス 歌：緒方智絵里
    - 銀のイルカと熱い風 新田美波ソロ・リミックス 歌：新田美波

  - アイドルマスター シンデレラガールズ U149 第7巻 オリジナルCD付き特別版 特典CD
    - 銀のイルカと熱い風 歌：新田美波・結城晴

- NON STOP REMIX
  - THE IDOLM@STER CINDERELLA GIRLS 5thLIVE TOUR Serendipity Parade!!! SPECIAL LIVE ALBUM Vol.3
    - 銀のイルカと熱い風 / from "SSA DAY1" 歌：THE IDOLM@STER CINDERELLA GIRLS

とんでいっちゃいたいの
作詞・作曲：佐伯youthK、編曲：睦月周平
収録作品
- アイドルマスター シンデレラガールズ スターライトステージ - イベント配信

収録CD
- THE IDOLM@STER CINDERELLA GIRLS MASTER SEASONS SUMMER!
  - とんでいっちゃいたいの 歌：一ノ瀬志希・三村かな子・宮本フレデリカ

- THE IDOLM@STER CINDERELLA GIRLS 6thLIVE MERRY-GO-ROUNDOME!!! オリジナルCD MASTER SEASONS SUMMER! SOLO REMIX
  - とんでいっちゃいたいの 一ノ瀬志希ソロ・リミックス 歌：一ノ瀬志希
  - とんでいっちゃいたいの 三村かな子ソロ・リミックス 歌：三村かな子
  - とんでいっちゃいたいの 宮本フレデリカソロ・リミックス 歌：宮本フレデリカ

- THE IDOLM@STER CINDERELLA GIRLS U149 ソラシドリームパーティー会場オリジナルCD
  - とんでいっちゃいたいの 遊佐こずえソロ・リミックス 歌：遊佐こずえ

夏恋 -NATSU KOI-
作詞・作曲・編曲：AJURIKA
収録作品
- アイドルマスター シンデレラガールズ スターライトステージ - イベント配信

収録CD
- THE IDOLM@STER CINDERELLA GIRLS MASTER SEASONS SUMMER!
  - 夏恋 -NATSU KOI- 歌：塩見周子・橘ありす・松永涼

- THE IDOLM@STER CINDERELLA GIRLS 6thLIVE MERRY-GO-ROUNDOME!!! オリジナルCD MASTER SEASONS SUMMER! SOLO REMIX
  - 夏恋 -NATSU KOI- 塩見周子ソロ・リミックス 歌：塩見周子
  - 夏恋 -NATSU KOI- 橘ありすソロ・リミックス 歌：橘ありす
  - 夏恋 -NATSU KOI- 松永涼ソロ・リミックス 歌：松永涼

CoCo夏夏夏 Holiday
作詞：Funta3、作曲・編曲：Funta7
収録作品
- アイドルマスター シンデレラガールズ スターライトステージ - イベント配信

収録CD
- THE IDOLM@STER CINDERELLA GIRLS MASTER SEASONS SUMMER!
  - CoCo夏夏夏 Holiday 歌：上田鈴帆・佐藤心・十時愛梨

- THE IDOLM@STER CINDERELLA GIRLS 6thLIVE MERRY-GO-ROUNDOME!!! オリジナルCD MASTER SEASONS SUMMER! SOLO REMIX
  - CoCo夏夏夏 Holiday 上田鈴帆ソロ・リミックス 歌：上田鈴帆
  - CoCo夏夏夏 Holiday 佐藤心ソロ・リミックス 歌：佐藤心
  - CoCo夏夏夏 Holiday 十時愛梨ソロ・リミックス 歌：十時愛梨

秋風に手を振って
作詞：森由里子、作曲：BNSI（Yoshi）、編曲：若林タカツグ
収録作品
- アイドルマスター シンデレラガールズ スターライトステージ - イベント配信

収録CD
- THE IDOLM@STER CINDERELLA GIRLS MASTER SEASONS AUTUMN!
  - 秋風に手を振って 歌：相葉夕美・多田李衣菜・中野有香

- THE IDOLM@STER CINDERELLA GIRLS 6thLIVE MERRY-GO-ROUNDOME!!! オリジナルCD MASTER SEASONS AUTUMN! SOLO REMIX
  - 秋風に手を振って 相葉夕美ソロ・リミックス　歌：相葉夕美
  - 秋風に手を振って 多田李衣菜ソロ・リミックス　歌：多田李衣菜
  - 秋風に手を振って 中野有香ソロ・リミックス　歌：中野有香

Halloween♥Code
作詞：磯谷佳江、作曲・編曲：岡野裕次郎（TRYTONELABO）、編曲：TAKT（TRYTONELABO）
収録作品
- アイドルマスター シンデレラガールズ スターライトステージ - イベント配信
- アイドルマスター ポップリンクス - アップデートで追加

収録CD
- THE IDOLM@STER CINDERELLA GIRLS MASTER SEASONS AUTUMN!
  - Halloween♥Code 歌：安部菜々・乙倉悠貴・前川みく

- THE IDOLM@STER CINDERELLA GIRLS 6thLIVE MERRY-GO-ROUNDOME!!! オリジナルCD MASTER SEASONS AUTUMN! SOLO REMIX
  - Halloween♥Code 安部菜々ソロ・リミックス　歌：安部菜々
  - Halloween♥Code 乙倉悠貴ソロ・リミックス　歌：乙倉悠貴
  - Halloween♥Code 前川みくソロ・リミックス　歌：前川みく

さよならアンドロメダ
作詞：BNSI（MCTC）、作曲・編曲：BNSI（Taku Inoue）
収録作品
- アイドルマスター シンデレラガールズ スターライトステージ - イベント配信

収録CD
- THE IDOLM@STER CINDERELLA GIRLS MASTER SEASONS AUTUMN!
  - さよならアンドロメダ 歌：渋谷凛・森久保乃々・大和亜季

- THE IDOLM@STER CINDERELLA GIRLS 6thLIVE MERRY-GO-ROUNDOME!!! オリジナルCD MASTER SEASONS AUTUMN! SOLO REMIX
  - さよならアンドロメダ 渋谷凛ソロ・リミックス　歌：渋谷凛
  - さよならアンドロメダ 森久保乃々ソロ・リミックス　歌：森久保乃々
  - さよならアンドロメダ 大和亜季ソロ・リミックス　歌：大和亜季

空想探査計画
作詞：BNSI（重田佑介）、作曲・編曲：BNSI（佐藤貴文）
収録作品
- アイドルマスター シンデレラガールズ スターライトステージ - イベント配信

収録CD
- THE IDOLM@STER CINDERELLA GIRLS MASTER SEASONS AUTUMN!
  - 空想探査計画 歌：木村夏樹・浜口あやめ・日野茜

- THE IDOLM@STER CINDERELLA GIRLS 6thLIVE MERRY-GO-ROUNDOME!!! オリジナルCD MASTER SEASONS AUTUMN! SOLO REMIX
  - 空想探査計画 木村夏樹ソロ・リミックス　歌：木村夏樹
  - 空想探査計画 浜口あやめソロ・リミックス　歌：浜口あやめ
  - 空想探査計画 日野茜ソロ・リミックス　歌：日野茜

- アイドルマスター シンデレラガールズ U149 第9巻 オリジナルCD付き特別版 特典CD
  - 空想探査計画 歌：高森藍子

ツインテールの風
作詞：森由里子、作曲・編曲：滝澤俊輔（TRYTONELABO）
収録作品
- アイドルマスター シンデレラガールズ スターライトステージ - イベント配信

収録CD
- THE IDOLM@STER CINDERELLA GIRLS MASTER SEASONS WINTER!
  - ツインテールの風 歌：小日向美穂・城ヶ崎美嘉・速水奏

- THE IDOLM@STER CINDERELLA GIRLS 6thLIVE MERRY-GO-ROUNDOME!!! オリジナルCD MASTER SEASONS WINTER! SOLO REMIX
  - ツインテールの風 小日向美穂ソロ・リミックス　歌：小日向美穂
  - ツインテールの風 城ヶ崎美嘉ソロ・リミックス　歌：城ヶ崎美嘉
  - ツインテールの風 速水奏ソロ・リミックス　歌：速水奏

White again
作詞：eNu、作曲：橋本由香利、編曲：川田瑠夏
収録作品
- アイドルマスター シンデレラガールズ スターライトステージ - イベント配信

収録CD
- THE IDOLM@STER CINDERELLA GIRLS MASTER SEASONS WINTER!
  - White again 歌：小早川紗枝・櫻井桃華・島村卯月

- THE IDOLM@STER CINDERELLA GIRLS 6thLIVE MERRY-GO-ROUNDOME!!! オリジナルCD MASTER SEASONS WINTER! SOLO REMIX
  - White again 小早川紗枝ソロ・リミックス　歌：小早川紗枝
  - White again 櫻井桃華ソロ・リミックス　歌：櫻井桃華
  - White again 島村卯月ソロ・リミックス　歌：島村卯月

Frost
作詞：ミズノゲンキ、作曲・編曲：睦月周平
収録作品
- アイドルマスター シンデレラガールズ スターライトステージ - イベント配信

収録CD
- THE IDOLM@STER CINDERELLA GIRLS MASTER SEASONS WINTER!
  - Frost 歌：神谷奈緒・神崎蘭子・脇山珠美

- THE IDOLM@STER CINDERELLA GIRLS 6thLIVE MERRY-GO-ROUNDOME!!! オリジナルCD MASTER SEASONS WINTER! SOLO REMIX
  - Frost 神谷奈緒ソロ・リミックス　歌：神谷奈緒
  - Frost 神崎蘭子ソロ・リミックス　歌：神崎蘭子
  - Frost 脇山珠美ソロ・リミックス　歌：脇山珠美

冬空プレシャス
作詞：朝倉路、作曲・編曲：石濱翔（MONACA）
収録作品
- アイドルマスター シンデレラガールズ スターライトステージ - イベント配信

収録CD
- THE IDOLM@STER CINDERELLA GIRLS MASTER SEASONS WINTER!
  - 冬空プレシャス 歌：片桐早苗・難波笑美・姫川友紀

- THE IDOLM@STER CINDERELLA GIRLS 6thLIVE MERRY-GO-ROUNDOME!!! オリジナルCD MASTER SEASONS WINTER! SOLO REMIX
  - 冬空プレシャス 片桐早苗ソロ・リミックス　歌：片桐早苗
  - 冬空プレシャス 難波笑美ソロ・リミックス　歌：難波笑美
  - 冬空プレシャス 姫川友紀ソロ・リミックス　歌：姫川友紀

桜の風
作詞：森由里子、作曲・編曲：田中秀和（MONACA）
収録作品
- アイドルマスター シンデレラガールズ スターライトステージ - イベント配信

収録CD
- THE IDOLM@STER CINDERELLA GIRLS MASTER SEASONS SPRING!
  - 桜の風 歌：アナスタシア・五十嵐響子・依田芳乃

- THE IDOLM@STER CINDERELLA GIRLS 6thLIVE MERRY-GO-ROUNDOME!!! オリジナルCD MASTER SEASONS SPRING! SOLO REMIX
  - 桜の風 アナスタシアソロ・リミックス 歌：アナスタシア
  - 桜の風 五十嵐響子ソロ・リミックス 歌：五十嵐響子
  - 桜の風 依田芳乃ソロ・リミックス 歌：依田芳乃

HARURUNRUN
作詞・作曲・編曲：田村歩美
収録作品
- アイドルマスター シンデレラガールズ スターライトステージ - イベント配信
- アイドルマスター ポップリンクス - アップデートで追加

収録CD
- THE IDOLM@STER CINDERELLA GIRLS MASTER SEASONS SPRING!
  - HARURUNRUN 歌：関裕美・水本ゆかり・棟方愛海

- THE IDOLM@STER CINDERELLA GIRLS 6thLIVE MERRY-GO-ROUNDOME!!! オリジナルCD MASTER SEASONS SPRING! SOLO REMIX
  - HARURUNRUN 関裕美ソロ・リミックス 歌：関裕美
  - HARURUNRUN 水本ゆかりソロ・リミックス 歌：水本ゆかり
  - HARURUNRUN 棟方愛海ソロ・リミックス 歌：棟方愛海

未完成の歴史
作詞：及川眠子、作曲・編曲：椎名豪
収録作品
- アイドルマスター シンデレラガールズ スターライトステージ - イベント配信

収録CD
- THE IDOLM@STER CINDERELLA GIRLS MASTER SEASONS SPRING!
  - 未完成の歴史 歌：二宮飛鳥・藤原肇・北条加蓮

- THE IDOLM@STER CINDERELLA GIRLS 6thLIVE MERRY-GO-ROUNDOME!!! オリジナルCD MASTER SEASONS SPRING! SOLO REMIX
  - 未完成の歴史 二宮飛鳥ソロ・リミックス 歌：二宮飛鳥
  - 未完成の歴史 藤原肇ソロ・リミックス 歌：藤原肇
  - 未完成の歴史 北条加蓮ソロ・リミックス 歌：北条加蓮

Spring Screaming
作詞・作曲・編曲：宮崎誠
収録作品
- アイドルマスター シンデレラガールズ スターライトステージ - イベント配信

収録CD
- THE IDOLM@STER CINDERELLA GIRLS MASTER SEASONS SPRING!
  - Spring Screaming 歌：喜多見柚・本田未央・龍崎薫

- THE IDOLM@STER CINDERELLA GIRLS 6thLIVE MERRY-GO-ROUNDOME!!! オリジナルCD MASTER SEASONS SPRING! SOLO REMIX
  - Spring Screaming 喜多見柚ソロ・リミックス 歌：喜多見柚
  - Spring Screaming 本田未央ソロ・リミックス 歌：本田未央
  - Spring Screaming 龍崎薫ソロ・リミックス 歌：龍崎薫

- アイドルマスター シンデレラガールズ U149 第10巻 オリジナルCD付き特別版 特典CD
  - Spring Screaming 歌：赤城みりあ

#### 『3chord』収録曲
不埒なCANVAS
作詞：只野菜摘、作曲・編曲：烏屋茶房
収録作品
- アイドルマスター シンデレラガールズ スターライトステージ - イベント配信

収録CD
- THE IDOLM@STER CINDERELLA MASTER 3chord for the Pops!
  - 不埒なCANVAS 歌：輿水幸子・塩見周子・相葉夕美

印象
作詞：烏屋茶房、作曲・編曲：篠崎あやと
収録作品
- アイドルマスター シンデレラガールズ スターライトステージ - イベント配信

収録CD
- THE IDOLM@STER CINDERELLA MASTER 3chord for the Pops!
  - 印象 歌：浜口あやめ・白菊ほたる・三船美優

躍るFLAGSHIP
作詞：只野菜摘、作曲・編曲：BNSI（ミフメイ）
収録作品
- アイドルマスター シンデレラガールズ スターライトステージ - イベント配信

収録CD
- THE IDOLM@STER CINDERELLA MASTER 3chord for the Dance!
  - 躍るFLAGSHIP 歌：小日向美穂・佐藤心・北条加蓮

Athanasia
作詞・作曲・編曲：DJ'TEKINA//SOMETHING a.k.a ゆよゆっぺ
収録作品
- アイドルマスター シンデレラガールズ スターライトステージ - イベント配信

収録CD
- THE IDOLM@STER CINDERELLA MASTER 3chord for the Dance!
  - Athanasia 歌：ナターリア・小早川紗枝・白坂小梅

イケナイGO AHEAD
作詞：只野菜摘、作曲・編曲：やいり
収録作品
- アイドルマスター シンデレラガールズ スターライトステージ - イベント配信

収録CD
- THE IDOLM@STER CINDERELLA MASTER 3chord for the Rock!
  - イケナイGO AHEAD 歌：櫻井桃華・橘ありす・村上巴

Driving My Way
作詞：AJURIKA、作曲：山本真央樹、編曲：山本真央樹・小栢伸五
収録作品
- アイドルマスター シンデレラガールズ スターライトステージ - イベント配信

収録CD
- THE IDOLM@STER CINDERELLA MASTER 3chord for the Rock!
  - Driving My Way 歌：黒埼ちとせ・松永涼・木村夏樹

#### 『STARLIGHT MASTER GOLD RUSH!』収録曲
ずるじゃん
作詞：八城雄太、作曲・編曲：睦月周平
収録CD
- THE IDOLM@STER CINDERELLA GIRLS STARLIGHT MASTER GOLD RUSH! 10 Hungry Bambi
  - ずるじゃん 歌：乙倉悠貴

日々あどべんちゃーなのでしてー
作詞・作曲・編曲：山本真央樹（TRYTONELABO）
収録CD
- THE IDOLM@STER CINDERELLA GIRLS STARLIGHT MASTER GOLD RUSH! 12 パ・リ・ラ
  - 日々あどべんちゃーなのでしてー 歌：依田芳乃

#### 『STARLIGHT MASTER R/LOCK ON!』収録曲
Myself
作詞・作曲・編曲：馬渕直純
収録CD
- THE IDOLM@STER CINDERELLA GIRLS STARLIGHT MASTER R/LOCK ON! 02 Drastic Melody
  - Myself 歌：松永涼

純情接近STORY
作詞：森由里子、作曲・編曲：神前暁（MONACA）、編曲：オリバー・グッド（MONACA）
収録CD
- THE IDOLM@STER CINDERELLA GIRLS STARLIGHT MASTER R/LOCK ON! 03 かぼちゃ姫
  - 純情接近STORY 歌：島村卯月

Reflective illumination night
作詞：baker、作曲・編曲：篠崎あやと
収録CD
- THE IDOLM@STER CINDERELLA GIRLS STARLIGHT MASTER R/LOCK ON! 04 堕ちる果実
  - Reflective illumination night 歌：渋谷凛

ハンドメイドスマイル
作詞・作曲・編曲：出口遼
収録CD
- THE IDOLM@STER CINDERELLA GIRLS STARLIGHT MASTER R/LOCK ON! 08 ラビューダ♡トライアングル
  - ハンドメイドスマイル 歌：関裕美

DELIGHT
作詞・作曲・編曲：BNSI（渡辺量）
収録CD
- THE IDOLM@STER CINDERELLA GIRLS STARLIGHT MASTER R/LOCK ON! 09 New bright stars
  - DELIGHT 歌：本田未央

Arrowhead
作詞：ミズノゲンキ、作曲・編曲：睦月周平
収録CD
- THE IDOLM@STER CINDERELLA GIRLS STARLIGHT MASTER R/LOCK ON! 10 まほうのまくら
  - Arrowhead 歌：多田李衣菜

Bullet Ride
作詞：ミズノゲンキ、作曲・編曲：設楽哲也
収録CD
- THE IDOLM@STER CINDERELLA GIRLS STARLIGHT MASTER R/LOCK ON! 10 まほうのまくら
  - Bullet Ride 歌：木村夏樹

ネコドル☆オーバー・ザ・ワールド
作詞：夕野ヨシミ（IOSYS）、作曲・編曲：ARM（IOSYS）
収録CD
- THE IDOLM@STER CINDERELLA GIRLS STARLIGHT MASTER R/LOCK ON! 11 メモリーブロッサム
  - ネコドル☆オーバー・ザ・ワールド 歌：前川みく

大阪タコちゃんラブちゃん
作詞：fumi、作曲・編曲：小野貴光
収録作品
- アイドルマスター シンデレラガールズ スターライトステージ - 条件を満たすと使用可能

収録CD
- THE IDOLM@STER CINDERELLA GIRLS STARLIGHT MASTER R/LOCK ON! 17 廻談詣り
  - 大阪タコちゃんラブちゃん 歌：難波笑美

#### 『STARLIGHT MASTER PLATINUM NUMBER』収録曲
WET
作詞：只野菜摘、作曲：帆足圭吾（MONACA）・永谷喬夫、編曲：永谷喬夫
収録CD
- THE IDOLM@STER CINDERELLA GIRLS STARLIGHT MASTER PLATINUM NUMBER 07 N.O.R. 〜Notes of Revolution〜 革命についての覚書
  - WET 歌：星輝子

なみだのくに
作詞・作曲・編曲：烏屋茶房
収録CD
- THE IDOLM@STER CINDERELLA GIRLS STARLIGHT MASTER PLATINUM NUMBER 08 ミライコンパス
  - なみだのくに 歌：森久保乃々

Little More
作詞：渡部紫緒、作曲・編曲：ESTi
収録CD
- THE IDOLM@STER CINDERELLA GIRLS STARLIGHT MASTER PLATINUM NUMBER 09 さやけき花の生命に
  - Little More 歌：三船美優

読んで！甘辛Script
作詞・作曲：俊龍、編曲：Sizuk
収録CD
- THE IDOLM@STER CINDERELLA GIRLS STARLIGHT MASTER PLATINUM NUMBER 11 悠久星涼
  - 読んで！甘辛Script 歌：三村かな子

#### 『STARLIGHT MASTER HEART TICKER!』収録曲
碧空ノ一路
作詞：ミズノゲンキ、作曲・編曲：睦月周平
収録作品
- アイドルマスター シンデレラガールズ スターライトステージ - 条件を満たすと使用可能

収録CD
- THE IDOLM@STER CINDERELLA GIRLS STARLIGHT MASTER HEART TICKER! 02 Hardcore Toyworld
  - 碧空ノ一路 歌：脇山珠美

DYNAMITE FEVER MEGAMIX
作詞・作曲・編曲：橘亮祐
収録CD
- THE IDOLM@STER CINDERELLA GIRLS STARLIGHT MASTER HEART TICKER! 06 Come to you
  - DYNAMITE FEVER MEGAMIX 歌：片桐早苗

青春のWanna!
作詞：八城雄太、作曲・編曲：坪田修平（TRYTONELABO）
収録作品
- アイドルマスター シンデレラガールズ スターライトステージ - 条件を満たすと使用可能

収録CD
- THE IDOLM@STER CINDERELLA GIRLS STARLIGHT MASTER HEART TICKER! 07 ワタシ御伽ばなシ
  - 青春のWanna! 歌：小関麗奈

Merry Warm Bodies
作詞：八城雄太、作曲・編曲：山本真央樹（TRYTONELABO）
収録CD
- THE IDOLM@STER CINDERELLA GIRLS STARLIGHT MASTER HEART TICKER! 10 流星浪漫
  - Merry Warm Bodies 歌：白坂小梅

Darkness
作詞・作曲：藤田麻衣子、編曲：川田瑠夏
収録CD
- THE IDOLM@STER CINDERELLA GIRLS STARLIGHT MASTER HEART TICKER! 11 バラカストーリア ～月と太陽に祝福を～
  - Darkness 歌：白菊ほたる

#### 『STARLIGHT MASTER CRYSTAL QUALIA』収録曲
Cosmo Cosme
作詞：ミズノゲンキ、作曲・編曲：山本真央樹（TRYTONELABO）
収録CD
- THE IDOLM@STER CINDERELLA GIRLS STARLIGHT MASTER CRYSTAL QUALIA 04 We wish your smile
  - Cosmo Cosme 歌：城ヶ崎美嘉

さいきっく☆うぉんちゅー！
作詞・作曲・編曲：アオワイファイ
収録CD
- THE IDOLM@STER CINDERELLA GIRLS STARLIGHT MASTER CRYSTAL QUALIA 05 スマイルファンタジー
  - さいきっく☆うぉんちゅー！ 歌：堀裕子

Coffret Comet
作詞：八城雄太、作曲・編曲：TAKT（TRYTONELABO）
収録CD
- THE IDOLM@STER CINDERELLA GIRLS STARLIGHT MASTER CRYSTAL QUALIA 06 イーリャンサンキュー
  - Coffret Comet 歌：城ヶ崎莉嘉

ひだまりの中で
作詞：渡部紫緒、作曲・編曲：坂部剛
収録CD
- THE IDOLM@STER CINDERELLA GIRLS STARLIGHT MASTER CRYSTAL QUALIA 07 スターライトステージ
  - ひだまりの中で 歌：小日向美穂

### コミックス特典のCD

#### 『WILD WIND GIRL』の特典CD
Virgin Love
作詞：磯谷佳江、作曲：小野貴光、編曲：玉木千尋
収録作品
- GAME VERSION
  - アイドルマスター シンデレラガールズ スターライトステージ - イベント配信

収録CD
- アイドルマスター シンデレラガールズ WILD WIND GIRL 第4巻 特装版 特典CD
  - Virgin Love 歌：向井拓海・藤本里奈

炎の華
作詞：磯谷佳江、作曲：高取ヒデアキ、編曲：籠島裕昌
収録作品
- アイドルマスター シンデレラガールズ スターライトステージ - 条件を満たすと使用可能

収録CD
- アイドルマスター シンデレラガールズ WILD WIND GIRL 第5巻 特装版 特典CD
  - 炎の華 歌：向井拓海

LOVE☆ハズカム
作詞：磯谷佳江、作曲・編曲：山本真央樹
収録作品
- アイドルマスター シンデレラガールズ スターライトステージ - 条件を満たすと使用可能

収録CD
- アイドルマスター シンデレラガールズ WILD WIND GIRL 第6巻 Burning Road 特装版 特典CD
  - LOVE☆ハズカム 歌：藤本里奈

#### 『U149』の特典CD
ドレミファクトリー！
作詞・作曲：俊龍、編曲：Sizuk
収録作品
- GAME VERSION
  - アイドルマスター シンデレラガールズ スターライトステージ - イベント配信 歌：櫻井桃華・佐々木千枝・橘ありす・結城晴・龍崎薫／U149

収録CD
- アイドルマスター シンデレラガールズ U149 第3巻 オリジナルCD付き特別版 特典CD
  - ドレミファクトリー！ 歌：櫻井桃華・佐々木千枝・橘ありす・結城晴・龍崎薫

- アイドルマスター シンデレラガールズ U149 第5巻 オリジナルCD付き特別版 特典CD
  - ドレミファクトリー！ 歌：赤城みりあ・市原仁奈

- アイドルマスター シンデレラガールズ U149 第6巻 オリジナルCD付き特別版 特典CD
  - ドレミファクトリー！ 歌：的場梨沙

- アイドルマスター シンデレラガールズ U149 第9巻 オリジナルCD付き特別版 特典CD
  - ドレミファクトリー！ 歌：佐城雪美

- アイドルマスター シンデレラガールズ U149 第10巻 オリジナルCD付き特別版 特典CD
  - ドレミファクトリー！ 歌：遊佐こずえ

- THE IDOLM@STER CINDERELLA GIRLS U149 ANIMATION MASTER 05 グッデイ・グッナイ
  - ドレミファクトリー！ 歌：U149

- THE IDOLM@STER CINDERELLA GIRLS U149 ANIMATION MASTER 06 キラメキ☆
  - ドレミファクトリー！ 古賀小春ソロ・リミックス 歌：古賀小春

- THE IDOLM@STER CINDERELLA GIRLS U149 ソラシドリームパーティー会場オリジナルCD
  - ドレミファクトリー！ 櫻井桃華ソロ・リミックス 歌：櫻井桃華

あこがれステッチ
作詞：磯谷佳江、作曲：小野貴光、編曲：玉木千尋
収録作品
- アイドルマスター シンデレラガールズ スターライトステージ - 条件を満たすと使用可能

収録CD
- アイドルマスター シンデレラガールズ U149 第6巻 オリジナルCD付き特別版 特典CD
  - あこがれステッチ 歌：佐々木千枝

- THE IDOLM@STER CINDERELLA GIRLS U149 ANIMATION MASTER 05 グッデイ・グッナイ
  - あこがれステッチ 歌：佐々木千枝

ひまわりマークをさがせ！
作詞：高瀬愛虹、作曲・編曲：渡部チェル
収録作品
- アイドルマスター シンデレラガールズ スターライトステージ - 条件を満たすと使用可能

収録CD
- アイドルマスター シンデレラガールズ U149 第7巻 オリジナルCD付き特別版 特典CD
  - ひまわりマークをさがせ！ 歌：龍崎薫

- THE IDOLM@STER CINDERELLA GIRLS U149 ANIMATION MASTER 05 グッデイ・グッナイ
  - ひまわりマークをさがせ！ 歌：龍崎薫

GEMSTONE
作詞・作曲：出口遼、編曲：出口遼・飯田涼太
収録作品
- アイドルマスター シンデレラガールズ スターライトステージ - 条件を満たすと使用可能

収録CD
- アイドルマスター シンデレラガールズ U149 第9巻 オリジナルCD付き特別版 特典CD
  - GEMSTONE 歌：的場梨沙

- THE IDOLM@STER CINDERELLA GIRLS U149 ANIMATION MASTER 04 ゼロトゥワン!!
  - GEMSTONE 歌：的場梨沙

## アニメ関連楽曲

### 『アイドルマスター シンデレラガールズ』関連楽曲
Star!!
作詞：森由里子、作曲・編曲：田中秀和（MONACA）
アニメ『アイドルマスター シンデレラガールズ』の主題歌。
収録作品
- アイドルマスター ワンフォーオール - DLC（カタログ13号）で配信（スペシャルゲスト「ニュージェネレーションズ」専用楽曲）
- アイドルマスター シンデレラガールズ スターライトステージ - 最初から使用可能
- アイドルマスター シンデレラガールズ ビューイングレボリューション - 最初から使用可能
- アイドルマスター ポップリンクス - 最初から使用可能
- アイドルマスター スターリットシーズン - 最初から使用可能 歌：安部菜々・神崎蘭子・城ヶ崎美嘉・双葉杏・諸星きらり・高垣楓

収録CD
- THE IDOLM@STER CINDERELLA GIRLS ANIMATION PROJECT 01 Star!!
  - Star!! 歌：CINDERELLA PROJECT

- THE IDOLM@STER STARLIT SEASON 02
  - Star!! 歌：安部菜々・神崎蘭子・城ヶ崎美嘉・双葉杏・諸星きらり・高垣楓

夕映えプレゼント
作詞：遠藤フビト、作曲・編曲：BNSI（Yoshi）、編曲：滝澤俊輔（TRYTONELABO）
アニメ『アイドルマスター シンデレラガールズ』のエンディング。第2話から使用。
収録作品
- アイドルマスター シンデレラガールズ スターライトステージ - 条件を満たすと使用可能

収録CD
- THE IDOLM@STER CINDERELLA GIRLS ANIMATION PROJECT 02 memories
  - 夕映えプレゼント -LOVE LAIKA リミックス- 歌：LOVE LAIKA

- THE IDOLM@STER CINDERELLA GIRLS ANIMATION PROJECT 03 -LEGNE- 仇なす剣　光の旋律
  - 夕映えプレゼント -Rosenburg Engel リミックス- 歌：Rosenburg Engel

- THE IDOLM@STER CINDERELLA GIRLS ANIMATION PROJECT 04 Happy×2 Days
  - 夕映えプレゼント -CANDY ISLAND リミックス- 歌：CANDY ISLAND

- THE IDOLM@STER CINDERELLA GIRLS ANIMATION PROJECT 05 LET'S GO HAPPY!!
  - 夕映えプレゼント -凸レーション リミックス- 歌：凸レーション

- THE IDOLM@STER CINDERELLA GIRLS ANIMATION PROJECT 06 ØωØver!!
  - 夕映えプレゼント -*（Asterisk） リミックス- 歌：* (Asterisk)

- THE IDOLM@STER CINDERELLA GIRLS ANIMATION PROJECT 07 できたてEvo! Revo! Generation!
  - 夕映えプレゼント -new generations リミックス- 歌：new generations

- THE IDOLM@STER CINDERELLA GIRLS ANIMATION PROJECT 08 GOIN'!!!
  - 夕映えプレゼント 歌：CINDERELLA PROJECT

Memories
作詞：貝田由里子、作曲・編曲：ESTi、編曲：BNSI（kyo）
アニメ『アイドルマスター シンデレラガールズ』6話挿入歌。ユニット「LOVE LAIKA」のデビュー曲。
収録作品
- アイドルマスター シンデレラガールズ スターライトステージ - 条件を満たすと使用可能

収録CD
- THE IDOLM@STER CINDERELLA GIRLS ANIMATION PROJECT 02 memories
  - Memories 歌：LOVE LAIKA

- THE IDOLM@STER CINDERELLA GIRLS ANIMATION PROJECT 2nd season 04
  - Memories 歌：アナスタシア・神崎蘭子

- THE IDOLM@STER CINDERELLA GIRLS 3rd LIVE シンデレラの舞踏会 -Power of Smile- オリジナルCD
  - Memories 歌：新田美波
  - Memories 歌：アナスタシア
  - Memories 歌：神崎蘭子

できたてEvo! Revo! Generation!
作詞：三重野瞳、作曲・編曲：BNSI（kyo）
アニメ『アイドルマスター シンデレラガールズ』6話挿入歌。ユニット「new generations」のデビュー曲。
収録作品
- アイドルマスター シンデレラガールズ スターライトステージ - 条件を満たすと使用可能

収録CD
- THE IDOLM@STER CINDERELLA GIRLS ANIMATION PROJECT 07 できたてEvo! Revo! Generation!
  - できたてEvo! Revo! Generation! 歌：new generations

- THE IDOLM@STER CINDERELLA GIRLS ANIMATION PROJECT 2nd season 05
  - できたてEvo! Revo! Generation! 歌：Triad Primus

- THE IDOLM@STER CINDERELLA GIRLS 3rd LIVE シンデレラの舞踏会 -Power of Smile- オリジナルCD
  - できたてEvo! Revo! Generation! 歌：島村卯月
  - できたてEvo! Revo! Generation! 歌：渋谷凛
  - できたてEvo! Revo! Generation! 歌：本田未央

-LEGNE- 仇なす剣　光の旋律
作詞：BNSI（東ノ獄彩）、作曲：隠田遼平、編曲：TAKT（TRYTONELABO）
アニメ『アイドルマスター シンデレラガールズ』8話エンディング。ユニット「Rosenburg Engel」のデビュー曲。
タイトルの読みは「エンゲル　あだなすつるぎ　ひかりのしらべ」
収録作品
- アイドルマスター シンデレラガールズ スターライトステージ - 条件を満たすと使用可能

収録CD
- THE IDOLM@STER CINDERELLA GIRLS ANIMATION PROJECT 03 -LEGNE- 仇なす剣　光の旋律
  - -LEGNE- 仇なす剣　光の旋律 歌：Rosenburg Engel

Happy×2 Days
作詞・作曲：木村有希、編曲：岡野裕次郎（TRYTONELABO）
アニメ『アイドルマスター シンデレラガールズ』9話エンディング。ユニット「CANDY ISLAND」のデビュー曲。
収録作品
- アイドルマスター シンデレラガールズ スターライトステージ - 条件を満たすと使用可能

収録CD
- THE IDOLM@STER CINDERELLA GIRLS ANIMATION PROJECT 04 Happy×2 Days
  - Happy×2 Days 歌：CANDY ISLAND

- THE IDOLM@STER CINDERELLA GIRLS 3rd LIVE シンデレラの舞踏会 -Power of Smile- オリジナルCD
  - Happy×2 Days 歌：双葉杏
  - Happy×2 Days 歌：緒方智絵里
  - Happy×2 Days 歌：三村かな子

LET'S GO HAPPY!!
作詞：夕野ヨシミ（IOSYS）、作曲・編曲：ARM（IOSYS）
アニメ『アイドルマスター シンデレラガールズ』10話エンディング。ユニット「凸レーション」のデビュー曲。
収録作品
- アイドルマスター シンデレラガールズ スターライトステージ - 条件を満たすと使用可能

収録CD
- THE IDOLM@STER CINDERELLA GIRLS ANIMATION PROJECT 05 LET'S GO HAPPY!!
  - LET'S GO HAPPY!! 歌：凸レーション

- THE IDOLM@STER CINDERELLA GIRLS 3rd LIVE シンデレラの舞踏会 -Power of Smile- オリジナルCD
  - LET'S GO HAPPY!! 歌：諸星きらり
  - LET'S GO HAPPY!! 歌：赤城みりあ
  - LET'S GO HAPPY!! 歌：城ヶ崎莉嘉

ØωØver!!
作詞：前川みく（高森奈津美）・多田李衣菜（青木瑠璃子）、作曲：小野貴光、編曲：玉木千尋
アニメ『アイドルマスター シンデレラガールズ』11話エンディング。ユニット「* （Asterisk）」のデビュー曲。また、同19話では「ØωØver!! -Heart Beat Version-」として挿入歌に使われた
読みは「オーバー」。
ソロ・リミックスの作詞は、前川みくソロは高森奈津美のみ、多田李衣菜ソロは青木瑠璃子のみで行っている。
収録作品
- アイドルマスター シンデレラガールズ スターライトステージ - 条件を満たすと使用可能

収録CD
- THE IDOLM@STER CINDERELLA GIRLS ANIMATION PROJECT 06 ØωØver!!
  - ØωØver!! 歌：* (Asterisk)

- THE IDOLM@STER CINDERELLA GIRLS ANIMATION PROJECT 2nd season 04
  - ØωØver!! -Heart Beat Version- 歌：* (Asterisk)

- THE IDOLM@STER CINDERELLA GIRLS 3rd LIVE シンデレラの舞踏会 -Power of Smile- オリジナルCD
  - ØωØver!! 歌：前川みく
  - ØωØver!! 歌：多田李衣菜

GOIN'!!!
作詞：森由里子、作曲：宮崎まゆ、編曲：宮崎誠
アニメ『アイドルマスター シンデレラガールズ』13話挿入歌。
収録作品
- アイドルマスター シンデレラガールズ スターライトステージ - 条件を満たすと使用可能
- アイドルマスター シンデレラガールズ ビューイングレボリューション - DLC（第3弾）で配信
- アイドルマスター ポップリンクス - アップデートで追加

収録CD
- THE IDOLM@STER CINDERELLA GIRLS ANIMATION PROJECT 08 GOIN'!!!
  - GOIN'!!! 歌：CINDERELLA PROJECT

- THE IDOLM@STER CINDERELLA GIRLS ANIMATION PROJECT ORIGINAL SOUNDTRACK
  - GOIN'!!! 歌：双葉杏・三村かな子・城ヶ崎莉嘉・神崎蘭子・前川みく・諸星きらり・多田李衣菜・赤城みりあ・新田美波・緒方智絵里・安部菜々・木村夏樹・白坂小梅

- THE IDOLM@STER CINDERELLA GIRLS VIEWING REVOLUTION Yes! Party Time!!
  - GOIN'!!! 歌：川島瑞樹・小早川紗枝・高垣楓・高森藍子・十時愛梨

Shine!!
作詞：森由里子、作曲・編曲：滝澤俊輔（TRYTONELABO）
アニメ『アイドルマスター シンデレラガールズ』第2シリーズオープニング。
収録作品
- アイドルマスター シンデレラガールズ スターライトステージ - CD購入特典
- アイドルマスター ポップリンクス - アップデートで追加

収録CD
- THE IDOLM@STER CINDERELLA GIRLS ANIMATION PROJECT 2nd season 01 Shine!!
  - Shine!! 歌：CINDERELLA PROJECT

夢色ハーモニー
作詞：遠藤フビト、作曲：BNSI（内田哲也）、編曲：滝澤俊輔（TRYTONELABO）
アニメ『アイドルマスター シンデレラガールズ』第2シリーズエンディング。
収録作品
- アイドルマスター シンデレラガールズ スターライトステージ - イベント限定配信

収録CD
- THE IDOLM@STER CINDERELLA GIRLS ANIMATION PROJECT 2nd season 02
  - 夢色ハーモニー～凸レーション リミックス～ 歌：凸レーション
  - 夢色ハーモニー ～CANDY ISLAND リミックス～ 歌：CANDY ISLAND

- THE IDOLM@STER CINDERELLA GIRLS ANIMATION PROJECT 2nd season 03
  - 夢色ハーモニー～*（Asterisk） リミックス～ 歌：* (Asterisk)

- THE IDOLM@STER CINDERELLA GIRLS ANIMATION PROJECT 2nd season 04
  - 夢色ハーモニー～Rosenburg Engel リミックス～ 歌：Rosenburg Engel

- THE IDOLM@STER CINDERELLA GIRLS ANIMATION PROJECT 2nd season 05
  - 夢色ハーモニー～LOVE LAIKA リミックス～ 歌：LOVE LAIKA

- THE IDOLM@STER CINDERELLA GIRLS ANIMATION PROJECT 2nd season 06
  - 夢色ハーモニー～new generations リミックス～ 歌：new generations

- THE IDOLM@STER CINDERELLA GIRLS ANIMATION PROJECT 2nd season 07 M@GIC☆
  - 夢色ハーモニー 歌：CINDERELLA PROJECT

私色ギフト
作詞：朝倉路、作曲・編曲：渡部チェル
アニメ『アイドルマスター シンデレラガールズ』第17話エンディング。
収録作品
- アイドルマスター シンデレラガールズ スターライトステージ - 条件を満たすと使用可能

収録CD
- THE IDOLM@STER CINDERELLA GIRLS ANIMATION PROJECT 2nd season 02
  - 私色ギフト 歌：凸レーション with 城ヶ崎美嘉

Heart Voice
作詞：磯谷佳江、作曲：小野貴光、編曲：玉木千尋
アニメ『アイドルマスター シンデレラガールズ』第18話エンディング。
収録作品
- アイドルマスター シンデレラガールズ スターライトステージ - 条件を満たすと使用可能

収録CD
- THE IDOLM@STER CINDERELLA GIRLS ANIMATION PROJECT 2nd season 02
  - Heart Voice 歌：CANDY ISLAND with 輿水幸子

Wonder goes on!!
作詞：磯谷佳江、作曲：小野貴光、編曲：玉木千尋
アニメ『アイドルマスター シンデレラガールズ』第19話エンディング。
収録作品
- アイドルマスター シンデレラガールズ スターライトステージ - 条件を満たすと使用可能

収録CD
- THE IDOLM@STER CINDERELLA GIRLS ANIMATION PROJECT 2nd season 03
  - Wonder goes on!! 歌：* (Asterisk) with なつなな

Rockin' Emotion
作詞：磯谷佳江、作曲：小野貴光、編曲：玉木千尋
アニメ『アイドルマスター シンデレラガールズ』第19話挿入歌。
収録作品
- アイドルマスター シンデレラガールズ スターライトステージ - 条件を満たすと使用可能

収録CD
- THE IDOLM@STER CINDERELLA GIRLS ANIMATION PROJECT 2nd season 03
  - Rockin' Emotion 歌：木村夏樹

この空の下
作詞：Funta3、作曲・編曲：Funta7
アニメ『アイドルマスター シンデレラガールズ』第20話エンディング。
収録作品
- アイドルマスター シンデレラガールズ スターライトステージ - 条件を満たすと使用可能

収録CD
- THE IDOLM@STER CINDERELLA GIRLS ANIMATION PROJECT 2nd season 04
  - この空の下 歌：LOVE LAIKA with Rosenburg Engel

Trancing Pulse
作詞：AJURIKA、作曲：上松範康（Elements Garden）、編曲：藤永龍太郎（Elements Garden）
アニメ『アイドルマスター シンデレラガールズ』第22話挿入歌。
収録作品
- アイドルマスター シンデレラガールズ スターライトステージ - CD購入特典
- アイドルマスター シンデレラガールズ ビューイングレボリューション - DLC（第6弾）で配信

収録CD
- フルバージョン
  - THE IDOLM@STER CINDERELLA GIRLS ANIMATION PROJECT 2nd season 05
    - Trancing Pulse 歌：Triad Primus

- NON STOP REMIX
  - THE IDOLM@STER CINDERELLA GIRLS 4thLIVE TriCastle Story SPECIAL LIVE ALBUM
    - Trancing Pulse / from "346 Castle" 歌：THE IDOLM@STER CINDERELLA GIRLS

Nebula Sky
作詞・作曲・編曲：AJURIKA
アニメ『アイドルマスター シンデレラガールズ』第22話挿入歌。
収録作品
- アイドルマスター シンデレラガールズ スターライトステージ - 条件を満たすと使用可能

収録CD
- THE IDOLM@STER CINDERELLA GIRLS ANIMATION PROJECT 2nd season 05
  - Nebula Sky 歌：アナスタシア

心もよう
作詞：遠藤フビト、作曲・編曲：滝澤俊輔（TRYTONELABO）
アニメ『アイドルマスター シンデレラガールズ』第23話エンディング。
収録作品
- アイドルマスター シンデレラガールズ スターライトステージ - 条件を満たすと使用可能

収録CD
- THE IDOLM@STER CINDERELLA GIRLS ANIMATION PROJECT 2nd season 06
  - 心もよう 歌：new generations

流れ星キセキ
作詞：小金井つくも、作曲・編曲：渡部チェル
アニメ『アイドルマスター シンデレラガールズ』第25話挿入歌。
収録作品
- アイドルマスター シンデレラガールズ スターライトステージ - イベント配信
- アイドルマスター ポップリンクス - 最初から使用可能

収録CD
- フルバージョン
  - THE IDOLM@STER CINDERELLA GIRLS ANIMATION PROJECT 2nd season 06
    - 流れ星キセキ 歌：new generations

- TV VERSION
  - THE IDOLM@STER CINDERELLA GIRLS ANIMATION PROJECT ORIGINAL SOUNDTRACK
    - 流れ星キセキ （TV Version） 歌：new generations

M@GIC☆
作詞：森由里子、作曲・編曲：田中秀和（MONACA）
アニメ『アイドルマスター シンデレラガールズ』第25話挿入歌。
収録作品
- アイドルマスター シンデレラガールズ スターライトステージ - アップデートで追加
- アイドルマスター スターリットシーズン - 最初から使用可能 歌：安部菜々・神崎蘭子・城ヶ崎美嘉・双葉杏・諸星きらり・高垣楓

収録CD
- THE IDOLM@STER CINDERELLA GIRLS ANIMATION PROJECT 2nd season 07 M@GIC☆
  - M@GIC☆ 歌：CINDERELLA PROJECT

- THE IDOLM@STER STARLIT SEASON 03
  - M@GIC☆ 歌：安部菜々・神崎蘭子・城ヶ崎美嘉・双葉杏・諸星きらり・高垣楓

#### 『346Pro IDOL selection』収録曲
アニメ版『アイドルマスター シンデレラガールズ』のBlu-ray DISC/DVDの封入特典CD。
Nocturne
作詞・作曲・編曲：AJURIKA、Rearrange Mix：滝澤俊輔（TRYTONELABO）
CDオリジナル曲。
収録作品
- GAME VERSION
  - アイドルマスター シンデレラガールズ スターライトステージ - イベント配信 歌：高垣楓・川島瑞樹・松永涼・速水奏・新田美波

- rearrange Mix
  - アイドルマスター シンデレラガールズ スターライトステージ - 条件を満たすと使用可能 歌：三船美優・藤原肇

収録CD
- フルバージョン
  - 346Pro IDOL selection vol.1
    - Nocturne 歌：高垣楓・川島瑞樹

  - THE IDOLM@STER CINDERELLA GIRLS STARLIGHT MASTER 14 情熱ファンファンファーレ
    - Nocturne 歌：高垣楓・川島瑞樹・松永涼・速水奏・新田美波

- NON STOP REMIX
  - THE IDOLM@STER CINDERELLA GIRLS 4thLIVE TriCastle Story SPECIAL LIVE ALBUM
    - Nocturne / from "346 Castle" 歌：THE IDOLM@STER CINDERELLA GIRLS

- rearrange MIX
  - THE IDOLM@STER CINDERELLA GIRLS STARLIGHT MASTER 25 Happy New Yeah!
    - Nocturne ～For SS3A rearrange Mix～ 歌：三船美優・藤原肇

shabon song
作詞：木村有希、作曲：滝澤俊輔（TRYTONELABO）、編曲：関淳二郞、Rearrange Mix：渡部チェル
CDオリジナル曲。
収録作品
- GAME VERSION
  - アイドルマスター シンデレラガールズ スターライトステージ - イベント配信 歌：城ヶ崎美嘉・小日向美穂・相葉夕美・上条春菜・赤城みりあ

- rearrange Mix
  - アイドルマスター シンデレラガールズ スターライトステージ - 条件を満たすと使用可能 歌：棟方愛海・及川雫

収録CD
- フルバージョン
  - 346Pro IDOL selection vol.2
    - shabon song 歌：城ヶ崎美嘉・小日向美穂

  - THE IDOLM@STER CINDERELLA GIRLS STARLIGHT MASTER 13 Sweet Witches' Night 〜6人目はだぁれ〜
    - shabon song 歌：城ヶ崎美嘉・小日向美穂・相葉夕美・上条春菜・赤城みりあ

  - THE IDOLM@STER CINDERELLA GIRLS U149 ソラシドリームパーティー会場オリジナルCD
    - shabon song 赤城みりあソロ・リミックス 歌：赤城みりあ

- rearrange MIX
  - THE IDOLM@STER CINDERELLA GIRLS STARLIGHT MASTER 22 双翼の独奏歌
    - shabon song ～For SS3A rearrange Mix～ 歌：棟方愛海・及川雫

あいくるしい
作詞・作曲・編曲：田村歩美、Rearrange Mix：睦月周平
CDオリジナル曲。
収録作品
- GAME VERSION
  - アイドルマスター シンデレラガールズ スターライトステージ - イベント配信 歌：佐久間まゆ・小早川紗枝・水本ゆかり・三村かな子・速水奏

- rearrange Mix
  - アイドルマスター シンデレラガールズ スターライトステージ - 条件を満たすと使用可能 歌：関裕美・森久保乃々

収録CD
- 346Pro IDOL selection vol.3
  - あいくるしい 歌：佐久間まゆ・小早川紗枝

- THE IDOLM@STER CINDERELLA GIRLS STARLIGHT MASTER 11 あんきら！？狂騒曲
  - あいくるしい 歌：佐久間まゆ・小早川紗枝・水本ゆかり・三村かな子・速水奏

- rearrange MIX
  - THE IDOLM@STER CINDERELLA GIRLS STARLIGHT MASTER 26 美に入り彩を穿つ
    - あいくるしい ～For SS3A rearrange Mix～ 歌：関裕美・森久保乃々

Lunatic Show
作詞：磯谷佳江、作曲・編曲：IMAJO（PSYCHIC LOVER）、Rearrange Mix：烏屋茶房
CDオリジナル曲。
収録作品
- GAME VERSION
  - アイドルマスター シンデレラガールズ スターライトステージ - イベント配信 歌：星輝子・白坂小梅・輿水幸子・小早川紗枝・姫川友紀

- rearrange Mix
  - アイドルマスター シンデレラガールズ スターライトステージ - 条件を満たすと使用可能 歌：喜多見柚・村上巴

収録CD
- フルバージョン
  - 346Pro IDOL selection vol.4
    - Lunatic Show 歌：星輝子・白坂小梅

  - THE IDOLM@STER CINDERELLA GIRLS STARLIGHT MASTER 12 命燃やして恋せよ乙女
    - Lunatic Show 歌：星輝子・白坂小梅・輿水幸子・小早川紗枝・姫川友紀

- rearrange MIX
  - THE IDOLM@STER CINDERELLA GIRLS STARLIGHT MASTER 23 Twin☆くるっ★テール
    - Lunatic Show ～For SS3A rearrange Mix～ 歌：喜多見柚・村上巴

Flip Flop
作詞・作曲・編曲：ミト、Rearrange Mix：BNSI（北谷光浩）
CDオリジナル曲。
収録作品
- GAME VERSION
  - アイドルマスター シンデレラガールズ スターライトステージ - イベント配信 歌：日野茜・高森藍子・脇山珠美・及川雫・道明寺歌鈴

- rearrange Mix
  - アイドルマスター シンデレラガールズ スターライトステージ - 条件を満たすと使用可能 歌：荒木比奈・上条春菜

収録CD
- フルバージョン
  - 346Pro IDOL selection vol.5
    - Flip Flop 歌：日野茜・高森藍子

  - THE IDOLM@STER CINDERELLA GIRLS STARLIGHT MASTER 10 Jet to the Future
    - Flip Flop 歌：日野茜・高森藍子・脇山珠美・及川雫・道明寺歌鈴

- rearrange MIX
  - THE IDOLM@STER CINDERELLA GIRLS STARLIGHT MASTER 21 Kawaii make MY day!
    - Flip Flop ～For SS3A rearrange Mix～ 歌：荒木比奈・上条春菜

#### 『青空エール』収録曲
アニメ「シンデレラガールズ」の企画『リアル346プロ企画』で行われたJリーグチームサガン鳥栖とのコラボイベントで販売された限定CD。
青空エール
作詞：eNu、作曲・編曲：川島弘光
CDオリジナル曲。
収録CD
- フルバージョン
  - THE IDOLM@STER CINDERELLA GIRLS サガン鳥栖 サポートソング 青空エール
    - 青空エール 歌：赤城みりあ・緒方智絵里・城ヶ崎美嘉・脇山珠美

  - アイドルマスター シンデレラガールズ U149 第2巻 特別版 特典CD
    - 青空エール 歌：赤城みりあ・結城晴

  - THE IDOLM@STER CINDERELLA GIRLS STARLIGHT MASTER 30 ガールズ・イン・ザ・フロンティア
    - 青空エール（M@STER VERSION） 歌：結城晴・赤城みりあ・脇山珠美・緒方智絵里・城ヶ崎美嘉

  - THE IDOLM@STER CINDERELLA GIRLS U149 ソラシドリームパーティー会場オリジナルCD
    - 青空エール 結城晴ソロ・リミックス 歌：結城晴

- ショートバージョン
  - THE IDOLM@STER CINDERELLA GIRLS サガン鳥栖 サポートソング 青空エール
    - 青空エール Short Version 歌：赤城みりあ
    - 青空エール Short Version 歌：緒方智絵里
    - 青空エール Short Version 歌：城ヶ崎美嘉
    - 青空エール Short Version 歌：脇山珠美

#### 『ANIMATION PROJECT ORIGINAL SOUNDTRACK』収録曲
STORY
作詞：森由里子、作曲・編曲：田中秀和（MONACA）
CDオリジナル曲。
収録作品
- アイドルマスター シンデレラガールズ スターライトステージ - イベント配信 歌：島村卯月・本田未央・渋谷凛・神谷奈緒・北条加蓮

収録CD
- THE IDOLM@STER CINDERELLA GIRLS ANIMATION PROJECT ORIGINAL SOUNDTRACK
  - STORY 歌：島村卯月・本田未央・渋谷凛・神谷奈緒・北条加蓮

### 『アイドルマスター シンデレラガールズ劇場』関連楽曲
キラッ！満開スマイル
作詞・作曲・編曲：ササキトモコ、編曲：蓑部雄崇
アニメ版『シンデレラガールズ劇場』のエンディングテーマ。
収録作品
- アイドルマスター シンデレラガールズ スターライトステージ - イベント配信
- アイドルマスター ポップリンクス - アップデートで追加

収録CD
- THE IDOLM@STER CINDERELLA GIRLS LITTLE STARS! キラッ！満開スマイル
  - キラッ！満開スマイル 歌：島村卯月・小日向美穂・佐久間まゆ・櫻井桃華・双葉杏
  - キラッ！満開スマイル 島村卯月ソロ・リミックス 歌：島村卯月
  - キラッ！満開スマイル 小日向美穂ソロ・リミックス 歌：小日向美穂
  - キラッ！満開スマイル 佐久間まゆソロ・リミックス 歌：佐久間まゆ
  - キラッ！満開スマイル 櫻井桃華ソロ・リミックス 歌：櫻井桃華
  - キラッ！満開スマイル 双葉杏ソロ・リミックス 歌：双葉杏

- アイドルマスター シンデレラガールズ U149 第4巻 特別版 特典CD
  - キラッ！満開スマイル 歌：櫻井桃華・道明寺歌鈴

エチュードは1曲だけ
作詞・作曲：俊龍、編曲：SizuK
アニメ版『シンデレラガールズ劇場』のエンディングテーマ。
収録作品
- アイドルマスター シンデレラガールズ スターライトステージ - イベント配信

収録CD
- THE IDOLM@STER CINDERELLA GIRLS LITTLE STARS! エチュードは1曲だけ
  - エチュードは1曲だけ 歌：渋谷凛・上条春菜・神谷奈緒・神崎蘭子・三船美優
  - エチュードは1曲だけ 渋谷凛ソロ・リミックス 歌：渋谷凛
  - エチュードは1曲だけ 上条春菜ソロ・リミックス 歌：上条春菜
  - エチュードは1曲だけ 神谷奈緒ソロ・リミックス 歌：神谷奈緒
  - エチュードは1曲だけ 神崎蘭子ソロ・リミックス 歌：神崎蘭子
  - エチュードは1曲だけ 三船美優ソロ・リミックス 歌：三船美優

SUN♡FLOWER
作詞：坂井竜二、作曲・編曲：山崎真吾
アニメ版『シンデレラガールズ劇場』のエンディングテーマ。
収録作品
- アイドルマスター シンデレラガールズ スターライトステージ - イベント配信
- アイドルマスター ポップリンクス - アップデートで追加

収録CD
- THE IDOLM@STER CINDERELLA GIRLS LITTLE STARS! SUN♡FLOWER
  - SUN♡FLOWER 歌：本田未央・片桐早苗・佐藤心・城ヶ崎美嘉・諸星きらり
  - SUN♡FLOWER 本田未央ソロ・リミックス 歌：本田未央
  - SUN♡FLOWER 片桐早苗ソロ・リミックス 歌：片桐早苗
  - SUN♡FLOWER 佐藤心ソロ・リミックス 歌：佐藤心
  - SUN♡FLOWER 城ヶ崎美嘉ソロ・リミックス 歌：城ヶ崎美嘉
  - SUN♡FLOWER 諸星きらりソロ・リミックス 歌：諸星きらり

- THE IDOLM@STER CINDERELLA GIRLS U149 ANIMATION MASTER 05 グッデイ・グッナイ
  - SUN♡FLOWER 歌：橘ありす・結城晴・龍崎薫

きらりんロボのテーマ
作詞・作曲・編曲：YOFFY（PSYCHIC LOVER）
アニメ版『シンデレラガールズ劇場』のエンディングテーマ。
収録CD
- THE IDOLM@STER CINDERELLA GIRLS LITTLE STARS! SUN♡FLOWER
  - きらりんロボのテーマ 歌：諸星きらり

Blooming Days
作詞：eNu、作曲・編曲：川田瑠夏
アニメ版『シンデレラガールズ劇場』のエンディングテーマ。
収録CD
- THE IDOLM@STER CINDERELLA GIRLS LITTLE STARS! Blooming Days
  - Blooming Days 歌：安部菜々・五十嵐響子・緒方智絵里・道明寺歌鈴・早坂美玲
  - Blooming Days 安部菜々ソロ・リミックス 歌：安部菜々
  - Blooming Days 五十嵐響子ソロ・リミックス 歌：五十嵐響子
  - Blooming Days 緒方智絵里ソロ・リミックス 歌：緒方智絵里
  - Blooming Days 道明寺歌鈴ソロ・リミックス 歌：道明寺歌鈴
  - Blooming Days 早坂美玲ソロ・リミックス 歌：早坂美玲

秋めいて Ding Dong Dang!
作詞：夕野ヨシミ（IOSYS）・狐夢想（COOL&CREATE）、作曲・編曲：ARM（IOSYS）
アニメ版『シンデレラガールズ劇場』のエンディングテーマ。
収録CD
- THE IDOLM@STER CINDERELLA GIRLS LITTLE STARS! 秋めいて Ding Dong Dang!
  - 秋めいて Ding Dong Dang! 歌：アナスタシア・佐々木千枝・速水奏・北条加蓮・新田美波
  - 秋めいて Ding Dong Dang! アナスタシアソロ・リミックス 歌：アナスタシア
  - 秋めいて Ding Dong Dang! 佐々木千枝ソロ・リミックス 歌：佐々木千枝
  - 秋めいて Ding Dong Dang! 速水奏ソロ・リミックス 歌：速水奏
  - 秋めいて Ding Dong Dang! 北条加蓮ソロ・リミックス 歌：北条加蓮
  - 秋めいて Ding Dong Dang! 新田美波ソロ・リミックス 歌：新田美波

Snow＊Love
作詞・作曲・編曲：ヒゲドライバー
アニメ版『シンデレラガールズ劇場』のエンディングテーマ。
収録作品
- アイドルマスター シンデレラガールズ スターライトステージ - イベント配信

収録CD
- THE IDOLM@STER CINDERELLA GIRLS LITTLE STARS! Snow＊Love
  - Snow＊Love 歌：市原仁奈・及川雫・大槻唯・高森藍子・依田芳乃
  - Snow＊Love 市原仁奈ソロ・リミックス 歌：市原仁奈
  - Snow＊Love 及川雫ソロ・リミックス 歌：及川雫
  - Snow＊Love 大槻唯ソロ・リミックス 歌：大槻唯
  - Snow＊Love 高森藍子ソロ・リミックス 歌：高森藍子
  - Snow＊Love 依田芳乃ソロ・リミックス 歌：依田芳乃

いとしーさー♥
作詞：fumi、作曲・編曲：田中秀和（MONACA）
アニメ版『シンデレラガールズ劇場』のエンディングテーマ。
収録CD
- THE IDOLM@STER CINDERELLA GIRLS LITTLE STARS! いとしーさー♥
  - いとしーさー♥ 歌：輿水幸子・多田李衣菜・藤原肇・水本ゆかり・森久保乃々
  - いとしーさー♥ 輿水幸子ソロ・リミックス 歌：輿水幸子
  - いとしーさー♥ 多田李衣菜ソロ・リミックス 歌：多田李衣菜
  - いとしーさー♥ 藤原肇ソロ・リミックス 歌：藤原肇
  - いとしーさー♥ 水本ゆかりソロ・リミックス 歌：水本ゆかり
  - いとしーさー♥ 森久保乃々ソロ・リミックス 歌：森久保乃々

なつっこ音頭
作詞：三浦誠司、作曲・編曲：岡野裕次郎（TRYTONELABO）
アニメ版『シンデレラガールズ劇場』のエンディングテーマ。
収録CD
- THE IDOLM@STER CINDERELLA GIRLS LITTLE STARS! なつっこ音頭
  - なつっこ音頭 歌：赤城みりあ・城ヶ崎莉嘉・橘ありす・結城晴・龍崎薫
  - なつっこ音頭 赤城みりあソロ・リミックス 歌：赤城みりあ
  - なつっこ音頭 城ヶ崎莉嘉ソロ・リミックス 歌：城ヶ崎莉嘉
  - なつっこ音頭 橘ありすソロ・リミックス 歌：橘ありす
  - なつっこ音頭 結城晴ソロ・リミックス 歌：結城晴
  - なつっこ音頭 龍崎薫ソロ・リミックス 歌：龍崎薫

さよならアロハ
作詞・作曲・編曲：宮崎誠
アニメ版『シンデレラガールズ劇場』のエンディングテーマ。
収録CD
- THE IDOLM@STER CINDERELLA GIRLS LITTLE STARS! さよならアロハ
  - さよならアロハ 歌：木村夏樹・十時愛梨・中野有香・藤本里奈・宮本フレデリカ
  - さよならアロハ 木村夏樹ソロ・リミックス 歌：木村夏樹
  - さよならアロハ 十時愛梨ソロ・リミックス 歌：十時愛梨
  - さよならアロハ 中野有香ソロ・リミックス 歌：中野有香
  - さよならアロハ 藤本里奈ソロ・リミックス 歌：藤本里奈
  - さよならアロハ 宮本フレデリカソロ・リミックス 歌：宮本フレデリカ

Dreaming Star
作詞：emon（Tes.）・おもち花、作曲・編曲：emon（Tes.）
アニメ版『シンデレラガールズ劇場』のエンディングテーマ。
収録CD
- THE IDOLM@STER CINDERELLA GIRLS LITTLE STARS! さよならアロハ
  - Dreaming Star 歌：相葉夕美

きゅん・きゅん・まっくす
作詞：坂井竜二、作曲・編曲：BNSI（kyo）
アニメ版『シンデレラガールズ劇場』のエンディングテーマ。
収録作品
- アイドルマスター シンデレラガールズ スターライトステージ - イベント配信

収録CD
- THE IDOLM@STER CINDERELLA GIRLS LITTLE STARS! きゅん・きゅん・まっくす
  - きゅん・きゅん・まっくす 歌：一ノ瀬志希・乙倉悠貴・椎名法子・前川みく・棟方愛海
  - きゅん・きゅん・まっくす 一ノ瀬志希ソロ・リミックス 歌：一ノ瀬志希
  - きゅん・きゅん・まっくす 乙倉悠貴ソロ・リミックス 歌：乙倉悠貴
  - きゅん・きゅん・まっくす 椎名法子ソロ・リミックス 歌：椎名法子
  - きゅん・きゅん・まっくす 前川みくソロ・リミックス 歌：前川みく
  - きゅん・きゅん・まっくす 棟方愛海ソロ・リミックス 歌：棟方愛海

- THE IDOLM@STER CINDERELLA GIRLS U149 ソラシドリームパーティー会場オリジナルCD
  - きゅん・きゅん・まっくす 古賀小春ソロ・リミックス 歌：古賀小春

Max Beat
作詞：渡部紫緒、作曲・編曲：坂部剛
アニメ版『シンデレラガールズ劇場』のエンディングテーマ。
収録作品
- アイドルマスター シンデレラガールズ スターライトステージ - イベント配信

収録CD
- THE IDOLM@STER CINDERELLA GIRLS LITTLE STARS! Max Beat
  - Max Beat 歌：高垣楓・鷹富士茄子・二宮飛鳥・松永涼・大和亜季
  - Max Beat 高垣楓ソロ・リミックス 歌：高垣楓
  - Max Beat 鷹富士茄子ソロ・リミックス 歌：鷹富士茄子
  - Max Beat 二宮飛鳥ソロ・リミックス 歌：二宮飛鳥
  - Max Beat 松永涼ソロ・リミックス 歌：松永涼
  - Max Beat 大和亜季ソロ・リミックス 歌：大和亜季

TAKAMARI☆CLIMAXXX!!!!!
作詞・作曲・編曲：広川恵一（MONACA）
アニメ版『シンデレラガールズ劇場』のエンディングテーマ。
収録作品
- アイドルマスター シンデレラガールズ スターライトステージ - イベント配信

収録CD
- THE IDOLM@STER CINDERELLA GIRLS LITTLE STARS! TAKAMARI☆CLIMAXXX!!!!!
  - TAKAMARI☆CLIMAXXX!!!!! 歌：喜多日菜子・喜多見柚・南条光・日野茜・姫川友紀
  - TAKAMARI☆CLIMAXXX!!!!! 喜多日菜子ソロ・リミックス 歌：喜多日菜子
  - TAKAMARI☆CLIMAXXX!!!!! 喜多見柚ソロ・リミックス 歌：喜多見柚
  - TAKAMARI☆CLIMAXXX!!!!! 南条光ソロ・リミックス 歌：南条光
  - TAKAMARI☆CLIMAXXX!!!!! 日野茜ソロ・リミックス 歌：日野茜
  - TAKAMARI☆CLIMAXXX!!!!! 姫川友紀ソロ・リミックス 歌：姫川友紀

Sing the Prologue♪
作詞：高瀬愛虹、作曲：滝澤俊輔（TRYTONELABO）、編曲：TAKT（TRYTONELABO）
アニメ版『シンデレラガールズ劇場』のエンディングテーマ。
収録作品
- アイドルマスター シンデレラガールズ スターライトステージ - イベント配信

収録CD
- THE IDOLM@STER CINDERELLA GIRLS LITTLE STARS EXTRA! Sing the Prologue♪
  - Sing the Prologue♪ 歌：久川凪・関裕美・遊佐こずえ・三村かな子・堀裕子

- THE IDOLM@STER CINDERELLA GIRLS U149 ANIMATION MASTER 05 グッデイ・グッナイ
  - Sing the Prologue♪ 歌：佐々木千枝・桐生つかさ

春恋フレーム
作詞：磯谷佳江、作曲：藤長陽太、編曲：玉木千尋
アニメ版『シンデレラガールズ劇場』のエンディングテーマ。
収録作品
- アイドルマスター シンデレラガールズ スターライトステージ - 条件を満たすと使用可能

収録CD
- THE IDOLM@STER CINDERELLA GIRLS LITTLE STARS EXTRA! Sing the Prologue♪
  - 春恋フレーム 歌：上条春菜

私色のプレリュード
作詞：烏屋茶房、作曲・編曲：篠崎あやと・橘亮祐
アニメ版『シンデレラガールズ劇場』のエンディングテーマ。
収録作品
- アイドルマスター シンデレラガールズ スターライトステージ - 条件を満たすと使用可能

収録CD
- THE IDOLM@STER CINDERELLA GIRLS LITTLE STARS EXTRA! Sing the Prologue♪
  - 私色のプレリュード 歌：水本ゆかり

世界滅亡 or KISS
作詞：八城雄太、作曲・編曲：坪田修平（TRYTONELABO）
アニメ版『シンデレラガールズ劇場』のエンディングテーマ。
収録作品
- アイドルマスター シンデレラガールズ スターライトステージ - 条件を満たすと使用可能

収録CD
- THE IDOLM@STER CINDERELLA GIRLS LITTLE STARS EXTRA! Sing the Prologue♪
  - 世界滅亡 or KISS 歌：喜多日菜子

ダイアモンド・アテンション
作詞：eNu、作曲・編曲：設楽哲也
アニメ版『シンデレラガールズ劇場』のエンディングテーマ。
収録作品
- アイドルマスター シンデレラガールズ スターライトステージ - イベント配信

収録CD
- THE IDOLM@STER CINDERELLA GIRLS LITTLE STARS EXTRA! ダイアモンド・アテンション
  - ダイアモンド・アテンション 歌：椎名法子・脇山珠美・難波笑美・喜多見柚・ナターリア

オヤマトペ♪
作詞：fumi、作曲・編曲：大岩航（TRYTONELABO）
アニメ版『シンデレラガールズ劇場』のエンディングテーマ。
収録作品
- アイドルマスター シンデレラガールズ スターライトステージ - 条件を満たすと使用可能

収録CD
- THE IDOLM@STER CINDERELLA GIRLS LITTLE STARS EXTRA! ダイアモンド・アテンション
  - オヤマトペ♪ 歌：棟方愛海

弾丸サバイバー
作詞・作曲・編曲：宮崎誠
アニメ版『シンデレラガールズ劇場』のエンディングテーマ。
収録作品
- アイドルマスター シンデレラガールズ スターライトステージ - 条件を満たすと使用可能

収録CD
- THE IDOLM@STER CINDERELLA GIRLS LITTLE STARS EXTRA! ダイアモンド・アテンション
  - 弾丸サバイバー 歌：大和亜季

Shinobi 4.0 忍者のすゝめ
作詞：八城雄太、作曲：高取ヒデアキ、編曲：籠島裕昌
アニメ版『シンデレラガールズ劇場』のエンディングテーマ。
収録作品
- アイドルマスター シンデレラガールズ スターライトステージ - 条件を満たすと使用可能

収録CD
- THE IDOLM@STER CINDERELLA GIRLS LITTLE STARS EXTRA! ダイアモンド・アテンション
  - Shinobi 4.0 忍者のすゝめ 歌：浜口あやめ

君のステージ衣装、本当は...
作詞・作曲：俊龍、編曲：Sizuk
アニメ版『シンデレラガールズ劇場』のエンディングテーマ。
収録作品
- アイドルマスター シンデレラガールズ スターライトステージ - イベント配信

収録CD
- THE IDOLM@STER CINDERELLA GIRLS LITTLE STARS EXTRA! 君のステージ衣装、本当は...
  - 君のステージ衣装、本当は... 歌：速水奏・白雪千夜・佐城雪美・的場梨沙・荒木比奈

プライスレス ドーナッCyu♡
作詞・作曲・編曲：山崎真吾
アニメ版『シンデレラガールズ劇場』のエンディングテーマ。
収録作品
- アイドルマスター シンデレラガールズ スターライトステージ - 条件を満たすと使用可能

収録CD
- THE IDOLM@STER CINDERELLA GIRLS LITTLE STARS EXTRA! 君のステージ衣装、本当は...
  - プライスレス ドーナッCyu♡ 歌：椎名法子

思い出じゃない今日を
作詞・作曲・編曲：BNSI（steμ）
アニメ版『シンデレラガールズ劇場』のエンディングテーマ。
収録作品
- アイドルマスター シンデレラガールズ スターライトステージ - 条件を満たすと使用可能

収録CD
- THE IDOLM@STER CINDERELLA GIRLS LITTLE STARS EXTRA! 君のステージ衣装、本当は...
  - 思い出じゃない今日を 歌：喜多見柚

初夢をあなたと
作詞・作曲：出口遼、編曲：飯田涼太・出口遼
アニメ版『シンデレラガールズ劇場』のエンディングテーマ。
収録作品
- アイドルマスター シンデレラガールズ スターライトステージ - 条件を満たすと使用可能

収録CD
- THE IDOLM@STER CINDERELLA GIRLS LITTLE STARS EXTRA! 君のステージ衣装、本当は...
  - 初夢をあなたと 歌：鷹富士茄子

Life is HaRMONY
作詞・作曲・編曲：no_my
アニメ版『シンデレラガールズ劇場』のエンディングテーマ。
収録作品
- アイドルマスター シンデレラガールズ スターライトステージ - イベント配信

収録CD
- THE IDOLM@STER CINDERELLA GIRLS LITTLE STARS EXTRA! Life is HaRMONY
  - 初夢をあなたと 歌：桐生つかさ・黒埼ちとせ・白菊ほたる・鷺沢文香・諸星きらり

Milky Mode
作詞・作曲・編曲：YASUHIRO（康寛）
アニメ版『シンデレラガールズ劇場』のエンディングテーマ。
収録作品
- アイドルマスター シンデレラガールズ スターライトステージ - 条件を満たすと使用可能

収録CD
- THE IDOLM@STER CINDERELLA GIRLS LITTLE STARS EXTRA! Life is HaRMONY
  - Milky Mode 歌：及川雫

泡沫のアイオーン
作詞・作曲：BNSI（kyo）、編曲：山本真央樹（TRYTONELABO）
アニメ版『シンデレラガールズ劇場』のエンディングテーマ。
収録作品
- アイドルマスター シンデレラガールズ スターライトステージ - 条件を満たすと使用可能

収録CD
- THE IDOLM@STER CINDERELLA GIRLS LITTLE STARS EXTRA! Life is HaRMONY
  - 泡沫のアイオーン 歌：荒木比奈

満願成就♪巫女の神頼み！
作詞：夕野ヨシミ（IOSYS）、作曲・編曲：ARM（IOSYS）
アニメ版『シンデレラガールズ劇場』のエンディングテーマ。
収録作品
- アイドルマスター シンデレラガールズ スターライトステージ - 条件を満たすと使用可能

収録CD
- THE IDOLM@STER CINDERELLA GIRLS LITTLE STARS EXTRA! Life is HaRMONY
  - 満願成就♪巫女の神頼み！ 歌：道明寺歌鈴

#### 『LITTLE STARS!』収録曲
ぴにゃこら太絵かき歌
作詞：Cygames、作曲・編曲：滝澤俊輔（TRYTONELABO）
CDオリジナル曲。
収録CD
- THE IDOLM@STER CINDERELLA GIRLS LITTLE STARS! キラッ！満開スマイル
  - ぴにゃこら太絵かき歌 歌：島村卯月

### 『THE IDOLM@STER CINDERELLA GIRLS Spin-off!』関連楽曲
オウムアムアに幸運を
作詞・作曲・編曲：広川恵一（MONACA）
Webアニメ『THE IDOLM@STER CINDERELLA GIRLS Spin-off!』主題歌。
収録作品
- アイドルマスター シンデレラガールズ スターライトステージ - イベント配信 歌：一ノ瀬志希・神谷奈緒・黒埼ちとせ・佐藤心・的場梨沙

収録CD
- THE IDOLM@STER CINDERELLA GIRLS Spin-off! オウムアムアに幸運を
  - オウムアムアに幸運を 歌：一ノ瀬志希・神谷奈緒・黒埼ちとせ・佐藤心・的場梨沙
  - オウムアムアに幸運を 一ノ瀬志希ソロ・リミックス 歌：一ノ瀬志希
  - オウムアムアに幸運を 神谷奈緒ソロ・リミックス 歌：神谷奈緒
  - オウムアムアに幸運を 黒埼ちとせソロ・リミックス 歌：黒埼ちとせ
  - オウムアムアに幸運を 佐藤心ソロ・リミックス 歌：佐藤心
  - オウムアムアに幸運を 的場梨沙ソロ・リミックス 歌：的場梨沙

### 『アイドルマスター シンデレラガールズ U149』関連楽曲
Shine In The Sky☆
作詞：Mahiro、作曲：俊龍、編曲：Sizuk
テレビアニメ『アイドルマスター シンデレラガールズ U149』オープニングテーマ。
収録作品
- アイドルマスター シンデレラガールズ スターライトステージ - イベント配信 歌：U149

収録CD
- THE IDOLM@STER CINDERELLA GIRLS U149 ANIMATION MASTER 01 Shine In The Sky☆
  - Shine In The Sky☆ 歌：U149
  - Shine In The Sky☆ 橘ありすソロ・リミックス 歌：橘ありす
  - Shine In The Sky☆ 櫻井桃華ソロ・リミックス 歌：櫻井桃華
  - Shine In The Sky☆ 赤城みりあソロ・リミックス 歌：赤城みりあ
  - Shine In The Sky☆ 的場梨沙ソロ・リミックス 歌：的場梨沙
  - Shine In The Sky☆ 結城晴ソロ・リミックス 歌：結城晴
  - Shine In The Sky☆ 佐々木千枝 ソロ・リミックス 歌：佐々木千枝
  - Shine In The Sky☆ 龍崎薫ソロ・リミックス 歌：龍崎薫
  - Shine In The Sky☆ 市原仁奈 ソロ・リミックス 歌：市原仁奈
  - Shine In The Sky☆ 古賀小春ソロ・リミックス 歌：古賀小春

よりみちリトルスター
作詞：朝倉路、作曲・編曲：渡部チェル
テレビアニメ『アイドルマスター シンデレラガールズ U149』第1話エンディングテーマ。
収録作品
- アイドルマスター シンデレラガールズ スターライトステージ -  条件を満たすと使用可能

収録CD
- THE IDOLM@STER CINDERELLA GIRLS U149 ANIMATION MASTER 02 よりみちリトルスター
  - よりみちリトルスター 歌：U149

Nightwear
作詞：MC TC、作曲・編曲：Taku Inoue
テレビアニメ『アイドルマスター シンデレラガールズ U149』第6話挿入歌。
収録作品
- アイドルマスター シンデレラガールズ スターライトステージ - イベント配信 歌：速水奏・塩見周子・城ヶ崎美嘉・一ノ瀬志希・宮本フレデリカ

収録CD
- THE IDOLM@STER CINDERELLA GIRLS U149 ANIMATION MASTER 03 Nightwear
  - Nightwear 歌：速水奏・塩見周子・城ヶ崎美嘉・一ノ瀬志希・宮本フレデリカ
  - Nightwear 速水奏ソロ・リミックス 歌：速水奏
  - Nightwear 塩見周子ソロ・リミックス 歌：塩見周子
  - Nightwear 城ヶ崎美嘉ソロ・リミックス 歌：城ヶ崎美嘉
  - Nightwear 一ノ瀬志希ソロ・リミックス 歌：一ノ瀬志希
  - Nightwear 宮本フレデリカソロ・リミックス 歌：宮本フレデリカ

ACE
作詞：ミズノゲンキ、作曲・編曲：睦月周平
テレビアニメ『アイドルマスター シンデレラガールズ U149』第6話エンディングテーマ。
収録作品
- アイドルマスター シンデレラガールズ スターライトステージ - 条件を満たすと使用可能

収録CD
- THE IDOLM@STER CINDERELLA GIRLS U149 ANIMATION MASTER 04 ゼロトゥワン!!
  - ACE 歌：結城晴

アイム・ア・リトル・プリンセス ～お星さまにお願い～
作詞：朝倉路、作曲・編曲：渡部チェル
テレビアニメ『アイドルマスター シンデレラガールズ U149』第7話挿入歌。
収録作品
- アイドルマスター シンデレラガールズ スターライトステージ - 条件を満たすと使用可能

収録CD
- THE IDOLM@STER CINDERELLA GIRLS U149 ANIMATION MASTER 04 ゼロトゥワン!!
  - アイム・ア・リトル・プリンセス ～お星さまにお願い～ 歌：古賀小春

アタシガルール
作詞・編曲・作曲：鶴﨑輝一
テレビアニメ『アイドルマスター シンデレラガールズ U149』第8話挿入歌。
収録作品
- アイドルマスター シンデレラガールズ スターライトステージ - 条件を満たすと使用可能

収録CD
- THE IDOLM@STER CINDERELLA GIRLS U149 ANIMATION MASTER 05 グッデイ・グッナイ
  - アタシガルール 歌：桐生つかさ

ゼロトゥワン!!
作詞・編曲・作曲：宮崎誠
テレビアニメ『アイドルマスター シンデレラガールズ U149』第10話挿入歌。
収録作品
- アイドルマスター シンデレラガールズ スターライトステージ -  条件を満たすと使用可能

収録CD
- THE IDOLM@STER CINDERELLA GIRLS U149 ANIMATION MASTER 04 ゼロトゥワン!!
  - ゼロトゥワン!! 歌：U149

グッデイ・グッナイ
作詞・編曲・作曲：ヒゲドライバー
テレビアニメ『アイドルマスター シンデレラガールズ U149』第10話エンディングテーマ。
収録作品
- アイドルマスター シンデレラガールズ スターライトステージ -  条件を満たすと使用可能

収録CD
- THE IDOLM@STER CINDERELLA GIRLS U149 ANIMATION MASTER 05 グッデイ・グッナイ
  - グッデイ・グッナイ 歌：U149

キラメキ☆
作詞：高瀬愛虹、作曲・編曲：渡部チェル
テレビアニメ『アイドルマスター シンデレラガールズ U149』第12話挿入歌。
収録CD
- THE IDOLM@STER CINDERELLA GIRLS U149 ANIMATION MASTER 06 キラメキ☆
  - キラメキ☆ 歌：U149
  - キラメキ☆ 橘ありすソロ・リミックス 歌：橘ありす
  - キラメキ☆ 櫻井桃華ソロ・リミックス 歌：櫻井桃華
  - キラメキ☆ 赤城みりあソロ・リミックス 歌：赤城みりあ
  - キラメキ☆ 的場梨沙ソロ・リミックス 歌：的場梨沙
  - キラメキ☆ 結城晴ソロ・リミックス 歌：結城晴
  - キラメキ☆ 佐々木千枝 ソロ・リミックス 歌：佐々木千枝
  - キラメキ☆ 龍崎薫ソロ・リミックス 歌：龍崎薫
  - キラメキ☆ 市原仁奈 ソロ・リミックス 歌：市原仁奈
  - キラメキ☆ 古賀小春ソロ・リミックス 歌：古賀小春

とくとく……とく……
作詞・作曲・編曲：森本練
テレビアニメ『アイドルマスター シンデレラガールズ U149』特別編1エンディングテーマ。
収録作品
- アイドルマスター シンデレラガールズ スターライトステージ - 条件を満たすと使用可能

収録CD
- THE IDOLM@STER CINDERELLA GIRLS U149 ANIMATION MASTER 07 ORIGINAL SOUNDTRACK
  - とくとく……とく…… 歌：佐城雪美

おめざめめーめー
作詞：八城雄太、作曲：宮崎まゆ、編曲：賀佐泰洋
テレビアニメ『アイドルマスター シンデレラガールズ U149』特別編2エンディングテーマ。
収録作品
- アイドルマスター シンデレラガールズ スターライトステージ - 条件を満たすと使用可能

収録CD
- THE IDOLM@STER CINDERELLA GIRLS U149 ANIMATION MASTER 07 ORIGINAL SOUNDTRACK
  - おめざめめーめー 歌：遊佐こずえ

## ゲーム関連楽曲

### 『スターライトステージ』収録曲
とどけ！ アイドル
作詞：marhy、作曲・編曲：BNSI（内田哲也）、しんげきRemix：坪田修平（TRYTONELABO）
『スターライトステージ』のテーマ曲。
収録作品
- GAME VERSION
  - アイドルマスター シンデレラガールズ スターライトステージ - 条件を満たすと使用可能

収録CD
- フルバージョン
  - THE IDOLM@STER CINDERELLA GIRLS ANIMATION PROJECT 2nd season 01 Shine!!
    - とどけ！ アイドル 歌：島村卯月・渋谷凛・本田未央・双葉杏・諸星きらり

- NON STOP REMIX
  - THE IDOLM@STER CINDERELLA GIRLS 4thLIVE TriCastle Story SPECIAL LIVE ALBUM
    - とどけ！ アイドル / from "Starlight Castle Day1" 歌：THE IDOLM@STER CINDERELLA GIRLS

- しんげきRemix
  - THE IDOLM@STER CINDERELLA GIRLS LITTLE STARS! Snow＊Love
    - とどけ！ アイドル - しんげきRemix - 歌：本田未央・諸星きらり

Snow Wings
作詞・作曲：俊龍、編曲：SizuK
『スターライトステージ』のイベント配信楽曲。
収録作品
- GAME VERSION
  - アイドルマスター シンデレラガールズ スターライトステージ - イベント配信 歌：大槻唯・上条春菜・島村卯月・渋谷凛・本田未央
  - アイドルマスター シンデレラガールズ ビューイングレボリューション - DLC（第2弾）で配信
  - アイドルマスター ポップリンクス - アップデートで追加

収録CD
- M@STER VERSION
  - THE IDOLM@STER CINDERELLA GIRLS STARLIGHT MASTER 01 Snow Wings
    - Snow Wings（M@STER VERSION） 歌：島村卯月・渋谷凛・本田未央・大槻唯・上条春菜

  - THE IDOLM@STER CINDERELLA GIRLS 4th LIVE TriCastle Story Starlight Castle 会場オリジナルCD
    - Snow Wings（M@STER VERSION） 島村卯月ソロ・リミックス 歌：島村卯月
    - Snow Wings（M@STER VERSION） 渋谷凛ソロ・リミックス 歌：渋谷凛
    - Snow Wings（M@STER VERSION） 本田未央ソロ・リミックス 歌：本田未央
    - Snow Wings（M@STER VERSION） 大槻唯ソロ・リミックス 歌：大槻唯
    - Snow Wings（M@STER VERSION） 上条春菜ソロ・リミックス 歌：上条春菜

- GAME VERSION
  - THE IDOLM@STER CINDERELLA GIRLS STARLIGHT MASTER 01 Snow Wings
    - Snow Wings 歌：島村卯月・渋谷凛・本田未央・大槻唯・上条春菜

  - アイドルマスター シンデレラガールズ WILD WIND GIRL 第2巻 特装版 特典CD
    - Snow Wings 歌：大槻唯

- NON STOP REMIX
  - THE IDOLM@STER CINDERELLA GIRLS 4thLIVE TriCastle Story SPECIAL LIVE ALBUM
    - Snow Wings / from "Starlight Castle Day2" 歌：THE IDOLM@STER CINDERELLA GIRLS

  - THE IDOLM@STER CINDERELLA GIRLS 5thLIVE TOUR Serendipity Parade!!! SPECIAL LIVE ALBUM Vol.2
    - Snow Wings / from "MAKUHARI" 歌：THE IDOLM@STER CINDERELLA GIRLS

Tulip
作詞：森由里子、作曲・編曲：石濱翔（MONACA）
『スターライトステージ』のイベント配信楽曲。
収録作品
- GAME VERSION
  - アイドルマスター シンデレラガールズ スターライトステージ - イベント配信 歌：速水奏・塩見周子・城ヶ崎美嘉・宮本フレデリカ・一ノ瀬志希
  - アイドルマスター シンデレラガールズ ビューイングレボリューション - DLC（第5弾）で配信
  - アイドルマスター ポップリンクス - アップデートで追加

収録CD
- M@STER VERSION
  - THE IDOLM@STER CINDERELLA GIRLS STARLIGHT MASTER 02 Tulip
    - Tulip（M@STER VERSION） 歌：速水奏・塩見周子・城ヶ崎美嘉・宮本フレデリカ・一ノ瀬志希

  - THE IDOLM@STER CINDERELLA GIRLS 4th LIVE TriCastle Story Starlight Castle 会場オリジナルCD
    - Tulip（M@STER VERSION） 速水奏ソロ・リミックス 歌：速水奏
    - Tulip（M@STER VERSION） 塩見周子ソロ・リミックス 歌：塩見周子
    - Tulip（M@STER VERSION） 城ヶ崎美嘉ソロ・リミックス 歌：城ヶ崎美嘉
    - Tulip（M@STER VERSION） 宮本フレデリカソロ・リミックス 歌：宮本フレデリカ
    - Tulip（M@STER VERSION） 一ノ瀬志希ソロ・リミックス 歌：一ノ瀬志希

  - THE IDOLM@STER CINDERELLA MASTER 恋が咲く季節
    - Tulip（M@STER VERSION） 歌：高垣楓・本田未央・佐久間まゆ

  - THE IDOLM@STER CINDERELLA GIRLS U149 ANIMATION MASTER 03 Nightwear
    - Tulip 歌：速水奏・塩見周子・城ヶ崎美嘉・宮本フレデリカ・一ノ瀬志希

  - THE IDOLM@STER CINDERELLA GIRLS U149 ソラシドリームパーティー会場オリジナルCD
    - Tulip 的場梨沙ソロ・リミックス 歌：的場梨沙

- GAME VERSION
  - THE IDOLM@STER CINDERELLA GIRLS STARLIGHT MASTER 02 Tulip
    - Tulip 歌：速水奏・塩見周子・城ヶ崎美嘉・宮本フレデリカ・一ノ瀬志希

- NON STOP REMIX
  - THE IDOLM@STER CINDERELLA GIRLS 5thLIVE TOUR Serendipity Parade!!! SPECIAL LIVE ALBUM Vol.3
    - Tulip / from "SSA DAY2" 歌：速水奏・塩見周子・城ヶ崎美嘉・宮本フレデリカ・一ノ瀬志希

ハイファイ☆デイズ
作詞・作曲・編曲：宮崎誠
『スターライトステージ』のイベント配信楽曲。
収録作品
- GAME VERSION
  - アイドルマスター シンデレラガールズ スターライトステージ - イベント配信 歌：佐々木千枝・櫻井桃華・市原仁奈・龍崎薫・赤城みりあ
  - アイドルマスター ポップリンクス - アップデートで追加

収録CD
- M@STER VERSION
  - THE IDOLM@STER CINDERELLA GIRLS STARLIGHT MASTER 03 ハイファイ☆デイズ
    - ハイファイ☆デイズ（M@STER VERSION） 歌：佐々木千枝・櫻井桃華・市原仁奈・龍崎薫・赤城みりあ

  - THE IDOLM@STER CINDERELLA GIRLS 4th LIVE TriCastle Story Starlight Castle 会場オリジナルCD
    - ハイファイ☆デイズ（M@STER VERSION） 佐々木千枝ソロ・リミックス 歌：佐々木千枝
    - ハイファイ☆デイズ（M@STER VERSION） 櫻井桃華ソロ・リミックス 歌：櫻井桃華
    - ハイファイ☆デイズ（M@STER VERSION） 市原仁奈ソロ・リミックス 歌：市原仁奈
    - ハイファイ☆デイズ（M@STER VERSION） 龍崎薫ソロ・リミックス 歌：龍崎薫
    - ハイファイ☆デイズ（M@STER VERSION） 赤城みりあソロ・リミックス 歌：赤城みりあ

  - アイドルマスター シンデレラガールズ U149 第1巻 特別版 特典CD
    - ハイファイ☆デイズ（M@STER VERSION） 歌：櫻井桃華・橘ありす

  - THE IDOLM@STER CINDERELLA GIRLS U149 ソラシドリームパーティー会場オリジナルCD
    - ハイファイ☆デイズ 橘ありすソロ・リミックス 歌：橘ありす

- GAME VERSION
  - THE IDOLM@STER CINDERELLA GIRLS STARLIGHT MASTER 03 ハイファイ☆デイズ
    - ハイファイ☆デイズ 歌：佐々木千枝・櫻井桃華・市原仁奈・龍崎薫・赤城みりあ

- NON STOP REMIX
  - THE IDOLM@STER CINDERELLA GIRLS 4thLIVE TriCastle Story SPECIAL LIVE ALBUM
    - ハイファイ☆デイズ / from "Brand new Castle" 歌：THE IDOLM@STER CINDERELLA GIRLS

  - THE IDOLM@STER CINDERELLA GIRLS 5thLIVE TOUR Serendipity Parade!!! SPECIAL LIVE ALBUM Vol.2
    - ハイファイ☆デイズ / from "SHIZUOKA" 歌：THE IDOLM@STER CINDERELLA GIRLS

生存本能ヴァルキュリア
作詞：朝倉路、作曲・編曲：渡部チェル
『スターライトステージ』のイベント配信楽曲。
収録作品
- GAME VERSION
  - アイドルマスター シンデレラガールズ スターライトステージ - イベント配信 歌：新田美波・高森藍子・鷺沢文香・橘ありす・相葉夕美
  - アイドルマスター ポップリンクス - アップデートで追加

収録CD
- M@STER VERSION
  - THE IDOLM@STER CINDERELLA GIRLS STARLIGHT MASTER 04 生存本能ヴァルキュリア
    - 生存本能ヴァルキュリア（M@STER VERSION） 歌：新田美波・高森藍子・鷺沢文香・橘ありす・相葉夕美

  - アイドルマスター シンデレラガールズ WILD WIND GIRL 第3巻 特装版 特典CD
    - 生存本能ヴァルキュリア（M@STER VERSION） 歌：向井拓海

  - THE IDOLM@STER CINDERELLA GIRLS 5thLIVE TOUR Serendipity Parade!!! 宮城・石川・大阪会場限定CD
    - 生存本能ヴァルキュリア（M@STER VERSION） 新田美波ソロ・リミックス 歌：新田美波
    - 生存本能ヴァルキュリア（M@STER VERSION） 鷺沢文香ソロ・リミックス 歌：鷺沢文香
    - 生存本能ヴァルキュリア（M@STER VERSION） 橘ありすソロ・リミックス 歌：橘ありす
    - 生存本能ヴァルキュリア（M@STER VERSION） 高森藍子ソロ・リミックス 歌：高森藍子
    - 生存本能ヴァルキュリア（M@STER VERSION） 相葉夕美ソロ・リミックス 歌：相葉夕美

  - アイドルマスター シンデレラガールズ U149 第10巻 オリジナルCD付き特別版 特典CD
    - 生存本能ヴァルキュリア 歌：橘ありす・渋谷凛

- GAME VERSION
  - THE IDOLM@STER CINDERELLA GIRLS STARLIGHT MASTER 04 生存本能ヴァルキュリア
    - 生存本能ヴァルキュリア 歌：新田美波・高森藍子・鷺沢文香・橘ありす・相葉夕美

- NON STOP REMIX
  - THE IDOLM@STER CINDERELLA GIRLS 5thLIVE TOUR Serendipity Parade!!! SPECIAL LIVE ALBUM Vol.1
    - 生存本能ヴァルキュリア / from "ISHIKAWA" 歌：THE IDOLM@STER CINDERELLA GIRLS

純情Midnight伝説
作詞：磯谷佳江、作曲：小野貴光、編曲：玉木千尋
『スターライトステージ』のイベント配信楽曲。
収録作品
- GAME VERSION
  - アイドルマスター シンデレラガールズ スターライトステージ - イベント配信 歌：向井拓海・藤本里奈・松永涼・大和亜季・木村夏樹
  - アイドルマスター ポップリンクス - アップデートで追加

収録CD
- M@STER VERSION
  - THE IDOLM@STER CINDERELLA GIRLS STARLIGHT MASTER 05 純情Midnight伝説
    - 純情Midnight伝説（M@STER VERSION） 歌：向井拓海・藤本里奈・松永涼・大和亜季・木村夏樹

  - THE IDOLM@STER CINDERELLA GIRLS 5thLIVE TOUR Serendipity Parade!!! 宮城・石川・大阪会場限定CD
    - 純情Midnight伝説（M@STER VERSION） 向井拓海ソロ・リミックス 歌：向井拓海
    - 純情Midnight伝説（M@STER VERSION） 藤本里奈ソロ・リミックス 歌：藤本里奈
    - 純情Midnight伝説（M@STER VERSION） 松永涼ソロ・リミックス 歌：松永涼
    - 純情Midnight伝説（M@STER VERSION） 大和亜季ソロ・リミックス 歌：大和亜季
    - 純情Midnight伝説（M@STER VERSION） 木村夏樹ソロ・リミックス 歌：木村夏樹

- GAME VERSION
  - THE IDOLM@STER CINDERELLA GIRLS STARLIGHT MASTER 05 純情Midnight伝説
    - 純情Midnight伝説 歌：向井拓海・藤本里奈・松永涼・大和亜季・木村夏樹

  - アイドルマスター シンデレラガールズ WILD WIND GIRL 第1巻 特装版 特典CD
    - 純情Midnight伝説 歌：向井拓海・藤本里奈

- NON STOP REMIX
  - THE IDOLM@STER CINDERELLA GIRLS 4thLIVE TriCastle Story SPECIAL LIVE ALBUM
    - 純情Midnight伝説 / from "Starlight Castle Day1" 歌：THE IDOLM@STER CINDERELLA GIRLS

  - THE IDOLM@STER CINDERELLA GIRLS 5thLIVE TOUR Serendipity Parade!!! SPECIAL LIVE ALBUM Vol.3
    - 純情Midnight伝説 / from "SSA DAY2" 歌：向井拓海・藤本里奈・松永涼・大和亜季・木村夏樹

Love∞Destiny
作詞：磯谷佳江、作曲・編曲：BNSI（kyo）
『スターライトステージ』のイベント配信楽曲。
収録作品
- GAME VERSION
  - アイドルマスター シンデレラガールズ スターライトステージ - イベント配信 歌：佐久間まゆ・北条加蓮・小日向美穂・多田李衣菜・緒方智絵里
  - アイドルマスター ポップリンクス - アップデートで追加

収録CD
- M@STER VERSION
  - THE IDOLM@STER CINDERELLA GIRLS STARLIGHT MASTER 06 Love∞Destiny
    - Love∞Destiny（M@STER VERSION） 歌：佐久間まゆ・北条加蓮・小日向美穂・多田李衣菜・緒方智絵里

  - THE IDOLM@STER CINDERELLA GIRLS 5thLIVE TOUR Serendipity Parade!!! 宮城・石川・大阪会場限定CD
    - Love∞Destiny（M@STER VERSION） 佐久間まゆソロ・リミックス 歌：佐久間まゆ
    - Love∞Destiny（M@STER VERSION） 北条加蓮ソロ・リミックス 歌：北条加蓮
    - Love∞Destiny（M@STER VERSION） 小日向美穂ソロ・リミックス 歌：小日向美穂
    - Love∞Destiny（M@STER VERSION） 多田李衣菜ソロ・リミックス 歌：多田李衣菜
    - Love∞Destiny（M@STER VERSION） 緒方智絵里ソロ・リミックス 歌：緒方智絵里

  - アイドルマスター シンデレラガールズ WILD WIND GIRL 第5巻 特装版 特典CD
    - Love∞Destiny（M@STER VERSION） 歌：神谷奈緒・北条加蓮

  - THE IDOLM@STER CINDERELLA GIRLS U149 ソラシドリームパーティー会場オリジナルCD
    - Love∞Destiny 佐城雪美ソロ・リミックス 歌：佐城雪美

- GAME VERSION
  - THE IDOLM@STER CINDERELLA GIRLS STARLIGHT MASTER 06 Love∞Destiny
    - Love∞Destiny 歌：佐久間まゆ・北条加蓮・小日向美穂・多田李衣菜・緒方智絵里

- クラブリミックス
  - THE IDOLM@STER CINDERELLA GIRLS 5thLIVE TOUR Serendipity Parade!!! SSA Original CD THE IDOLM@STER CINDERELLA GIRLS TO D@NCE TO
    - Love∞Destiny -Jealous Prisoner Remix- by 百引一

- NON STOP REMIX
  - THE IDOLM@STER CINDERELLA GIRLS 5thLIVE TOUR Serendipity Parade!!! SPECIAL LIVE ALBUM Vol.1
    - Love∞Destiny / from "ISHIKAWA" 歌：THE IDOLM@STER CINDERELLA GIRLS

サマカニ!!
作詞・作曲・編曲：宮崎誠
『スターライトステージ』のイベント配信楽曲。
収録作品
- GAME VERSION
  - アイドルマスター シンデレラガールズ スターライトステージ - イベント配信 歌：川島瑞樹・日野茜・堀裕子・上田鈴帆・難波笑美

収録CD
- M@STER VERSION
  - THE IDOLM@STER CINDERELLA GIRLS STARLIGHT MASTER 07 サマカニ!!
    - サマカニ!!（M@STER VERSION） 歌：川島瑞樹・日野茜・堀裕子・上田鈴帆・難波笑美

  - THE IDOLM@STER CINDERELLA GIRLS 5thLIVE TOUR Serendipity Parade!!! 静岡・幕張・福岡会場限定CD
    - サマカニ!!（M@STER VERSION） 川島瑞樹ソロ・リミックス 歌：川島瑞樹
    - サマカニ!!（M@STER VERSION） 日野茜ソロ・リミックス 歌：日野茜
    - サマカニ!!（M@STER VERSION） 堀裕子ソロ・リミックス 歌：堀裕子
    - サマカニ!!（M@STER VERSION） 上田鈴帆ソロ・リミックス 歌：上田鈴帆
    - サマカニ!!（M@STER VERSION） 難波笑美ソロ・リミックス 歌：難波笑美

  - アイドルマスター シンデレラガールズ U149 第7巻 オリジナルCD付き特別版 特典CD
    - サマカニ!! 歌：日野茜・橘ありす

- GAME VERSION
  - THE IDOLM@STER CINDERELLA GIRLS STARLIGHT MASTER 07 サマカニ!!
    - サマカニ!! 歌：川島瑞樹・日野茜・堀裕子・上田鈴帆・難波笑美

- NON STOP REMIX
  - THE IDOLM@STER CINDERELLA GIRLS 5thLIVE TOUR Serendipity Parade!!! SPECIAL LIVE ALBUM Vol.3
    - サマカニ!! / from "SSA DAY2" 歌：川島瑞樹・日野茜・堀裕子・上田鈴帆・難波笑美

BEYOND THE STARLIGHT
作詞：八城雄太、作曲・編曲：石濱翔（MONACA）
『スターライトステージ』のイベント配信楽曲。同作品のリリース一周年を記念して配信された。
収録作品
- GAME VERSION
  - アイドルマスター シンデレラガールズ スターライトステージ - イベント配信 歌：城ヶ崎莉嘉・緒方智絵里・北条加蓮・川島瑞樹・大槻唯

収録CD
- M@STER VERSION
  - THE IDOLM@STER CINDERELLA GIRLS STARLIGHT MASTER 08 BEYOND THE STARLIGHT
    - BEYOND THE STARLIGHT（M@STER VERSION） 歌：城ヶ崎莉嘉・緒方智絵里・北条加蓮・川島瑞樹・大槻唯

  - THE IDOLM@STER CINDERELLA GIRLS 5thLIVE TOUR Serendipity Parade!!! 静岡・幕張・福岡会場限定CD
    - BEYOND THE STARLIGHT（M@STER VERSION） 城ヶ崎莉嘉ソロ・リミックス 歌：城ヶ崎莉嘉
    - BEYOND THE STARLIGHT（M@STER VERSION） 緒方智絵里ソロ・リミックス 歌：緒方智絵里
    - BEYOND THE STARLIGHT（M@STER VERSION） 北条加蓮ソロ・リミックス 歌：北条加蓮
    - BEYOND THE STARLIGHT（M@STER VERSION） 川島瑞樹ソロ・リミックス 歌：川島瑞樹
    - BEYOND THE STARLIGHT（M@STER VERSION） 大槻唯ソロ・リミックス 歌：大槻唯

  - アイドルマスター シンデレラガールズ WILD WIND GIRL 第4巻 特装版 特典CD
    - BEYOND THE STARLIGHT（M@STER VERSION） 歌：向井拓海・藤本里奈

  - アイドルマスター シンデレラガールズ U149 第3巻 特別版 特典CD
    - BEYOND THE STARLIGHT（M@STER VERSION） 歌：一ノ瀬志希・結城晴

  - THE IDOLM@STER CINDERELLA GIRLS U149 ANIMATION MASTER 04 ゼロトゥワン!!
    - BEYOND THE STARLIGHT 歌：的場梨沙

- GAME VERSION
  - THE IDOLM@STER CINDERELLA GIRLS STARLIGHT MASTER 08 BEYOND THE STARLIGHT
    - BEYOND THE STARLIGHT 歌：城ヶ崎莉嘉・緒方智絵里・北条加蓮・川島瑞樹・大槻唯

- NON STOP REMIX
  - THE IDOLM@STER CINDERELLA GIRLS 4thLIVE TriCastle Story SPECIAL LIVE ALBUM
    - BEYOND THE STARLIGHT / from "Brand new Castle" 歌：THE IDOLM@STER CINDERELLA GIRLS

ラブレター
作詞：桜アス恵（TRYTONELABO）、作曲・編曲：岡野裕次郎（TRYTONELABO）
『スターライトステージ』のイベント配信楽曲。
収録作品
- GAME VERSION
  - アイドルマスター シンデレラガールズ スターライトステージ - イベント配信 歌：島村卯月・小日向美穂・五十嵐響子

収録CD
- M@STER VERSION
  - THE IDOLM@STER CINDERELLA GIRLS STARLIGHT MASTER 09 ラブレター
    - ラブレター（M@STER VERSION） 歌：島村卯月・小日向美穂・五十嵐響子

  - THE IDOLM@STER CINDERELLA GIRLS SS3A Live Sound Booth♪ 会場オリジナルCD
    - ラブレター（M@STER VERSION） 島村卯月ソロ・リミックス 歌：島村卯月
    - ラブレター（M@STER VERSION） 小日向美穂ソロ・リミックス 歌：小日向美穂
    - ラブレター（M@STER VERSION） 五十嵐響子ソロ・リミックス 歌：五十嵐響子

- GAME VERSION
  - THE IDOLM@STER CINDERELLA GIRLS STARLIGHT MASTER 09 ラブレター
    - ラブレター 歌：島村卯月・小日向美穂・五十嵐響子

- NON STOP REMIX
  - THE IDOLM@STER CINDERELLA GIRLS 5thLIVE TOUR Serendipity Parade!!! SPECIAL LIVE ALBUM Vol.3
    - ラブレター / from "SSA DAY2" 歌：島村卯月・小日向美穂・五十嵐響子

キミとボクのミライ
作詞：Cygames / maimie、作曲：UEMATSU NOBUO・NARITA TSUTOMU、補作曲：MAEZAWA HIDENORI（picnic）、オリジナルアーティスト：ジータ（金元寿子）・ルリア（東山奈央）・ヴィーラ（今井麻美）・マリー（長谷川明子）
『グランブルーファンタジー』のテーマソングのカバー。
コラボキャンペーンの一環として通常配信された。
収録作品
- アイドルマスター シンデレラガールズ スターライトステージ - 通常配信 歌：川島瑞樹・前川みく・三村かな子・白坂小梅

収録CD
- THE IDOLM@STER CINDERELLA GIRLS STARLIGHT MASTER 28 凸凹スピードスター
  - キミとボクのミライ 歌：川島瑞樹・前川みく・三村かな子・白坂小梅

Jet to the Future
作詞：磯谷佳江、作曲・編曲：IMAJO（PSYCHIC LOVER）
『スターライトステージ』のイベント配信楽曲。
収録作品
- GAME VERSION
  - アイドルマスター シンデレラガールズ スターライトステージ - イベント配信 歌：多田李衣菜・木村夏樹／最上静香・ジュリア
  - アイドルマスター ポップリンクス - アップデートで追加

収録CD
- M@STER VERSION
  - THE IDOLM@STER CINDERELLA GIRLS STARLIGHT MASTER 10 Jet to the Future
    - Jet to the Future（M@STER VERSION） 歌：多田李衣菜・木村夏樹

  - THE IDOLM@STER CINDERELLA GIRLS SS3A Live Sound Booth♪ 会場オリジナルCD
    - Jet to the Future（M@STER VERSION） 多田李衣菜ソロ・リミックス 歌：多田李衣菜
    - Jet to the Future（M@STER VERSION） 木村夏樹ソロ・リミックス 歌：木村夏樹

  - THE IDOLM@STER CINDERELLA GIRLS STARLIGHT MASTER COLLABORATION! ハーモニクス
    - Jet to the Future（M@STER VERSION） 歌：最上静香・ジュリア
    - Jet to the Future（M@STER VERSION） 歌：最上静香・ジュリア・木村夏樹・多田李衣菜

  - THE IDOLM@STER MILLION LIVE! STAR EQUINOX
    - Jet to the Future 最上静香ソロバージョン 歌：最上静香
    - Jet to the Future ジュリアソロバージョン 歌：ジュリア

- GAME VERSION
  - THE IDOLM@STER CINDERELLA GIRLS STARLIGHT MASTER 10 Jet to the Future
    - Jet to the Future 歌：多田李衣菜・木村夏樹

  - アイドルマスター シンデレラガールズ WILD WIND GIRL 第4巻 特装版 特典CD
    - Jet to the Future 歌：木村夏樹

- NON STOP REMIX
  - THE IDOLM@STER CINDERELLA GIRLS 5thLIVE TOUR Serendipity Parade!!! SPECIAL LIVE ALBUM Vol.1
    - Jet to the Future / from "ISHIKAWA" 歌：多田李衣菜・木村夏樹

あんきら！？狂騒曲
作詞・作曲・編曲：ヒゲドライバー
『スターライトステージ』のイベント配信楽曲。
収録作品
- GAME VERSION
  - アイドルマスター シンデレラガールズ スターライトステージ - イベント配信 歌：双葉杏・諸星きらり
  - アイドルマスター ポップリンクス - アップデートで追加

収録CD
- M@STER VERSION
  - THE IDOLM@STER CINDERELLA GIRLS STARLIGHT MASTER 11 あんきら！？狂騒曲
    - あんきら！？狂騒曲（M@STER VERSION） 歌：双葉杏・諸星きらり

- GAME VERSION
  - THE IDOLM@STER CINDERELLA GIRLS STARLIGHT MASTER 11 あんきら！？狂騒曲
    - あんきら！？狂騒曲 歌：双葉杏・諸星きらり

- NON STOP REMIX
  - THE IDOLM@STER CINDERELLA GIRLS 5thLIVE TOUR Serendipity Parade!!! SPECIAL LIVE ALBUM Vol.1
    - あんきら！？狂騒曲 / from "MIYAGI" 歌：双葉杏・諸星きらり

命燃やして恋せよ乙女
作詞：森由里子、作曲・編曲：TAKT（TRYTONELABO）
『スターライトステージ』のイベント配信楽曲。
収録作品
- GAME VERSION
  - アイドルマスター シンデレラガールズ スターライトステージ - イベント配信 歌：高垣楓・佐藤心・三船美優・安部菜々・片桐早苗

収録CD
- M@STER VERSION
  - THE IDOLM@STER CINDERELLA GIRLS STARLIGHT MASTER 12 命燃やして恋せよ乙女
    - 命燃やして恋せよ乙女（M@STER VERSION） 歌：高垣楓・佐藤心・三船美優・安部菜々・片桐早苗

  - THE IDOLM@STER CINDERELLA GIRLS SS3A Live Sound Booth♪ 会場オリジナルCD
    - 命燃やして恋せよ乙女（M@STER VERSION） 高垣楓ソロ・リミックス 歌：高垣楓
    - 命燃やして恋せよ乙女（M@STER VERSION） 佐藤心ソロ・リミックス 歌：佐藤心
    - 命燃やして恋せよ乙女（M@STER VERSION） 三船美優ソロ・リミックス 歌：三船美優
    - 命燃やして恋せよ乙女（M@STER VERSION） 安部菜々ソロ・リミックス 歌：安部菜々
    - 命燃やして恋せよ乙女（M@STER VERSION） 片桐早苗ソロ・リミックス 歌：片桐早苗

  - THE IDOLM@STER CINDERELLA GIRLS After20 2巻 SPECIAL EDITION 特典CD
    - 命燃やして恋せよ乙女（M@STER VERSION） 歌：片桐早苗・川島瑞希・高垣楓

- GAME VERSION
  - THE IDOLM@STER CINDERELLA GIRLS STARLIGHT MASTER 12 命燃やして恋せよ乙女
    - 命燃やして恋せよ乙女 歌：高垣楓・佐藤心・三船美優・安部菜々・片桐早苗

Sweet Witches' Night 〜6人目はだぁれ〜
作詞・作曲：角本麻衣、編曲：八木篤史（SUPA LOVE）
『スターライトステージ』のイベント配信楽曲。
収録作品
- GAME VERSION
  - アイドルマスター シンデレラガールズ スターライトステージ - イベント配信 歌：三村かな子・十時愛梨・森久保乃々・椎名法子・及川雫

収録CD
- M@STER VERSION
  - THE IDOLM@STER CINDERELLA GIRLS STARLIGHT MASTER 13 Sweet Witches' Night 〜6人目はだぁれ〜
    - Sweet Witches' Night 〜6人目はだぁれ〜（M@STER VERSION） 歌：三村かな子・十時愛梨・森久保乃々・椎名法子・及川雫

  - THE IDOLM@STER CINDERELLA GIRLS SS3A Live Sound Booth♪ 会場オリジナルCD
    - Sweet Witches' Night 〜6人目はだぁれ〜（M@STER VERSION） 三村かな子ソロ・リミックス 歌：三村かな子
    - Sweet Witches' Night 〜6人目はだぁれ〜（M@STER VERSION） 十時愛梨ソロ・リミックス 歌：十時愛梨
    - Sweet Witches' Night 〜6人目はだぁれ〜（M@STER VERSION） 森久保乃々ソロ・リミックス 歌：森久保乃々
    - Sweet Witches' Night 〜6人目はだぁれ〜（M@STER VERSION） 椎名法子ソロ・リミックス 歌：椎名法子
    - Sweet Witches' Night 〜6人目はだぁれ〜（M@STER VERSION） 及川雫ソロ・リミックス 歌：及川雫

- GAME VERSION
  - THE IDOLM@STER CINDERELLA GIRLS STARLIGHT MASTER 13 Sweet Witches' Night 〜6人目はだぁれ〜
    - Sweet Witches' Night 〜6人目はだぁれ〜 歌：三村かな子・十時愛梨・森久保乃々・椎名法子・及川雫

- NON STOP REMIX
  - THE IDOLM@STER CINDERELLA GIRLS 5thLIVE TOUR Serendipity Parade!!! SPECIAL LIVE ALBUM Vol.3
    - Sweet Witches' Night 〜6人目はだぁれ〜 / from "SSA DAY1" 歌：三村かな子・十時愛梨・森久保乃々・椎名法子・及川雫

情熱ファンファンファーレ
作詞・作曲・編曲：no_my
『スターライトステージ』のイベント配信楽曲。
収録作品
- GAME VERSION
  - アイドルマスター シンデレラガールズ スターライトステージ - イベント配信 歌：本田未央・日野茜・高森藍子

収録CD
- M@STER VERSION
  - THE IDOLM@STER CINDERELLA GIRLS STARLIGHT MASTER 14 情熱ファンファンファーレ
    - 情熱ファンファンファーレ（M@STER VERSION） 歌：本田未央・日野茜・高森藍子

  - THE IDOLM@STER CINDERELLA GIRLS 7thLIVE TOUR Special 3chord♪ Comical Pops! 会場オリジナルCD
    - 情熱ファンファンファーレ（M@STER VERSION）本田未央ソロ・リミックス 歌：本田未央
    - 情熱ファンファンファーレ（M@STER VERSION）日野茜ソロ・リミックス 歌：日野茜
    - 情熱ファンファンファーレ（M@STER VERSION）高森藍子ソロ・リミックス 歌：高森藍子

- GAME VERSION
  - THE IDOLM@STER CINDERELLA GIRLS STARLIGHT MASTER 14 情熱ファンファンファーレ
    - 情熱ファンファンファーレ 歌：本田未央・日野茜・高森藍子

- NON STOP REMIX
  - THE IDOLM@STER CINDERELLA GIRLS 5thLIVE TOUR Serendipity Parade!!! SPECIAL LIVE ALBUM Vol.3
    - 情熱ファンファンファーレ / from "SSA DAY2" 歌：本田未央・日野茜・高森藍子

桜の頃
作詞：桜アス恵（TRYTONELABO）、作曲：隠田遼平、編曲：坪田修平（TRYTONELABO）
『スターライトステージ』のイベント配信楽曲。
収録作品
- GAME VERSION
  - アイドルマスター シンデレラガールズ スターライトステージ - イベント配信 歌：依田芳乃・小早川紗枝・道明寺歌鈴・浜口あやめ・脇山珠美

収録CD
- M@STER VERSION
  - THE IDOLM@STER CINDERELLA GIRLS STARLIGHT MASTER 15 桜の頃
    - 桜の頃（M@STER VERSION） 歌：依田芳乃・小早川紗枝・道明寺歌鈴・浜口あやめ・脇山珠美

  - THE IDOLM@STER CINDERELLA GIRLS 7thLIVE TOUR Special 3chord♪ Comical Pops! 会場オリジナルCD
    - 桜の頃（M@STER VERSION）依田芳乃ソロ・リミックス 歌：依田芳乃
    - 桜の頃（M@STER VERSION）小早川紗枝ソロ・リミックス 歌：小早川紗枝
    - 桜の頃（M@STER VERSION）道明寺歌鈴ソロ・リミックス 歌：道明寺歌鈴
    - 桜の頃（M@STER VERSION）浜口あやめソロ・リミックス 歌：浜口あやめ
    - 桜の頃（M@STER VERSION）脇山珠美ソロ・リミックス 歌：脇山珠美

- GAME VERSION
  - THE IDOLM@STER CINDERELLA GIRLS STARLIGHT MASTER 15 桜の頃
    - 桜の頃 歌：依田芳乃・小早川紗枝・道明寺歌鈴・浜口あやめ・脇山珠美

- NON STOP REMIX
  - THE IDOLM@STER CINDERELLA GIRLS 5thLIVE TOUR Serendipity Parade!!! SPECIAL LIVE ALBUM Vol.3
    - 桜の頃 / from "SSA DAY1" 歌：依田芳乃・小早川紗枝・道明寺歌鈴・浜口あやめ・脇山珠美

エンジェル ドリーム
作詞・オリジナルアーティスト：たかみつようこ、作曲・編曲：岡部啓一（MONACA）
『太鼓の達人』に収録された曲のカバー。
コラボキャンペーンの一環として通常配信された。
収録作品
- アイドルマスター シンデレラガールズ スターライトステージ - 通常配信 歌：緒方智絵里・城ヶ崎莉嘉・多田李衣菜

収録CD
- THE IDOLM@STER CINDERELLA MASTER Treasure☆
  - エンジェル ドリーム 〜CINDERELLA GIRLS COLLABORATION MIX〜 歌：緒方智絵里・城ヶ崎莉嘉・多田李衣菜
  - エンジェル ドリーム 〜緒方智絵里ソロリミックス〜 歌：緒方智絵里
  - エンジェル ドリーム 〜城ヶ崎莉嘉ソロリミックス〜 歌：城ヶ崎莉嘉
  - エンジェル ドリーム 〜多田李衣菜ソロリミックス〜 歌：多田李衣菜

∀NSWER
作詞：ミズノゲンキ、作曲・編曲：睦月周平、アレンジ：坪田修平（TRYTONELABO）
『スターライトステージ』のイベント配信楽曲。
収録作品
- GAME VERSION
  - アイドルマスター シンデレラガールズ スターライトステージ - イベント配信 歌：早坂美玲・森久保乃々・星輝子
  - アイドルマスター ポップリンクス - 最初から使用可能

収録CD
- M@STER VERSION
  - THE IDOLM@STER CINDERELLA GIRLS STARLIGHT MASTER 16 ∀NSWER
    - ∀NSWER（M@STER VERSION） 歌：早坂美玲・森久保乃々・星輝子

  - THE IDOLM@STER CINDERELLA GIRLS 7thLIVE TOUR Special 3chord♪ Comical Pops! 会場オリジナルCD
    - ∀NSWER（M@STER VERSION）早坂美玲ソロ・リミックス 歌：早坂美玲
    - ∀NSWER（M@STER VERSION）森久保乃々ソロ・リミックス 歌：森久保乃々
    - ∀NSWER（M@STER VERSION）星輝子ソロ・リミックス 歌：星輝子

- GAME VERSION
  - THE IDOLM@STER CINDERELLA GIRLS STARLIGHT MASTER 16 ∀NSWER
    - ∀NSWER 歌：早坂美玲・森久保乃々・星輝子

- アレンジ
  - THE IDOLM@STER CINDERELLA GIRLS STARLIGHT MASTER 29 クレイジークレイジー
    - ∀NSWER〜ののの物語〜 歌：森久保乃々

Nothing but You
作詞・作曲・編曲：AJURIKA
『スターライトステージ』のイベント配信楽曲。
収録作品
- GAME VERSION
  - アイドルマスター シンデレラガールズ スターライトステージ - イベント配信 歌：アナスタシア・神谷奈緒・中野有香・前川みく・星輝子

収録CD
- M@STER VERSION
  - THE IDOLM@STER CINDERELLA GIRLS STARLIGHT MASTER 17 Nothing but You
    - Nothing but You（M@STER VERSION） 歌：アナスタシア・神谷奈緒・中野有香・前川みく・星輝子

  - THE IDOLM@STER CINDERELLA GIRLS 7thLIVE TOUR Special 3chord♪ Comical Pops! 会場オリジナルCD
    - Nothing but You（M@STER VERSION）アナスタシアソロ・リミックス 歌：アナスタシア
    - Nothing but You（M@STER VERSION）神谷奈緒ソロ・リミックス 歌：神谷奈緒
    - Nothing but You（M@STER VERSION）中野有香ソロ・リミックス 歌：中野有香
    - Nothing but You（M@STER VERSION）前川みくソロ・リミックス 歌：前川みく
    - Nothing but You（M@STER VERSION）星輝子ソロ・リミックス 歌：星輝子

- GAME VERSION
  - THE IDOLM@STER CINDERELLA GIRLS STARLIGHT MASTER 17 Nothing but You
    - Nothing but You 歌：アナスタシア・神谷奈緒・中野有香・前川みく・星輝子

- NON STOP REMIX
  - THE IDOLM@STER CINDERELLA GIRLS 5thLIVE TOUR Serendipity Parade!!! SPECIAL LIVE ALBUM Vol.2
    - Nothing but You / from "FUKUOKA" 歌：THE IDOLM@STER CINDERELLA GIRLS

モーレツ★世直しギルティ！
作詞：fumi、作曲：小野貴光、編曲：玉木千尋
『スターライトステージ』のイベント配信楽曲。
収録作品
- GAME VERSION
  - アイドルマスター シンデレラガールズ スターライトステージ - イベント配信 歌：堀裕子・片桐早苗・及川雫

収録CD
- M@STER VERSION
  - THE IDOLM@STER CINDERELLA GIRLS STARLIGHT MASTER 18 モーレツ★世直しギルティ！
    - モーレツ★世直しギルティ！（M@STER VERSION） 歌：堀裕子・片桐早苗・及川雫

  - THE IDOLM@STER CINDERELLA GIRLS 7thLIVE TOUR Special 3chord♪ Funky Dancing! 会場オリジナルCD
    - モーレツ★世直しギルティ！（M@STER VERSION）堀裕子ソロ・リミックス 歌：堀裕子
    - モーレツ★世直しギルティ！（M@STER VERSION）片桐早苗ソロ・リミックス 歌：片桐早苗
    - モーレツ★世直しギルティ！（M@STER VERSION）及川雫ソロ・リミックス 歌：及川雫

- GAME VERSION
  - THE IDOLM@STER CINDERELLA GIRLS STARLIGHT MASTER 18 モーレツ★世直しギルティ！
    - モーレツ★世直しギルティ！ 歌：堀裕子・片桐早苗・及川雫

With Love
作詞：絵伊子、作曲・編曲：渡部チェル
『スターライトステージ』のイベント配信楽曲。
収録作品
- GAME VERSION
  - アイドルマスター シンデレラガールズ スターライトステージ - イベント配信 歌：諸星きらり・五十嵐響子・姫川友紀・水本ゆかり・乙倉悠貴
  - アイドルマスター ポップリンクス - アップデートで追加

収録CD
- M@STER VERSION
  - THE IDOLM@STER CINDERELLA GIRLS STARLIGHT MASTER 19 With Love
    - With Love（M@STER VERSION） 歌：諸星きらり・五十嵐響子・姫川友紀・水本ゆかり・乙倉悠貴

  - THE IDOLM@STER CINDERELLA GIRLS 7thLIVE TOUR Special 3chord♪ Funky Dancing! 会場オリジナルCD
    - With Love（M@STER VERSION）諸星きらりソロ・リミックス 歌：諸星きらり
    - With Love（M@STER VERSION）五十嵐響子ソロ・リミックス 歌：五十嵐響子
    - With Love（M@STER VERSION）姫川友紀ソロ・リミックス 歌：姫川友紀
    - With Love（M@STER VERSION）水本ゆかりソロ・リミックス 歌：水本ゆかり
    - With Love（M@STER VERSION）乙倉悠貴ソロ・リミックス 歌：乙倉悠貴

- GAME VERSION
  - THE IDOLM@STER CINDERELLA GIRLS STARLIGHT MASTER 19 With Love
    - With Love 歌：諸星きらり・五十嵐響子・姫川友紀・水本ゆかり・乙倉悠貴

- NON STOP REMIX
  - THE IDOLM@STER CINDERELLA GIRLS 5thLIVE TOUR Serendipity Parade!!! SPECIAL LIVE ALBUM Vol.2
    - With Love / from "MAKUHARI" 歌：諸星きらり・姫川友紀・水本ゆかり・乙倉悠貴

リトルリドル
作詞：ミズノゲンキ、作曲・編曲：睦月周平
『スターライトステージ』のイベント配信楽曲。
収録作品
- GAME VERSION
  - アイドルマスター シンデレラガールズ スターライトステージ - イベント配信 歌：双葉杏・白坂小梅・城ヶ崎莉嘉・早坂美玲・二宮飛鳥

収録CD
- M@STER VERSION
  - THE IDOLM@STER CINDERELLA GIRLS STARLIGHT MASTER 20 リトルリドル
    - リトルリドル（M@STER VERSION） 歌：双葉杏・白坂小梅・城ヶ崎莉嘉・早坂美玲・二宮飛鳥

  - THE IDOLM@STER CINDERELLA GIRLS 7thLIVE TOUR Special 3chord♪ Funky Dancing! 会場オリジナルCD
    - リトルリドル（M@STER VERSION）双葉杏ソロ・リミックス 歌：双葉杏
    - リトルリドル（M@STER VERSION）白坂小梅ソロ・リミックス 歌：白坂小梅
    - リトルリドル（M@STER VERSION）城ヶ崎莉嘉ソロ・リミックス 歌：城ヶ崎莉嘉
    - リトルリドル（M@STER VERSION）早坂美玲ソロ・リミックス 歌：早坂美玲
    - リトルリドル（M@STER VERSION）二宮飛鳥ソロ・リミックス 歌：二宮飛鳥

- GAME VERSION
  - THE IDOLM@STER CINDERELLA GIRLS STARLIGHT MASTER 20 リトルリドル
    - リトルリドル 歌：双葉杏・白坂小梅・城ヶ崎莉嘉・早坂美玲・二宮飛鳥

Kawaii make MY day!
作詞：八城雄太、作曲・編曲：石濱翔（MONACA)
『スターライトステージ』のイベント配信楽曲。
収録作品
- GAME VERSION
  - アイドルマスター シンデレラガールズ スターライトステージ - イベント配信 歌：中野有香・水本ゆかり・椎名法子

収録CD
- M@STER VERSION
  - THE IDOLM@STER CINDERELLA GIRLS STARLIGHT MASTER 21 Kawaii make MY day!
    - Kawaii make MY day!（M@STER VERSION） 歌：中野有香・水本ゆかり・椎名法子

  - THE IDOLM@STER CINDERELLA GIRLS 7thLIVE TOUR Special 3chord♪ Funky Dancing! 会場オリジナルCD
    - Kawaii make MY day!（M@STER VERSION）中野有香ソロ・リミックス 歌：中野有香
    - Kawaii make MY day!（M@STER VERSION）水本ゆかりソロ・リミックス 歌：水本ゆかり
    - Kawaii make MY day!（M@STER VERSION）椎名法子ソロ・リミックス 歌：椎名法子

- GAME VERSION
  - THE IDOLM@STER CINDERELLA GIRLS STARLIGHT MASTER 21 Kawaii make MY day!
    - Kawaii make MY day! 歌：中野有香・水本ゆかり・椎名法子

- NON STOP REMIX
  - THE IDOLM@STER CINDERELLA GIRLS 5thLIVE TOUR Serendipity Parade!!! SPECIAL LIVE ALBUM Vol.3
    - Kawaii make MY Day! / from "SSA DAY1" 歌：中野有香・水本ゆかり・椎名法子

双翼の独奏歌
作詞：マチゲリータ・烏屋茶房、作曲・編曲：Powerless
『スターライトステージ』のイベント配信楽曲。
タイトルの読みは「そうよくのアリア」。
収録作品
- GAME VERSION
  - アイドルマスター シンデレラガールズ スターライトステージ - イベント配信 歌：神崎蘭子・二宮飛鳥
  - アイドルマスター ポップリンクス - アップデートで追加

収録CD
- M@STER VERSION
  - THE IDOLM@STER CINDERELLA GIRLS STARLIGHT MASTER 22 双翼の独奏歌
    - 双翼の独奏歌（M@STER VERSION） 歌：神崎蘭子・二宮飛鳥

  - THE IDOLM@STER CINDERELLA GIRLS 7thLIVE TOUR Special 3chord♪ Glowing Rock! 会場オリジナルCD
    - 双翼の独奏歌（M@STER VERSION）神崎蘭子ソロ・リミックス 歌：神崎蘭子
    - 双翼の独奏歌（M@STER VERSION）二宮飛鳥ソロ・リミックス 歌：二宮飛鳥

- GAME VERSION
  - THE IDOLM@STER CINDERELLA GIRLS STARLIGHT MASTER 22 双翼の独奏歌
    - 双翼の独奏歌 歌：神崎蘭子・二宮飛鳥

イリュージョニスタ！
作詞：八城雄太、作曲・編曲：田中秀和（MONACA）
『スターライトステージ』のイベント配信楽曲。同作品のリリース二周年を記念して配信された。
収録作品
- GAME VERSION
  - アイドルマスター シンデレラガールズ スターライトステージ - イベント配信 歌：本田未央・佐久間まゆ・鷺沢文香・輿水幸子・新田美波

収録CD
- M@STER VERSION
  - THE IDOLM@STER CINDERELLA MASTER イリュージョニスタ！
    - イリュージョニスタ！（M@STER VERSION） 歌：本田未央・佐久間まゆ・鷺沢文香・輿水幸子・新田美波

- GAME VERSION
  - THE IDOLM@STER CINDERELLA MASTER イリュージョニスタ！
    - イリュージョニスタ！ 歌：本田未央・佐久間まゆ・鷺沢文香・輿水幸子・新田美波

Twin☆くるっ★テール
作詞：八城雄太、作曲・編曲：内海孝彰（TRYTONELABO）、編曲：Lucas（TRYTONELABO）
『スターライトステージ』のイベント配信楽曲。
収録作品
- GAME VERSION
  - アイドルマスター シンデレラガールズ スターライトステージ - イベント配信 歌：城ヶ崎美嘉・城ヶ崎莉嘉
  - アイドルマスター ポップリンクス - 最初から使用可能

収録CD
- M@STER VERSION
  - THE IDOLM@STER CINDERELLA GIRLS STARLIGHT MASTER 23 Twin☆くるっ★テール
    - Twin☆くるっ★テール（M@STER VERSION） 歌：城ヶ崎美嘉・城ヶ崎莉嘉

- GAME VERSION
  - THE IDOLM@STER CINDERELLA GIRLS STARLIGHT MASTER 23 Twin☆くるっ★テール
    - Twin☆くるっ★テール 歌：城ヶ崎美嘉・城ヶ崎莉嘉

Trinity Field
作詞：奥井雅美、作曲：上松範康（Elements Garden）、編曲：藤永龍太郎（Elements Garden）
『スターライトステージ』のイベント配信楽曲。
収録作品
- GAME VERSION
  - アイドルマスター シンデレラガールズ スターライトステージ - イベント配信 歌：渋谷凛・北条加蓮・神谷奈緒

収録CD
- M@STER VERSION
  - THE IDOLM@STER CINDERELLA GIRLS STARLIGHT MASTER 24 Trinity Field
    - Trinity Field（M@STER VERSION） 歌：渋谷凛・北条加蓮・神谷奈緒

  - THE IDOLM@STER CINDERELLA GIRLS 7thLIVE TOUR Special 3chord♪ Glowing Rock! 会場オリジナルCD
    - Trinity Field（M@STER VERSION）渋谷凛ソロ・リミックス 歌：渋谷凛
    - Trinity Field（M@STER VERSION）北条加蓮ソロ・リミックス 歌：北条加蓮
    - Trinity Field（M@STER VERSION）神谷奈緒ソロ・リミックス 歌：神谷奈緒

- GAME VERSION
  - THE IDOLM@STER CINDERELLA GIRLS STARLIGHT MASTER 24 Trinity Field
    - Trinity Field 歌：渋谷凛・北条加蓮・神谷奈緒

Happy New Yeah!
作詞：八城雄太、作曲：高取ヒデアキ、編曲：籠島裕昌
『スターライトステージ』のイベント配信楽曲。
収録作品
- GAME VERSION
  - アイドルマスター シンデレラガールズ スターライトステージ - イベント配信 歌：島村卯月・渋谷凛・本田未央・佐藤心・三村かな子

収録CD
- M@STER VERSION
  - THE IDOLM@STER CINDERELLA GIRLS STARLIGHT MASTER 25 Happy New Yeah!
    - Happy New Yeah!（M@STER VERSION） 歌：島村卯月・渋谷凛・本田未央・佐藤心・三村かな子

  - THE IDOLM@STER CINDERELLA GIRLS 7thLIVE TOUR Special 3chord♪ Glowing Rock! 会場オリジナルCD
    - Happy New Yeah!（M@STER VERSION）島村卯月ソロ・リミックス 歌：島村卯月
    - Happy New Yeah!（M@STER VERSION）渋谷凛ソロ・リミックス 歌：渋谷凛
    - Happy New Yeah!（M@STER VERSION）本田未央ソロ・リミックス 歌：本田未央
    - Happy New Yeah!（M@STER VERSION）佐藤心ソロ・リミックス 歌：佐藤心
    - Happy New Yeah!（M@STER VERSION）三村かな子ソロ・リミックス 歌：三村かな子

- GAME VERSION
  - THE IDOLM@STER CINDERELLA GIRLS STARLIGHT MASTER 25 Happy New Yeah!
    - Happy New Yeah! 歌：島村卯月・渋谷凛・本田未央・佐藤心・三村かな子

美に入り彩を穿つ
作詞：野口圭、作曲・編曲：渡部チェル
『スターライトステージ』のイベント配信楽曲。
収録作品
- GAME VERSION
  - アイドルマスター シンデレラガールズ スターライトステージ - イベント配信 歌：小早川紗枝・塩見周子

収録CD
- M@STER VERSION
  - THE IDOLM@STER CINDERELLA GIRLS STARLIGHT MASTER 26 美に入り彩を穿つ
    - 美に入り彩を穿つ（M@STER VERSION） 歌：小早川紗枝・塩見周子

  - THE IDOLM@STER CINDERELLA GIRLS 7thLIVE TOUR Special 3chord♪ Glowing Rock! 会場オリジナルCD
    - 美に入り彩を穿つ（M@STER VERSION）小早川紗枝ソロ・リミックス 歌：小早川紗枝
    - 美に入り彩を穿つ（M@STER VERSION）塩見周子ソロ・リミックス 歌：塩見周子

- GAME VERSION
  - THE IDOLM@STER CINDERELLA GIRLS STARLIGHT MASTER 26 美に入り彩を穿つ
    - 美に入り彩を穿つ 歌：小早川紗枝・塩見周子

Vast world
作詞：eNu、作曲・編曲：設楽哲也
『スターライトステージ』のイベント配信楽曲。
収録作品
- GAME VERSION
  - アイドルマスター シンデレラガールズ スターライトステージ - イベント配信 歌：緒方智絵里・白坂小梅・堀裕子・双葉杏・諸星きらり

収録CD
- M@STER VERSION
  - THE IDOLM@STER CINDERELLA GIRLS STARLIGHT MASTER 27 Vast world
    - Vast world（M@STER VERSION） 歌：緒方智絵里・白坂小梅・堀裕子・双葉杏・諸星きらり

  - THE IDOLM@STER CINDERELLA GIRLS 7thLIVE TOUR Special 3chord♪ Glowing Rock! 会場オリジナルCD
    - Vast world（M@STER VERSION）緒方智絵里ソロ・リミックス 歌：緒方智絵里
    - Vast world（M@STER VERSION）白坂小梅ソロ・リミックス 歌：白坂小梅
    - Vast world（M@STER VERSION）堀裕子ソロ・リミックス 歌：堀裕子
    - Vast world（M@STER VERSION）双葉杏ソロ・リミックス 歌：双葉杏
    - Vast world（M@STER VERSION）諸星きらりソロ・リミックス 歌：諸星きらり

- GAME VERSION
  - THE IDOLM@STER CINDERELLA GIRLS STARLIGHT MASTER 27 Vast world
    - Vast world 歌：緒方智絵里・白坂小梅・堀裕子・双葉杏・諸星きらり

凸凹スピードスター
作詞・作曲・編曲：ゆよゆっぺ
『スターライトステージ』のイベント配信楽曲。
収録作品
- GAME VERSION
  - アイドルマスター シンデレラガールズ スターライトステージ - イベント配信 歌：安部菜々・佐藤心

収録CD
- M@STER VERSION
  - THE IDOLM@STER CINDERELLA GIRLS STARLIGHT MASTER 28 凸凹スピードスター
    - 凸凹スピードスター（M@STER VERSION） 歌：安部菜々・佐藤心

  - THE IDOLM@STER CINDERELLA GIRLS Live Broadcast 24magic ～シンデレラたちの24時間生放送！～ オリジナルCD
    - 凸凹スピードスター（M@STER VERSION）安部菜々ソロ・リミックス 歌：安部菜々
    - 凸凹スピードスター（M@STER VERSION）佐藤心ソロ・リミックス 歌：佐藤心

  - THE IDOLM@STER CINDERELLA GIRLS U149 ANIMATION MASTER 02 よりみちリトルスター
    - 凸凹スピードスター 歌：安部菜々・佐藤心・赤城みりあ

- GAME VERSION
  - THE IDOLM@STER CINDERELLA GIRLS STARLIGHT MASTER 28 凸凹スピードスター
    - 凸凹スピードスター 歌：安部菜々・佐藤心

クレイジークレイジー
作詞：BNSI（MC TC）、作曲・編曲：BNSI（Taku Inoue）
『スターライトステージ』のイベント配信楽曲。
収録作品
- GAME VERSION
  - アイドルマスター シンデレラガールズ スターライトステージ - イベント配信 歌：一ノ瀬志希・宮本フレデリカ
  - アイドルマスター ポップリンクス - アップデートで追加
  - アイドルマスター ミリオンライブ！ シアターデイズ - イベント配信 歌：一ノ瀬志希・宮本フレデリカ・島原エレナ・宮尾美也

収録CD
- M@STER VERSION
  - THE IDOLM@STER CINDERELLA GIRLS STARLIGHT MASTER 29 クレイジークレイジー
    - クレイジークレイジー（M@STER VERSION） 歌：一ノ瀬志希・宮本フレデリカ

  - THE IDOLM@STER CINDERELLA GIRLS Live Broadcast 24magic ～シンデレラたちの24時間生放送！～ オリジナルCD
    - クレイジークレイジー（M@STER VERSION）一ノ瀬志希ソロ・リミックス 歌：一ノ瀬志希
    - クレイジークレイジー（M@STER VERSION）宮本フレデリカソロ・リミックス 歌：宮本フレデリカ

  - THE IDOLM@STER MILLION LIVE! STAR EQUINOX
    - クレイジークレイジー レイジー・レイジー×Cleasky バージョン 歌：一ノ瀬志希・宮本フレデリカ・島原エレナ・宮尾美也
    - クレイジークレイジー Cleasky バージョン 歌：島原エレナ・宮尾美也

- GAME VERSION
  - THE IDOLM@STER CINDERELLA GIRLS STARLIGHT MASTER 29 クレイジークレイジー
    - クレイジークレイジー 歌：一ノ瀬志希・宮本フレデリカ

ガールズ・イン・ザ・フロンティア
作詞：八城雄太、作曲・編曲：設楽哲也
『スターライトステージ』のイベント配信楽曲。同作品のリリース三周年を記念して配信された。
収録作品
- GAME VERSION
  - アイドルマスター シンデレラガールズ スターライトステージ - イベント配信 歌：渋谷凛・早坂美玲・木村夏樹・小日向美穂・塩見周子

収録CD
- M@STER VERSION
  - THE IDOLM@STER CINDERELLA GIRLS STARLIGHT MASTER 30 ガールズ・イン・ザ・フロンティア
    - ガールズ・イン・ザ・フロンティア（M@STER VERSION） 歌：渋谷凛・早坂美玲・木村夏樹・小日向美穂・塩見周子

  - THE IDOLM@STER CINDERELLA GIRLS Live Broadcast 24magic ～シンデレラたちの24時間生放送！～ オリジナルCD
    - ガールズ・イン・ザ・フロンティア（M@STER VERSION）渋谷凛ソロ・リミックス 歌：渋谷凛
    - ガールズ・イン・ザ・フロンティア（M@STER VERSION）早坂美玲ソロ・リミックス 歌：早坂美玲
    - ガールズ・イン・ザ・フロンティア（M@STER VERSION）木村夏樹ソロ・リミックス 歌：木村夏樹
    - ガールズ・イン・ザ・フロンティア（M@STER VERSION）小日向美穂ソロ・リミックス 歌：小日向美穂
    - ガールズ・イン・ザ・フロンティア（M@STER VERSION）塩見周子ソロ・リミックス 歌：塩見周子

- GAME VERSION
  - THE IDOLM@STER CINDERELLA GIRLS STARLIGHT MASTER 30 ガールズ・イン・ザ・フロンティア
    - ガールズ・イン・ザ・フロンティア 歌：渋谷凛・早坂美玲・木村夏樹・小日向美穂・塩見周子

夏色
作詞・作曲：北川悠仁、カバーアレンジ：岡野裕次郎（TRYTONELABO）、オリジナルアーティスト：ゆず
ゆずのシングル『夏色』に収録された曲のカバー。
コラボキャンペーンの一環として通常配信された。
収録作品
- アイドルマスター シンデレラガールズ スターライトステージ - 通常配信 歌：城ヶ崎美嘉・城ヶ崎莉嘉

収録CD
- THE IDOLM@STER CINDERELLA GIRLS STARLIGHT MASTER 32 アンデッド・ダンスロック
  - 夏色 歌：城ヶ崎美嘉・城ヶ崎莉嘉

サヨナラバス
作詞・作曲：北川悠仁、カバーアレンジ：池田健仁（TRYTONELABO）、オリジナルアーティスト：ゆず
ゆずのシングル『サヨナラバス』に収録された曲のカバー。
コラボキャンペーンの一環として通常配信された。
収録作品
- アイドルマスター シンデレラガールズ スターライトステージ - 通常配信 歌：橘ありす・速水奏

収録CD
- THE IDOLM@STER CINDERELLA GIRLS STARLIGHT MASTER 34 Sunshine See May
  - サヨナラバス 歌：橘ありす・速水奏

LOVE & PEACH
作詞・作曲：北川悠仁、カバーアレンジ：坪田修平（TRYTONELABO）、オリジナルアーティスト：ゆず
ゆずの配信限定シングル曲のカバー。
コラボキャンペーンの一環として通常配信された。
収録作品
- アイドルマスター シンデレラガールズ スターライトステージ - 通常配信 歌：島村卯月・渋谷凛・本田未央・双葉杏・諸星きらり

収録CD
- THE IDOLM@STER CINDERELLA GIRLS STARLIGHT MASTER 33 Starry-Go-Round
  - LOVE & PEACH 歌：島村卯月・渋谷凛・本田未央・双葉杏・諸星きらり

Pretty Liar
作詞：森由里子、作曲・編曲：石濱翔（MONACA）
『スターライトステージ』のイベント配信楽曲。
収録作品
- GAME VERSION
  - アイドルマスター シンデレラガールズ スターライトステージ - イベント配信 歌：高垣楓・速水奏

収録CD
- M@STER VERSION
  - THE IDOLM@STER CINDERELLA GIRLS STARLIGHT MASTER 31 Pretty Liar
    - Pretty Liar（M@STER VERSION） 歌：高垣楓・速水奏

  - THE IDOLM@STER CINDERELLA GIRLS Live Broadcast 24magic ～シンデレラたちの24時間生放送！～ オリジナルCD
    - Pretty Liar（M@STER VERSION）高垣楓ソロ・リミックス 歌：高垣楓
    - Pretty Liar（M@STER VERSION）速水奏ソロ・リミックス 歌：速水奏

- GAME VERSION
  - THE IDOLM@STER CINDERELLA GIRLS STARLIGHT MASTER 31 Pretty Liar
    - Pretty Liar 歌：高垣楓・速水奏

アンデッド・ダンスロック
作詞・作曲・編曲：広川恵一（MONACA）
『スターライトステージ』のイベント配信楽曲。
収録作品
- GAME VERSION
  - アイドルマスター シンデレラガールズ スターライトステージ - イベント配信 歌：松永涼・白坂小梅

収録CD
- M@STER VERSION
  - THE IDOLM@STER CINDERELLA GIRLS STARLIGHT MASTER 32 アンデッド・ダンスロック
    - アンデッド・ダンスロック（M@STER VERSION） 歌：松永涼・白坂小梅

  - THE IDOLM@STER CINDERELLA GIRLS Live Broadcast 24magic ～シンデレラたちの24時間生放送！～ オリジナルCD
    - アンデッド・ダンスロック（M@STER VERSION）松永涼ソロ・リミックス 歌：松永涼
    - アンデッド・ダンスロック（M@STER VERSION）白坂小梅ソロ・リミックス 歌：白坂小梅

- GAME VERSION
  - THE IDOLM@STER CINDERELLA GIRLS STARLIGHT MASTER 32 アンデッド・ダンスロック
    - アンデッド・ダンスロック 歌：松永涼・白坂小梅

Sunshine See May
作詞：只野菜摘、作曲・編曲：滝澤俊輔（TRYTONELABO）・池田健仁（TRYTONELABO）
『スターライトステージ』のイベント配信楽曲。
収録作品
- GAME VERSION
  - アイドルマスター シンデレラガールズ スターライトステージ - イベント配信 歌：依田芳乃・藤原肇

収録CD
- M@STER VERSION
  - THE IDOLM@STER CINDERELLA GIRLS STARLIGHT MASTER 34 Sunshine See May
    - Sunshine See May（M@STER VERSION） 歌：依田芳乃・藤原肇

  - THE IDOLM@STER CINDERELLA GIRLS Broadcast ＆ Live Happy New Yell!!! オリジナルCD
    - Sunshine See May（M@STER VERSION）依田芳乃ソロ・リミックス 歌：依田芳乃
    - Sunshine See May（M@STER VERSION）藤原肇ソロ・リミックス 歌：藤原肇

- GAME VERSION
  - THE IDOLM@STER CINDERELLA GIRLS STARLIGHT MASTER 34 Sunshine See May
    - Sunshine See May 歌：依田芳乃・藤原肇

HOT LIMIT
作詞：井上秋緒、作曲：浅倉大介、カバーアレンジ：内海孝彰（TRYTONELABO）、オリジナルアーティスト：T.M.Revolution
T.M.Revolutionのシングル曲のカバー。
収録作品
- アイドルマスター シンデレラガールズ スターライトステージ - 通常配信 歌：島村卯月

収録CD
- THE IDOLM@STER CINDERELLA GIRLS STARLIGHT MASTER 33 Starry-Go-Round
  - HOT LIMIT 歌：島村卯月

行くぜっ!怪盗少女
作詞・作曲：前山田健一、カバーアレンジ：坪田修平（TRYTONELABO）、オリジナルアーティスト：ももいろクローバー
ももいろクローバーのシングル曲のカバー。
収録作品
- アイドルマスター シンデレラガールズ スターライトステージ - 通常配信 歌：片桐早苗・及川雫・堀裕子

収録CD
- THE IDOLM@STER CINDERELLA GIRLS STARLIGHT MASTER 39 O-Ku-Ri-Mo-No Sunday!
  - 行くぜっ!怪盗少女 歌：片桐早苗・及川雫・堀裕子

友達の唄
作詞・作曲：北川悠仁、カバーアレンジ：Lucas（TRYTONELABO）、オリジナルアーティスト：ゆず
ゆずのシングル曲のカバー。
収録作品
- アイドルマスター シンデレラガールズ スターライトステージ - 通常配信 歌：喜多見柚・堀裕子

収録CD
- THE IDOLM@STER CINDERELLA GIRLS STARLIGHT MASTER 35 Palette
  - 友達の唄 歌：喜多見柚・堀裕子

Palette
作詞：桜アス恵、作曲・編曲：seibin（ESTIMATE）
『スターライトステージ』のイベント配信楽曲。
収録作品
- GAME VERSION
  - アイドルマスター シンデレラガールズ スターライトステージ - イベント配信 歌：島村卯月・小日向美穂・五十嵐響子

収録CD
- M@STER VERSION
  - THE IDOLM@STER CINDERELLA GIRLS STARLIGHT MASTER 35 Palette
    - Palette（M@STER VERSION） 歌：島村卯月・小日向美穂・五十嵐響子

  - THE IDOLM@STER CINDERELLA GIRLS Broadcast ＆ Live Happy New Yell!!! オリジナルCD
    - Palette（M@STER VERSION）島村卯月ソロ・リミックス 歌：島村卯月
    - Palette（M@STER VERSION）小日向美穂ソロ・リミックス 歌：小日向美穂
    - Palette（M@STER VERSION）五十嵐響子ソロ・リミックス 歌：五十嵐響子

- GAME VERSION
  - THE IDOLM@STER CINDERELLA GIRLS STARLIGHT MASTER 35 Palette
    - Palette 歌：島村卯月・小日向美穂・五十嵐響子

虹
作詞・作曲：北川悠仁、カバーアレンジ：TAKT（TRYTONELABO）、オリジナルアーティスト：ゆず
ゆずのシングル曲のカバー。
収録作品
- アイドルマスター シンデレラガールズ スターライトステージ - 通常配信 歌：北条加蓮・神谷奈緒

収録CD
- THE IDOLM@STER CINDERELLA GIRLS STARLIGHT MASTER 36 義勇忍侠花吹雪
  - 虹 歌：北条加蓮・神谷奈緒

義勇忍侠花吹雪
作詞：ミズノゲンキ、作曲・編曲：睦月周平
『スターライトステージ』のイベント配信楽曲。
収録作品
- GAME VERSION
  - アイドルマスター シンデレラガールズ スターライトステージ - イベント配信 歌：道明寺歌鈴・浜口あやめ・脇山珠美
  - アイドルマスター ポップリンクス - アップデートで追加

収録CD
- M@STER VERSION
  - THE IDOLM@STER CINDERELLA GIRLS STARLIGHT MASTER 36 義勇忍侠花吹雪
    - 義勇忍侠花吹雪（M@STER VERSION） 歌：道明寺歌鈴・浜口あやめ・脇山珠美

- GAME VERSION
  - THE IDOLM@STER CINDERELLA GIRLS STARLIGHT MASTER 36 義勇忍侠花吹雪
    - 義勇忍侠花吹雪 歌：道明寺歌鈴・浜口あやめ・脇山珠美

Needle Light
作詞・作曲・編曲：AJURIKA
『スターライトステージ』のイベント配信楽曲。
収録作品
- GAME VERSION
  - アイドルマスター シンデレラガールズ スターライトステージ - イベント配信 歌：上条春菜・荒木比奈

収録CD
- M@STER VERSION
  - THE IDOLM@STER CINDERELLA GIRLS STARLIGHT MASTER 37 Needle Light
    - Needle Light（M@STER VERSION） 歌：上条春菜・荒木比奈

- GAME VERSION
  - THE IDOLM@STER CINDERELLA GIRLS STARLIGHT MASTER 37 Needle Light
    - Needle Light 歌：上条春菜・荒木比奈

Fascinate
作詞：ミズノゲンキ、作曲・編曲：睦月周平
『スターライトステージ』のイベント配信楽曲。
収録作品
- GAME VERSION
  - アイドルマスター シンデレラガールズ スターライトステージ - イベント配信 歌：黒埼ちとせ・白雪千夜

収録CD
- M@STER VERSION
  - THE IDOLM@STER CINDERELLA GIRLS STARLIGHT MASTER 38 Fascinate
    - Fascinate（M@STER VERSION） 歌：黒埼ちとせ・白雪千夜

- GAME VERSION
  - THE IDOLM@STER CINDERELLA GIRLS STARLIGHT MASTER 38 Fascinate
    - Fascinate 歌：黒埼ちとせ・白雪千夜

ツバサ
作詞・作曲：真戸原直人、カバーアレンジ：坪田修平（TRYTONELABO）、オリジナルアーティスト：アンダーグラフ
アンダーグラフのシングル曲のカバー。
収録作品
- アイドルマスター シンデレラガールズ スターライトステージ - 条件を満たすと使用可能 歌：松永涼

収録CD
- THE IDOLM@STER CINDERELLA GIRLS STARLIGHT MASTER 33 Starry-Go-Round
  - ツバサ 歌：松永涼

LIFE
作詞・作曲：山内総一郎、カバーアレンジ：TAKT（TRYTONELABO）、オリジナルアーティスト：フジファブリック
フジファブリックのシングル曲のカバー。
収録作品
- アイドルマスター シンデレラガールズ スターライトステージ - 条件を満たすと使用可能 歌：姫川友紀

収録CD
- THE IDOLM@STER CINDERELLA GIRLS STARLIGHT MASTER 37 Needle Light
  - LIFE 歌：姫川友紀

O-Ku-Ri-Mo-No Sunday!
作詞：烏屋茶房、作曲：烏屋茶房・篠崎あやと、編曲：篠崎あやと
『スターライトステージ』のイベント配信楽曲。
収録作品
- GAME VERSION
  - アイドルマスター シンデレラガールズ スターライトステージ - イベント配信 歌：久川颯・久川凪

収録CD
- M@STER VERSION
  - THE IDOLM@STER CINDERELLA GIRLS STARLIGHT MASTER 39 O-Ku-Ri-Mo-No Sunday!
    - O-Ku-Ri-Mo-No Sunday!（M@STER VERSION） 歌：久川颯・久川凪

- GAME VERSION
  - THE IDOLM@STER CINDERELLA GIRLS STARLIGHT MASTER 39 O-Ku-Ri-Mo-No Sunday!
    - O-Ku-Ri-Mo-No Sunday! 歌：久川颯・久川凪

無重力シャトル
作詞・作曲：北川悠仁、編曲：玉屋2060％（Wienners）
『スターライトステージ』のイベント配信楽曲。
ゆずとのコラボレーションの一環として書き下ろされた。
収録作品
- GAME VERSION
  - アイドルマスター シンデレラガールズ スターライトステージ - イベント配信 歌：相葉夕美・城ヶ崎莉嘉・安部菜々・新田美波・多田李衣菜

収録CD
- M@STER VERSION
  - THE IDOLM@STER CINDERELLA GIRLS STARLIGHT MASTER COLLABORATION! 無重力シャトル
    - 無重力シャトル（M@STER VERSION） 歌：相葉夕美・城ヶ崎莉嘉・安部菜々・新田美波・多田李衣菜
    - 無重力シャトル（M@STER VERSION）安部菜々ソロ・リミックス 歌：安部菜々
    - 無重力シャトル（M@STER VERSION）城ヶ崎莉嘉ソロ・リミックス 歌：城ヶ崎莉嘉
    - 無重力シャトル（M@STER VERSION）新田美波ソロ・リミックス 歌：新田美波
    - 無重力シャトル（M@STER VERSION）相葉夕美ソロ・リミックス 歌：相葉夕美
    - 無重力シャトル（M@STER VERSION）多田李衣菜ソロ・リミックス 歌：多田李衣菜

  - THE IDOLM@STER CINDERELLA GIRLS U149 ANIMATION MASTER 02 よりみちリトルスター
    - 無重力シャトル 歌：櫻井桃華

- GAME VERSION
  - THE IDOLM@STER CINDERELLA GIRLS STARLIGHT MASTER COLLABORATION! 無重力シャトル
    - 無重力シャトル 歌：相葉夕美・城ヶ崎莉嘉・安部菜々・新田美波・多田李衣菜

Hello Especially
作詞・作曲：大橋卓弥・常田真太郎、カバーアレンジ：内海孝彰（TRYTONELABO）、オリジナルアーティスト：スキマスイッチ
スキマスイッチのシングル曲のカバー。
収録作品
- アイドルマスター シンデレラガールズ スターライトステージ - 条件を満たすと使用可能 歌：川島瑞樹

収録CD
- THE IDOLM@STER CINDERELLA GIRLS STARLIGHT MASTER 39 O-Ku-Ri-Mo-No Sunday!
  - Hello Especially 歌：川島瑞樹

タッタ
作詞：北川悠仁、作曲：北川悠仁・JIN、カバーアレンジ：Lucas（TRYTONELABO）、オリジナルアーティスト：ゆず
ゆずのシングル曲のカバー。
収録作品
- アイドルマスター シンデレラガールズ スターライトステージ - 条件を満たすと使用可能 歌：多田李衣菜・木村夏樹

収録CD
- THE IDOLM@STER CINDERELLA GIRLS STARLIGHT MASTER 37 Needle Light
  - タッタ 歌：多田李衣菜・木村夏樹

バベル
作詞・作曲・編曲：BNSI（ミフメイ）
『スターライトステージ』のイベント配信楽曲。
収録作品
- GAME VERSION
  - アイドルマスター シンデレラガールズ スターライトステージ - イベント配信 歌：一ノ瀬志希・二宮飛鳥

収録CD
- M@STER VERSION
  - THE IDOLM@STER CINDERELLA GIRLS STARLIGHT MASTER 40 バベル
    - バベル（M@STER VERSION） 歌：一ノ瀬志希・二宮飛鳥

- GAME VERSION
  - THE IDOLM@STER CINDERELLA GIRLS STARLIGHT MASTER 40 バベル
    - バベル 歌：一ノ瀬志希・二宮飛鳥

全力☆Summer!
作詞：atsuko、作曲：atsuko・KATSU、カバーアレンジ：大岩航（TRYTONELABO）、オリジナルアーティスト：angela
angelaのシングル曲のカバー。
収録作品
- アイドルマスター シンデレラガールズ スターライトステージ - 条件を満たすと使用可能 歌：棟方愛海

収録CD
- THE IDOLM@STER CINDERELLA GIRLS STARLIGHT MASTER 39 O-Ku-Ri-Mo-No Sunday!
  - 全力☆Summer! 歌：棟方愛海

TRUE COLORS
作詞・作曲・編曲：BNSI（渡辺量）
『スターライトステージ』のイベント配信楽曲。同作品のリリース四周年を記念して配信された。
収録作品
- GAME VERSION
  - アイドルマスター シンデレラガールズ スターライトステージ - イベント配信 歌：城ヶ崎美嘉・高森藍子・アナスタシア・藤原肇・乙倉悠貴・黒埼ちとせ・白雪千夜・久川颯・久川凪

収録CD
- M@STER VERSION
  - THE IDOLM@STER CINDERELLA GIRLS STARLIGHT MASTER for the NEXT! 01 TRUE COLORS
    - TRUE COLORS（M@STER VERSION） 歌：城ヶ崎美嘉・高森藍子・アナスタシア・藤原肇・乙倉悠貴・黒埼ちとせ・白雪千夜・久川颯・久川凪
    - TRUE COLORS（M@STER VERSION）城ヶ崎美嘉ソロ・リミックス 歌：城ヶ崎美嘉
    - TRUE COLORS（M@STER VERSION）高森藍子ソロ・リミックス 歌：高森藍子
    - TRUE COLORS（M@STER VERSION）アナスタシアソロ・リミックス 歌：アナスタシア
    - TRUE COLORS（M@STER VERSION）藤原肇ソロ・リミックス 歌：藤原肇
    - TRUE COLORS（M@STER VERSION）乙倉悠貴ソロ・リミックス 歌：乙倉悠貴
    - TRUE COLORS（M@STER VERSION）黒埼ちとせソロ・リミックス 歌：黒埼ちとせ
    - TRUE COLORS（M@STER VERSION）白雪千夜ソロ・リミックス 歌：白雪千夜
    - TRUE COLORS（M@STER VERSION）久川颯ソロ・リミックス 歌：久川颯
    - TRUE COLORS（M@STER VERSION）久川凪ソロ・リミックス 歌：久川凪

- GAME VERSION
  - THE IDOLM@STER CINDERELLA GIRLS STARLIGHT MASTER for the NEXT! 01 TRUE COLORS
    - TRUE COLORS 歌：城ヶ崎美嘉・高森藍子・アナスタシア・藤原肇・乙倉悠貴・黒埼ちとせ・白雪千夜・久川颯・久川凪

YELLOW YELLOW HAPPY
作詞：CHIAKI・ポケットビスケッツ、作曲：パッパラー河合、カバーアレンジ：内海孝彰（TRYTONELABO）、オリジナルアーティスト：ポケットビスケッツ
ポケットビスケッツのシングル曲のカバー。
収録作品
- アイドルマスター シンデレラガールズ スターライトステージ - 条件を満たすと使用可能 歌：水本ゆかり・中野有香・椎名法子

収録CD
- THE IDOLM@STER CINDERELLA GIRLS STARLIGHT MASTER 38 Fascinate
  - YELLOW YELLOW HAPPY 歌：水本ゆかり・中野有香・椎名法子

HIGH PRESSURE
作詞：井上秋緒、作曲：浅倉大介、カバーアレンジ：TAKT（TRYTONELABO）、オリジナルアーティスト：T.M.Revolution
T.M.Revolutionのシングル曲のカバー。
収録作品
- アイドルマスター シンデレラガールズ スターライトステージ - 条件を満たすと使用可能 歌：大和亜季

収録CD
- THE IDOLM@STER CINDERELLA GIRLS STARLIGHT MASTER 38 Fascinate
  - HIGH PRESSURE 歌：大和亜季

RAGE OF DUST
作詞：MOMIKEN、作曲：UZ、カバーアレンジ：坪田修平（TRYTONELABO）、オリジナルアーティスト：SPYAIR
SPYAIRのシングル曲のカバー。
収録作品
- アイドルマスター シンデレラガールズ スターライトステージ - 条件を満たすと使用可能 歌：早坂美玲

収録CD
- THE IDOLM@STER CINDERELLA GIRLS STARLIGHT MASTER 37 Needle Light
  - RAGE OF DUST 歌：早坂美玲

君の青春は輝いているか
作詞：ジェームス三木、作曲：三木たかし、カバーアレンジ：坪田修平（TRYTONELABO）、オリジナルアーティスト：ささきいさお
ささきいさおの楽曲のカバー。
収録作品
- アイドルマスター シンデレラガールズ スターライトステージ - 条件を満たすと使用可能 歌：南条光

収録CD
- THE IDOLM@STER CINDERELLA GIRLS STARLIGHT MASTER 40 バベル
  - 君の青春は輝いているか 歌：南条光

風になりたい
作詞・作曲：宮沢和史、カバーアレンジ：大岩航（TRYTONELABO）、オリジナルアーティスト：THE BOOM
THE BOOMのシングル曲のカバー。
収録作品
- アイドルマスター シンデレラガールズ スターライトステージ - 条件を満たすと使用可能 歌：依田芳乃・藤原肇

収録CD
- THE IDOLM@STER CINDERELLA GIRLS STARLIGHT MASTER 40 バベル
  - 風になりたい 歌：依田芳乃・藤原肇

ステップ&スキップ
作詞：朝倉路、作曲・編曲：石濱翔（MONACA）
『スターライトステージ』のイベント配信楽曲。
収録作品
- GAME VERSION
  - アイドルマスター シンデレラガールズ スターライトステージ - イベント配信 歌：関裕美・白菊ほたる・森久保乃々

収録CD
- M@STER VERSION
  - THE IDOLM@STER CINDERELLA GIRLS STARLIGHT MASTER for the NEXT! 02 ステップ&スキップ
    - ステップ&スキップ（M@STER VERSION） 歌：関裕美・白菊ほたる・森久保乃々
    - ステップ&スキップ（M@STER VERSION）関裕美ソロ・リミックス 歌：関裕美
    - ステップ&スキップ（M@STER VERSION）白菊ほたるソロ・リミックス 歌：白菊ほたる
    - ステップ&スキップ（M@STER VERSION）森久保乃々ソロ・リミックス 歌：森久保乃々

- GAME VERSION
  - THE IDOLM@STER CINDERELLA GIRLS STARLIGHT MASTER for the NEXT! 02 ステップ&スキップ
    - ステップ&スキップ 歌：関裕美・白菊ほたる・森久保乃々

Gossip Club
作詞・作曲：俊龍、編曲：Sizuk
『スターライトステージ』のイベント配信楽曲。
収録作品
- GAME VERSION
  - アイドルマスター シンデレラガールズ スターライトステージ - イベント配信 歌：大槻唯・城ヶ崎美嘉・藤本里奈

収録CD
- M@STER VERSION
  - THE IDOLM@STER CINDERELLA GIRLS STARLIGHT MASTER for the NEXT! 03 Gossip Club
    - Gossip Club（M@STER VERSION） 歌：大槻唯・城ヶ崎美嘉・藤本里奈
    - Gossip Club（M@STER VERSION）大槻唯ソロ・リミックス 歌：大槻唯
    - Gossip Club（M@STER VERSION）城ヶ崎美嘉ソロ・リミックス 歌：城ヶ崎美嘉
    - Gossip Club（M@STER VERSION）藤本里奈ソロ・リミックス 歌：藤本里奈

- GAME VERSION
  - THE IDOLM@STER CINDERELLA GIRLS STARLIGHT MASTER for the NEXT! 03 Gossip Club
    - Gossip Club 歌：大槻唯・城ヶ崎美嘉・藤本里奈

COLORS
作詞：KOHSHI ASAKAWA・KEIGO HAYASHI、作曲：TAKESHI ASAKAWA、カバーアレンジ：TAKT（TRYTONELABO）、オリジナルアーティスト：FLOW
FLOWのシングル曲のカバー。
コラボキャンペーンの一環として通常配信された。
収録作品
- アイドルマスター シンデレラガールズ スターライトステージ - 通常配信 歌：上条春菜・荒木比奈

収録CD
- THE IDOLM@STER CINDERELLA GIRLS STARLIGHT MASTER 35 Palette
  -     - COLORS 歌：上条春菜・荒木比奈

モザイクカケラ
作詞・作曲：石田順三、カバーアレンジ：坪田修平（TRYTONELABO）、オリジナルアーティスト：SunSet Swish
SunSet Swishのシングル曲のカバー。
コラボキャンペーンの一環として配信された。
収録作品
- アイドルマスター シンデレラガールズ スターライトステージ - 条件を満たすと使用可能 歌：三船美優

収録CD
- THE IDOLM@STER CINDERELLA GIRLS STARLIGHT MASTER 35 Palette
  -     - モザイクカケラ 歌：三船美優

O2
作詞・作曲、オリジナルアーティスト：ORANGE RANGE、カバーアレンジ：TAKT（TRYTONELABO）
ORANGE RANGEのシングル曲のカバー。
コラボキャンペーンの一環として配信された。
収録作品
- アイドルマスター シンデレラガールズ スターライトステージ - 条件を満たすと使用可能 歌：星輝子・向井拓海・村上巴

収録CD
- THE IDOLM@STER CINDERELLA GIRLS STARLIGHT MASTER 36 義勇忍侠花吹雪
  - O2 歌：星輝子・向井拓海・村上巴

リバイブ
作詞：Kanata Okajima・YUTA、作詞・作曲：Daisuke Nakamura、カバーアレンジ：坪田修平（TRYTONELABO）、オリジナルアーティスト：UNIONE
UNIONEのシングル曲のカバー。
コラボキャンペーンの一環として配信された。
収録作品
- アイドルマスター シンデレラガールズ スターライトステージ - 条件を満たすと使用可能 歌：島村卯月・渋谷凛・本田未央

収録CD
- THE IDOLM@STER CINDERELLA GIRLS STARLIGHT MASTER 36 義勇忍侠花吹雪
  - リバイブ 歌：島村卯月・渋谷凛・本田未央

EZ DO DANCE
作詞・作曲：小室哲哉、カバーアレンジ：TAKT（TRYTONELABO）、オリジナルアーティスト：TRF
TRFのシングル曲のカバー。
収録作品
- アイドルマスター シンデレラガールズ スターライトステージ - 条件を満たすと使用可能 歌：片桐早苗・結城晴・三村かな子

収録CD
- THE IDOLM@STER CINDERELLA GIRLS STARLIGHT MASTER 38 Fascinate
  - EZ DO DANCE 歌：片桐早苗・結城晴・三村かな子

Secret Daybreak
作詞・作曲・編曲：烏屋茶房
『スターライトステージ』のイベント配信楽曲。
収録作品
- GAME VERSION
  - アイドルマスター シンデレラガールズ スターライトステージ - イベント配信 歌：速水奏・新田美波

収録CD
- M@STER VERSION
  - THE IDOLM@STER CINDERELLA GIRLS STARLIGHT MASTER for the NEXT! 04 Secret Daybreak
    - Secret Daybreak（M@STER VERSION） 歌：速水奏・新田美波
    - Secret Daybreak（M@STER VERSION）速水奏ソロ・リミックス 歌：速水奏
    - Secret Daybreak（M@STER VERSION）新田美波ソロ・リミックス 歌：新田美波

- GAME VERSION
  - THE IDOLM@STER CINDERELLA GIRLS STARLIGHT MASTER for the NEXT! 04 Secret Daybreak
    - Secret Daybreak 歌：速水奏・新田美波

WHITE BREATH
作詞：井上秋緒、作曲：浅倉大介、オリジナルアーティスト：T.M.Revolution
T.M.Revolutionのシングル曲のカバー。アイマスシリーズにおける同曲のカバーは、双海真美以来2度目。
収録作品
- アイドルマスター シンデレラガールズ スターライトステージ - 条件を満たすと使用可能 歌：二宮飛鳥

収録CD
- THE IDOLM@STER CINDERELLA GIRLS STARLIGHT MASTER GOLD RUSH! 02 太陽の絵の具箱
  - WHITE BREATH 歌：二宮飛鳥

ギュっとMilky Way
作詞：高瀬愛虹、作曲・編曲：渡部チェル
『スターライトステージ』のイベント配信楽曲。
収録作品
- GAME VERSION
  - アイドルマスター シンデレラガールズ スターライトステージ - イベント配信 歌：佐久間まゆ・喜多日菜子

収録CD
- M@STER VERSION
  - THE IDOLM@STER CINDERELLA GIRLS STARLIGHT MASTER for the NEXT! 05 ギュっとMilky Way
    - ギュっとMilky Way（M@STER VERSION） 歌：佐久間まゆ・喜多日菜子
    - ギュっとMilky Way（M@STER VERSION）佐久間まゆソロ・リミックス 歌：佐久間まゆ
    - ギュっとMilky Way（M@STER VERSION）喜多日菜子ソロ・リミックス 歌：喜多日菜子

- GAME VERSION
  - THE IDOLM@STER CINDERELLA GIRLS STARLIGHT MASTER for the NEXT! 05 ギュっとMilky Way
    - ギュっとMilky Way 歌：佐久間まゆ・喜多日菜子

STAR
作詞：竹内修、作詞・作曲：堀内孝平・堀内孝太、カバーアレンジ：TAKT（TRYTONELABO）、オリジナルアーティスト：99RadioService
99RadioServiceのシングル曲のカバー。
収録作品
- アイドルマスター シンデレラガールズ スターライトステージ - 条件を満たすと使用可能 歌：道明寺歌鈴・浜口あやめ・脇山珠美

収録CD
- THE IDOLM@STER CINDERELLA GIRLS STARLIGHT MASTER 40 バベル
  - STAR 歌：道明寺歌鈴・浜口あやめ・脇山珠美

幸せの法則 ～ルール～
作詞・作曲・編曲：内海孝彰（TRYTONELABO）
『スターライトステージ』のイベント配信楽曲。
収録作品
- GAME VERSION
  - アイドルマスター シンデレラガールズ スターライトステージ - イベント配信 歌：鷹富士茄子・白菊ほたる

収録CD
- M@STER VERSION
  - THE IDOLM@STER CINDERELLA GIRLS STARLIGHT MASTER for the NEXT! 06 幸せの法則 ～ルール～
    - 幸せの法則 ～ルール～（M@STER VERSION） 歌：鷹富士茄子・白菊ほたる
    - 幸せの法則 ～ルール～（M@STER VERSION）鷹富士茄子ソロ・リミックス 歌：鷹富士茄子
    - 幸せの法則 ～ルール～（M@STER VERSION）白菊ほたるソロ・リミックス 歌：白菊ほたる

- GAME VERSION
  - THE IDOLM@STER CINDERELLA GIRLS STARLIGHT MASTER for the NEXT! 06 幸せの法則 ～ルール～
    - 幸せの法則 ～ルール～ 歌：鷹富士茄子・白菊ほたる

Butter-Fly
作詞・作曲：千綿偉功、カバーアレンジ：大岩航（TRYTONELABO）、オリジナルアーティスト：和田光司
和田光司のシングル曲のカバー。
コラボキャンペーンの一環として配信された。
収録作品
- アイドルマスター シンデレラガールズ スターライトステージ - 条件を満たすと使用可能 歌：乙倉悠貴

収録CD
- THE IDOLM@STER CINDERELLA GIRLS STARLIGHT MASTER GOLD RUSH! 06 THE VILLAIN’S NIGHT
  - Butter-Fly 歌：乙倉悠貴

I wish
作詞：三浦徳子、作曲：白川善久、カバーアレンジ：内海孝彰（TRYTONELABO）、オリジナルアーティスト：前田愛
前田愛のシングル曲のカバー。
コラボキャンペーンの一環として配信された。
収録作品
- アイドルマスター シンデレラガールズ スターライトステージ - 条件を満たすと使用可能 歌：佐城雪美

収録CD
- THE IDOLM@STER CINDERELLA GIRLS STARLIGHT MASTER GOLD RUSH! 06 THE VILLAIN’S NIGHT
  - I wish 歌：佐城雪美

brave heart
作詞：大森祥子、作曲：太田美知彦、カバーアレンジ：坪田修平（TRYTONELABO）、オリジナルアーティスト：宮崎歩
宮崎歩のシングル曲のカバー。
コラボキャンペーンの一環として配信された。
収録作品
- アイドルマスター シンデレラガールズ スターライトステージ - 条件を満たすと使用可能 歌：森久保乃々

収録CD
- THE IDOLM@STER CINDERELLA GIRLS STARLIGHT MASTER GOLD RUSH! 07 Wish you Happiness!!
  - brave heart 歌：森久保乃々

離れていても
作詞・作曲：岡本真夜、カバーアレンジ：大岩航（TRYTONELABO）、オリジナルアーティスト：AiM
AiMのシングル曲のカバー。
コラボキャンペーンの一環として配信された。
収録作品
- アイドルマスター シンデレラガールズ スターライトステージ - 条件を満たすと使用可能 歌：佐久間まゆ

収録CD
- THE IDOLM@STER CINDERELLA GIRLS STARLIGHT MASTER GOLD RUSH! 07 Wish you Happiness!!
  - 離れていても 歌：佐久間まゆ

Gaze and Gaze
作詞：ミズノゲンキ、作曲・編曲：睦月周平
『スターライトステージ』のイベント配信楽曲。
収録作品
- GAME VERSION
  - アイドルマスター シンデレラガールズ スターライトステージ - イベント配信 歌：川島瑞樹・村上巴

収録CD
- M@STER VERSION
  - THE IDOLM@STER CINDERELLA GIRLS STARLIGHT MASTER for the NEXT! 07 Gaze and Gaze
    - Gaze and Gaze（M@STER VERSION） 歌：川島瑞樹・村上巴
    - Gaze and Gaze（M@STER VERSION）川島瑞樹ソロ・リミックス 歌：川島瑞樹
    - Gaze and Gaze（M@STER VERSION）村上巴ソロ・リミックス 歌：村上巴

- GAME VERSION
  - THE IDOLM@STER CINDERELLA GIRLS STARLIGHT MASTER for the NEXT! 07 Gaze and Gaze
    - Gaze and Gaze 歌：川島瑞樹・村上巴

輝け！ビートシューター
作詞・作曲・編曲：YOFFY（PSYCHIC LOVER）
『スターライトステージ』のイベント配信楽曲。
収録作品
- GAME VERSION
  - アイドルマスター シンデレラガールズ スターライトステージ - イベント配信 歌：結城晴・的場梨沙

収録CD
- M@STER VERSION
  - THE IDOLM@STER CINDERELLA GIRLS STARLIGHT MASTER for the NEXT! 08 輝け！ビートシューター
    - 輝け！ビートシューター（M@STER VERSION） 歌：結城晴・的場梨沙
    - 輝け！ビートシューター（M@STER VERSION）結城晴ソロ・リミックス 歌：結城晴
    - 輝け！ビートシューター（M@STER VERSION）的場梨沙ソロ・リミックス 歌：的場梨沙

- GAME VERSION
  - THE IDOLM@STER CINDERELLA GIRLS STARLIGHT MASTER for the NEXT! 08 輝け！ビートシューター
    - 輝け！ビートシューター 歌：結城晴・的場梨沙

Great Journey
作詞：磯谷佳江、作曲・編曲：内田哲也（Cygames）
『プリンセスコネクト! Re:Dive』とのコラボレーション楽曲。
収録作品
- GAME VERSION
  - アイドルマスター シンデレラガールズ スターライトステージ - イベント配信 歌：島村卯月・渋谷凛・本田未央

収録CD
- M@STER VERSION
  - THE IDOLM@STER CINDERELLA GIRLS STARLIGHT MASTER COLLABORATION! Great Journey
    - Great Journey（M@STER VERSION） 歌：島村卯月・渋谷凛・本田未央
    - Great Journey（M@STER VERSION）島村卯月ソロ・リミックス 歌：島村卯月
    - Great Journey（M@STER VERSION）渋谷凛ソロ・リミックス 歌：渋谷凛
    - Great Journey（M@STER VERSION）本田未央ソロ・リミックス 歌：本田未央

- GAME VERSION
  - THE IDOLM@STER CINDERELLA GIRLS STARLIGHT MASTER COLLABORATION! Great Journey
    - Great Journey 歌：島村卯月・渋谷凛・本田未央

Lost Princess
作詞：しほり、作曲：田中公平、編曲：根岸貴幸、オリジナルアーティスト：ペコリーヌ（M・A・O）・コッコロ（伊藤美来）・キャル（立花理香）
『プリンセスコネクト! Re:Dive』のメインテーマのカバー。
コラボキャンペーンの一環として配信された。
収録作品
- アイドルマスター シンデレラガールズ スターライトステージ - 条件を満たすと使用可能 歌：十時愛梨

収録CD
- THE IDOLM@STER CINDERELLA GIRLS STARLIGHT MASTER COLLABORATION! Great Journey
  - Lost Princess 歌：十時愛梨

Connecting Happy!!
作詞：畑亜貴、作曲：高尾奏之介（F.M.F）、編曲：奈良悠樹（F.M.F）、オリジナルアーティスト：ペコリーヌ（M・A・O）・コッコロ（伊藤美来）・キャル（立花理香）
『プリンセスコネクト! Re:Dive』のエンディングテーマのカバー。
コラボキャンペーンの一環として配信された。
収録作品
- アイドルマスター シンデレラガールズ スターライトステージ - 条件を満たすと使用可能 歌：久川凪・久川颯

収録CD
- THE IDOLM@STER CINDERELLA GIRLS STARLIGHT MASTER COLLABORATION! Great Journey
  - Connecting Happy!! 歌：久川凪・久川颯

オタク is LOVE!
作詞・作曲・編曲：ヒゲドライバー
『スターライトステージ』のイベント配信楽曲。
収録作品
- GAME VERSION
  - アイドルマスター シンデレラガールズ スターライトステージ - イベント配信 歌：荒木比奈・安部菜々・神谷奈緒

収録CD
- M@STER VERSION
  - THE IDOLM@STER CINDERELLA GIRLS STARLIGHT MASTER for the NEXT! 09 オタク is LOVE!
    - オタク is LOVE!（M@STER VERSION） 歌：荒木比奈・安部菜々・神谷奈緒
    - オタク is LOVE!（M@STER VERSION）荒木比奈ソロ・リミックス 歌：荒木比奈
    - オタク is LOVE!（M@STER VERSION）安部菜々ソロ・リミックス 歌：安部菜々
    - オタク is LOVE!（M@STER VERSION）神谷奈緒ソロ・リミックス 歌：神谷奈緒

- GAME VERSION
  - THE IDOLM@STER CINDERELLA GIRLS STARLIGHT MASTER for the NEXT! 09 オタク is LOVE!
    - オタク is LOVE! 歌：荒木比奈・安部菜々・神谷奈緒

OVER THE SKY
作詞：Narucho、作曲：植松伸夫・Johnny.K、編曲：Johnny.K、オリジナルアーティスト：グラン（小野友樹）、ジータ（金元寿子）、ルリア（東山奈央）、ビィ（釘宮理恵）
『グランブルーファンタジー』のテーマソングのカバー。
コラボキャンペーンの一環として通常配信。
収録作品
- アイドルマスター シンデレラガールズ スターライトステージ - 条件を満たすと使用可能 歌：日野茜・神谷奈緒・小日向美穂

収録CD
- THE IDOLM@STER CINDERELLA GIRLS STARLIGHT MASTER GOLD RUSH! 02 太陽の絵の具箱
  - OVER THE SKY 歌：日野茜・神谷奈緒・小日向美穂

ほほえみDiary
作詞：Mitsu（TRYTONELABO）、作曲・編曲：大岩航（TRYTONELABO）、編曲：岡野裕次郎（TRYTONELABO）
『スターライトステージ』のイベント配信楽曲。
収録作品
- GAME VERSION
  - アイドルマスター シンデレラガールズ スターライトステージ - イベント配信 歌：高森藍子・道明寺歌鈴

収録CD
- M@STER VERSION
  - THE IDOLM@STER CINDERELLA GIRLS STARLIGHT MASTER for the NEXT! 10 ほほえみDiary
    - ほほえみDiary（M@STER VERSION） 歌：高森藍子・道明寺歌鈴
    - ほほえみDiary（M@STER VERSION）高森藍子ソロ・リミックス 歌：高森藍子
    - ほほえみDiary（M@STER VERSION）道明寺歌鈴ソロ・リミックス 歌：道明寺歌鈴

- GAME VERSION
  - THE IDOLM@STER CINDERELLA GIRLS STARLIGHT MASTER for the NEXT! 10 ほほえみDiary
    - ほほえみDiary 歌：高森藍子・道明寺歌鈴

アルカテイル
作詞：魁、作曲：折戸伸治、カバーアレンジ：内海孝彰（TRYTONELABO）、オリジナルアーティスト：鈴木このみ
鈴木このみのシングル曲のカバー。
コラボキャンペーンの一環として配信された。
収録作品
- アイドルマスター シンデレラガールズ スターライトステージ - 条件を満たすと使用可能 歌：新田美波

収録CD
- THE IDOLM@STER CINDERELLA GIRLS STARLIGHT MASTER GOLD RUSH! 03 Joker
  - アルカテイル 歌：新田美波

鳥の詩
作詞：麻枝准、作曲：折戸伸治、カバーアレンジ：TAKT（TRYTONELABO）、オリジナルアーティスト：Lia
Liaのシングル曲のカバー。アイマスシリーズにおける同曲のカバーは、如月千早以来2度目。
コラボキャンペーンの一環として配信された。
収録作品
- アイドルマスター シンデレラガールズ スターライトステージ - 条件を満たすと使用可能 歌：高垣楓

収録CD
- THE IDOLM@STER CINDERELLA GIRLS STARLIGHT MASTER GOLD RUSH! 04 ヒーローヴァーサスレイナンジョー
  - 鳥の詩 歌：高垣楓

時を刻む唄
作詞・作曲：麻枝准、カバーアレンジ：坪田修平（TRYTONELABO）、オリジナルアーティスト：Lia
Liaのシングル曲のカバー。
コラボキャンペーンの一環として配信された。
収録作品
- アイドルマスター シンデレラガールズ スターライトステージ - 条件を満たすと使用可能 歌：黒埼ちとせ・白雪千夜

収録CD
- THE IDOLM@STER CINDERELLA GIRLS STARLIGHT MASTER GOLD RUSH! 04 ヒーローヴァーサスレイナンジョー
  - 時を刻む唄 歌：黒埼ちとせ・白雪千夜

My Soul, Your Beats!
作詞・作曲：麻枝准、カバーアレンジ：teppe（WEAKEND WALKER）、オリジナルアーティスト：Lia
Liaのシングル曲のカバー。
コラボキャンペーンの一環として配信された。
収録作品
- アイドルマスター シンデレラガールズ スターライトステージ - 条件を満たすと使用可能 歌：緒方智絵里

収録CD
- THE IDOLM@STER CINDERELLA GIRLS STARLIGHT MASTER GOLD RUSH! 03 Joker
  - My Soul, Your Beats! 歌：緒方智絵里

太陽の絵の具箱
作詞・作曲・編曲：BNSI（トリ音）
『スターライトステージ』のイベント配信楽曲。
収録作品
- GAME VERSION
  - アイドルマスター シンデレラガールズ スターライトステージ - イベント配信 歌：緒方智絵里・依田芳乃・遊佐こずえ・佐城雪美

収録CD
- M@STER VERSION
  - THE IDOLM@STER CINDERELLA GIRLS STARLIGHT MASTER GOLD RUSH! 02 太陽の絵の具箱
    - 太陽の絵の具箱（M@STER VERSION） 歌：緒方智絵里・依田芳乃・遊佐こずえ・佐城雪美
    - 太陽の絵の具箱（M@STER VERSION）緒方智絵里ソロ・リミックス 歌：緒方智絵里
    - 太陽の絵の具箱（M@STER VERSION）依田芳乃ソロ・リミックス 歌：依田芳乃
    - 太陽の絵の具箱（M@STER VERSION）遊佐こずえソロ・リミックス 歌：遊佐こずえ
    - 太陽の絵の具箱（M@STER VERSION）佐城雪美ソロ・リミックス 歌：佐城雪美

- GAME VERSION
  - THE IDOLM@STER CINDERELLA GIRLS STARLIGHT MASTER GOLD RUSH! 02 太陽の絵の具箱
    - 太陽の絵の具箱 歌：緒方智絵里・依田芳乃・遊佐こずえ・佐城雪美

Hacking to the Gate
作詞・作曲：志倉千代丸、カバーアレンジ：TAKT（TRYTONELABO）、オリジナルアーティスト：いとうかなこ
いとうかなこのシングル曲のカバー。
コラボキャンペーンの一環として配信された。
収録作品
- アイドルマスター シンデレラガールズ スターライトステージ - 条件を満たすと使用可能 歌：神崎蘭子

収録CD
- THE IDOLM@STER CINDERELLA GIRLS STARLIGHT MASTER GOLD RUSH! 05 オレンジタイム
  - Hacking to the Gate 歌：神崎蘭子

Joker
作詞：渡部紫緒、作曲・編曲：田中秀和（MONACA）
『スターライトステージ』のイベント配信楽曲。
収録作品
- GAME VERSION
  - アイドルマスター シンデレラガールズ スターライトステージ - イベント配信 歌：松永涼・大和亜季・前川みく・中野有香・姫川友紀

収録CD
- M@STER VERSION
  - THE IDOLM@STER CINDERELLA GIRLS STARLIGHT MASTER GOLD RUSH! 03 Joker
    - Joker（M@STER VERSION） 歌：松永涼・大和亜季・前川みく・中野有香・姫川友紀
    - Joker（M@STER VERSION）松永涼ソロ・リミックス 歌：松永涼
    - Joker（M@STER VERSION）大和亜季ソロ・リミックス 歌：大和亜季
    - Joker（M@STER VERSION）前川みくソロ・リミックス 歌：前川みく
    - Joker（M@STER VERSION）中野有香ソロ・リミックス 歌：中野有香
    - Joker（M@STER VERSION）姫川友紀ソロ・リミックス 歌：姫川友紀

- GAME VERSION
  - THE IDOLM@STER CINDERELLA GIRLS STARLIGHT MASTER GOLD RUSH! 03 Joker
    - Joker 歌：松永涼・大和亜季・前川みく・中野有香・姫川友紀

ヒーローヴァーサスレイナンジョー
作詞：藤林聖子、作曲：渡辺宙明、編曲：大石憲一郎
『スターライトステージ』のイベント配信楽曲。
収録作品
- GAME VERSION
  - アイドルマスター シンデレラガールズ スターライトステージ - イベント配信 歌：南条光・小関麗奈

収録CD
- M@STER VERSION
  - THE IDOLM@STER CINDERELLA GIRLS STARLIGHT MASTER GOLD RUSH! 04 ヒーローヴァーサスレイナンジョー
    - ヒーローヴァーサスレイナンジョー（M@STER VERSION） 歌：南条光・小関麗奈
    - ヒーローヴァーサスレイナンジョー（M@STER VERSION）南条光ソロ・リミックス 歌：南条光
    - ヒーローヴァーサスレイナンジョー（M@STER VERSION）小関麗奈ソロ・リミックス 歌：小関麗奈

- GAME VERSION
  - THE IDOLM@STER CINDERELLA GIRLS STARLIGHT MASTER GOLD RUSH! 04 ヒーローヴァーサスレイナンジョー
    - ヒーローヴァーサスレイナンジョー 歌：南条光・小関麗奈

Go Just Go!
作詞：八城雄太、作曲：田中秀和（MONACA）、編曲：TAKU INOUE
『スターライトステージ』のイベント配信楽曲。同作品のリリース五周年を記念して配信された。
収録作品
- GAME VERSION
  - アイドルマスター シンデレラガールズ スターライトステージ - イベント配信 歌：夢見りあむ・大槻唯・北条加蓮・佐藤心・一ノ瀬志希・鷹富士茄子・棟方愛海・川島瑞樹・五十嵐響子

収録CD
- M@STER VERSION
  - THE IDOLM@STER CINDERELLA GIRLS STARLIGHT MASTER GOLD RUSH! 01 Go Just Go!
    - Go Just Go!（M@STER VERSION） 歌：夢見りあむ・大槻唯・北条加蓮・佐藤心・一ノ瀬志希・鷹富士茄子・棟方愛海・川島瑞樹・五十嵐響子
    - Go Just Go!（M@STER VERSION）夢見りあむソロ・リミックス 歌：夢見りあむ
    - Go Just Go!（M@STER VERSION）大槻唯ソロ・リミックス 歌：大槻唯
    - Go Just Go!（M@STER VERSION）北条加蓮ソロ・リミックス 歌：北条加蓮
    - Go Just Go!（M@STER VERSION）佐藤心ソロ・リミックス 歌：佐藤心
    - Go Just Go!（M@STER VERSION）一ノ瀬志希ソロ・リミックス 歌：一ノ瀬志希
    - Go Just Go!（M@STER VERSION）鷹富士茄子ソロ・リミックス 歌：鷹富士茄子
    - Go Just Go!（M@STER VERSION）棟方愛海ソロ・リミックス 歌：棟方愛海
    - Go Just Go!（M@STER VERSION）川島瑞樹ソロ・リミックス 歌：川島瑞樹
    - Go Just Go!（M@STER VERSION）五十嵐響子ソロ・リミックス 歌：五十嵐響子

- GAME VERSION
  - THE IDOLM@STER CINDERELLA GIRLS STARLIGHT MASTER GOLD RUSH! 01 Go Just Go!
    - Go Just Go! 歌：夢見りあむ・大槻唯・北条加蓮・佐藤心・一ノ瀬志希・鷹富士茄子・棟方愛海・川島瑞樹・五十嵐響子

オレンジタイム
作詞・作曲・編曲：広川恵一（MONACA）
『スターライトステージ』のイベント配信楽曲。
収録作品
- GAME VERSION
  - アイドルマスター シンデレラガールズ スターライトステージ - イベント配信 歌：輿水幸子・白坂小梅・星輝子

収録CD
- M@STER VERSION
  - THE IDOLM@STER CINDERELLA GIRLS STARLIGHT MASTER GOLD RUSH! 05 オレンジタイム
    - オレンジタイム（M@STER VERSION） 歌：輿水幸子・白坂小梅・星輝子
    - オレンジタイム（M@STER VERSION）輿水幸子ソロ・リミックス 歌：輿水幸子
    - オレンジタイム（M@STER VERSION）白坂小梅ソロ・リミックス 歌：白坂小梅
    - オレンジタイム（M@STER VERSION）星輝子ソロ・リミックス 歌：星輝子

- GAME VERSION
  - THE IDOLM@STER CINDERELLA GIRLS STARLIGHT MASTER GOLD RUSH! 05 オレンジタイム
    - オレンジタイム 歌：輿水幸子・白坂小梅・星輝子

Overnight Sensation ～時代はあなたに委ねてる～
作詞・作曲：小室哲哉、カバーアレンジ：TAKT（TRYTONELABO）、オリジナルアーティスト：TRF
TRFのシングル曲のカバー。
コラボキャンペーンの一環として配信された。
収録作品
- アイドルマスター シンデレラガールズ スターライトステージ - 条件を満たすと使用可能 歌：向井拓海

収録CD
- THE IDOLM@STER CINDERELLA GIRLS STARLIGHT MASTER GOLD RUSH! 08 EVIL LIVE
  - Overnight Sensation ～時代はあなたに委ねてる～ 歌：向井拓海

CRAZY GONNA CRAZY
作詞・作曲：小室哲哉、カバーアレンジ：内海孝彰（TRYTONELABO）、オリジナルアーティスト：TRF
TRFのシングル曲のカバー。
コラボキャンペーンの一環として配信された。
収録作品
- アイドルマスター シンデレラガールズ スターライトステージ - 条件を満たすと使用可能 歌：藤本里奈

収録CD
- THE IDOLM@STER CINDERELLA GIRLS STARLIGHT MASTER GOLD RUSH! 08 EVIL LIVE
  - CRAZY GONNA CRAZY 歌：藤本里奈

survival dAnce ～no no cry more～
作詞・作曲：小室哲哉、カバーアレンジ：TAKT（TRYTONELABO）、オリジナルアーティスト：TRF
TRFのシングル曲のカバー。
コラボキャンペーンの一環として配信された。
収録作品
- アイドルマスター シンデレラガールズ スターライトステージ - 条件を満たすと使用可能 歌：城ヶ崎莉嘉

収録CD
- THE IDOLM@STER CINDERELLA GIRLS STARLIGHT MASTER GOLD RUSH! 09 Just Us Justice
  - survival dAnce ～no no cry more～ 歌：城ヶ崎莉嘉

いつかの、いくつかのきみとのせかい
作詞：林英樹、作曲：佐藤純一、カバーアレンジ：内海孝彰（TRYTONELABO）、オリジナルアーティスト：fhána
fhánaのシングル曲のカバー。
収録作品
- アイドルマスター シンデレラガールズ スターライトステージ - 条件を満たすと使用可能 歌：白菊ほたる・鷹富士茄子

収録CD
- THE IDOLM@STER CINDERELLA GIRLS STARLIGHT MASTER GOLD RUSH! 05 オレンジタイム
  - いつかの、いくつかのきみとのせかい 歌：白菊ほたる・鷹富士茄子

THE VILLAIN’S NIGHT
作詞：坂井竜二、作曲・編曲：TAKT（TRYTONELABO）
『スターライトステージ』のイベント配信楽曲。
収録作品
- GAME VERSION
  - アイドルマスター シンデレラガールズ スターライトステージ - イベント配信 歌：関裕美・赤城みりあ・櫻井桃華・相葉夕美・宮本フレデリカ

収録CD
- M@STER VERSION
  - THE IDOLM@STER CINDERELLA GIRLS STARLIGHT MASTER GOLD RUSH! 06 THE VILLAIN’S NIGHT
    - THE VILLAIN’S NIGHT（M@STER VERSION） 歌：関裕美・赤城みりあ・櫻井桃華・相葉夕美・宮本フレデリカ
    - THE VILLAIN’S NIGHT（M@STER VERSION）関裕美ソロ・リミックス 歌：関裕美
    - THE VILLAIN’S NIGHT（M@STER VERSION）赤城みりあソロ・リミックス 歌：赤城みりあ
    - THE VILLAIN’S NIGHT（M@STER VERSION）櫻井桃華ソロ・リミックス 歌：櫻井桃華
    - THE VILLAIN’S NIGHT（M@STER VERSION）相葉夕美ソロ・リミックス 歌：相葉夕美
    - THE VILLAIN’S NIGHT（M@STER VERSION）宮本フレデリカソロ・リミックス 歌：宮本フレデリカ

- GAME VERSION
  - THE IDOLM@STER CINDERELLA GIRLS STARLIGHT MASTER GOLD RUSH! 06 THE VILLAIN’S NIGHT
    - THE VILLAIN’S NIGHT 歌：関裕美・赤城みりあ・櫻井桃華・相葉夕美・宮本フレデリカ

エキストラレボリューション
作詞・作曲・オリジナルアーティスト：ZAQ、カバーアレンジ：大岩航（TRYTONELABO）
ZAQのシングル曲のカバー。
収録作品
- アイドルマスター シンデレラガールズ スターライトステージ - 条件を満たすと使用可能 歌：喜多日菜子

収録CD
- THE IDOLM@STER CINDERELLA GIRLS STARLIGHT MASTER GOLD RUSH! 09 Just Us Justice
  - エキストラレボリューション 歌：喜多日菜子

Wish you Happiness!!
作詞・作曲・編曲：宮崎誠
『スターライトステージ』のイベント配信楽曲。
収録作品
- GAME VERSION
  - アイドルマスター シンデレラガールズ スターライトステージ - イベント配信 歌：安部菜々・新田美波・小早川紗枝・塩見周子・浜口あやめ・ナターリア・辻野あかり

収録CD
- M@STER VERSION
  - THE IDOLM@STER CINDERELLA GIRLS STARLIGHT MASTER GOLD RUSH! 07 Wish you Happiness!!
    - Wish you Happiness!!（M@STER VERSION） 歌：安部菜々・新田美波・小早川紗枝・塩見周子・浜口あやめ・ナターリア・辻野あかり
    - Wish you Happiness!!（M@STER VERSION）安部菜々ソロ・リミックス 歌：安部菜々
    - Wish you Happiness!!（M@STER VERSION）新田美波ソロ・リミックス 歌：新田美波
    - Wish you Happiness!!（M@STER VERSION）小早川紗枝ソロ・リミックス 歌：小早川紗枝
    - Wish you Happiness!!（M@STER VERSION）塩見周子ソロ・リミックス 歌：塩見周子
    - Wish you Happiness!!（M@STER VERSION）浜口あやめソロ・リミックス 歌：浜口あやめ
    - Wish you Happiness!!（M@STER VERSION）ナターリアソロ・リミックス 歌：ナターリア
    - Wish you Happiness!!（M@STER VERSION）辻野あかりソロ・リミックス 歌：辻野あかり

- GAME VERSION
  - THE IDOLM@STER CINDERELLA GIRLS STARLIGHT MASTER GOLD RUSH! 07 Wish you Happiness!!
    - Wish you Happiness!! 歌：安部菜々・新田美波・小早川紗枝・塩見周子・浜口あやめ・ナターリア・辻野あかり

EVIL LIVE
作詞：ミズノゲンキ、作曲・編曲：睦月周平
『スターライトステージ』のイベント配信楽曲。
収録作品
- GAME VERSION
  - アイドルマスター シンデレラガールズ スターライトステージ - イベント配信 歌：村上巴・的場梨沙・小関麗奈・藤本里奈・向井拓海

収録CD
- M@STER VERSION
  - THE IDOLM@STER CINDERELLA GIRLS STARLIGHT MASTER GOLD RUSH! 08 EVIL LIVE
    - EVIL LIVE（M@STER VERSION） 歌：村上巴・的場梨沙・小関麗奈・藤本里奈・向井拓海
    - EVIL LIVE（M@STER VERSION）村上巴ソロ・リミックス 歌：村上巴
    - EVIL LIVE（M@STER VERSION）的場梨沙ソロ・リミックス 歌：的場梨沙
    - EVIL LIVE（M@STER VERSION）小関麗奈ソロ・リミックス 歌：小関麗奈
    - EVIL LIVE（M@STER VERSION）藤本里奈ソロ・リミックス 歌：藤本里奈
    - EVIL LIVE（M@STER VERSION）向井拓海ソロ・リミックス 歌：向井拓海

- GAME VERSION
  - THE IDOLM@STER CINDERELLA GIRLS STARLIGHT MASTER GOLD RUSH! 08 EVIL LIVE
    - EVIL LIVE 歌：村上巴・的場梨沙・小関麗奈・藤本里奈・向井拓海

徒花ネクロマンシー
作詞：古屋真、作曲：加藤裕介、カバーアレンジ：坪田修平（TRYTONELABO）、オリジナルアーティスト：フランシュシュ
『ゾンビランドサガ』のオープニングテーマのカバー。
コラボキャンペーンの一環として配信された。
収録作品
- アイドルマスター シンデレラガールズ スターライトステージ - 条件を満たすと使用可能 歌：辻野あかり・星輝子・木村夏樹・小日向美穂・関裕美

収録CD
- THE IDOLM@STER CINDERELLA GIRLS STARLIGHT MASTER R/LOCK ON! 05 トロピカルガール
  - 徒花ネクロマンシー 歌：辻野あかり・星輝子・木村夏樹・小日向美穂・関裕美

REVENGE
作詞：古屋真、作曲：浅利進吾、カバーアレンジ：大岩航（TRYTONELABO）、オリジナルアーティスト：フランシュシュ
『ゾンビランドサガ リベンジ』の挿入歌のカバー。
コラボキャンペーンの一環として配信された。
収録作品
- アイドルマスター シンデレラガールズ スターライトステージ - 条件を満たすと使用可能 歌：早坂美玲

収録CD
- THE IDOLM@STER CINDERELLA GIRLS STARLIGHT MASTER R/LOCK ON! 06 Demolish
  - REVENGE 歌：早坂美玲

大河よ共に泣いてくれ
作詞：古屋真、作曲：加藤裕介、カバーアレンジ：TAKT（TRYTONELABO）、オリジナルアーティスト：フランシュシュ
『ゾンビランドサガ リベンジ』のオープニングテーマのカバー。
コラボキャンペーンの一環として配信された。
収録作品
- アイドルマスター シンデレラガールズ スターライトステージ - 条件を満たすと使用可能 歌：白坂小梅・松永涼

収録CD
- THE IDOLM@STER CINDERELLA GIRLS STARLIGHT MASTER R/LOCK ON! 06 Demolish
  - 大河よ共に泣いてくれ 歌：白坂小梅・松永涼

Just Us Justice
作詞：ミズノゲンキ、作曲・編曲：ゆよゆっぺ
『スターライトステージ』のイベント配信楽曲。
収録作品
- GAME VERSION
  - アイドルマスター シンデレラガールズ スターライトステージ - イベント配信 歌：南条光・脇山珠美・結城晴・上条春菜・片桐早苗

収録CD
- M@STER VERSION
  - THE IDOLM@STER CINDERELLA GIRLS STARLIGHT MASTER GOLD RUSH! 09 Just Us Justice
    - Just Us Justice（M@STER VERSION） 歌：南条光・脇山珠美・結城晴・上条春菜・片桐早苗
    - Just Us Justice（M@STER VERSION）南条光ソロ・リミックス 歌：南条光
    - Just Us Justice（M@STER VERSION）脇山珠美ソロ・リミックス 歌：脇山珠美
    - Just Us Justice（M@STER VERSION）結城晴ソロ・リミックス 歌：結城晴
    - Just Us Justice（M@STER VERSION）上条春菜ソロ・リミックス 歌：上条春菜
    - Just Us Justice（M@STER VERSION）片桐早苗ソロ・リミックス 歌：片桐早苗

- GAME VERSION
  - THE IDOLM@STER CINDERELLA GIRLS STARLIGHT MASTER GOLD RUSH! 09 Just Us Justice
    - Just Us Justice 歌：南条光・脇山珠美・結城晴・上条春菜・片桐早苗

Hungry Bambi
作詞・作曲：出口遼、編曲：飯田涼太・出口遼
『スターライトステージ』のイベント配信楽曲。
収録作品
- GAME VERSION
  - アイドルマスター シンデレラガールズ スターライトステージ - イベント配信 歌：棟方愛海・佐々木千枝・遊佐こずえ・橘ありす・龍崎薫・市原仁奈

収録CD
- M@STER VERSION
  - THE IDOLM@STER CINDERELLA GIRLS STARLIGHT MASTER GOLD RUSH! 10 Hungry Bambi
    - Hungry Bambi（M@STER VERSION） 歌：佐々木千枝・市原仁奈・橘ありす・龍崎薫・棟方愛海・遊佐こずえ
    - Hungry Bambi（M@STER VERSION）佐々木千枝ソロ・リミックス 歌：佐々木千枝
    - Hungry Bambi（M@STER VERSION）市原仁奈ソロ・リミックス 歌：市原仁奈
    - Hungry Bambi（M@STER VERSION）橘ありすソロ・リミックス 歌：橘ありす
    - Hungry Bambi（M@STER VERSION）龍崎薫ソロ・リミックス 歌：龍崎薫
    - Hungry Bambi（M@STER VERSION）棟方愛海ソロ・リミックス 歌：棟方愛海
    - Hungry Bambi（M@STER VERSION）遊佐こずえソロ・リミックス 歌：遊佐こずえ

- GAME VERSION
  - THE IDOLM@STER CINDERELLA GIRLS STARLIGHT MASTER GOLD RUSH! 10 Hungry Bambi
    - Hungry Bambi 歌：佐々木千枝・市原仁奈・橘ありす・龍崎薫・棟方愛海・遊佐こずえ

Home Sweet Home
作詞：八城雄太、作曲・編曲：Powerless
『スターライトステージ』のイベント配信楽曲。
収録作品
- GAME VERSION
  - アイドルマスター シンデレラガールズ スターライトステージ - イベント配信 歌：白坂小梅・辻野あかり・道明寺歌鈴・佐久間まゆ・小日向美穂

収録CD
- M@STER VERSION
  - THE IDOLM@STER CINDERELLA GIRLS STARLIGHT MASTER GOLD RUSH! 11 Home Sweet Home
    - Home Sweet Home（M@STER VERSION） 歌：白坂小梅・辻野あかり・道明寺歌鈴・佐久間まゆ・小日向美穂
    - Home Sweet Home 白坂小梅 SOLO VERSION 歌：白坂小梅
    - Home Sweet Home 辻野あかり SOLO VERSION 歌：辻野あかり
    - Home Sweet Home 道明寺歌鈴 SOLO VERSION 歌：道明寺歌鈴
    - Home Sweet Home 佐久間まゆ SOLO VERSION 歌：佐久間まゆ
    - Home Sweet Home 小日向美穂 SOLO VERSION 歌：小日向美穂

- GAME VERSION
  - THE IDOLM@STER CINDERELLA GIRLS STARLIGHT MASTER GOLD RUSH! 11 Home Sweet Home
    - Home Sweet Home 歌：白坂小梅・辻野あかり・道明寺歌鈴・佐久間まゆ・小日向美穂

パ・リ・ラ
作詞・作曲：俊龍、編曲：Sizuk
『スターライトステージ』のイベント配信楽曲。
収録作品
- GAME VERSION
  - アイドルマスター シンデレラガールズ スターライトステージ - イベント配信 歌：ナターリア・城ヶ崎莉嘉・喜多見柚・及川雫・浜口あやめ

収録CD
- M@STER VERSION
  - THE IDOLM@STER CINDERELLA GIRLS STARLIGHT MASTER GOLD RUSH! 12 パ・リ・ラ
    - パ・リ・ラ（M@STER VERSION） 歌：ナターリア・城ヶ崎莉嘉・喜多見柚・及川雫・浜口あやめ
    - パ・リ・ラ（M@STER VERSION）ナターリアソロ・リミックス 歌：ナターリア
    - パ・リ・ラ（M@STER VERSION）城ヶ崎莉嘉ソロ・リミックス 歌：城ヶ崎莉嘉
    - パ・リ・ラ（M@STER VERSION）喜多見柚ソロ・リミックス 歌：喜多見柚
    - パ・リ・ラ（M@STER VERSION）及川雫ソロ・リミックス 歌：及川雫
    - パ・リ・ラ（M@STER VERSION）浜口あやめソロ・リミックス 歌：浜口あやめ

- GAME VERSION
  - THE IDOLM@STER CINDERELLA GIRLS STARLIGHT MASTER GOLD RUSH! 12 パ・リ・ラ
    - パ・リ・ラ 歌：ナターリア・城ヶ崎莉嘉・喜多見柚・及川雫・浜口あやめ

Secret Mirage
作詞：磯谷佳江、作曲・編曲：小野貴光
『スターライトステージ』のイベント配信楽曲。
収録作品
- GAME VERSION
  - アイドルマスター シンデレラガールズ スターライトステージ - イベント配信 歌：水本ゆかり・小早川紗枝

収録CD
- M@STER VERSION
  - THE IDOLM@STER CINDERELLA GIRLS STARLIGHT MASTER GOLD RUSH! 13 Secret Mirage
    - Secret Mirage（M@STER VERSION） 歌：水本ゆかり・小早川紗枝
    - Secret Mirage（M@STER VERSION）水本ゆかりソロ・リミックス 歌：水本ゆかり
    - Secret Mirage（M@STER VERSION）小早川紗枝ソロ・リミックス 歌：小早川紗枝

- GAME VERSION
  - THE IDOLM@STER CINDERELLA GIRLS STARLIGHT MASTER GOLD RUSH! 13 Secret Mirage
    - Secret Mirage 歌：水本ゆかり・小早川紗枝

ハレ晴レユカイ
作詞：畑亜貴、作曲：田代智一、カバーアレンジ：山本真央樹（TRYTONELABO）、オリジナルアーティスト：平野綾・茅原実里・後藤邑子
『涼宮ハルヒの憂鬱』のエンディングテーマのカバー。
コラボキャンペーンの一環として配信された。
収録作品
- アイドルマスター シンデレラガールズ スターライトステージ - 条件を満たすと使用可能 歌：夢見りあむ・佐城雪美・安部菜々

収録CD
- THE IDOLM@STER CINDERELLA GIRLS STARLIGHT MASTER GOLD RUSH! 13 Secret Mirage
  - ハレ晴レユカイ 歌：夢見りあむ・佐城雪美・安部菜々

冒険でしょでしょ?
作詞：畑亜貴、作曲：冨田暁子、カバーアレンジ：山本真央樹（TRYTONELABO）、オリジナルアーティスト：平野綾
『涼宮ハルヒの憂鬱』のオープニングテーマのカバー。
コラボキャンペーンの一環として配信された。
収録作品
- アイドルマスター シンデレラガールズ スターライトステージ - 条件を満たすと使用可能 歌：宮本フレデリカ

収録CD
- THE IDOLM@STER CINDERELLA GIRLS STARLIGHT MASTER GOLD RUSH! 13 Secret Mirage
  - 冒険でしょでしょ? 歌：宮本フレデリカ

God knows...
作詞：畑亜貴、作曲：神前暁、カバーアレンジ：TAKT（TRYTONELABO）、オリジナルアーティスト：涼宮ハルヒ（平野綾）
『涼宮ハルヒの憂鬱』の挿入歌のカバー。
コラボキャンペーンの一環として配信された。
収録作品
- アイドルマスター シンデレラガールズ スターライトステージ - 条件を満たすと使用可能 歌：北条加蓮

収録CD
- THE IDOLM@STER CINDERELLA GIRLS STARLIGHT MASTER GOLD RUSH! 14 レッド・ソール
  - God knows... 歌：北条加蓮

Lost my music
作詞：畑亜貴、作曲：神前暁、カバーアレンジ：大岩航（TRYTONELABO）、オリジナルアーティスト：涼宮ハルヒ（平野綾）
『涼宮ハルヒの憂鬱』の挿入歌のカバー。
コラボキャンペーンの一環として配信された。
収録作品
- アイドルマスター シンデレラガールズ スターライトステージ - 条件を満たすと使用可能 歌：中野有香

収録CD
- THE IDOLM@STER CINDERELLA GIRLS STARLIGHT MASTER GOLD RUSH! 14 レッド・ソール
  - Lost my music 歌：中野有香

レッド・ソール
作詞：月丘りあ子（SUPA LOVE）、作曲・編曲：塩原大貴（SUPA LOVE）
『スターライトステージ』のイベント配信楽曲。
収録作品
- GAME VERSION
  - アイドルマスター シンデレラガールズ スターライトステージ - イベント配信 歌：桐生つかさ・三船美優・藤原肇・星輝子

収録CD
- M@STER VERSION
  - THE IDOLM@STER CINDERELLA GIRLS STARLIGHT MASTER GOLD RUSH! 14 レッド・ソール
    - レッド・ソール（M@STER VERSION） 歌：桐生つかさ・三船美優・星輝子・藤原肇
    - レッド・ソール（M@STER VERSION）桐生つかさソロ・リミックス 歌：桐生つかさ
    - レッド・ソール（M@STER VERSION）三船美優ソロ・リミックス 歌：三船美優
    - レッド・ソール（M@STER VERSION）星輝子ソロ・リミックス 歌：星輝子
    - レッド・ソール（M@STER VERSION）藤原肇ソロ・リミックス 歌：藤原肇

- GAME VERSION
  - THE IDOLM@STER CINDERELLA GIRLS STARLIGHT MASTER GOLD RUSH! 14 レッド・ソール
    - レッド・ソール 歌：桐生つかさ・三船美優・星輝子・藤原肇

星環世界
作詞：八城雄太、作曲・編曲：BNSI（ミフメイ）
『スターライトステージ』のイベント配信楽曲。同作品のリリース六周年を記念して配信された。
収録作品
- GAME VERSION
  - アイドルマスター シンデレラガールズ スターライトステージ - イベント配信 歌：砂塚あきら・速水奏・高垣楓・緒方智絵里・喜多日菜子・宮本フレデリカ・相葉夕美・中野有香・片桐早苗

収録CD
- M@STER VERSION
  - THE IDOLM@STER CINDERELLA GIRLS STARLIGHT MASTER R/LOCK ON! 01 星環世界
    - 星環世界（M@STER VERSION） 歌：砂塚あきら・速水奏・高垣楓・緒方智絵里・喜多日菜子・宮本フレデリカ・相葉夕美・中野有香・片桐早苗
    - 星環世界（M@STER VERSION）砂塚あきらソロ・リミックス 歌：砂塚あきら
    - 星環世界（M@STER VERSION）速水奏ソロ・リミックス 歌：速水奏
    - 星環世界（M@STER VERSION）高垣楓ソロ・リミックス 歌：高垣楓
    - 星環世界（M@STER VERSION）緒方智絵里ソロ・リミックス 歌：緒方智絵里
    - 星環世界（M@STER VERSION）喜多日菜子ソロ・リミックス 歌：喜多日菜子
    - 星環世界（M@STER VERSION）宮本フレデリカソロ・リミックス 歌：宮本フレデリカ
    - 星環世界（M@STER VERSION）相葉夕美ソロ・リミックス 歌：相葉夕美
    - 星環世界（M@STER VERSION）中野有香ソロ・リミックス 歌：中野有香
    - 片桐早苗（M@STER VERSION）片桐早苗ソロ・リミックス 歌：片桐早苗

- GAME VERSION
  - THE IDOLM@STER CINDERELLA GIRLS STARLIGHT MASTER R/LOCK ON! 01 星環世界
    - 星環世界 歌：砂塚あきら・速水奏・高垣楓・緒方智絵里・喜多日菜子・宮本フレデリカ・相葉夕美・中野有香・片桐早苗

Drastic Melody
作詞・作曲・編曲：R・O・N
『スターライトステージ』のイベント配信楽曲。
収録作品
- GAME VERSION
  - アイドルマスター シンデレラガールズ スターライトステージ - イベント配信 歌：渋谷凛・白雪千夜・松永涼

収録CD
- M@STER VERSION
  - THE IDOLM@STER CINDERELLA GIRLS STARLIGHT MASTER R/LOCK ON! 02 Drastic Melody
    - Drastic Melody（M@STER VERSION） 歌：渋谷凛・白雪千夜・松永涼
    - Drastic Melody（M@STER VERSION）渋谷凛ソロ・リミックス 歌：渋谷凛
    - Drastic Melody（M@STER VERSION）白雪千夜ソロ・リミックス 歌：白雪千夜
    - Drastic Melody（M@STER VERSION）松永涼ソロ・リミックス 歌：松永涼

- GAME VERSION
  - THE IDOLM@STER CINDERELLA GIRLS STARLIGHT MASTER R/LOCK ON! 02 Drastic Melody
    - Drastic Melody 歌：渋谷凛・白雪千夜・松永涼

堕ちる果実
作詞：只野菜摘、作曲・編曲：広川恵一（MONACA）
『スターライトステージ』のイベント配信楽曲。
収録作品
- GAME VERSION
  - アイドルマスター シンデレラガールズ スターライトステージ - イベント配信 歌：神崎蘭子・黒埼ちとせ

収録CD
- M@STER VERSION
  - THE IDOLM@STER CINDERELLA GIRLS STARLIGHT MASTER R/LOCK ON! 04 堕ちる果実
    - 堕ちる果実（M@STER VERSION） 歌：神崎蘭子・黒埼ちとせ
    - 堕ちる果実（M@STER VERSION）神崎蘭子ソロ・リミックス 歌：神崎蘭子
    - 堕ちる果実（M@STER VERSION）黒埼ちとせソロ・リミックス 歌：黒埼ちとせ

- GAME VERSION
  - THE IDOLM@STER CINDERELLA GIRLS STARLIGHT MASTER R/LOCK ON! 04 堕ちる果実
    - 堕ちる果実 歌：神崎蘭子・黒埼ちとせ

Demolish
作詞：只野菜摘、作曲・編曲：田中秀和
『スターライトステージ』のイベント配信楽曲。
収録作品
- GAME VERSION
  - アイドルマスター シンデレラガールズ スターライトステージ - イベント配信 歌：本田未央・ナターリア・結城晴

収録CD
- M@STER VERSION
  - THE IDOLM@STER CINDERELLA GIRLS STARLIGHT MASTER R/LOCK ON! 06 Demolish
    - Demolish（M@STER VERSION） 歌：本田未央・ナターリア・結城晴
    - Demolish（M@STER VERSION）本田未央ソロ・リミックス 歌：本田未央
    - Demolish（M@STER VERSION）ナターリアソロ・リミックス 歌：ナターリア
    - Demolish（M@STER VERSION）結城晴ソロ・リミックス 歌：結城晴

- GAME VERSION
  - THE IDOLM@STER CINDERELLA GIRLS STARLIGHT MASTER R/LOCK ON! 06 Demolish
    - Demolish 歌：本田未央・ナターリア・結城晴

ストリート・ランウェイ
作詞：烏屋茶房、作曲・編曲：石濱翔（MONACA）
『スターライトステージ』のイベント配信楽曲。
収録作品
- GAME VERSION
  - アイドルマスター シンデレラガールズ スターライトステージ - イベント配信 歌：砂塚あきら・早坂美玲・二宮飛鳥・多田李衣菜・堀裕子

収録CD
- M@STER VERSION
  - THE IDOLM@STER CINDERELLA GIRLS STARLIGHT MASTER R/LOCK ON! 07 ストリート・ランウェイ
    - ストリート・ランウェイ（M@STER VERSION） 歌：砂塚あきら・早坂美玲・二宮飛鳥・多田李衣菜・堀裕子
    - ストリート・ランウェイ（M@STER VERSION）砂塚あきらソロ・リミックス 歌：砂塚あきら
    - ストリート・ランウェイ（M@STER VERSION）早坂美玲ソロ・リミックス 歌：早坂美玲
    - ストリート・ランウェイ（M@STER VERSION）二宮飛鳥ソロ・リミックス 歌：二宮飛鳥
    - ストリート・ランウェイ（M@STER VERSION）多田李衣菜ソロ・リミックス 歌：多田李衣菜
    - ストリート・ランウェイ（M@STER VERSION）堀裕子ソロ・リミックス 歌：堀裕子

- GAME VERSION
  - THE IDOLM@STER CINDERELLA GIRLS STARLIGHT MASTER R/LOCK ON! 07 ストリート・ランウェイ
    - ストリート・ランウェイ 歌：砂塚あきら・早坂美玲・二宮飛鳥・多田李衣菜・堀裕子

ラビューダ♡トライアングル
作詞：fumi、作曲・編曲：曽木琢磨（SUPA LOVE）
『スターライトステージ』のイベント配信楽曲。
収録作品
- GAME VERSION
  - アイドルマスター シンデレラガールズ スターライトステージ - イベント配信 歌：島村卯月・宮本フレデリカ・喜多日菜子

収録CD
- M@STER VERSION
  - THE IDOLM@STER CINDERELLA GIRLS STARLIGHT MASTER R/LOCK ON! 08 ラビューダ♡トライアングル
    - ラビューダ♡トライアングル（M@STER VERSION） 歌：島村卯月・宮本フレデリカ・喜多日菜子
    - ラビューダ♡トライアングル（M@STER VERSION）島村卯月ソロ・リミックス 歌：島村卯月
    - ラビューダ♡トライアングル（M@STER VERSION）宮本フレデリカソロ・リミックス 歌：宮本フレデリカ
    - ラビューダ♡トライアングル（M@STER VERSION）喜多日菜子ソロ・リミックス 歌：喜多日菜子

- GAME VERSION
  - THE IDOLM@STER CINDERELLA GIRLS STARLIGHT MASTER R/LOCK ON! 08 ラビューダ♡トライアングル
    - ラビューダ♡トライアングル 歌：島村卯月・宮本フレデリカ・喜多日菜子

まほうのまくら
作詞・作曲・編曲：山本真央樹（TRYTONELABO）
『スターライトステージ』のイベント配信楽曲。
収録作品
- GAME VERSION
  - アイドルマスター シンデレラガールズ スターライトステージ - イベント配信 歌：双葉杏・遊佐こずえ

収録CD
- M@STER VERSION
  - THE IDOLM@STER CINDERELLA GIRLS STARLIGHT MASTER R/LOCK ON! 10 まほうのまくら
    - まほうのまくら（M@STER VERSION） 歌：双葉杏・遊佐こずえ
    - まほうのまくら（M@STER VERSION）双葉杏ソロ・リミックス 歌：双葉杏
    - まほうのまくら（M@STER VERSION）遊佐こずえソロ・リミックス 歌：遊佐こずえ

- GAME VERSION
  - THE IDOLM@STER CINDERELLA GIRLS STARLIGHT MASTER R/LOCK ON! 10 まほうのまくら
    - まほうのまくら 歌：双葉杏・遊佐こずえ

メモリーブロッサム
作詞：高瀬愛虹、作曲：BNSI（Yoshi）、編曲：川田瑠夏
『スターライトステージ』のイベント配信楽曲。
収録作品
- GAME VERSION
  - アイドルマスター シンデレラガールズ スターライトステージ - イベント配信 歌：西園寺琴歌・白菊ほたる・高森藍子・五十嵐響子・水本ゆかり

収録CD
- M@STER VERSION
  - THE IDOLM@STER CINDERELLA GIRLS STARLIGHT MASTER R/LOCK ON! 11 メモリーブロッサム
    - メモリーブロッサム（M@STER VERSION） 歌：西園寺琴歌・白菊ほたる・高森藍子・五十嵐響子・水本ゆかり
    - メモリーブロッサム（M@STER VERSION）西園寺琴歌ソロ・リミックス 歌：西園寺琴歌
    - メモリーブロッサム（M@STER VERSION）白菊ほたるソロ・リミックス 歌：白菊ほたる
    - メモリーブロッサム（M@STER VERSION）高森藍子ソロ・リミックス 歌：高森藍子
    - メモリーブロッサム（M@STER VERSION）五十嵐響子ソロ・リミックス 歌：五十嵐響子
    - メモリーブロッサム（M@STER VERSION）水本ゆかりソロ・リミックス 歌：水本ゆかり

- GAME VERSION
  - THE IDOLM@STER CINDERELLA GIRLS STARLIGHT MASTER R/LOCK ON! 11 メモリーブロッサム
    - メモリーブロッサム 歌：西園寺琴歌・白菊ほたる・高森藍子・五十嵐響子・水本ゆかり

サラバ、愛しき悲しみたちよ
作詞：岩里祐穂、作曲：布袋寅泰、カバーアレンジ：滝川龍聖、オリジナルアーティスト：ももいろクローバーZ
ももいろクローバーZのシングル曲のカバー。
コラボキャンペーンの一環として配信された。
収録作品
- アイドルマスター シンデレラガールズ スターライトステージ - 条件を満たすと使用可能 歌：島村卯月・渋谷凛・本田未央

収録CD
- THE IDOLM@STER CINDERELLA GIRLS STARLIGHT MASTER R/LOCK ON! 07 ストリート・ランウェイ
  - サラバ、愛しき悲しみたちよ 歌：島村卯月・渋谷凛・本田未央

ピンキージョーンズ
作詞：村野直球、作曲：NARASAKI、カバーアレンジ：石垣遼真、オリジナルアーティスト：ももいろクローバー
ももいろクローバーのシングル曲のカバー。
コラボキャンペーンの一環として配信された。
収録作品
- アイドルマスター シンデレラガールズ スターライトステージ - 条件を満たすと使用可能 歌：北条加蓮・五十嵐響子・高森藍子

収録CD
- THE IDOLM@STER CINDERELLA GIRLS STARLIGHT MASTER R/LOCK ON! 07 ストリート・ランウェイ
  - ピンキージョーンズ 歌：北条加蓮・五十嵐響子・高森藍子

ニッポン笑顔百景
作詞・作曲：前山田健一、カバーアレンジ：坪田修平（TRYTONELABO）、オリジナルアーティスト：桃黒亭一門
桃黒亭一門のシングル曲のカバー。
コラボキャンペーンの一環として配信された。
収録作品
- アイドルマスター シンデレラガールズ スターライトステージ - 条件を満たすと使用可能 歌：鷹富士茄子・道明寺歌鈴・依田芳乃

収録CD
- THE IDOLM@STER CINDERELLA GIRLS STARLIGHT MASTER R/LOCK ON! 12 No One Knows
  - ニッポン笑顔百景 歌：鷹富士茄子・道明寺歌鈴・依田芳乃

No One Knows
作詞・作曲・編曲：AJURIKA
『スターライトステージ』のイベント配信楽曲。
収録作品
- GAME VERSION
  - アイドルマスター シンデレラガールズ スターライトステージ - イベント配信 歌：八神マキノ・速水奏・荒木比奈・北条加蓮

収録CD
- M@STER VERSION
  - THE IDOLM@STER CINDERELLA GIRLS STARLIGHT MASTER R/LOCK ON! 12 No One Knows
    - No One Knows（M@STER VERSION） 歌：八神マキノ・速水奏・荒木比奈・北条加蓮
    - No One Knows（M@STER VERSION）八神マキノソロ・リミックス 歌：八神マキノ
    - No One Knows（M@STER VERSION）速水奏ソロ・リミックス 歌：速水奏
    - No One Knows（M@STER VERSION）荒木比奈ソロ・リミックス 歌：荒木比奈
    - No One Knows（M@STER VERSION）北条加蓮ソロ・リミックス 歌：北条加蓮

- GAME VERSION
  - THE IDOLM@STER CINDERELLA GIRLS STARLIGHT MASTER R/LOCK ON! 12 No One Knows
    - No One Knows 歌：八神マキノ・速水奏・荒木比奈・北条加蓮

チカラ！イズ！ぱわー！！
作詞：八城雄太、作曲・編曲：山崎真吾
『スターライトステージ』のイベント配信楽曲。
収録作品
- GAME VERSION
  - アイドルマスター シンデレラガールズ スターライトステージ - イベント配信 歌：日野茜・堀裕子

収録CD
- M@STER VERSION
  - THE IDOLM@STER CINDERELLA GIRLS STARLIGHT MASTER R/LOCK ON! 13 チカラ！イズ！ぱわー！！
    - チカラ！イズ！ぱわー！！（M@STER VERSION） 歌：日野茜・堀裕子
    - チカラ！イズ！ぱわー！！（M@STER VERSION）日野茜ソロ・リミックス 歌：日野茜
    - チカラ！イズ！ぱわー！！（M@STER VERSION）堀裕子ソロ・リミックス 歌：堀裕子

- GAME VERSION
  - THE IDOLM@STER CINDERELLA GIRLS STARLIGHT MASTER R/LOCK ON! 13 チカラ！イズ！ぱわー！！
    - チカラ！イズ！ぱわー！！ 歌：日野茜・堀裕子

ささのはに、うたかたに。
作詞・作曲・編曲：ウツミタカアキ
『スターライトステージ』のイベント配信楽曲。
収録作品
- GAME VERSION
  - アイドルマスター シンデレラガールズ スターライトステージ - イベント配信 歌：鷺沢文香・佐城雪美・鷹富士茄子・藤原肇・小早川紗枝

収録CD
- M@STER VERSION
  - THE IDOLM@STER CINDERELLA GIRLS STARLIGHT MASTER R/LOCK ON! 14 ささのはに、うたかたに。
    - ささのはに、うたかたに。（M@STER VERSION） 歌：鷺沢文香・佐城雪美・鷹富士茄子・藤原肇・小早川紗枝
    - ささのはに、うたかたに。（M@STER VERSION）鷺沢文香ソロ・リミックス 歌：鷺沢文香
    - ささのはに、うたかたに。（M@STER VERSION）佐城雪美ソロ・リミックス 歌：佐城雪美
    - ささのはに、うたかたに。（M@STER VERSION）鷹富士茄子ソロ・リミックス 歌：鷹富士茄子
    - ささのはに、うたかたに。（M@STER VERSION）藤原肇ソロ・リミックス 歌：藤原肇
    - ささのはに、うたかたに。（M@STER VERSION）小早川紗枝ソロ・リミックス 歌：小早川紗枝

- GAME VERSION
  - THE IDOLM@STER CINDERELLA GIRLS STARLIGHT MASTER R/LOCK ON! 14 ささのはに、うたかたに。
    - ささのはに、うたかたに。 歌：鷺沢文香・佐城雪美・鷹富士茄子・藤原肇・小早川紗枝

Alchemy
作詞・作曲：麻枝准、カバーアレンジ：錦織孝宏、オリジナルアーティスト：Girls Dead Monster
『Angel Beats!』の挿入歌のカバー。
収録作品
- アイドルマスター シンデレラガールズ スターライトステージ - 条件を満たすと使用可能 歌：一ノ瀬志希

収録CD
- THE IDOLM@STER CINDERELLA GIRLS STARLIGHT MASTER R/LOCK ON! 12 No One Knows
  - Alchemy 歌：一ノ瀬志希

恋愛サーキュレーション
作詞：meg rock、作曲：神前暁、オリジナルアーティスト：千石撫子（花澤香菜）
『化物語』のオープニング曲のカバー。アイマスシリーズにおける同曲のカバーは、水瀬伊織以来2度目。また、白菊ほたる役の天野聡美は、これ以前にMEMプロジェクトのVTuber、天宮もなかとして本曲をカバーしたことがある。
収録作品
- アイドルマスター シンデレラガールズ スターライトステージ - 条件を満たすと使用可能 歌：白菊ほたる

収録CD
- THE IDOLM@STER CINDERELLA GIRLS STARLIGHT MASTER R/LOCK ON! 13 チカラ！イズ！ぱわー！！
  - 恋愛サーキュレーション 歌：白菊ほたる

ココ☆ナツ
作詞・作曲：前山田健一、カバーアレンジ：滝川龍聖、オリジナルアーティスト：ももいろクローバー
ももいろクローバーのシングル収録曲のカバー。
コラボキャンペーンの一環として配信された。
収録作品
- アイドルマスター シンデレラガールズ スターライトステージ - 条件を満たすと使用可能 歌：佐々木千枝・龍崎薫・的場梨沙・遊佐こずえ

収録CD
- THE IDOLM@STER CINDERELLA GIRLS STARLIGHT MASTER R/LOCK ON! 13 チカラ！イズ！ぱわー！！
  - ココ☆ナツ 歌：佐々木千枝・龍崎薫・的場梨沙・遊佐こずえ

サマーサイダー
作詞・作曲・編曲：鶴﨑輝一
『スターライトステージ』のイベント配信楽曲。
収録作品
- GAME VERSION
  - アイドルマスター シンデレラガールズ スターライトステージ - イベント配信 歌：久川颯・乙倉悠貴

収録CD
- M@STER VERSION
  - THE IDOLM@STER CINDERELLA GIRLS STARLIGHT MASTER R/LOCK ON! 15 サマーサイダー
    - サマーサイダー（M@STER VERSION） 歌：久川颯・乙倉悠貴
    - サマーサイダー（M@STER VERSION）久川颯ソロ・リミックス 歌：久川颯
    - サマーサイダー（M@STER VERSION）乙倉悠貴ソロ・リミックス 歌：乙倉悠貴

- GAME VERSION
  - THE IDOLM@STER CINDERELLA GIRLS STARLIGHT MASTER R/LOCK ON! 15 サマーサイダー
    - サマーサイダー 歌：久川颯・乙倉悠貴

ギョーてん！しーわーるど！
作詞・作曲・編曲：宮崎誠
『スターライトステージ』のイベント配信楽曲。
収録作品
- GAME VERSION
  - アイドルマスター シンデレラガールズ スターライトステージ - イベント配信 歌：浅利七海・龍崎薫・市原仁奈・棟方愛海・前川みく

収録CD
- M@STER VERSION
  - THE IDOLM@STER CINDERELLA GIRLS STARLIGHT MASTER R/LOCK ON! 16 ギョーてん！しーわーるど！
    - ギョーてん！しーわーるど！（M@STER VERSION） 歌：浅利七海・龍崎薫・市原仁奈・棟方愛海・前川みく
    - ギョーてん！しーわーるど！（M@STER VERSION）浅利七海ソロ・リミックス 歌：浅利七海
    - ギョーてん！しーわーるど！（M@STER VERSION）龍崎薫ソロ・リミックス 歌：龍崎薫
    - ギョーてん！しーわーるど！（M@STER VERSION）市原仁奈ソロ・リミックス 歌：市原仁奈
    - ギョーてん！しーわーるど！（M@STER VERSION）棟方愛海ソロ・リミックス 歌：棟方愛海
    - ギョーてん！しーわーるど！（M@STER VERSION）前川みくソロ・リミックス 歌：前川みく

- GAME VERSION
  - THE IDOLM@STER CINDERELLA GIRLS STARLIGHT MASTER R/LOCK ON! 16 ギョーてん！しーわーるど！
    - ギョーてん！しーわーるど！ 歌：浅利七海・龍崎薫・市原仁奈・棟方愛海・前川みく

怪物
作詞・作曲：Ayase、カバーアレンジ：石垣遼真、オリジナルアーティスト：YOASOBI
YOASOBIのシングル曲のカバー。
収録作品
- アイドルマスター シンデレラガールズ スターライトステージ - 条件を満たすと使用可能 歌：黒埼ちとせ

収録CD
- THE IDOLM@STER CINDERELLA GIRLS STARLIGHT MASTER PLATINUM NUMBER 02 UNIQU3 VOICES!!!
  - 怪物 歌：黒埼ちとせ

SHINY DAYS
作詞：永塚健登、作曲：新田目翔、カバーアレンジ：坪田修平（TRYTONELABO）、オリジナルアーティスト：亜咲花
亜咲花のシングル曲のカバー。
収録作品
- アイドルマスター シンデレラガールズ スターライトステージ - 条件を満たすと使用可能 歌：藤原肇

収録CD
- THE IDOLM@STER CINDERELLA GIRLS STARLIGHT MASTER R/LOCK ON! 14 ささのはに、うたかたに。
  - SHINY DAYS 歌：藤原肇

うまぴょい伝説
作詞・作曲・編曲：本田晃弘（Cygames）、オリジナルアーティスト：ウマ娘
『ウマ娘 プリティーダービー』のイメージソングのカバー。
収録作品
- アイドルマスター シンデレラガールズ スターライトステージ - 条件を満たすと使用可能 歌：片桐早苗・多田李衣菜・緒方智絵里

収録CD
- THE IDOLM@STER CINDERELLA GIRLS STARLIGHT MASTER R/LOCK ON! 15 サマーサイダー
  - うまぴょい伝説 歌：片桐早苗・多田李衣菜・緒方智絵里

廻談詣り
作詞：ミズノゲンキ、作曲・編曲：睦月周平
『スターライトステージ』のイベント配信楽曲。
収録作品
- GAME VERSION
  - アイドルマスター シンデレラガールズ スターライトステージ - イベント配信 歌：依田芳乃・白坂小梅

収録CD
- M@STER VERSION
  - THE IDOLM@STER CINDERELLA GIRLS STARLIGHT MASTER R/LOCK ON! 17 廻談詣り
    - 廻談詣り（M@STER VERSION） 歌：依田芳乃・白坂小梅
    - 廻談詣り（M@STER VERSION）依田芳乃ソロ・リミックス 歌：依田芳乃
    - 廻談詣り（M@STER VERSION）白坂小梅ソロ・リミックス 歌：白坂小梅

- GAME VERSION
  - THE IDOLM@STER CINDERELLA GIRLS STARLIGHT MASTER R/LOCK ON! 17 廻談詣り
    - 廻談詣り 歌：依田芳乃・白坂小梅

MOTTO!
作詞：烏屋茶房、作曲・編曲：橘亮祐・篠崎あやと
『スターライトステージ』のイベント配信楽曲。同作品のリリース七周年を記念して配信された。
収録作品
- GAME VERSION
  - アイドルマスター シンデレラガールズ スターライトステージ - イベント配信 歌：久川凪・白菊ほたる・西園寺琴歌・桐生つかさ・関裕美・村上巴・結城晴

収録CD
- M@STER VERSION
  - THE IDOLM@STER CINDERELLA GIRLS STARLIGHT MASTER PLATINUM NUMBER 01 MOTTO!
    - MOTTO!（M@STER VERSION） 歌：久川凪・白菊ほたる・西園寺琴歌・桐生つかさ・関裕美・村上巴・結城晴
    - MOTTO!（M@STER VERSION）久川凪ソロ・リミックス 歌：久川凪
    - MOTTO!（M@STER VERSION）白菊ほたるソロ・リミックス 歌：白菊ほたる
    - MOTTO!（M@STER VERSION）西園寺琴歌ソロ・リミックス 歌：西園寺琴歌
    - MOTTO!（M@STER VERSION）桐生つかさソロ・リミックス 歌：桐生つかさ
    - MOTTO!（M@STER VERSION）関裕美ソロ・リミックス 歌：関裕美
    - MOTTO!（M@STER VERSION）村上巴ソロ・リミックス 歌：村上巴
    - MOTTO!（M@STER VERSION）結城晴ソロ・リミックス 歌：結城晴

- GAME VERSION
  - THE IDOLM@STER CINDERELLA GIRLS STARLIGHT MASTER PLATINUM NUMBER 01 MOTTO!
    - MOTTO! 歌：久川凪・白菊ほたる・西園寺琴歌・桐生つかさ・関裕美・村上巴・結城晴

ワニとシャンプー
作詞・作曲：前山田健一、カバーアレンジ：滝川龍聖、オリジナルアーティスト：ももいろクローバーZ
ももいろクローバーZのアルバム収録曲のカバー。
収録作品
- アイドルマスター シンデレラガールズ スターライトステージ - 条件を満たすと使用可能 歌：大槻唯・藤本里奈・城ヶ崎美嘉

収録CD
- THE IDOLM@STER CINDERELLA GIRLS STARLIGHT MASTER R/LOCK ON! 16 ギョーてん！しーわーるど！
  - ワニとシャンプー 歌：大槻唯・藤本里奈・城ヶ崎美嘉

徒然モノクローム
作詞：加藤慎一、作曲：山内総一郎、カバーアレンジ：坪田修平（TRYTONELABO）、オリジナルアーティスト：フジファブリック
フジファブリックのシングル曲のカバー。
収録作品
- アイドルマスター シンデレラガールズ スターライトステージ - 条件を満たすと使用可能 歌：浅利七海

収録CD
- THE IDOLM@STER CINDERELLA GIRLS STARLIGHT MASTER R/LOCK ON! 16 ギョーてん！しーわーるど！
  - 徒然モノクローム 歌：浅利七海

フィクション
作詞・作曲：片岡健太、カバーアレンジ：石垣遼真、オリジナルアーティスト：sumika
sumikaのシングル曲のカバー。
収録作品
- アイドルマスター シンデレラガールズ スターライトステージ - 条件を満たすと使用可能 歌：荒木比奈

収録CD
- THE IDOLM@STER CINDERELLA GIRLS STARLIGHT MASTER R/LOCK ON! 17 廻談詣り
  - フィクション 歌：荒木比奈

猛烈宇宙交響曲・第七楽章「無限の愛」
作詞・作曲：前山田健一、カバーアレンジ：石垣遼真、オリジナルアーティスト：ももいろクローバーZ
ももいろクローバーZのシングル曲のカバー。
収録作品
- アイドルマスター シンデレラガールズ スターライトステージ - 条件を満たすと使用可能 歌：双葉杏・白雪千夜・安部菜々

収録CD
- THE IDOLM@STER CINDERELLA GIRLS STARLIGHT MASTER PLATINUM NUMBER 03 ダンシング・デッド
  - 猛烈宇宙交響曲・第七楽章「無限の愛」 歌：双葉杏・白雪千夜・安部菜々

吼えろ
作詞：ファンキー加藤、作曲：ファンキー加藤・サトシ、カバーアレンジ：錦織孝宏、オリジナルアーティスト：ももいろクローバーZ
ももいろクローバーZのアルバム収録曲のカバー。
収録作品
- アイドルマスター シンデレラガールズ スターライトステージ - 条件を満たすと使用可能 歌：姫川友紀・結城晴

収録CD
- THE IDOLM@STER CINDERELLA GIRLS STARLIGHT MASTER PLATINUM NUMBER 04 Majoram Therapie
  - 吼えろ 歌：姫川友紀・結城晴

POPPY PAPPY DAY
作詞・作曲：吟（BUSTED ROSE）、カバーアレンジ：滝川龍聖、オリジナルアーティスト：ポプ子・ピピ美
『ポプテピピック』のエンディング曲のカバー。なお、担当声優は同アニメ第8・9・11話前半パートエンディングにおいて、本曲を歌唱している。
収録作品
- アイドルマスター シンデレラガールズ スターライトステージ - 条件を満たすと使用可能 歌：双葉杏・諸星きらり

収録CD
- THE IDOLM@STER CINDERELLA GIRLS STARLIGHT MASTER PLATINUM NUMBER 05 ハートボイルドウォーズ
  - POPPY PAPPY DAY 歌：双葉杏・諸星きらり

ハッピー・ジャムジャム
作詞：横山武、作曲：樫原伸彦、カバーアレンジ：滝川龍聖、オリジナルアーティスト：M.S.J
『しましまとらのしまじろう』のエンディング曲のカバー。
収録作品
- アイドルマスター シンデレラガールズ スターライトステージ - 条件を満たすと使用可能 歌：市原仁奈・赤城みりあ

収録CD
- THE IDOLM@STER CINDERELLA GIRLS STARLIGHT MASTER PLATINUM NUMBER 05 ハートボイルドウォーズ
  - ハッピー・ジャムジャム 歌：市原仁奈・赤城みりあ

UNIQU3 VOICES!!!
作詞・作曲：アオワイファイ、作曲・編曲：Len
『スターライトステージ』のイベント配信楽曲。
収録作品
- GAME VERSION
  - アイドルマスター シンデレラガールズ スターライトステージ - イベント配信 歌：辻野あかり・砂塚あきら・夢見りあむ

収録CD
- M@STER VERSION
  - THE IDOLM@STER CINDERELLA GIRLS STARLIGHT MASTER PLATINUM NUMBER 02 UNIQU3 VOICES!!!
    - UNIQU3 VOICES!!!（M@STER VERSION） 歌：辻野あかり・砂塚あきら・夢見りあむ
    - UNIQU3 VOICES!!!（M@STER VERSION）辻野あかりソロ・リミックス 歌：辻野あかり
    - UNIQU3 VOICES!!!（M@STER VERSION）砂塚あきらソロ・リミックス 歌：砂塚あきら
    - UNIQU3 VOICES!!!（M@STER VERSION）夢見りあむソロ・リミックス 歌：夢見りあむ

- GAME VERSION
  - THE IDOLM@STER CINDERELLA GIRLS STARLIGHT MASTER PLATINUM NUMBER 02 UNIQU3 VOICES!!!
    - UNIQU3 VOICES!!! 歌：辻野あかり・砂塚あきら・夢見りあむ

ダンシング・デッド
作詞・作曲・編曲：PandaBoY
『スターライトステージ』のイベント配信楽曲。
収録作品
- GAME VERSION
  - アイドルマスター シンデレラガールズ スターライトステージ - イベント配信 歌：及川雫・佐藤心・諸星きらり

収録CD
- M@STER VERSION
  - THE IDOLM@STER CINDERELLA GIRLS STARLIGHT MASTER PLATINUM NUMBER 03 ダンシング・デッド
    - ダンシング・デッド（M@STER VERSION） 歌：及川雫・佐藤心・諸星きらり
    - ダンシング・デッド（M@STER VERSION）及川雫ソロ・リミックス 歌：及川雫
    - ダンシング・デッド（M@STER VERSION）佐藤心ソロ・リミックス 歌：佐藤心
    - ダンシング・デッド（M@STER VERSION）諸星きらりソロ・リミックス 歌：諸星きらり

- GAME VERSION
  - THE IDOLM@STER CINDERELLA GIRLS STARLIGHT MASTER PLATINUM NUMBER 03 ダンシング・デッド
    - ダンシング・デッド 歌：及川雫・佐藤心・諸星きらり

Majoram Therapie
作詞：只野菜摘、作曲：invisible manners（平山大介・福山整）、編曲：石濱翔（MONACA）
『スターライトステージ』のイベント配信楽曲。
ももいろクローバーZとのコラボレーションの一環として書き下ろされた。
収録作品
- GAME VERSION
  - アイドルマスター シンデレラガールズ スターライトステージ - イベント配信 歌：夢見りあむ・西園寺琴歌・大槻唯・北条加蓮・ももいろクローバーZ

収録CD
- M@STER VERSION
  - THE IDOLM@STER CINDERELLA GIRLS STARLIGHT MASTER PLATINUM NUMBER 04 Majoram Therapie
    - Majoram Therapie（M@STER VERSION） 歌：夢見りあむ・西園寺琴歌・大槻唯・北条加蓮
    - Majoram Therapie（M@STER VERSION）夢見りあむソロ・リミックス 歌：夢見りあむ
    - Majoram Therapie（M@STER VERSION）西園寺琴歌ソロ・リミックス 歌：西園寺琴歌
    - Majoram Therapie（M@STER VERSION）大槻唯ソロ・リミックス 歌：大槻唯
    - Majoram Therapie（M@STER VERSION）北条加蓮ソロ・リミックス 歌：北条加蓮

- GAME VERSION
  - THE IDOLM@STER CINDERELLA GIRLS STARLIGHT MASTER PLATINUM NUMBER 04 Majoram Therapie
    - Majoram Therapie 歌：夢見りあむ・西園寺琴歌・大槻唯・北条加蓮

DNA狂詩曲
作詞：前田たかひろ、作曲：大隅知宇、カバーアレンジ：石垣遼真、オリジナルアーティスト：ももいろクローバーZ
ももいろクローバーZのシングル収録曲のカバー。
収録作品
- アイドルマスター シンデレラガールズ スターライトステージ - 条件を満たすと使用可能 歌：桐生つかさ・佐久間まゆ

収録CD
- THE IDOLM@STER CINDERELLA GIRLS STARLIGHT MASTER PLATINUM NUMBER 06 Isosceles
  - DNA狂詩曲 歌：桐生つかさ・佐久間まゆ

Chai Maxx
作詞：只野菜摘、作曲：横山克、カバーアレンジ：錦織孝宏、オリジナルアーティスト：ももいろクローバーZ
ももいろクローバーZのシングル収録曲のカバー。
収録作品
- アイドルマスター シンデレラガールズ スターライトステージ - 条件を満たすと使用可能 歌：神谷奈緒・日野茜・小日向美穂

収録CD
- THE IDOLM@STER CINDERELLA GIRLS STARLIGHT MASTER PLATINUM NUMBER 12 Night Time Wander
  - Chai Maxx 歌：神谷奈緒・日野茜・小日向美穂

走れ！
作詞：INFLAVA、作曲：KOJI oba・michitomo、カバーアレンジ：滝川龍聖、オリジナルアーティスト：ももいろクローバーZ
ももいろクローバーZのシングル収録曲のカバー。
収録作品
- アイドルマスター シンデレラガールズ スターライトステージ - 条件を満たすと使用可能 歌：久川颯・乙倉悠貴

収録CD
- THE IDOLM@STER CINDERELLA GIRLS STARLIGHT MASTER PLATINUM NUMBER 13 ノートの中のテラリウム
  - 走れ！ 歌：久川颯・乙倉悠貴

ハートボイルドウォーズ
作詞：磯谷佳江、作曲・編曲：渡部チェル
『スターライトステージ』のイベント配信楽曲。
収録作品
- GAME VERSION
  - アイドルマスター シンデレラガールズ スターライトステージ - イベント配信 歌：大和亜季・村上巴・片桐早苗

収録CD
- M@STER VERSION
  - THE IDOLM@STER CINDERELLA GIRLS STARLIGHT MASTER PLATINUM NUMBER 05 ハートボイルドウォーズ
    - ハートボイルドウォーズ（M@STER VERSION） 歌：大和亜季・村上巴・片桐早苗
    - ハートボイルドウォーズ（M@STER VERSION）大和亜季ソロ・リミックス 歌：大和亜季
    - ハートボイルドウォーズ（M@STER VERSION）村上巴ソロ・リミックス 歌：村上巴
    - ハートボイルドウォーズ（M@STER VERSION）片桐早苗ソロ・リミックス 歌：片桐早苗

- GAME VERSION
  - THE IDOLM@STER CINDERELLA GIRLS STARLIGHT MASTER PLATINUM NUMBER 05 ハートボイルドウォーズ
    - ハートボイルドウォーズ 歌：大和亜季・村上巴・片桐早苗

Isosceles
作詞：YASUHIRO（康寛）、作曲：Powerless・YASUHIRO（康寛）、編曲：Powerless
『スターライトステージ』のイベント配信楽曲。
収録作品
- GAME VERSION
  - アイドルマスター シンデレラガールズ スターライトステージ - イベント配信 歌：小日向美穂・藤原肇

収録CD
- M@STER VERSION
  - THE IDOLM@STER CINDERELLA GIRLS STARLIGHT MASTER PLATINUM NUMBER 06 Isosceles
    - Isosceles（M@STER VERSION） 歌：小日向美穂・藤原肇
    - Isosceles（M@STER VERSION）小日向美穂ソロ・リミックス 歌：小日向美穂
    - Isosceles（M@STER VERSION）藤原肇ソロ・リミックス 歌：藤原肇

- GAME VERSION
  - THE IDOLM@STER CINDERELLA GIRLS STARLIGHT MASTER PLATINUM NUMBER 06 Isosceles
    - Isosceles 歌：小日向美穂・藤原肇

N.O.R.〜Notes of Revolution〜革命についての覚書
作詞・作曲・編曲：TAKT（TRYTONELABO）
『スターライトステージ』のイベント配信楽曲。
収録作品
- GAME VERSION
  - アイドルマスター シンデレラガールズ スターライトステージ - イベント配信 歌：星輝子・脇山珠美・小関麗奈

収録CD
- M@STER VERSION
  - THE IDOLM@STER CINDERELLA GIRLS STARLIGHT MASTER PLATINUM NUMBER 07 N.O.R.〜Notes of Revolution〜革命についての覚書
    - N.O.R.〜Notes of Revolution〜革命についての覚書（M@STER VERSION） 歌：星輝子・脇山珠美・小関麗奈
    - N.O.R.〜Notes of Revolution〜革命についての覚書（M@STER VERSION）星輝子ソロ・リミックス 歌：星輝子
    - N.O.R.〜Notes of Revolution〜革命についての覚書（M@STER VERSION）脇山珠美ソロ・リミックス 歌：脇山珠美
    - N.O.R.〜Notes of Revolution〜革命についての覚書（M@STER VERSION）小関麗奈ソロ・リミックス 歌：小関麗奈

- GAME VERSION
  - THE IDOLM@STER CINDERELLA GIRLS STARLIGHT MASTER PLATINUM NUMBER 07 N.O.R.〜Notes of Revolution〜革命についての覚書
    - N.O.R.〜Notes of Revolution〜革命についての覚書 歌：星輝子・脇山珠美・小関麗奈

恋
作詞・作曲・オリジナルアーティスト：星野源、編曲：滝澤俊輔（TRYTONELABO）
星野源のシングル曲のカバー。
収録作品
- アイドルマスター シンデレラガールズ スターライトステージ - 条件を満たすと使用可能 歌：前川みく

収録CD
- THE IDOLM@STER CINDERELLA GIRLS STARLIGHT MASTER PLATINUM NUMBER 10 全開!ミラクルアドベンチャー!
  - 恋 歌：前川みく

ミライコンパス
作詞・作曲・編曲：トミタカズキ（SUPA LOVE）
『スターライトステージ』のイベント配信楽曲。
収録作品
- GAME VERSION
  - アイドルマスター シンデレラガールズ スターライトステージ - イベント配信 歌：望月聖・佐久間まゆ・緒方智絵里・依田芳乃・高森藍子

収録CD
- M@STER VERSION
  - THE IDOLM@STER CINDERELLA GIRLS STARLIGHT MASTER PLATINUM NUMBER 08 ミライコンパス
    - ミライコンパス（M@STER VERSION） 歌：望月聖・佐久間まゆ・緒方智絵里・依田芳乃・高森藍子
    - ミライコンパス（M@STER VERSION）望月聖ソロ・リミックス 歌：望月聖
    - ミライコンパス（M@STER VERSION）佐久間まゆソロ・リミックス 歌：佐久間まゆ
    - ミライコンパス（M@STER VERSION）緒方智絵里ソロ・リミックス 歌：緒方智絵里
    - ミライコンパス（M@STER VERSION）依田芳乃ソロ・リミックス 歌：依田芳乃
    - ミライコンパス（M@STER VERSION）高森藍子ソロ・リミックス 歌：高森藍子

- GAME VERSION
  - THE IDOLM@STER CINDERELLA GIRLS STARLIGHT MASTER PLATINUM NUMBER 08 ミライコンパス
    - ミライコンパス 歌：望月聖・佐久間まゆ・緒方智絵里・依田芳乃・高森藍子

さやけき花の生命に
作詞：八城雄太、作曲・編曲：滝澤俊輔（TRYTONELABO）
『スターライトステージ』のイベント配信楽曲。
タイトルの読みは「さやけきはなのいのちに」。
収録作品
- GAME VERSION
  - アイドルマスター シンデレラガールズ スターライトステージ - イベント配信 歌：西園寺琴歌・相葉夕美

収録CD
- M@STER VERSION
  - THE IDOLM@STER CINDERELLA GIRLS STARLIGHT MASTER PLATINUM NUMBER 09 さやけき花の生命に
    - さやけき花の生命に（M@STER VERSION） 歌：西園寺琴歌・相葉夕美
    - さやけき花の生命に（M@STER VERSION）西園寺琴歌ソロ・リミックス 歌：西園寺琴歌
    - さやけき花の生命に（M@STER VERSION）相葉夕美ソロ・リミックス 歌：相葉夕美

- GAME VERSION
  - THE IDOLM@STER CINDERELLA GIRLS STARLIGHT MASTER PLATINUM NUMBER 09 さやけき花の生命に
    - さやけき花の生命に 歌：西園寺琴歌・相葉夕美

全開!ミラクルアドベンチャー!
作詞・作曲・編曲：橘亮佑
『スターライトステージ』のイベント配信楽曲。
収録作品
- GAME VERSION
  - アイドルマスター シンデレラガールズ スターライトステージ - イベント配信 歌：浅利七海・安部菜々・前川みく

収録CD
- M@STER VERSION
  - THE IDOLM@STER CINDERELLA GIRLS STARLIGHT MASTER PLATINUM NUMBER 10 全開!ミラクルアドベンチャー!
    - 全開!ミラクルアドベンチャー!（M@STER VERSION） 歌：浅利七海・安部菜々・前川みく
    - 全開!ミラクルアドベンチャー!（M@STER VERSION）浅利七海ソロ・リミックス 歌：浅利七海
    - 全開!ミラクルアドベンチャー!（M@STER VERSION）安部菜々ソロ・リミックス 歌：安部菜々
    - 全開!ミラクルアドベンチャー!（M@STER VERSION）前川みくソロ・リミックス 歌：前川みく

- GAME VERSION
  - THE IDOLM@STER CINDERELLA GIRLS STARLIGHT MASTER PLATINUM NUMBER 10 全開!ミラクルアドベンチャー!
    - 全開!ミラクルアドベンチャー! 歌：浅利七海・安部菜々・前川みく

ぱ ぴ ぷ ぺ POP!
作詞・作曲：玉屋2060%（Wienners）、カバーアレンジ：錦織孝宏（TRYTONELABO）、オリジナルアーティスト：Appare!
Appare!のアルバム収録曲のカバー。
収録作品
- GAME VERSION
  - アイドルマスター シンデレラガールズ スターライトステージ - イベント配信 歌：荒木比奈・神谷奈緒・安部菜々

収録CD
- THE IDOLM@STER CINDERELLA GIRLS STARLIGHT MASTER HEART TICKER! 05 Teeenage☆Groovin'
  - ぱ ぴ ぷ ぺ POP! 歌：荒木比奈・神谷奈緒・安部菜々

Night Time Wander
作詞：烏屋茶房、作曲・編曲：篠崎あやと
『スターライトステージ』のイベント配信楽曲。
収録作品
- GAME VERSION
  - アイドルマスター シンデレラガールズ スターライトステージ - イベント配信 歌：桐生つかさ・大槻唯・八神マキノ

収録CD
- M@STER VERSION
  - THE IDOLM@STER CINDERELLA GIRLS STARLIGHT MASTER PLATINUM NUMBER 12 Night Time Wander
    - Night Time Wander（M@STER VERSION） 歌：桐生つかさ・大槻唯・八神マキノ
    - Night Time Wander（M@STER VERSION）桐生つかさソロ・リミックス 歌：桐生つかさ
    - Night Time Wander（M@STER VERSION）大槻唯ソロ・リミックス 歌：大槻唯
    - Night Time Wander（M@STER VERSION）八神マキノソロ・リミックス 歌：八神マキノ

- GAME VERSION
  - THE IDOLM@STER CINDERELLA GIRLS STARLIGHT MASTER PLATINUM NUMBER 12 Night Time Wander
    - Night Time Wander 歌：桐生つかさ・大槻唯・八神マキノ

ノートの中のテラリウム
作詞：烏屋茶房・八城雄太、作曲・編曲：seibin（ESTIMATE）
『スターライトステージ』のイベント配信楽曲。
収録作品
- GAME VERSION
  - アイドルマスター シンデレラガールズ スターライトステージ - イベント配信 歌：森久保乃々・久川凪

収録CD
- M@STER VERSION
  - THE IDOLM@STER CINDERELLA GIRLS STARLIGHT MASTER PLATINUM NUMBER 13 ノートの中のテラリウム
    - ノートの中のテラリウム（M@STER VERSION） 歌：森久保乃々・久川凪
    - ノートの中のテラリウム（M@STER VERSION）森久保乃々ソロ・リミックス 歌：森久保乃々
    - ノートの中のテラリウム（M@STER VERSION）久川凪ソロ・リミックス 歌：久川凪

- GAME VERSION
  - THE IDOLM@STER CINDERELLA GIRLS STARLIGHT MASTER PLATINUM NUMBER 13 ノートの中のテラリウム
    - ノートの中のテラリウム 歌：森久保乃々・久川凪

第六感
作詞・オリジナルアーティスト：Reol、作曲：Reol・Giga
Reolのシングル曲のカバー。
収録作品
- アイドルマスター シンデレラガールズ スターライトステージ - 条件を満たすと使用可能 歌：砂塚あきら

収録CD
- THE IDOLM@STER CINDERELLA GIRLS STARLIGHT MASTER CRYSTAL QUALIA 02 Fin[e]～美しき終焉～
  - 第六感 歌：砂塚あきら

無限L∞PだLOVE♡
作詞：八城雄太、作曲・編曲：睦月周平・山本真央樹
『スターライトステージ』のイベント配信楽曲。同作品のリリース八周年を記念して配信された。
タイトルの読みは「むげんループだラブ」。
収録作品
- GAME VERSION
  - アイドルマスター シンデレラガールズ スターライトステージ - イベント配信 歌：辻野あかり・佐久間まゆ・多田李衣菜・神崎蘭子・木村夏樹・二宮飛鳥・ナターリア・黒埼ちとせ

収録CD
- M@STER VERSION
  - THE IDOLM@STER CINDERELLA GIRLS STARLIGHT MASTER HEART TICKER! 01 無限L∞PだLOVE♡
    - 無限L∞PだLOVE♡（M@STER VERSION） 歌：辻野あかり・佐久間まゆ・多田李衣菜・神崎蘭子・木村夏樹・二宮飛鳥・ナターリア・黒埼ちとせ
    - 無限L∞PだLOVE♡（M@STER VERSION）辻野あかりソロ・リミックス 歌：辻野あかり
    - 無限L∞PだLOVE♡（M@STER VERSION）佐久間まゆソロ・リミックス 歌：佐久間まゆ
    - 無限L∞PだLOVE♡（M@STER VERSION）多田李衣菜ソロ・リミックス 歌：多田李衣菜
    - 無限L∞PだLOVE♡（M@STER VERSION）神崎蘭子ソロ・リミックス 歌：神崎蘭子
    - 無限L∞PだLOVE♡（M@STER VERSION）木村夏樹ソロ・リミックス 歌：木村夏樹
    - 無限L∞PだLOVE♡（M@STER VERSION）二宮飛鳥ソロ・リミックス 歌：二宮飛鳥
    - 無限L∞PだLOVE♡（M@STER VERSION）ナターリアソロ・リミックス 歌：ナターリア
    - 無限L∞PだLOVE♡（M@STER VERSION）黒埼ちとせソロ・リミックス 歌：黒埼ちとせ

- GAME VERSION
  - THE IDOLM@STER CINDERELLA GIRLS STARLIGHT MASTER HEART TICKER! 01 無限L∞PだLOVE♡
    - 無限L∞PだLOVE♡ 歌：辻野あかり・佐久間まゆ・多田李衣菜・神崎蘭子・木村夏樹・二宮飛鳥・ナターリア・黒埼ちとせ

Hardcore Toyworld
作詞・作曲・編曲：安島龍人
『スターライトステージ』のイベント配信楽曲。
収録作品
- GAME VERSION
  - アイドルマスター シンデレラガールズ スターライトステージ - イベント配信 歌：砂塚あきら・早坂美玲

収録CD
- M@STER VERSION
  - THE IDOLM@STER CINDERELLA GIRLS STARLIGHT MASTER HEART TICKER! 02 Hardcore Toyworld
    - Hardcore Toyworld（M@STER VERSION） 歌：早坂美玲・砂塚あきら
    - Hardcore Toyworld（M@STER VERSION）砂塚あきらソロ・リミックス 歌：砂塚あきら
    - Hardcore Toyworld（M@STER VERSION）早坂美玲ソロ・リミックス 歌：早坂美玲

- GAME VERSION
  - THE IDOLM@STER CINDERELLA GIRLS STARLIGHT MASTER HEART TICKER! 02 Hardcore Toyworld
    - Hardcore Toyworld 歌：砂塚あきら・早坂美玲

世界はそれを愛と呼ぶんだぜ
作詞・作曲：山口隆、カバーアレンジ：TAKT（TRYTONELABO）、オリジナルアーティスト：サンボマスター
サンボマスターのシングル曲のカバー。
収録作品
- アイドルマスター シンデレラガールズ スターライトステージ - 条件を満たすと使用可能 歌：佐藤心

収録CD
- THE IDOLM@STER CINDERELLA GIRLS STARLIGHT MASTER HEART TICKER! 05 Teeenage☆Groovin'
  - 世界はそれを愛と呼ぶんだぜ 歌：佐藤心

可愛くてごめん
作詞・作曲：shito、オリジナルアーティスト：ちゅーたん（早見沙織）
HoneyWorksのアルバム収録曲のカバー。
収録作品
- アイドルマスター シンデレラガールズ スターライトステージ - 条件を満たすと使用可能 歌：輿水幸子

収録CD
- THE IDOLM@STER CINDERELLA GIRLS STARLIGHT MASTER HEART TICKER! 12 モラトリアム
  - 可愛くてごめん 歌：輿水幸子

トウキョウ・シャンディ・ランデヴ
作詞・作曲：ツミキ、オリジナルアーティスト：花譜
MAISONdesの楽曲のカバー。
収録作品
- アイドルマスター シンデレラガールズ スターライトステージ - 条件を満たすと使用可能 歌：的場梨沙

収録CD
- THE IDOLM@STER CINDERELLA GIRLS STARLIGHT MASTER CRYSTAL QUALIA 03 EPHEMERAL AЯROW
  - トウキョウ・シャンディ・ランデヴ 歌：的場梨沙

Overdose
作詞・作曲・オリジナルアーティスト：なとり
なとりの楽曲のカバー。
収録作品
- アイドルマスター シンデレラガールズ スターライトステージ - 条件を満たすと使用可能 歌：塩見周子

収録CD
- THE IDOLM@STER CINDERELLA GIRLS STARLIGHT MASTER CRYSTAL QUALIA 09 Morgana
  - Overdose 歌：塩見周子

HALLOWEEN GAME
作詞・作曲・編曲：TAKT（TRYTONELABO）
『スターライトステージ』のイベント配信楽曲。
収録作品
- GAME VERSION
  - アイドルマスター シンデレラガールズ スターライトステージ - イベント配信 歌：姫川友紀・中野有香・堀裕子・上条春菜・白雪千夜

収録CD
- M@STER VERSION
  - THE IDOLM@STER CINDERELLA GIRLS STARLIGHT MASTER HEART TICKER! 03 HALLOWEEN GAME
    - HALLOWEEN GAME（M@STER VERSION） 歌：姫川友紀・中野有香・堀裕子・上条春菜・白雪千夜
    - HALLOWEEN GAME（M@STER VERSION）姫川友紀ソロ・リミックス 歌：姫川友紀
    - HALLOWEEN GAME（M@STER VERSION）中野有香ソロ・リミックス 歌：中野有香
    - HALLOWEEN GAME（M@STER VERSION）堀裕子ソロ・リミックス 歌：堀裕子
    - HALLOWEEN GAME（M@STER VERSION）上条春菜ソロ・リミックス 歌：上条春菜
    - HALLOWEEN GAME（M@STER VERSION）白雪千夜ソロ・リミックス 歌：白雪千夜

- GAME VERSION
  - THE IDOLM@STER CINDERELLA GIRLS STARLIGHT MASTER HEART TICKER! 03 HALLOWEEN GAME
    - HALLOWEEN GAME 歌：姫川友紀・中野有香・堀裕子・上条春菜・白雪千夜

D-ark L-ily's Grin
作詞・作曲・編曲：鈴木裕明（SUPA LOVE）
『スターライトステージ』のイベント配信楽曲。
収録作品
- GAME VERSION
  - アイドルマスター シンデレラガールズ スターライトステージ - イベント配信 歌：速水奏・北条加蓮

収録CD
- M@STER VERSION
  - THE IDOLM@STER CINDERELLA GIRLS STARLIGHT MASTER HEART TICKER! 04 D-ark L-ily's Grin
    - D-ark L-ily's Grin（M@STER VERSION） 歌：速水奏・北条加蓮
    - D-ark L-ily's Grin（M@STER VERSION）姫川友紀ソロ・リミックス 歌：姫川友紀
    - D-ark L-ily's Grin（M@STER VERSION）中野有香ソロ・リミックス 歌：中野有香

- GAME VERSION
  - THE IDOLM@STER CINDERELLA GIRLS STARLIGHT MASTER HEART TICKER! 04 D-ark L-ily's Grin
    - D-ark L-ily's Grin 歌：速水奏・北条加蓮

青春コンプレックス
作詞：樋口愛、作曲：音羽-otoha-、オリジナルアーティスト：結束バンド
『ぼっち・ざ・ろっく!』のオープニングテーマのカバー。
収録作品
- アイドルマスター シンデレラガールズ スターライトステージ - 条件を満たすと使用可能 歌：星輝子

ちゅ、多様性。
作詞：あの・真部脩一、作曲：真部脩一、オリジナルアーティスト：ano
anoの楽曲のカバー。
収録作品
- アイドルマスター シンデレラガールズ スターライトステージ - 条件を満たすと使用可能 歌：宮本フレデリカ

収録CD
- THE IDOLM@STER CINDERELLA GIRLS STARLIGHT MASTER CRYSTAL QUALIA 08 禍魂朧夜
  - ちゅ、多様性。 歌：宮本フレデリカ

Teeenage☆Groovin‘
作詞：Mitsu（TRYTONELABO）、作曲・編曲：坪田修平（TRYTONELABO）
『スターライトステージ』のイベント配信楽曲。
収録作品
- GAME VERSION
  - アイドルマスター シンデレラガールズ スターライトステージ - イベント配信 歌：喜多見柚・椎名法子・棟方愛海

収録CD
- M@STER VERSION
  - THE IDOLM@STER CINDERELLA GIRLS STARLIGHT MASTER HEART TICKER! 05 Teeenage☆Groovin‘
    - Teeenage☆Groovin‘（M@STER VERSION） 歌：喜多見柚・椎名法子・棟方愛海
    - Teeenage☆Groovin‘（M@STER VERSION）喜多見柚ソロ・リミックス 歌：喜多見柚
    - Teeenage☆Groovin‘（M@STER VERSION）椎名法子ソロ・リミックス 歌：椎名法子
    - Teeenage☆Groovin‘（M@STER VERSION）棟方愛海ソロ・リミックス 歌：棟方愛海

- GAME VERSION
  - THE IDOLM@STER CINDERELLA GIRLS STARLIGHT MASTER HEART TICKER! 05 Teeenage☆Groovin‘
    - Teeenage☆Groovin‘ 歌：喜多見柚・椎名法子・棟方愛海

ワタシ御伽ばなシ
作詞・作曲・編曲：毛蟹（LIVE LAB.）
『スターライトステージ』のイベント配信楽曲。
収録作品
- GAME VERSION
  - アイドルマスター シンデレラガールズ スターライトステージ - イベント配信 歌：ライラ・古賀小春・喜多日菜子・双葉杏・森久保乃々

収録CD
- M@STER VERSION
  - THE IDOLM@STER CINDERELLA GIRLS STARLIGHT MASTER HEART TICKER! 07 ワタシ御伽ばなシ
    - ワタシ御伽ばなシ（M@STER VERSION） 歌：ライラ・古賀小春・喜多日菜子・双葉杏・森久保乃々
    - ワタシ御伽ばなシ（M@STER VERSION）ライラソロ・リミックス 歌：ライラ
    - ワタシ御伽ばなシ（M@STER VERSION）古賀小春ソロ・リミックス 歌：古賀小春
    - ワタシ御伽ばなシ（M@STER VERSION）喜多日菜子ソロ・リミックス 歌：喜多日菜子
    - ワタシ御伽ばなシ（M@STER VERSION）双葉杏ソロ・リミックス 歌：双葉杏
    - ワタシ御伽ばなシ（M@STER VERSION）森久保乃々ソロ・リミックス 歌：森久保乃々

- GAME VERSION
  - THE IDOLM@STER CINDERELLA GIRLS STARLIGHT MASTER HEART TICKER! 07 ワタシ御伽ばなシ
    - ワタシ御伽ばなシ 歌：ライラ・古賀小春・喜多日菜子・双葉杏・森久保乃々

ミステリーハート
作詞・作曲・編曲：PandaBoY
『スターライトステージ』のイベント配信楽曲。
収録作品
- アイドルマスター シンデレラガールズ スターライトステージ - イベント配信 歌：宮本フレデリカ・速水奏

収録CD
- THE IDOLM@STER CINDERELLA GIRLS STARLIGHT MASTER HEART TICKER! 03 HALLOWEEN GAME
  - ミステリーハート 歌：宮本フレデリカ・速水奏

スバル
作詞：竹市佳伸、作曲：竹市佳伸・森本練、編曲：竹市佳伸
『スターライトステージ』のイベント配信楽曲。
収録作品
- GAME VERSION
  - アイドルマスター シンデレラガールズ スターライトステージ - イベント配信 歌：水本ゆかり・大石泉・乙倉悠貴・多田李衣菜・神谷奈緒

収録CD
- M@STER VERSION
  - THE IDOLM@STER CINDERELLA GIRLS STARLIGHT MASTER HEART TICKER! 08 スバル
    - スバル（M@STER VERSION） 歌：大石泉・乙倉悠貴・多田李衣菜・水本ゆかり・神谷奈緒
    - スバル（M@STER VERSION）大石泉ソロ・リミックス 歌：大石泉
    - スバル（M@STER VERSION）乙倉悠貴ソロ・リミックス 歌：乙倉悠貴
    - スバル（M@STER VERSION）多田李衣菜ソロ・リミックス 歌：多田李衣菜
    - スバル（M@STER VERSION）水本ゆかりソロ・リミックス 歌：水本ゆかり
    - スバル（M@STER VERSION）神谷奈緒ソロ・リミックス 歌：神谷奈緒

- GAME VERSION
  - THE IDOLM@STER CINDERELLA GIRLS STARLIGHT MASTER HEART TICKER! 08 スバル
    - スバル 歌：大石泉・乙倉悠貴・多田李衣菜・水本ゆかり・神谷奈緒

書きかけのラブレター
作詞・作曲・編曲：トミタカズキ（SUPA LOVE）
『スターライトステージ』のイベント配信楽曲。
収録作品
- アイドルマスター シンデレラガールズ スターライトステージ - イベント配信 歌：関裕美・白菊ほたる・森久保乃々

収録CD
- THE IDOLM@STER CINDERELLA GIRLS STARLIGHT MASTER HEART TICKER! 04 D-ark L-ily's Grin
  - 書きかけのラブレター 歌：関裕美・白菊ほたる・森久保乃々

ソワレ
作詞：ナナホシ管弦楽団、作曲：岩見陸、カバーアレンジ：錦織孝宏（TRYTONELABO）、オリジナルアーティスト：星街すいせい
星街すいせいの楽曲のカバー。
収録作品
- アイドルマスター シンデレラガールズ スターライトステージ - 条件を満たすと使用可能 歌：木村夏樹

収録CD
- THE IDOLM@STER CINDERELLA GIRLS STARLIGHT MASTER COLLABORATION! ジュビリー
  - ソワレ 歌：木村夏樹

みちづれ
作詞・作曲：Ayase、カバーアレンジ：大岩航（TRYTONELABO）、オリジナルアーティスト：星街すいせい
星街すいせいの楽曲のカバー。
収録作品
- アイドルマスター シンデレラガールズ スターライトステージ - 条件を満たすと使用可能 歌：黒埼ちとせ

収録CD
- THE IDOLM@STER CINDERELLA GIRLS STARLIGHT MASTER COLLABORATION! ジュビリー
  - みちづれ 歌：黒埼ちとせ

ジュビリー
作詞・作曲・編曲：TAKU INOUE
『スターライトステージ』のイベント配信楽曲。
星街すいせいとのコラボレーションの一環として書き下ろされた。
収録作品
- アイドルマスター シンデレラガールズ スターライトステージ - イベント配信 歌：高垣楓・星街すいせい

収録CD
- THE IDOLM@STER CINDERELLA GIRLS STARLIGHT MASTER COLLABORATION! ジュビリー
  - ジュビリー（M@STER VERSION） 歌：高垣楓・星街すいせい
  - ジュビリー（M@STER VERSION）高垣楓ソロ・リミックス 歌：高垣楓
  - ジュビリー（M@STER VERSION）星街すいせいソロ・リミックス 歌：星街すいせい

灼熱にて純情(wii-wii-woo)
作詞・作曲：田淵智也、カバーアレンジ：新山俊也、オリジナルアーティスト：星街すいせい
星街すいせいの楽曲のカバー。
収録作品
- アイドルマスター シンデレラガールズ スターライトステージ - 条件を満たすと使用可能 歌：星輝子

収録CD
- THE IDOLM@STER CINDERELLA GIRLS STARLIGHT MASTER COLLABORATION! ジュビリー
  - 灼熱にて純情(wii-wii-woo) 歌：星輝子

Stellar Stellar
作詞・作曲：TAKU INOUE、カバーアレンジ：石垣遼真（TRYTONELABO）、オリジナルアーティスト：星街すいせい
星街すいせいの楽曲のカバー。
収録作品
- アイドルマスター シンデレラガールズ スターライトステージ - 条件を満たすと使用可能 歌：渋谷凛・星街すいせい

収録CD
- THE IDOLM@STER CINDERELLA GIRLS STARLIGHT MASTER COLLABORATION! ジュビリー
  - Stellar Stellar 歌：渋谷凛・星街すいせい
  - Stellar Stellar 渋谷凛ソロ・リミックス 歌：渋谷凛

神様！絶対だよ
作詞・作曲・編曲：Funta7
『スターライトステージ』のイベント配信楽曲。
収録作品
- アイドルマスター シンデレラガールズ スターライトステージ - イベント配信 歌：イヴ・サンタクロース・西園寺琴歌・島村卯月・高森藍子・新田美波

収録CD
- M@STER VERSION
  - THE IDOLM@STER CINDERELLA GIRLS STARLIGHT MASTER HEART TICKER! 09 神様！絶対だよ
    - 神様！絶対だよ（M@STER VERSION） 歌：イヴ・サンタクロース・西園寺琴歌・島村卯月・高森藍子・新田美波
    - 神様！絶対だよ（M@STER VERSION）イヴ・サンタクロースソロ・リミックス 歌：イヴ・サンタクロース
    - 神様！絶対だよ（M@STER VERSION）西園寺琴歌ソロ・リミックス 歌：西園寺琴歌
    - 神様！絶対だよ（M@STER VERSION）島村卯月ソロ・リミックス 歌：島村卯月
    - 神様！絶対だよ（M@STER VERSION）高森藍子ソロ・リミックス 歌：高森藍子
    - 神様！絶対だよ（M@STER VERSION）新田美波ソロ・リミックス 歌：新田美波

- GAME VERSION
  - THE IDOLM@STER CINDERELLA GIRLS STARLIGHT MASTER HEART TICKER! 09 神様！絶対だよ
    - 神様！絶対だよ 歌：イヴ・サンタクロース・西園寺琴歌・島村卯月・高森藍子・新田美波

アッパレ♪Mahara★Japaaan!
作詞：fumi、作曲・編曲：小野貴光
『スターライトステージ』のイベント配信楽曲。
収録作品
- アイドルマスター シンデレラガールズ スターライトステージ - イベント配信 歌：堀裕子・片桐早苗・及川雫

収録CD
- THE IDOLM@STER CINDERELLA GIRLS STARLIGHT MASTER HEART TICKER! 08 スバル
  - アッパレ♪Mahara★Japaaan! 歌：堀裕子・片桐早苗・及川雫

流星浪漫
作詞：井筒日美、作曲・編曲：井上馨太（MONACA）
『スターライトステージ』のイベント配信楽曲。
収録作品
- アイドルマスター シンデレラガールズ スターライトステージ - イベント配信 歌：鷺沢文香・鷹富士茄子

収録CD
- M@STER VERSION
  - THE IDOLM@STER CINDERELLA GIRLS STARLIGHT MASTER HEART TICKER! 10 流星浪漫
    - 流星浪漫（M@STER VERSION） 歌：鷺沢文香・鷹富士茄子
    - 流星浪漫（M@STER VERSION）鷺沢文香ソロ・リミックス 歌：鷺沢文香
    - 流星浪漫（M@STER VERSION）鷹富士茄子ソロ・リミックス 歌：鷹富士茄子

- GAME VERSION
  - THE IDOLM@STER CINDERELLA GIRLS STARLIGHT MASTER HEART TICKER! 10 流星浪漫
    - 流星浪漫 歌：鷺沢文香・鷹富士茄子

Enishi
作詞・作曲・編曲：ウツミタカアキ
『スターライトステージ』のイベント配信楽曲。
収録作品
- アイドルマスター シンデレラガールズ スターライトステージ - イベント配信 歌：小早川紗枝・塩見周子

収録CD
- THE IDOLM@STER CINDERELLA GIRLS STARLIGHT MASTER HEART TICKER! 09 神様！絶対だよ
  - Enishi 歌：小早川紗枝・塩見周子

バラカストーリア ～月と太陽に祝福を～
作詞・作曲・編曲：アオワイファイ
『スターライトステージ』のイベント配信楽曲。
収録作品
- アイドルマスター シンデレラガールズ スターライトステージ - イベント配信 歌：ナターリア・ライラ

収録CD
- M@STER VERSION
  - THE IDOLM@STER CINDERELLA GIRLS STARLIGHT MASTER HEART TICKER! 11 バラカストーリア ～月と太陽に祝福を～
    - バラカストーリア ～月と太陽に祝福を～（M@STER VERSION） 歌：ナターリア・ライラ
    - バラカストーリア ～月と太陽に祝福を～（M@STER VERSION）ナターリアソロ・リミックス 歌：ナターリア
    - バラカストーリア ～月と太陽に祝福を～（M@STER VERSION）ライラソロ・リミックス 歌：ライラ

- GAME VERSION
  - THE IDOLM@STER CINDERELLA GIRLS STARLIGHT MASTER HEART TICKER! 11 バラカストーリア ～月と太陽に祝福を～
    - バラカストーリア ～月と太陽に祝福を～ 歌：ナターリア・ライラ

モラトリアム
作詞・作曲・編曲：中村さんそ
『スターライトステージ』のイベント配信楽曲。
収録作品
- アイドルマスター シンデレラガールズ スターライトステージ - イベント配信 歌：夢見りあむ・双葉杏

収録CD
- M@STER VERSION
  - THE IDOLM@STER CINDERELLA GIRLS STARLIGHT MASTER HEART TICKER! 12 モラトリアム
    - モラトリアム（M@STER VERSION） 歌：夢見りあむ・双葉杏
    - モラトリアム（M@STER VERSION）夢見りあむソロ・リミックス 歌：夢見りあむ
    - モラトリアム（M@STER VERSION）双葉杏ソロ・リミックス 歌：双葉杏

- GAME VERSION
  - THE IDOLM@STER CINDERELLA GIRLS STARLIGHT MASTER HEART TICKER! 12 モラトリアム
    - モラトリアム 歌：夢見りあむ・双葉杏

Fantasia for the Girls
作詞：八城雄太、作曲・編曲：設楽哲也
『スターライトステージ』のイベント配信楽曲。同作品のリリース九周年を記念して配信された。
収録作品
- アイドルマスター シンデレラガールズ スターライトステージ - イベント配信 歌：久川颯・イヴ・サンタクロース・白雪千夜・神谷奈緒・藤原肇・依田芳乃・赤城みりあ・星輝子・小早川紗枝

収録CD
- M@STER VERSION
  - THE IDOLM@STER CINDERELLA GIRLS STARLIGHT MASTER CRYSTAL QUALIA 01 Fantasia for the Girls
    - Fantasia for the Girls（M@STER VERSION） 歌：久川颯・イヴ・サンタクロース・白雪千夜・神谷奈緒・藤原肇・依田芳乃・赤城みりあ・星輝子・小早川紗枝
    - Fantasia for the Girls（M@STER VERSION）久川颯ソロ・リミックス 歌：久川颯
    - Fantasia for the Girls（M@STER VERSION）イヴ・サンタクロースソロ・リミックス 歌：イヴ・サンタクロース
    - Fantasia for the Girls（M@STER VERSION）白雪千夜ソロ・リミックス 歌：白雪千夜
    - Fantasia for the Girls（M@STER VERSION）神谷奈緒ソロ・リミックス 歌：神谷奈緒
    - Fantasia for the Girls（M@STER VERSION）藤原肇ソロ・リミックス 歌：藤原肇
    - Fantasia for the Girls（M@STER VERSION）依田芳乃ソロ・リミックス 歌：依田芳乃
    - Fantasia for the Girls（M@STER VERSION）赤城みりあソロ・リミックス 歌：赤城みりあ
    - Fantasia for the Girls（M@STER VERSION）星輝子ソロ・リミックス 歌：星輝子
    - Fantasia for the Girls（M@STER VERSION）小早川紗枝ソロ・リミックス 歌：小早川紗枝

- GAME VERSION
  - THE IDOLM@STER CINDERELLA GIRLS STARLIGHT MASTER CRYSTAL QUALIA 01 Fantasia for the Girls
    - Fantasia for the Girls 歌：久川颯・イヴ・サンタクロース・白雪千夜・神谷奈緒・藤原肇・依田芳乃・赤城みりあ・星輝子・小早川紗枝

Fin[e]～美しき終焉～
作詞：只野菜摘、作曲・編曲：伊藤翼
『スターライトステージ』のイベント配信楽曲。
収録作品
- アイドルマスター シンデレラガールズ スターライトステージ - イベント配信 歌：一ノ瀬志希・黒埼ちとせ

収録CD
- M@STER VERSION
  - THE IDOLM@STER CINDERELLA GIRLS STARLIGHT MASTER CRYSTAL QUALIA 02 Fin[e]～美しき終焉～
    - Fin[e]～美しき終焉～（M@STER VERSION） 歌：一ノ瀬志希・黒埼ちとせ
    - Fin[e]～美しき終焉～（M@STER VERSION）一ノ瀬志希ソロ・リミックス 歌：一ノ瀬志希
    - Fin[e]～美しき終焉～（M@STER VERSION）黒埼ちとせソロ・リミックス 歌：黒埼ちとせ

- GAME VERSION
  - THE IDOLM@STER CINDERELLA GIRLS STARLIGHT MASTER CRYSTAL QUALIA 02 Fin[e]～美しき終焉～
    - Fin[e]～美しき終焉～ 歌：一ノ瀬志希・黒埼ちとせ

EPHEMERAL AЯROW
作詞：アオワイファイ、作曲・編曲：Powerless
『スターライトステージ』のイベント配信楽曲。
収録作品
- アイドルマスター シンデレラガールズ スターライトステージ - イベント配信 歌：二宮飛鳥・白雪千夜

収録CD
- M@STER VERSION
  - THE IDOLM@STER CINDERELLA GIRLS STARLIGHT MASTER CRYSTAL QUALIA 03 EPHEMERAL AЯROW
    - EPHEMERAL AЯROW（M@STER VERSION） 歌：二宮飛鳥・白雪千夜
    - EPHEMERAL AЯROW（M@STER VERSION）二宮飛鳥ソロ・リミックス 歌：二宮飛鳥
    - EPHEMERAL AЯROW（M@STER VERSION）白雪千夜ソロ・リミックス 歌：白雪千夜

- GAME VERSION
  - THE IDOLM@STER CINDERELLA GIRLS STARLIGHT MASTER CRYSTAL QUALIA 03 EPHEMERAL AЯROW
    - EPHEMERAL AЯROW 歌：二宮飛鳥・白雪千夜

We wish your smile
作詞・作曲・編曲：鶴﨑輝一
『スターライトステージ』のイベント配信楽曲。
収録作品
- アイドルマスター シンデレラガールズ スターライトステージ - イベント配信 歌：望月聖・イヴ・サンタクロース

収録CD
- M@STER VERSION
  - THE IDOLM@STER CINDERELLA GIRLS STARLIGHT MASTER CRYSTAL QUALIA 04 We wish your smile
    - We wish your smile（M@STER VERSION） 歌：望月聖・イヴ・サンタクロース
    - We wish your smile（M@STER VERSION）望月聖ソロ・リミックス 歌：望月聖
    - We wish your smile（M@STER VERSION）イヴ・サンタクロースソロ・リミックス 歌：イヴ・サンタクロース

- GAME VERSION
  - THE IDOLM@STER CINDERELLA GIRLS STARLIGHT MASTER CRYSTAL QUALIA 04 We wish your smile
    - We wish your smile 歌：望月聖・イヴ・サンタクロース

スマイルファンタジー
作詞・作曲・編曲：TAKT（TRYTONELABO）
『スターライトステージ』のイベント配信楽曲。
収録作品
- アイドルマスター シンデレラガールズ スターライトステージ - イベント配信 歌：道明寺歌鈴・鷹富士茄子・城ヶ崎莉嘉・川島瑞樹・アナスタシア

収録CD
- M@STER VERSION
  - THE IDOLM@STER CINDERELLA GIRLS STARLIGHT MASTER CRYSTAL QUALIA 05 スマイルファンタジー
    - スマイルファンタジー（M@STER VERSION） 歌：道明寺歌鈴・鷹富士茄子・城ヶ崎莉嘉・川島瑞樹・アナスタシア
    - スマイルファンタジー（M@STER VERSION）道明寺歌鈴ソロ・リミックス 歌：道明寺歌鈴
    - スマイルファンタジー（M@STER VERSION）鷹富士茄子ソロ・リミックス 歌：鷹富士茄子
    - スマイルファンタジー（M@STER VERSION）城ヶ崎莉嘉ソロ・リミックス 歌：城ヶ崎莉嘉
    - スマイルファンタジー（M@STER VERSION）川島瑞樹ソロ・リミックス 歌：川島瑞樹
    - スマイルファンタジー（M@STER VERSION）アナスタシアソロ・リミックス 歌：アナスタシア

- GAME VERSION
  - THE IDOLM@STER CINDERELLA GIRLS STARLIGHT MASTER CRYSTAL QUALIA 05 スマイルファンタジー
    - スマイルファンタジー 歌：道明寺歌鈴・鷹富士茄子・城ヶ崎莉嘉・川島瑞樹・アナスタシア

イーリャンサンキュー
作詞・作曲・編曲：出口遼
『スターライトステージ』のイベント配信楽曲。
収録作品
- アイドルマスター シンデレラガールズ スターライトステージ - イベント配信 歌：中野有香・三村かな子・大和亜季・前川みく・久川凪

収録CD
- M@STER VERSION
  - THE IDOLM@STER CINDERELLA GIRLS STARLIGHT MASTER CRYSTAL QUALIA 06 イーリャンサンキュー
    - イーリャンサンキュー（M@STER VERSION） 歌：中野有香・三村かな子・大和亜季・前川みく・久川凪
    - イーリャンサンキュー（M@STER VERSION）中野有香ソロ・リミックス 歌：中野有香
    - イーリャンサンキュー（M@STER VERSION）三村かな子ソロ・リミックス 歌：三村かな子
    - イーリャンサンキュー（M@STER VERSION）大和亜季ソロ・リミックス 歌：大和亜季
    - イーリャンサンキュー（M@STER VERSION）前川みくソロ・リミックス 歌：前川みく
    - イーリャンサンキュー（M@STER VERSION）久川凪ソロ・リミックス 歌：久川凪

- GAME VERSION
  - THE IDOLM@STER CINDERELLA GIRLS STARLIGHT MASTER CRYSTAL QUALIA 06 イーリャンサンキュー
    - イーリャンサンキュー 歌：中野有香・三村かな子・大和亜季・前川みく・久川凪

禍魂朧夜
作詞：ミズノゲンキ、作曲・編曲：睦月周平
『スターライトステージ』のイベント配信楽曲。
タイトルの読みは「まがたまのおぼろよ」。
収録作品
- アイドルマスター シンデレラガールズ スターライトステージ - イベント配信 歌：浜口あやめ・村上巴・塩見周子

収録CD
- M@STER VERSION
  - THE IDOLM@STER CINDERELLA GIRLS STARLIGHT MASTER CRYSTAL QUALIA 08 禍魂朧夜
    - 禍魂朧夜（M@STER VERSION） 歌：浜口あやめ・村上巴・塩見周子
    - 禍魂朧夜（M@STER VERSION）浜口あやめソロ・リミックス 歌：浜口あやめ
    - 禍魂朧夜（M@STER VERSION）村上巴ソロ・リミックス 歌：村上巴
    - 禍魂朧夜（M@STER VERSION）塩見周子ソロ・リミックス 歌：塩見周子

- GAME VERSION
  - THE IDOLM@STER CINDERELLA GIRLS STARLIGHT MASTER CRYSTAL QUALIA 08 禍魂朧夜
    - 禍魂朧夜 歌：浜口あやめ・村上巴・塩見周子

Morgana
作詞・作曲・編曲：烏屋茶房
『スターライトステージ』のイベント配信楽曲。
収録作品
- アイドルマスター シンデレラガールズ スターライトステージ - イベント配信 歌：大石泉・八神マキノ・浅利七海

収録CD
- M@STER VERSION
  - THE IDOLM@STER CINDERELLA GIRLS STARLIGHT MASTER CRYSTAL QUALIA 09 Morgana
    - Morgana（M@STER VERSION） 歌：大石泉・八神マキノ・浅利七海
    - Morgana（M@STER VERSION）大石泉ソロ・リミックス 歌：大石泉
    - Morgana（M@STER VERSION）八神マキノソロ・リミックス 歌：八神マキノ
    - Morgana（M@STER VERSION）浅利七海ソロ・リミックス 歌：浅利七海

- GAME VERSION
  - THE IDOLM@STER CINDERELLA GIRLS STARLIGHT MASTER CRYSTAL QUALIA 09 Morgana
    - Morgana 歌：浜口あやめ・村上巴・塩見周子

オトメゴコロ更新中
作詞：やぎぬまかな、作曲・編曲：ヒゲドライバー
『スターライトステージ』のイベント配信楽曲。
収録作品
- アイドルマスター シンデレラガールズ スターライトステージ - イベント配信 歌：辻野あかり・関裕美

がおちゅー♪さふぁりぱーく！
作詞：八城雄太、作曲・編曲：山崎真吾（SUPA LOVE）
『スターライトステージ』のイベント配信楽曲。
収録作品
- アイドルマスター シンデレラガールズ スターライトステージ - イベント配信 歌：三船美優・市原仁奈・向井拓海・及川雫

### 『ビューイングレボリューション』収録曲
Yes! Party Time!!
作詞・作曲：俊龍、編曲：SizuK
『ビューイングレボリューション』テーマソング。
収録作品
- VR VERSION
  - アイドルマスター シンデレラガールズ ビューイングレボリューション - 初期収録曲

- GAME VERSION
  - アイドルマスター シンデレラガールズ スターライトステージ - イベント配信 歌：佐々木千枝・龍崎薫・櫻井桃華・赤城みりあ・市原仁奈／島村卯月・渋谷凛・本田未央・赤城みりあ・安部菜々

収録CD
- M@STER VERSION
  - THE IDOLM@STER CINDERELLA GIRLS VIEWING REVOLUTION Yes! Party Time!!
    - Yes! Party Time!! （M@STER VERSION） - 歌：島村卯月・渋谷凛・本田未央・赤城みりあ・安部菜々

  - THE IDOLM@STER CINDERELLA MASTER イリュージョニスタ！
    - Yes! Party Time!! （M@STER VERSION） - 歌：佐々木千枝・龍崎薫・櫻井桃華・赤城みりあ・市原仁奈

  - アイドルマスター シンデレラガールズ U149 第4巻 特別版 特典CD
    - Yes! Party Time!! （M@STER VERSION） -  歌：赤城みりあ・結城晴・市原仁奈

  - THE IDOLM@STER CINDERELLA GIRLS U149 ソラシドリームパーティー会場オリジナルCD
    - Yes! Party Time!! 龍崎薫ソロ・リミックス 歌：龍崎薫

- VR VERSION
  - THE IDOLM@STER CINDERELLA GIRLS VIEWING REVOLUTION Yes! Party Time!!
    - Yes! Party Time!! （VR VERSION） - 歌：島村卯月・渋谷凛・本田未央・赤城みりあ・安部菜々

- GAME VERSION
  - THE IDOLM@STER CINDERELLA MASTER イリュージョニスタ！
    - Yes! Party Time!! - 歌：佐々木千枝・龍崎薫・櫻井桃華・赤城みりあ・市原仁奈

  - アイドルマスター シンデレラガールズ WILD WIND GIRL 第3巻 特装版 特典CD
    - Yes! Party Time!! - 歌：安部菜々

- NON STOP REMIX
  - THE IDOLM@STER CINDERELLA GIRLS 4thLIVE TriCastle Story SPECIAL LIVE ALBUM
    - Yes! Party Time!! / from "Starlight Castle Day2" 歌：THE IDOLM@STER CINDERELLA GIRLS

## ラジオ関連楽曲

### 『CINDERELLA PARTY!』関連楽曲
「歌姫楽園 side C」でのカバー曲については該当項目を参照。
でれぱDEないと
作詞：原紗友里・青木瑠璃子、作曲：吟（BUSTED ROSE）、編曲：橋本由香利
『CINDERELLA PARTY!』テーマソング。
収録CD
- CINDERELLA PARTY! でれぱDEないと をきかないと!! ～あかるくせいそにかわいくきよく～
  - でれぱDEないと 歌：原紗友里・青木瑠璃子

でれぱれ～ど
作詞：原紗友里・青木瑠璃子、作曲：田村信二、編曲：奥井康介
『CINDERELLA PARTY!』テーマソング。
収録CD
- CINDERELLA PARTY! でれぱれ～どがやってきた！ ～イケてる彼女と楽しい公録～
  - でれぱれ～ど 歌：原紗友里・青木瑠璃子

Advance
作詞：原紗友里・青木瑠璃子、作曲・編曲：平清十郎（TRYTONELABO）
CDオリジナル曲。
収録CD
- CINDERELLA PARTY! でれぱれ～どがやってきた！ ～イケてる彼女と楽しい公録～
  - Advance 歌：原紗友里・青木瑠璃子

でれぱ音頭
作詞：原紗友里・青木瑠璃子、作曲：三浦誠司、編曲：坪田修平（TRYTONELABO）
『CINDERELLA PARTY!』テーマソング。
収録CD
- CINDERELLA PARTY! でれぱ音頭 ＼ドンドンカッ／
  - でれぱ音頭 歌：原紗友里・青木瑠璃子

デレぱにぱにック
作詞：原紗友里・青木瑠璃子、作曲・編曲：長谷川智樹
『CINDERELLA PARTY!』テーマソング。
収録CD
- CINDERELLA PARTY! デレぱにぱにック＆デレパノココロ ～信じられないくらい素敵なCD～
  - デレぱにぱにック 歌：原紗友里・青木瑠璃子

デレパノココロ
作詞：原紗友里・青木瑠璃子、作曲・編曲：AJURIKA
『CINDERELLA PARTY!』テーマソング。
収録CD
- CINDERELLA PARTY! デレぱにぱにック＆デレパノココロ ～信じられないくらい素敵なCD～
  - デレパノココロ 歌：原紗友里・青木瑠璃子

デレパの神曲
作詞・歌：原紗友里・青木瑠璃子、作曲・編曲：ハートブレイカー滝澤
『CINDERELLA PARTY!』テーマソング。
でれぱ 拾年の宴
作詞・歌：原紗友里・青木瑠璃子、作曲・編曲：滝澤俊輔（TRYTONELABO）
『CINDERELLA PARTY!』10周年記念テーマソング。

### 『デレラジ☆』関連楽曲
Treasure☆
作詞：デレパジ（大橋彩香・福原綾香・佳村はるか・原紗友里・青木瑠璃子）、作曲・編曲：滝澤俊輔（TRYTONELABO）
『デレラジ☆』と『CINDERELLA PARTY!』のコラボ楽曲。双方の番組でテーマソングとして使用。
収録作品
- GAME VERSION
  - アイドルマスター シンデレラガールズ スターライトステージ - 通常配信 歌：島村卯月・渋谷凛・城ヶ崎美嘉・本田未央・多田李衣菜

収録CD
- M@STER VERISON
  - THE IDOLM@STER CINDERELLA MASTER Treasure☆
    - Treasure☆（M@STER VERISON） - 歌：島村卯月・渋谷凛・城ヶ崎美嘉・本田未央・多田李衣菜
    - Treasure☆（M@STER VERISON） デレラジ☆ MIX - 歌：島村卯月・渋谷凛・城ヶ崎美嘉
    - Treasure☆（M@STER VERISON） CINDERELLA PARTY! MIX - 歌：本田未央・多田李衣菜

- NON STOP REMIX
  - THE IDOLM@STER CINDERELLA GIRLS 5thLIVE TOUR Serendipity Parade!!! SPECIAL LIVE ALBUM Vol.3
    - Treasure☆ / from "SSA DAY2" 歌：THE IDOLM@STER CINDERELLA GIRLS

## その他の楽曲
Serendipity Parade!!!
作曲・編曲：BNSI（中鶴潤一）
2017年5月から8月に全国七都市で行われたライブツアー「THE IDOLM@STER CINDERELLA GIRLS 5thLIVE TOUR Serendipity Parade!!!」のために書き下ろされた楽曲。
収録CD
- フルバーション
  - THE IDOLM@STER CINDERELLA GIRLS 5thLIVE TOUR Serendipity Parade!!! SPECIAL LIVE ALBUM Vol.1
    - Opening「Serendipity Parade!!!」

- NON STOP REMIX
  - THE IDOLM@STER CINDERELLA GIRLS 5thLIVE TOUR Serendipity Parade!!! SPECIAL LIVE ALBUM Vol.2
    - Opening「Serendipity Parade!!!」 / from "SHIZUOKA"

  - THE IDOLM@STER CINDERELLA GIRLS 5thLIVE TOUR Serendipity Parade!!! SPECIAL LIVE ALBUM Vol.3
    - Opening「Serendipity Parade!!!」 / from "SSA DAY1"

Stage bye Stage
作詞：ミズノゲンキ、作曲・編曲：睦月周平
2018年7月13日から10月にかけて開催されたCGキャラクターライブ「THE IDOLM@STER CINDERELLA GIRLS new generations★BrilliantParty！」のために書き下ろされた楽曲。
収録CD
- THE IDOLM@STER CINDERELLA GIRLS CG STAR LIVE Stage bye Stage
  - Stage bye Stage 歌：島村卯月・渋谷凛・本田未央
  - Stage bye Stage 島村卯月ソロ・リミックス 歌：島村卯月
  - Stage bye Stage 渋谷凛ソロ・リミックス 歌：渋谷凛
  - Stage bye Stage 本田未央ソロ・リミックス 歌：本田未央

- THE IDOLM@STER CINDERELLA GIRLS STARLIGHT MASTER 31 Pretty Liar
  - Stage bye Stage 歌：島村卯月・小日向美穂・五十嵐響子・渋谷凛・北条加蓮・神谷奈緒・本田未央・日野茜・高森藍子

スパイスパラダイス
作詞・作曲・編曲：宮崎誠
日清食品「カレーメシ」のキャンペーンソング。
カレーメシとシンデレラガールズのコラボキャンペーン用により製作された楽曲。2018年9月6日にPVが公開。
収録作品
- GAME VERSION
  - アイドルマスター シンデレラガールズ スターライトステージ - イベント配信

収録CD
- カレーメシver.
  - 日清カレーメシ アイドルマスター シンデレラガールズ CD付き特別BOXセット
    - スパイスパラダイス～カレーメシver.～ 歌：日野茜・本田未央・高森藍子

- スパイスパラダイスver.
  - THE IDOLM@STER CINDERELLA GIRLS STARLIGHT MASTER 27 Vast world
    - スパイスパラダイス 歌：日野茜・本田未央・高森藍子

Starry-Go-Round
作詞：磯谷佳江、作曲：小野貴光、編曲：玉木千尋
2018年11月・12月に行われたライブイベント「THE IDOLM@STER CINDERELLA GIRLS 6thLIVE MERRY-GO-ROUNDOME!!!」のために書き下ろされた楽曲。
収録作品
- GAME VERSION
  - アイドルマスター シンデレラガールズ スターライトステージ - イベント配信 歌：前川みく・大槻唯・アナスタシア・姫川友紀・二宮飛鳥

収録CD
- M@STER VERSION
  - THE IDOLM@STER CINDERELLA GIRLS STARLIGHT MASTER 33 Starry-Go-Round
    - Starry-Go-Round（M@STER VERSION） 歌：前川みく・大槻唯・アナスタシア・姫川友紀・二宮飛鳥

  - THE IDOLM@STER CINDERELLA GIRLS Broadcast ＆ Live Happy New Yell!!! オリジナルCD
    - Starry-Go-Round（M@STER VERSION）前川みくソロ・リミックス 歌：前川みく
    - Starry-Go-Round（M@STER VERSION）大槻唯ソロ・リミックス 歌：大槻唯
    - Starry-Go-Round（M@STER VERSION）アナスタシアソロ・リミックス 歌：アナスタシア
    - Starry-Go-Round（M@STER VERSION）姫川友紀ソロ・リミックス 歌：姫川友紀
    - Starry-Go-Round（M@STER VERSION）二宮飛鳥ソロ・リミックス 歌：二宮飛鳥

- GAME VERSION
  - THE IDOLM@STER CINDERELLA GIRLS STARLIGHT MASTER 33 Starry-Go-Round
    - Starry-Go-Round 歌：前川みく・大槻唯・アナスタシア・姫川友紀・二宮飛鳥

comic cosmic
作詞：只野菜摘、作曲・編曲：篠崎あやと・橘亮祐
2019年9月に行われたライブイベント「THE IDOLM@STER CINDERELLA GIRLS 7thLIVE Special 3chord♪ Comical Pops!」のために書き下ろされた楽曲。
収録作品
- GAME VERSION
  - アイドルマスター シンデレラガールズ スターライトステージ - イベント配信 歌：佐久間まゆ・久川颯・中野有香・佐々木千枝・堀裕子

収録CD
- M@STER VERSION
  - THE IDOLM@STER CINDERELLA MASTER 3chord for the Pops!
    - comic cosmic（M@STER VERSION） 歌：佐久間まゆ・久川颯・中野有香・佐々木千枝・堀裕子

- GAME VERSION
  - THE IDOLM@STER CINDERELLA MASTER 3chord for the Pops!
    - comic cosmic 歌：佐久間まゆ・久川颯・中野有香・佐々木千枝・堀裕子

ミラーボール・ラブ
作詞：MC TC、作曲・編曲：TAKU INOUE
2019年11月に行われたライブイベント「THE IDOLM@STER CINDERELLA GIRLS 7thLIVE Special 3chord♪ Funky Dancing!」のために書き下ろされた楽曲。
収録作品
- GAME VERSION
  - アイドルマスター シンデレラガールズ スターライトステージ - イベント配信 歌：宮本フレデリカ・棟方愛海・及川雫・荒木比奈・姫川友紀

収録CD
- M@STER VERSION
  - THE IDOLM@STER CINDERELLA MASTER 3chord for the Dance!
    - ミラーボール・ラブ（M@STER VERSION） 歌：宮本フレデリカ・棟方愛海・及川雫・荒木比奈・姫川友紀

  - アイドルマスター シンデレラガールズ U149 第8巻 オリジナルCD付き特別版 特典CD
    - ミラーボール・ラブ（M@STER VERSION） 歌：的場梨沙

- GAME VERSION
  - THE IDOLM@STER CINDERELLA MASTER 3chord for the Dance!
    - ミラーボール・ラブ 歌：宮本フレデリカ・棟方愛海・及川雫・荒木比奈・姫川友紀

Unlock Starbeat
作詞：磯谷佳江、作曲・編曲：IMAJO（PSYCHIC LOVER）
2020年2月に行われたライブイベント「THE IDOLM@STER CINDERELLA GIRLS 7thLIVE Special 3chord♪ Glowing Rock!」のために書き下ろされた楽曲。
収録作品
- GAME VERSION
  - アイドルマスター シンデレラガールズ スターライトステージ - イベント配信 歌：星輝子・白雪千夜・神崎蘭子・五十嵐響子・多田李衣菜

収録CD
- M@STER VERSION
  - THE IDOLM@STER CINDERELLA MASTER 3chord for the Rock!
    - Unlock Starbeat（M@STER VERSION） 歌：星輝子・白雪千夜・神崎蘭子・五十嵐響子・多田李衣菜

- GAME VERSION
  - THE IDOLM@STER CINDERELLA MASTER 3chord for the Rock!
    - Unlock Starbeat 歌：星輝子・白雪千夜・神崎蘭子・五十嵐響子・多田李衣菜

かぼちゃ姫
作詞・作曲：ササキトモコ、編曲：坪田修平（TRYTONELABO）
2021年10月に行われたライブイベント「THE IDOLM@STER CINDERELLA GIRLS 10th ANNIVERSARY M@GICAL WONDERLAND TOUR!!! MerryMaerchen Land」のために書き下ろされた楽曲。
収録作品
- GAME VERSION
  - アイドルマスター シンデレラガールズ スターライトステージ - イベント配信 歌：関裕美・久川凪・椎名法子・白坂小梅・森久保乃々

収録CD
- M@STER VERSION
  - THE IDOLM@STER CINDERELLA GIRLS STARLIGHT MASTER R/LOCK ON! 03 かぼちゃ姫
    - かぼちゃ姫（M@STER VERSION） 歌：関裕美・久川凪・椎名法子・白坂小梅・森久保乃々
    - かぼちゃ姫（M@STER VERSION）白坂小梅ソロ・リミックス 歌：白坂小梅
    - かぼちゃ姫（M@STER VERSION）久川凪ソロ・リミックス 歌：久川凪
    - かぼちゃ姫（M@STER VERSION）関裕美ソロ・リミックス 歌：関裕美
    - かぼちゃ姫（M@STER VERSION）森久保乃々ソロ・リミックス 歌：森久保乃々
    - かぼちゃ姫（M@STER VERSION）椎名法子ソロ・リミックス 歌：椎名法子

- GAME VERSION
  - THE IDOLM@STER CINDERELLA GIRLS STARLIGHT MASTER R/LOCK ON! 03 かぼちゃ姫
    - かぼちゃ姫 歌：関裕美・久川凪・椎名法子・白坂小梅・森久保乃々

トロピカルガール
作詞：磯谷佳江、作曲・編曲：小野貴光
2022年1月に行われたライブイベント「THE IDOLM@STER CINDERELLA GIRLS 10th ANNIVERSARY M@GICAL WONDERLAND TOUR!!! Tropical Land」のために書き下ろされた楽曲。
収録作品
- GAME VERSION
  - アイドルマスター シンデレラガールズ スターライトステージ - イベント配信 歌：夢見りあむ・難波笑美・三村かな子・乙倉悠貴・姫川友紀

収録CD
- M@STER VERSION
  - THE IDOLM@STER CINDERELLA GIRLS STARLIGHT MASTER R/LOCK ON! 05 トロピカルガール
    - トロピカルガール（M@STER VERSION） 歌：夢見りあむ・難波笑美・三村かな子・乙倉悠貴・姫川友紀
    - トロピカルガール（M@STER VERSION）夢見りあむソロ・リミックス 歌：夢見りあむ
    - トロピカルガール（M@STER VERSION）難波笑美ソロ・リミックス 歌：難波笑美
    - トロピカルガール（M@STER VERSION）三村かな子ソロ・リミックス 歌：三村かな子
    - トロピカルガール（M@STER VERSION）乙倉悠貴ソロ・リミックス 歌：乙倉悠貴
    - トロピカルガール（M@STER VERSION）姫川友紀ソロ・リミックス 歌：姫川友紀

- GAME VERSION
  - THE IDOLM@STER CINDERELLA GIRLS STARLIGHT MASTER R/LOCK ON! 05 トロピカルガール
    - トロピカルガール 歌：夢見りあむ・難波笑美・三村かな子・乙倉悠貴・姫川友紀

New bright stars
作詞：eNu、作曲・編曲：設楽哲也
2022年4月に行われたライブイベント「THE IDOLM@STER CINDERELLA GIRLS 10th ANNIVERSARY M@GICAL WONDERLAND!!!」のために書き下ろされた楽曲。
収録作品
- GAME VERSION
  - アイドルマスター シンデレラガールズ スターライトステージ - イベント配信 歌：小日向美穂・桐生つかさ・浅利七海・城ヶ崎美嘉・向井拓海

収録CD
- M@STER VERSION
  - THE IDOLM@STER CINDERELLA GIRLS STARLIGHT MASTER R/LOCK ON! 09 New bright stars
    - New bright stars（M@STER VERSION） 歌：小日向美穂・桐生つかさ・浅利七海・城ヶ崎美嘉・向井拓海
    - New bright stars（M@STER VERSION）小日向美穂ソロ・リミックス 歌：小日向美穂
    - New bright stars（M@STER VERSION）桐生つかさソロ・リミックス 歌：桐生つかさ
    - New bright stars（M@STER VERSION）浅利七海ソロ・リミックス 歌：浅利七海
    - New bright stars（M@STER VERSION）城ヶ崎美嘉ソロ・リミックス 歌：城ヶ崎美嘉
    - New bright stars（M@STER VERSION）向井拓海ソロ・リミックス 歌：向井拓海

- GAME VERSION
  - THE IDOLM@STER CINDERELLA GIRLS STARLIGHT MASTER R/LOCK ON! 09 New bright stars
    - New bright stars 歌：小日向美穂・桐生つかさ・浅利七海・城ヶ崎美嘉・向井拓海

悠久星涼
作詞・作曲・編曲：baker
2023年6月に行われたライブイベント「THE IDOLM@STER CINDERELLA GIRLS 燿城夜祭 -かがやきよまつり-」のために書き下ろされた楽曲。
タイトルの読みは「ゆうきゅうのほしすずし」。
収録作品
- GAME VERSION
  - アイドルマスター シンデレラガールズ スターライトステージ - イベント配信 歌：椎名法子・難波笑美・浜口あやめ・塩見周子・道明寺歌鈴

収録CD
- M@STER VERSION
  - THE IDOLM@STER CINDERELLA GIRLS STARLIGHT MASTER PLATINUM NUMBER 11 悠久星涼
    - 悠久星涼（M@STER VERSION） 歌：椎名法子・難波笑美・浜口あやめ・塩見周子・道明寺歌鈴
    - 悠久星涼（M@STER VERSION）椎名法子ソロ・リミックス 歌：椎名法子
    - 悠久星涼（M@STER VERSION）難波笑美ソロ・リミックス 歌：難波笑美
    - 悠久星涼（M@STER VERSION）浜口あやめソロ・リミックス 歌：浜口あやめ
    - 悠久星涼（M@STER VERSION）塩見周子ソロ・リミックス 歌：塩見周子
    - 悠久星涼（M@STER VERSION）道明寺歌鈴ソロ・リミックス 歌：道明寺歌鈴

- GAME VERSION
  - THE IDOLM@STER CINDERELLA GIRLS STARLIGHT MASTER PLATINUM NUMBER 11 悠久星涼
    - 悠久星涼 歌：椎名法子・難波笑美・浜口あやめ・塩見周子・道明寺歌鈴

Come to you
作詞：やぎぬまかな、作曲・編曲：石濱翔（MONACA）
2024年1月から6月に全国六都市で行われたライブツアー「THE IDOLM@STER CINDERELLA GIRLS UNIT LIVE TOUR ConnecTrip!」のために書き下ろされた楽曲。
収録作品
- GAME VERSION
  - アイドルマスター シンデレラガールズ スターライトステージ - イベント配信 歌：小日向美穂・渋谷凛・本田未央

収録CD
- M@STER VERSION
  - THE IDOLM@STER CINDERELLA GIRLS STARLIGHT MASTER HEART TICKER! 06 Come to you
    - Come to you（M@STER VERSION） 歌：小日向美穂・渋谷凛・本田未央
    - Come to you（M@STER VERSION）小日向美穂ソロ・リミックス 歌：小日向美穂
    - Come to you（M@STER VERSION）渋谷凛ソロ・リミックス 歌：渋谷凛
    - Come to you（M@STER VERSION）本田未央ソロ・リミックス 歌：本田未央

- GAME VERSION
  - THE IDOLM@STER CINDERELLA GIRLS STARLIGHT MASTER HEART TICKER! 06 Come to you
    - Come to you 歌：小日向美穂・渋谷凛・本田未央

スターライトステージ
作詞：八城雄太、作曲・編曲：IMAJO・睦月周平
2025年3月から9月に全国五都市で行われたライブツアー「THE IDOLM@STER CINDERELLA GIRLS STARLIGHT STAGE 10th ANNIVERSARY TOUR Let's AMUSEMENT!!!」のために書き下ろされた楽曲。
収録作品
- GAME VERSION
  - アイドルマスター シンデレラガールズ スターライトステージ - イベント配信 歌：諸星きらり・宮本フレデリカ・荒木比奈・的場梨沙・南条光

収録CD
- M@STER VERSION
  - THE IDOLM@STER CINDERELLA GIRLS STARLIGHT MASTER CRYSTAL QUALIA 07 スターライトステージ
    - スターライトステージ（M@STER VERSION） 歌：諸星きらり・宮本フレデリカ・荒木比奈・的場梨沙・南条光
    - スターライトステージ（M@STER VERSION）諸星きらりソロ・リミックス 歌：諸星きらり
    - スターライトステージ（M@STER VERSION）宮本フレデリカソロ・リミックス 歌：宮本フレデリカ
    - スターライトステージ（M@STER VERSION）荒木比奈ソロ・リミックス 歌：荒木比奈
    - スターライトステージ（M@STER VERSION）的場梨沙ソロ・リミックス 歌：的場梨沙
    - スターライトステージ（M@STER VERSION）南条光ソロ・リミックス 歌：南条光

- GAME VERSION
  - THE IDOLM@STER CINDERELLA GIRLS STARLIGHT MASTER CRYSTAL QUALIA 07 スターライトステージ
    - スターライトステージ 歌：諸星きらり・宮本フレデリカ・荒木比奈・的場梨沙・南条光

### ユニットメンバー
1. ↑  島村卯月（大橋彩香）、小日向美穂（津田美波）、三村かな子（大坪由佳）、渋谷凛（福原綾香）、多田李衣菜（青木瑠璃子）、神崎蘭子（内田真礼）、本田未央（原紗友里）、城ヶ崎美嘉（佳村はるか）、城ヶ崎莉嘉（山本希望）
2. ↑  島村卯月（大橋彩香）、小日向美穂（津田美波）、三村かな子（大坪由佳）
3. ↑  渋谷凛（福原綾香）、多田李衣菜（青木瑠璃子）、神崎蘭子（内田真礼）
4. ↑  本田未央（原紗友里）、城ヶ崎美嘉（佳村はるか）、城ヶ崎莉嘉（山本希望）
5. ↑  諸星きらり（松嵜麗）、双葉杏（五十嵐裕美）
6. ↑  神崎蘭子（内田真礼）、アナスタシア（上坂すみれ）、高垣楓（早見沙織）、輿水幸子（竹達彩奈）、渋谷凛（福原綾香）
7. 1 2 3 4 5 6 7 8  島村卯月（大橋彩香）、渋谷凛（福原綾香）、本田未央（原紗友里）
8. ↑  渋谷凛（福原綾香）、鷺沢文香（M・A・O）、高垣楓（早見沙織）、安部菜々（三宅麻理恵）、緒方智絵里（大空直美）、島村卯月（大橋彩香）、本田未央（原紗友里）、姫川友紀（杜野まこ）、高森藍子（金子有希）
9. 1 2 3 4 5 6  前川みく（高森奈津美）、多田李衣菜（青木瑠璃子）
10. ↑  渋谷凛（福原綾香）、安部菜々（三宅麻理恵）、緒方智絵里（大空直美）、島村卯月（大橋彩香）、本田未央（原紗友里）
11. ↑  塩見周子（ルゥティン）、高垣楓（早見沙織）、渋谷凛（福原綾香）、前川みく（高森奈津美）、一ノ瀬志希（藍原ことみ）、島村卯月（大橋彩香）、相葉夕美（木村珠莉）、城ヶ崎美嘉（佳村はるか）、向井拓海（原優子）
12. ↑  塩見周子（ルゥティン）、前川みく（高森奈津美）、高垣楓（早見沙織）、一ノ瀬志希（藍原ことみ）、相葉夕美（木村珠莉）
13. ↑  高垣楓（早見沙織）、三船美優（原田彩楓）、森久保乃々（高橋花林）、島村卯月（大橋彩香）、安部菜々（三宅麻理恵）、前川みく（高森奈津美）、依田芳乃（高田憂希）、本田未央（原紗友里）、佐藤心（花守ゆみり）
14. ↑  島村卯月（大橋彩香）、高垣楓（早見沙織）、三船美優（原田彩楓）、森久保乃々（高橋花林）、依田芳乃（高田憂希）
15. 1 2 3 4 5  城ヶ崎莉嘉（山本希望）、諸星きらり（松嵜麗）、赤城みりあ（黒沢ともよ）
16. 1 2 3 4 5  双葉杏（五十嵐裕美）、三村かな子（大坪由佳）、緒方智絵里（大空直美）
17. 1 2 3 4 5 6 7  島村卯月（大橋彩香）、渋谷凛（福原綾香）、本田未央（原紗友里）、双葉杏（五十嵐裕美）、三村かな子（大坪由佳）、城ヶ崎莉嘉（山本希望）、神崎蘭子（内田真礼）、前川みく（高森奈津美）、諸星きらり（松嵜麗）、多田李衣菜（青木瑠璃子）、赤城みりあ（黒沢ともよ）、新田美波（洲崎綾）、緒方智絵里（大空直美）、アナスタシア（上坂すみれ）
18. 1 2 3 4 5 6 7 8  橘ありす（佐藤亜美菜）、櫻井桃華（照井春佳）、赤城みりあ（黒沢ともよ）、的場梨沙（集貝はな）、結城晴（小市眞琴）、佐々木千枝（今井麻夏）、龍崎薫（春瀬なつみ）、市原仁奈（久野美咲）、古賀小春（小森結梨）
19. 1 2 3 4  新田美波（洲崎綾）、アナスタシア（上坂すみれ）
20. 1 2 3 4  神崎蘭子（内田真礼）
21. 1 2  渋谷凛（福原綾香）、神谷奈緒（松井恵理子）、北条加蓮（渕上舞）
22. ↑  木村夏樹（安野希世乃）、安部菜々（三宅麻理恵）
23. 1 2 3  源さくら（本渡楓）、二階堂サキ（田野アサミ）、水野愛（種田梨沙）、紺野純子（河瀬茉希）、ゆうぎり（衣川里佳）、星川リリィ（田中美海）